# Powiat bydgoski
Powiat bydgoski – powiat w Polsce (województwo kujawsko-pomorskie), utworzony w 1999 roku w ramach reformy administracyjnej. Jego siedzibą jest miasto Bydgoszcz.

## Charakterystyka

### Położenie
Powiat bydgoski ziemski składa się z ośmiu gmin graniczących z obszarem administracyjnym Bydgoszczy. Obejmuje obszar 1398 km² (7,8% powierzchni województwa) i usytuowany jest w centralnej części województwa kujawsko-pomorskiego. Od zachodu graniczy z powiatami: nakielskim i sępoleńskim, od północy z: tucholskim i świeckim, od wschodu z: chełmińskim i toruńskim, a od południa z: inowrocławskim i żnińskim. W centrum powiatu znajduje się jego stolica Bydgoszcz, która administracyjnie tworzy własny powiat miejski.

### Sieć osadnicza
Sieć osadniczą powiatu tworzą dwa miasta: Koronowo i Solec Kujawski, 124 sołectwa oraz 215 wsi. Sześć wsi liczy ponad 2 tys. mieszkańców, a kolejne 11 – ponad 1 tys. W 2017 roku ludność powiatu wynosiła 114 tys. osób, rosnąca dynamicznie od początku lat 90. XX w.

### Gminy
Gminy powiatu bydgoskiego:
| Gmina              | Powierzchnia (km²) | Liczba ludności 30 grudnia 2016 | Gęstość zaludnienia (osób/km²) | Pracujący | Podmioty REGON | Zmiana populacji 1995-2016 (%) | Saldo migracji 1995-2016 | Nowe mieszkania 1995-2016 | Zalesienie (% pow.) |
| ------------------ | ------------------ | ------------------------------- | ------------------------------ | --------- | -------------- | ------------------------------ | ------------------------ | ------------------------- | ------------------- |
| Białe Błota        | 123                | 20 694                          | 169                            | 7279      | 3190           | 124,9                          | 9299                     | 3690                      | 53,0                |
| Dąbrowa Chełmińska | 125                | 8218                            | 66                             | 915       | 680            | 24,0                           | 1066                     | 690                       | 44,1                |
| Dobrcz             | 130                | 11 352                          | 87                             | 1166      | 998            | 34,3                           | 1841                     | 1014                      | 6,5                 |
| Koronowo           | 412                | 24 218                          | 59                             | 3090      | 1867           | 6,2                            | 289                      | 1161                      | 30,8                |
| Nowa Wieś Wielka   | 148                | 9929                            | 67                             | 1782      | 1097           | 51,4                           | 2679                     | 906                       | 61,6                |
| Osielsko           | 102                | 13 279                          | 131                            | 2647      | 2324           | 128,0                          | 6559                     | 3087                      | 56,8                |
| Sicienko           | 180                | 9915                            | 55                             | 983       | 917            | 32,8                           | 1413                     | 953                       | 19,4                |
| Solec Kujawski     | 175                | 16 813                          | 96                             | 4867      | 1601           | 8,1                            | 886                      | 1092                      | 74,0                |

### Miasta

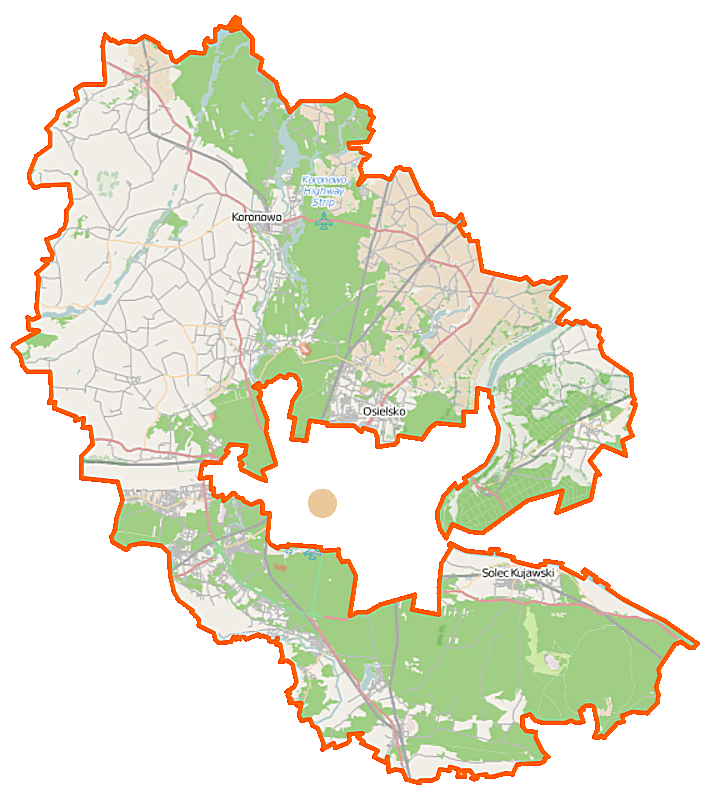
Mapa powiatu

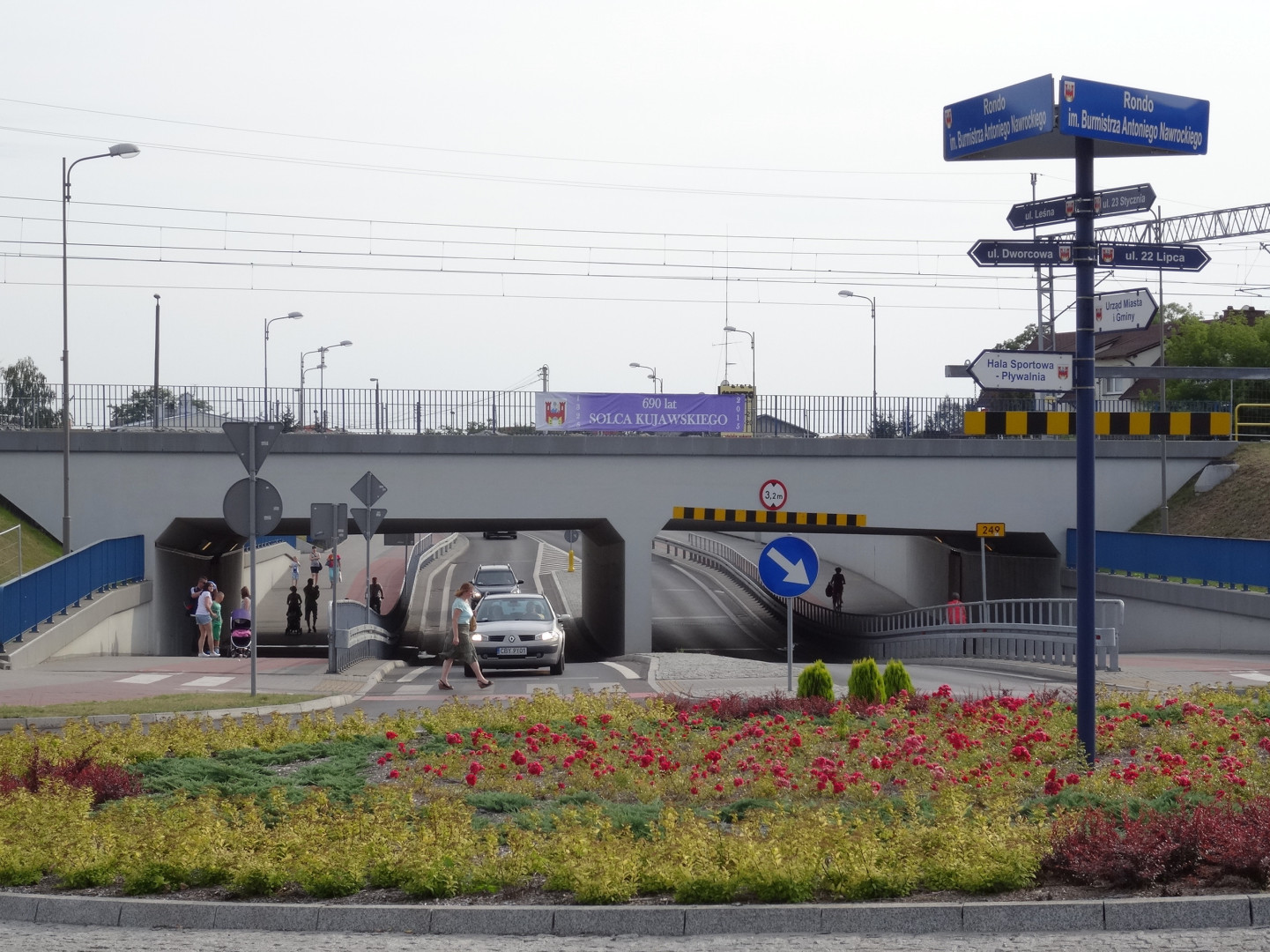
Solec Kujawski – tunel pod linią kolejową 18 przy rondzie im. burmistrza Antoniego Nawrockiego

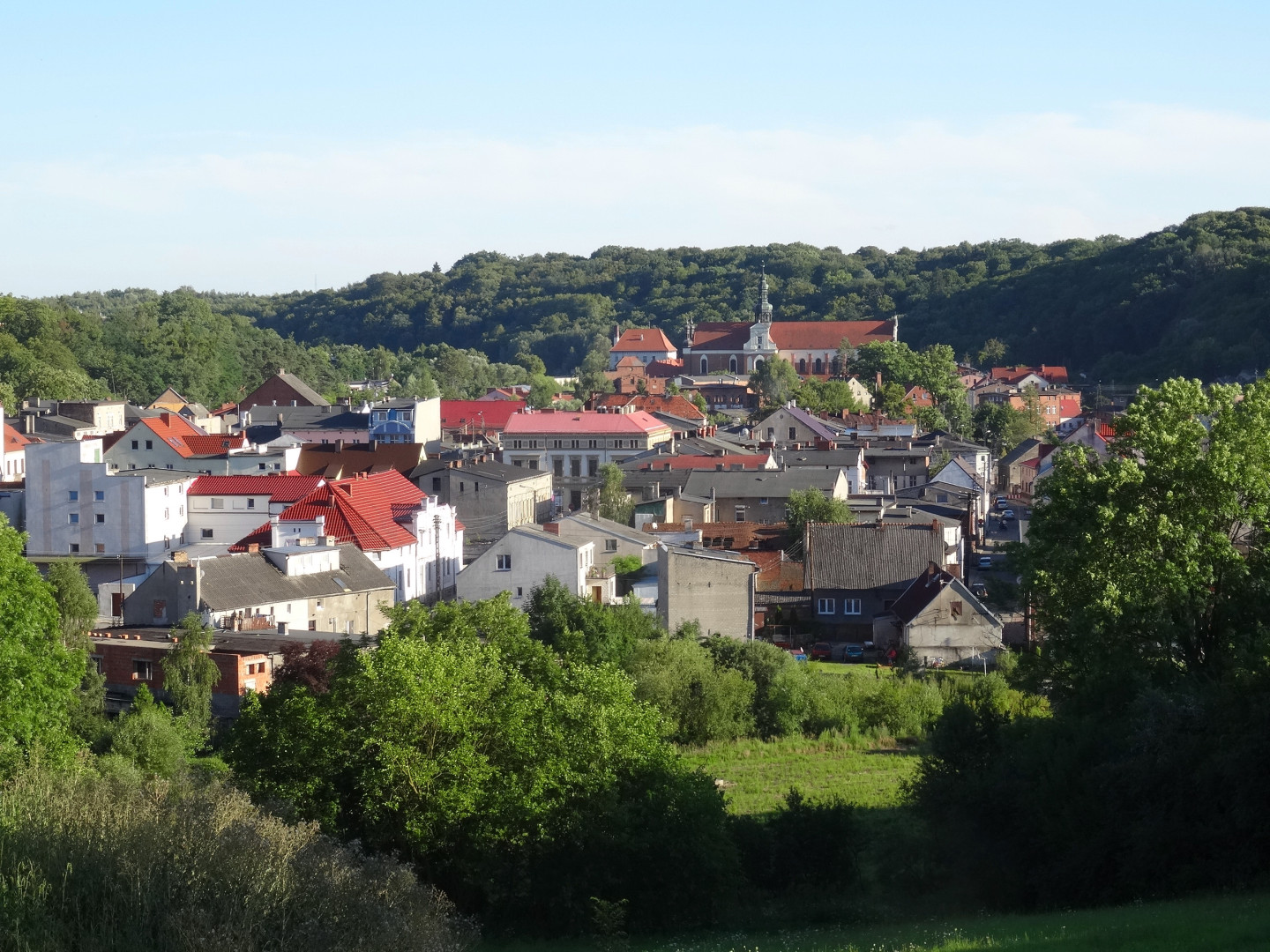
Koronowo – panorama miasta z krawędzi doliny Brdy, w oddali bazylika Wniebowzięcia Najświętszej Maryi Panny w Koronowie

Na obszarze powiatu znajdują się dwa miasta: Solec Kujawski (lokacja w 1325) i Koronowo (1368), w których mieszka łącznie 27 tys. osób tj. 23% populacji całego powiatu. Do 1875 roku częścią składową powiatu była jego stolica Bydgoszcz, którą wyodrębniono w powiat miejski, a do 1973 roku także miasto Fordon, włączone później w obszar administracyjny Bydgoszczy. Okresowo do powiatu bydgoskiego należały również miasta: Kcynia (1772–1816) oraz Barcin, Łabiszyn, Mrocza, Nakło nad Notecią, Rynarzewo i Szubin (wszystkie w latach 1772–1818). Na terenie powiatu są również miejscowości, które otrzymały prawa miejskie, lecz później je utraciły, bądź nie weszły one w życie: Byszewo (1286 – przywilej Ziemomysła inowrocławskiego dla klasztoru cystersów), Trzęsacz (1289 – przywilej Przemysła II dla cystersów), Czersko (1670 – przywilej Michała Korybuta Wiśniowieckiego dla wojewody poznańskiego Andrzeja Karola Grudzińskiego), Ostromecko (1750 – przywilej Augusta III Sasa dla wojewody pomorskiego Pawła Michała Mostowskiego)
Największe miejscowości powiatu bydgoskiego (wyróżniono miasta):
| Miejscowość        | Gmina              | Liczba ludności 2010 |
| ------------------ | ------------------ | -------------------- |
| Solec Kujawski     | Solec Kujawski     | 15 497               |
| Koronowo           | Koronowo           | 11 263               |
| Białe Błota        | Białe Błota        | 6176                 |
| Osielsko           | Osielsko           | 3900                 |
| Brzoza             | Nowa Wieś Wielka   | 3096                 |
| Łochowo            | Białe Błota        | 2977                 |
| Nowa Wieś Wielka   | Nowa Wieś Wielka   | 2352                 |
| Niemcz             | Osielsko           | 2143                 |
| Dąbrowa Chełmińska | Dąbrowa Chełmińska | 1967                 |
| Maksymilianowo     | Osielsko           | 1465                 |
| Dobrcz             | Dobrcz             | 1458                 |
| Żołędowo           | Osielsko           | 1323                 |
| Mąkowarsko         | Koronowo           | 1321                 |
| Osówiec            | Sicienko           | 1206                 |
| Murowaniec         | Białe Błota        | 1104                 |
| Tryszczyn          | Koronowo           | 1068                 |
| Ciele              | Białe Błota        | 1051                 |
| Kotomierz          | Dobrcz             | 1015                 |
| Borówno            | Dobrcz             | 1001                 |
| Ostromecko         | Dąbrowa Chełmińska | 997                  |
| Czarże             | Dąbrowa Chełmińska | 997                  |
| Wtelno             | Koronowo           | 953                  |

### Użytkowanie przestrzeni
- użytki rolne: 46%[2] – najwięcej w gminach: Dobrcz i Sicienko
  - grunty orne: 38%
  - łąki i pastwiska: 7% – głównie w pradolinie bydgosko-nakielskiej
  - sady: 1% – głównie w Dolinie Fordońskiej
- lasy: 42% – najwięcej w gminach: Solec Kujawski i Nowa Wieś Wielka
- obszary zurbanizowane: 5% – najwięcej w gminach: Białe Błota i Osielsko
- wody powierzchniowe: 3% – najwięcej w gminie Koronowo
- nieużytki: 2%

### Etnografia
Teren powiatu bydgoskiego stanowi mozaikę etnicznych wpływów, które są pozostałością po burzliwej przeszłości oraz położenia na styku krain geograficznych, oddzielonych naturalnymi granicami. Większość terenu należy do historycznych Kujaw Północnych, w których zanikły już tradycje etnograficzne, a ich mieszkańcy identyfikują się głównie z Krajną. Północno-zachodnia część powiatu położona na zachód od rynny jezior byszewskich należy do Krajny, prawobrzeże Wisły do historycznej Ziemi Chełmińskiej, a obszar zakola Noteci na południowy zachód od Brzozy – do Pałuk. Od północy powiat graniczy z etnograficznymi krainami: Kociewia i Borowiaków Tucholskich.

### Wpływ Bydgoszczy

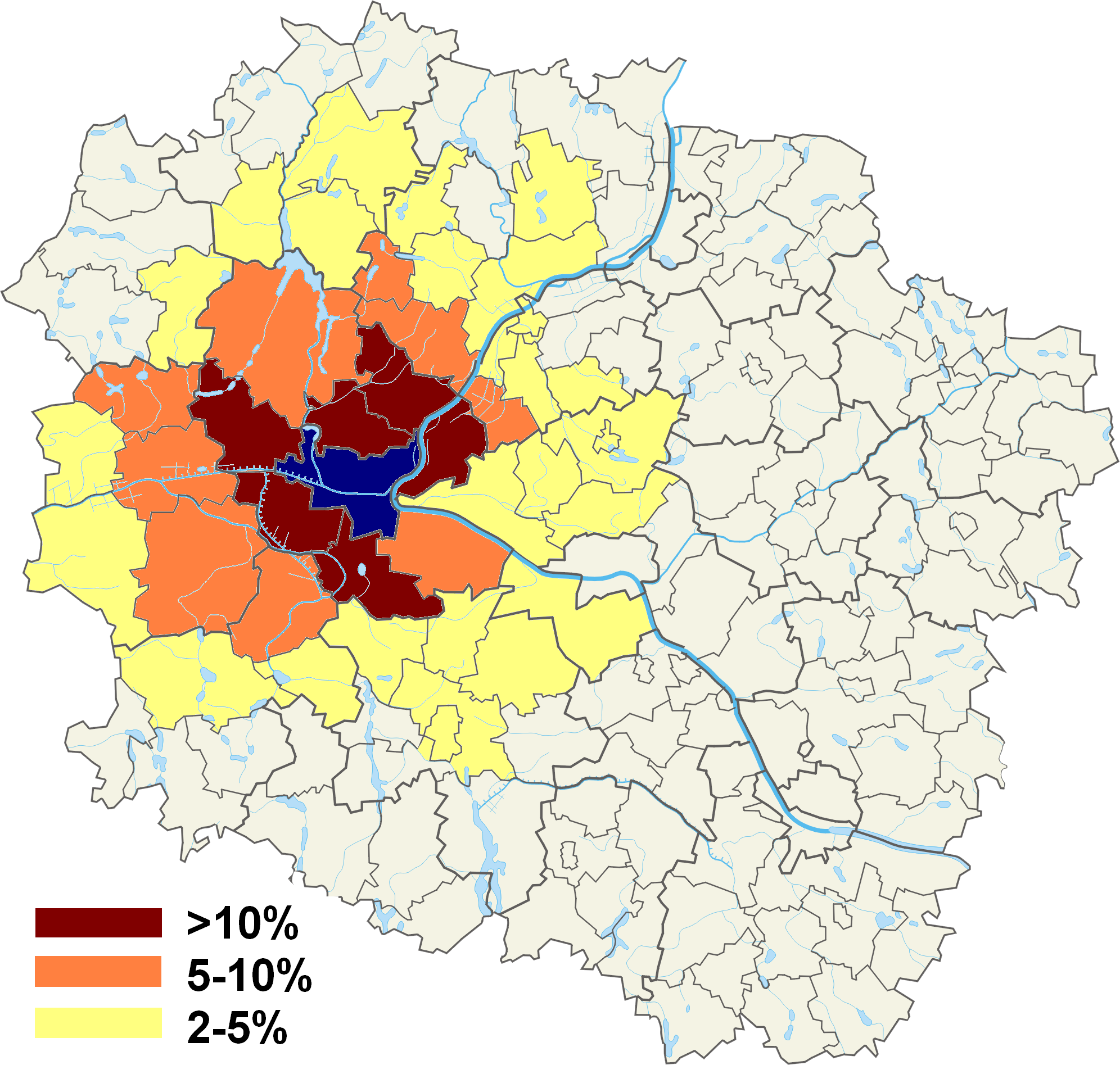
Dojazdy do pracy do Bydgoszczy według Narodowego Spisu Powszechnego 2011. Liczba osób zatrudnionych w Bydgoszczy w stosunku do liczby ludności w wieku produkcyjnym w gminach (%)

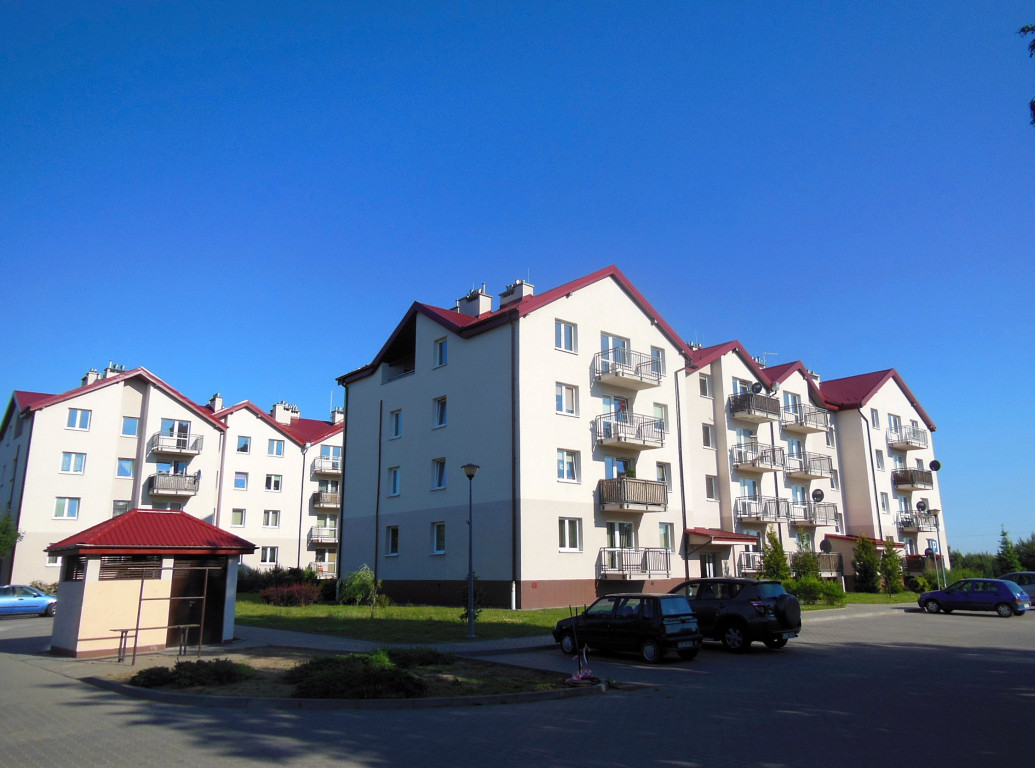
Osiedle mieszkaniowe w Osielsku

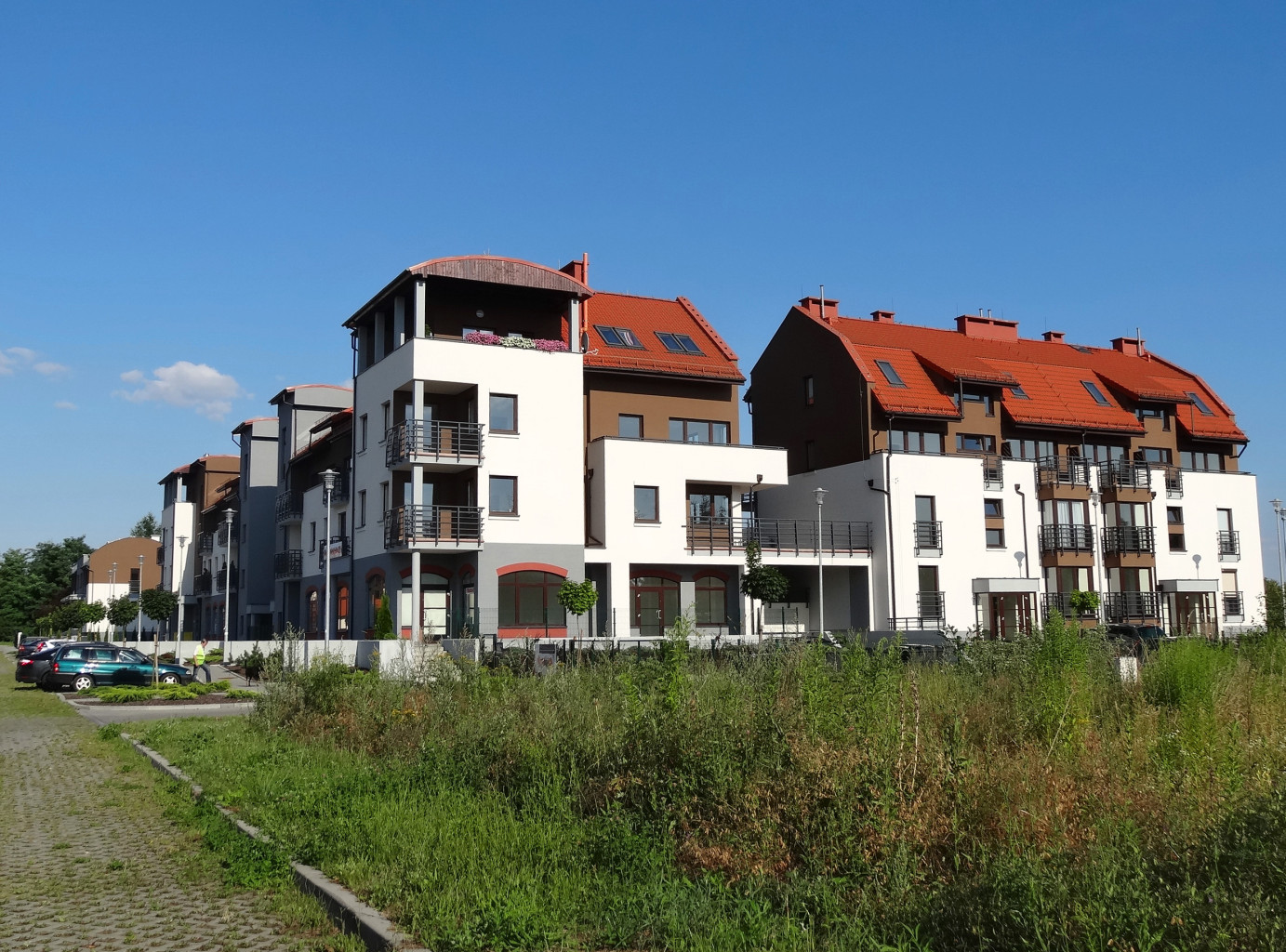
Zabudowa w Niemczu

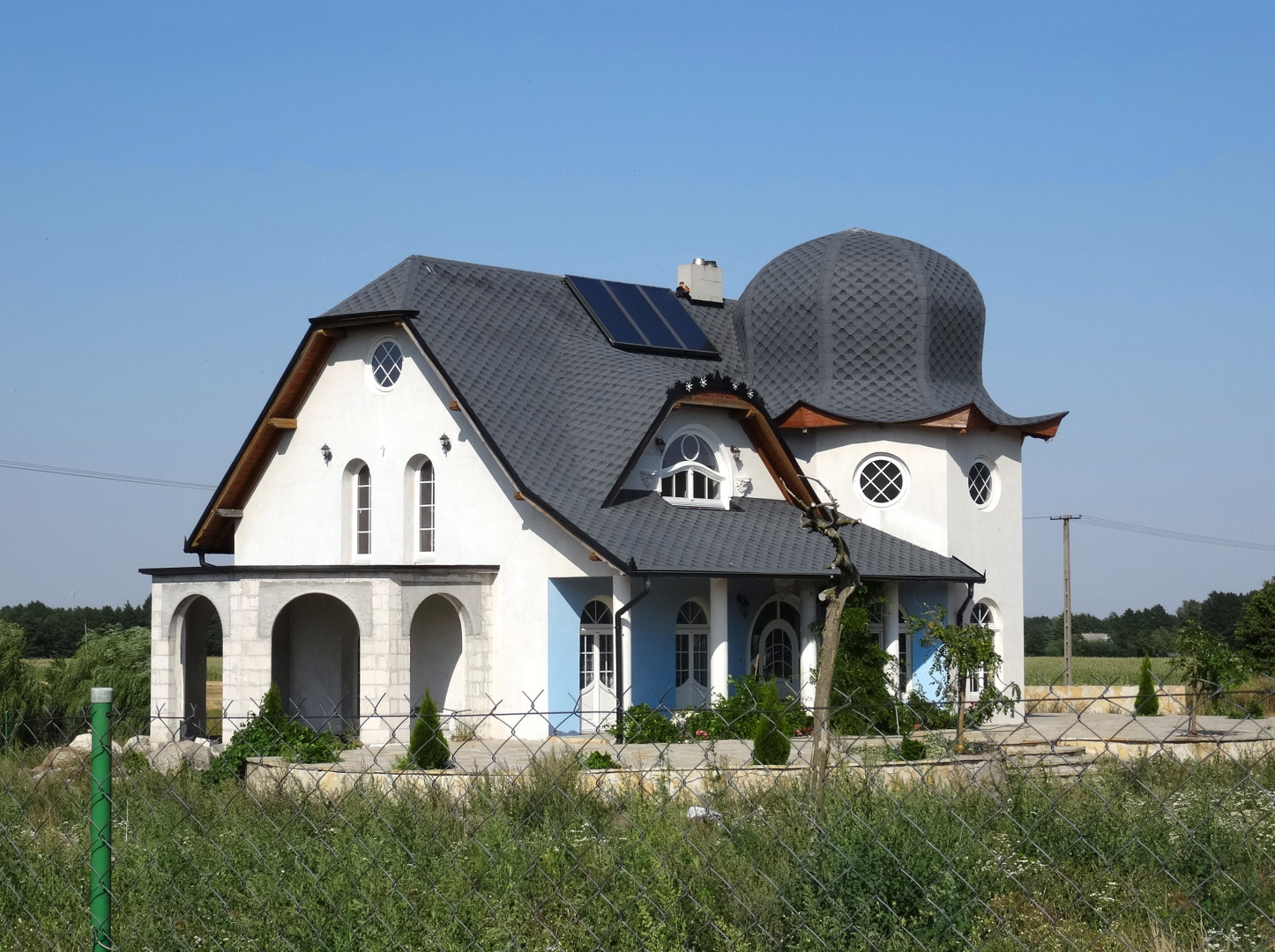
Dom w Gzinie Dolnym

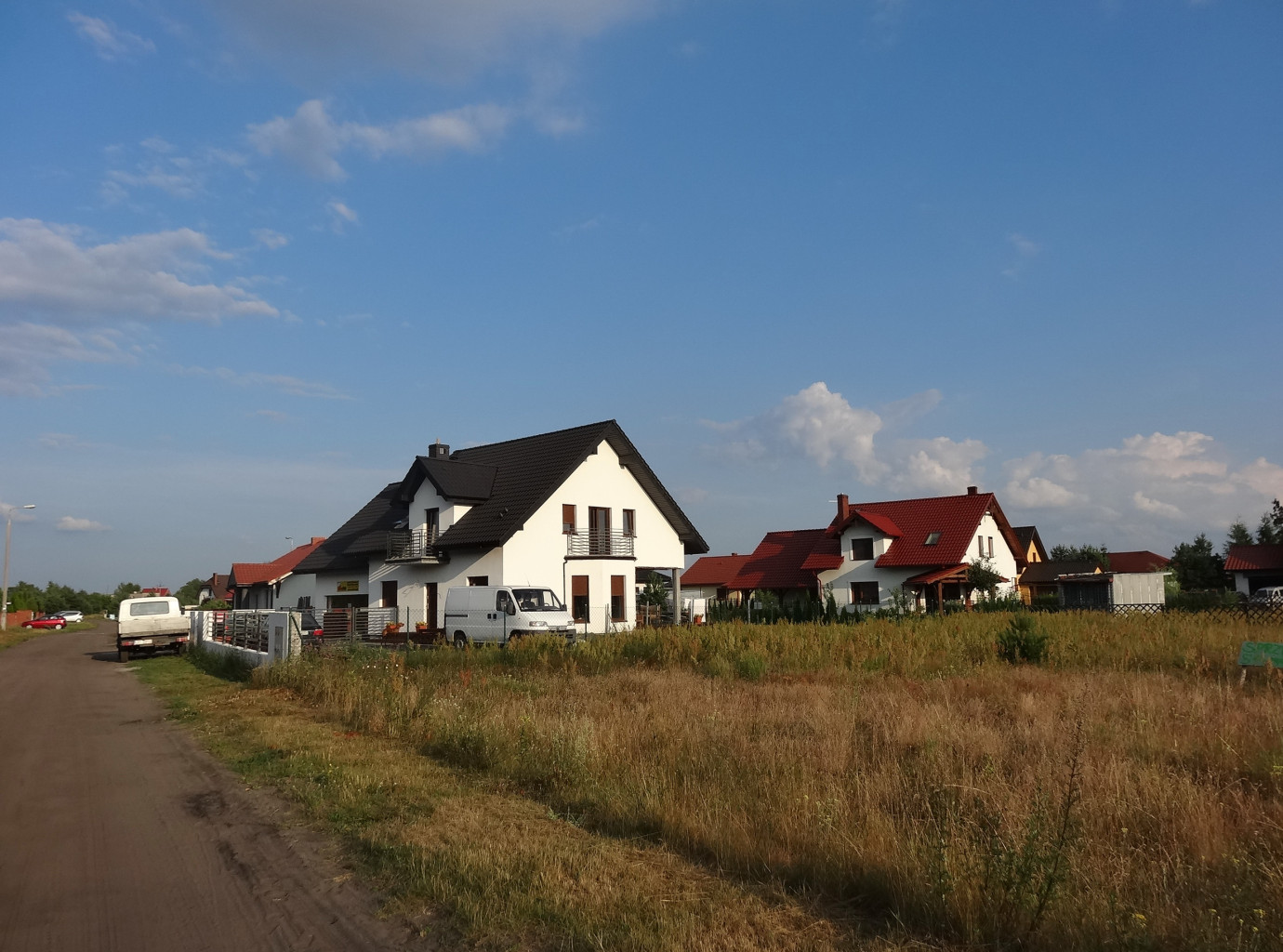
Osiedle w budowie w Murowańcu

Powiat bydgoski ma charakter podmiejski, którego mieszkańcy w szerokim zakresie korzystają z bliskości miasta Bydgoszczy. Na jego obszarze nasilone jest zjawisko suburbanizacji. Od 1999 roku ludność powiatu wzrosła o 34% (z 85 do 114 tys. osób), a najbliższe centrum Bydgoszczy gminy: Osielsko i Białe Błota o 126% (z 15 do 34 tys.) W latach 1995–2016 w gminach wybudowano 12,5 tys. nowych mieszkań. Powiat zajmuje pierwsze miejsce w województwie pod względem salda migracji, liczby i metrażu oddawanych mieszkań, a pod względem wskaźników ekonomicznych (dochody własne, przedsiębiorczość, bezrobocie) znajduje w czołówce. Znaczna liczba mieszkańców powiatu korzysta z usług wyższego rzędu w Bydgoszczy: miejsc pracy, szkół, szpitali, obiektów kultury, sportu, handlu, usług. Powiązania funkcjonalne z Bydgoszczą odzwierciedlają się we wzroście natężenia dojazdów, co generuje wzmożony ruch samochodowy na drogach prowadzących do Bydgoszczy. Jednocześnie powiat jako podmiejski postrzegany jest jako atrakcyjny inwestycyjnie, co przyczynia się do wzrostu liczby podmiotów gospodarczych. Samorząd powiatowy oraz wszystkie gminy powiatu są sygnatariuszami Stowarzyszenia Metropolia Bydgoszcz, będącą wstępem do budowy związku metropolitalnego.

## Demografia
Liczba ludności (dane z 31 grudnia 2007):
|        | Ogółem | Ogółem | Kobiety | Kobiety | Mężczyźni | Mężczyźni |
| osób   | %      | osób   | %       | osób    | %         |           |
| ------ | ------ | ------ | ------- | ------- | --------- | --------- |
| Ogółem | 99 386 | 100    | 50 401  | 50,71   | 48 985    | 49,29     |
| Miasto | 26 039 | 26,20  | 13 588  | 13,67   | 12 451    | 12,53     |
| Wieś   | 73 347 | 73,80  | 36 813  | 37,04   | 36 534    | 36,76     |

▶Wieś vs ▶miasto
Ogółem (▶k, ▶m)
Miasto (▶k, ▶m)
Wieś (▶k, ▶m)

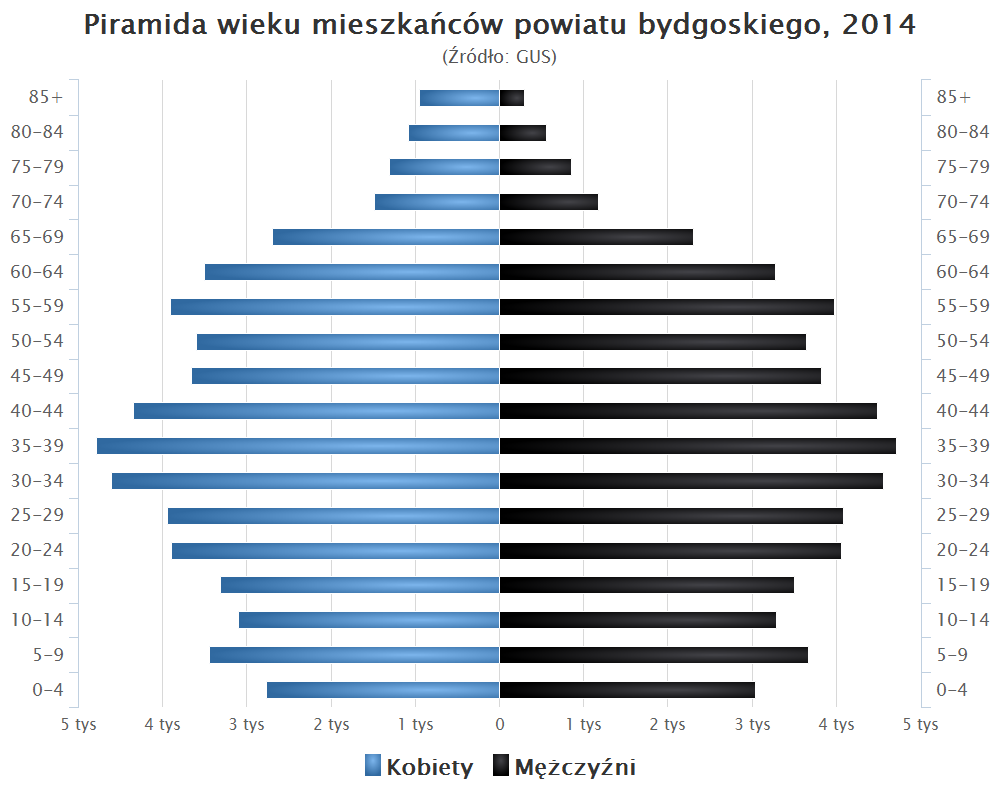
Piramida wieku mieszkańców powiatu bydgoskiego w 2014 roku

Ludność powiatu bydgoskiego w latach 1995–2016
Według danych z 31 grudnia 2019 roku powiat zamieszkiwały 118 683 osoby. Natomiast według danych z 30 czerwca 2020 roku powiat zamieszkiwało 119 448 osób.

## Warunki naturalne

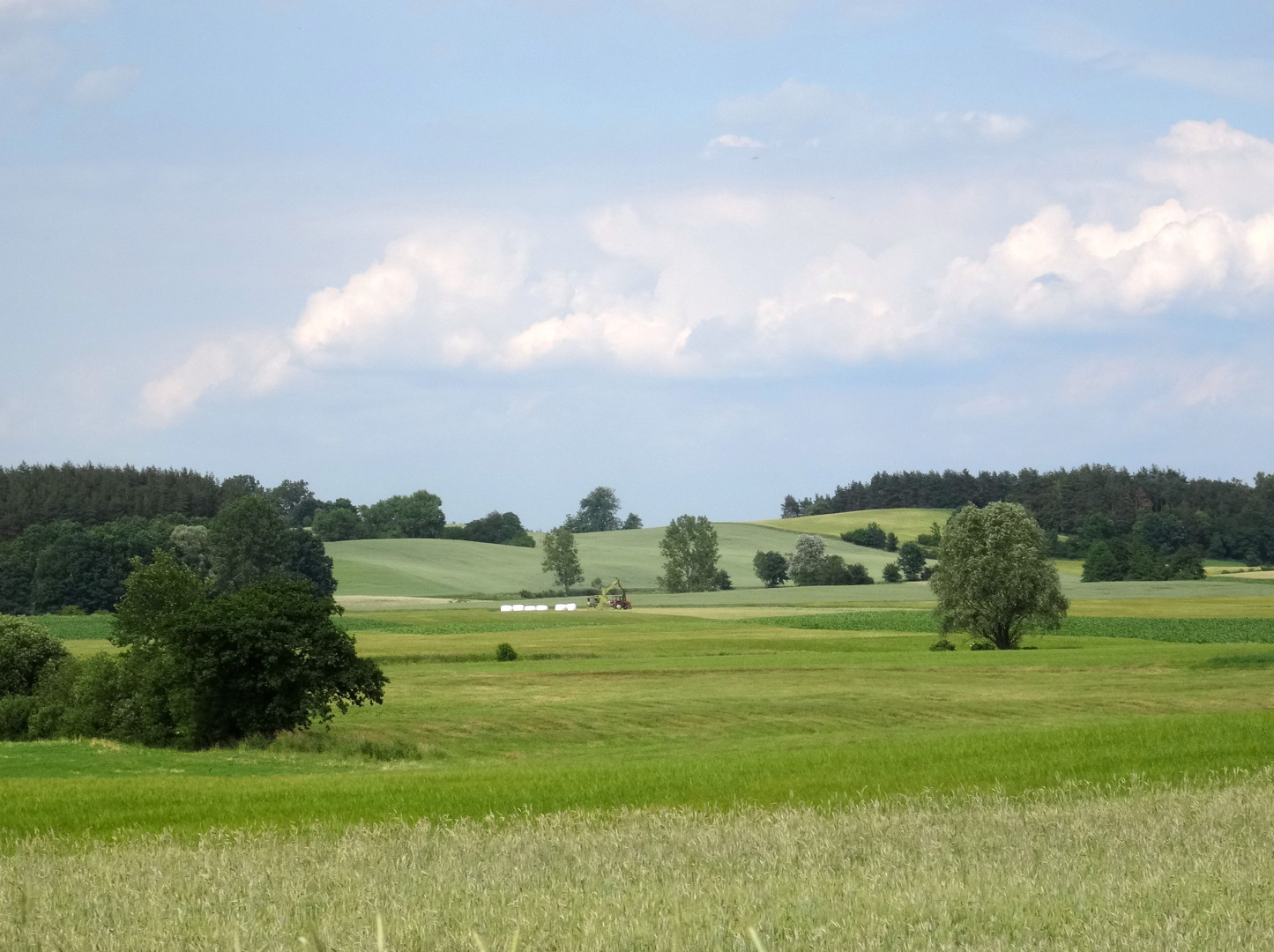
Krajobraz morenowy Pojezierza Krajeńskiego

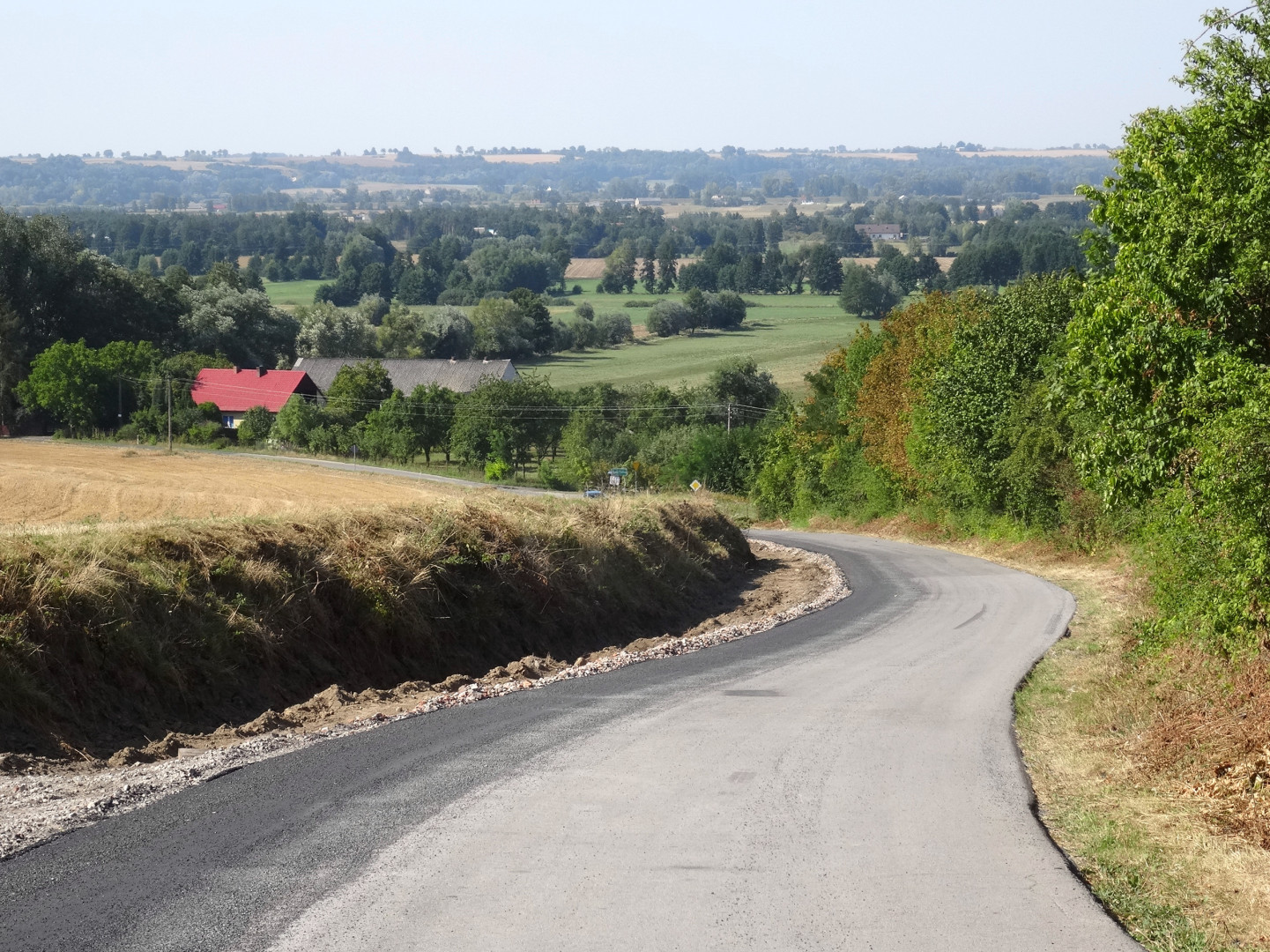
Widok z Gzina na Dolinę Wisły

### Geomorfologia
Powiat bydgoski leży na pograniczu kilku wielkich pojezierzy: Południowopomorskiego, Wielkopolskiego i Chełmińsko-Dobrzyńskiego, a ponadto przecinają go wielkie doliny: Pradolina Toruńsko-Eberswaldzka oraz Dolina Dolnej Wisły. W okolicach Bydgoszczy Wisła zakręca na północ tworząc ogromne zakole, do którego od zachodu wpływa Brda. Obie rzeki, jak również pradolinę bydgosko-nakielską, w której dnie płynie Kanał Bydgoski otaczają strome zbocza, poprzecinane jarami i dolinami denudacyjnymi. Pod względem fizycznogeograficznym według podziału Jerzego Kondrackiego obszar powiatu leży w obrębie czterech makroregionów i siedmiu mezoregionów:
- Pojezierze Południowopomorskie
  - Pojezierze Krajeńskie
  - Dolina Brdy
  - Wysoczyzna Świecka
- Dolina Dolnej Wisły
  - Dolina Fordońska
- Pojezierze Chełmińsko-Dobrzyńskie
  - Pojezierze Chełmińskie
- Pradolina Toruńsko-Eberswaldzka
  - Kotlina Toruńska

Powiat charakteryzuje się rzeźbą młodoglacjalną ukształtowaną podczas fazy kujawskiej i krajeńskiej zlodowacenia bałtyckiego. Pod względem morfologicznym północną część powiatu zajmuje falista wysoczyzna morenowa o wysokości bezwzględnej 80–120 m n.p.m., rozcięta przez sandr Brdy oraz rynnę polodowcową jezior byszewskich. Na jej obszarze występują linie moren postojowych lodowca, widoczne w postaci ciągów wzniesień. Prawobrzeże Wisły to wysoczyzna morenowa, od zachodu ograniczona stromym zboczem Doliny Wisły. Część południową zajmuje natomiast szeroka na kilkanaście kilometrów Pradolina Toruńsko-Eberswaldzka z systemem teras ograniczonych stromymi zboczami. Występują w niej utwory eoliczne – zalesione wydmy śródlądowe o wysokościach do 40 m. Dolina Wisły wykształcona została u schyłku plejstocenu i w holocenie, wskutek utorowania przez Wisłę szlaku odpływu wód ku północy w dawnej rynnie sandrowej Chełmno-Fordon (Fordoński Przełom Wisły). Zbocza Doliny (zachodnie zwane Zboczem Fordońskim, a wschodnie – Zboczem Mariańskim) mają wysokość względną dochodzącą do 60 m i rozczłonkowane są dolinkami i parowami denudacyjnymi o głębokościach do 50 m i długościach do 2 km. Strefy krawędziowe dolin i pradolin: Brdy, Wisły Kanału Bydgoskiego są dogodnymi punktami widokowymi.
Najniżej położonym miejscem w powiecie jest brzeg Wisły koło Trzęsacza – 26 m n.p.m., a najwyższym wzgórza moren czołowych – 155 m n.p.m. na zachód od rynny byszewskiej.

### Wody

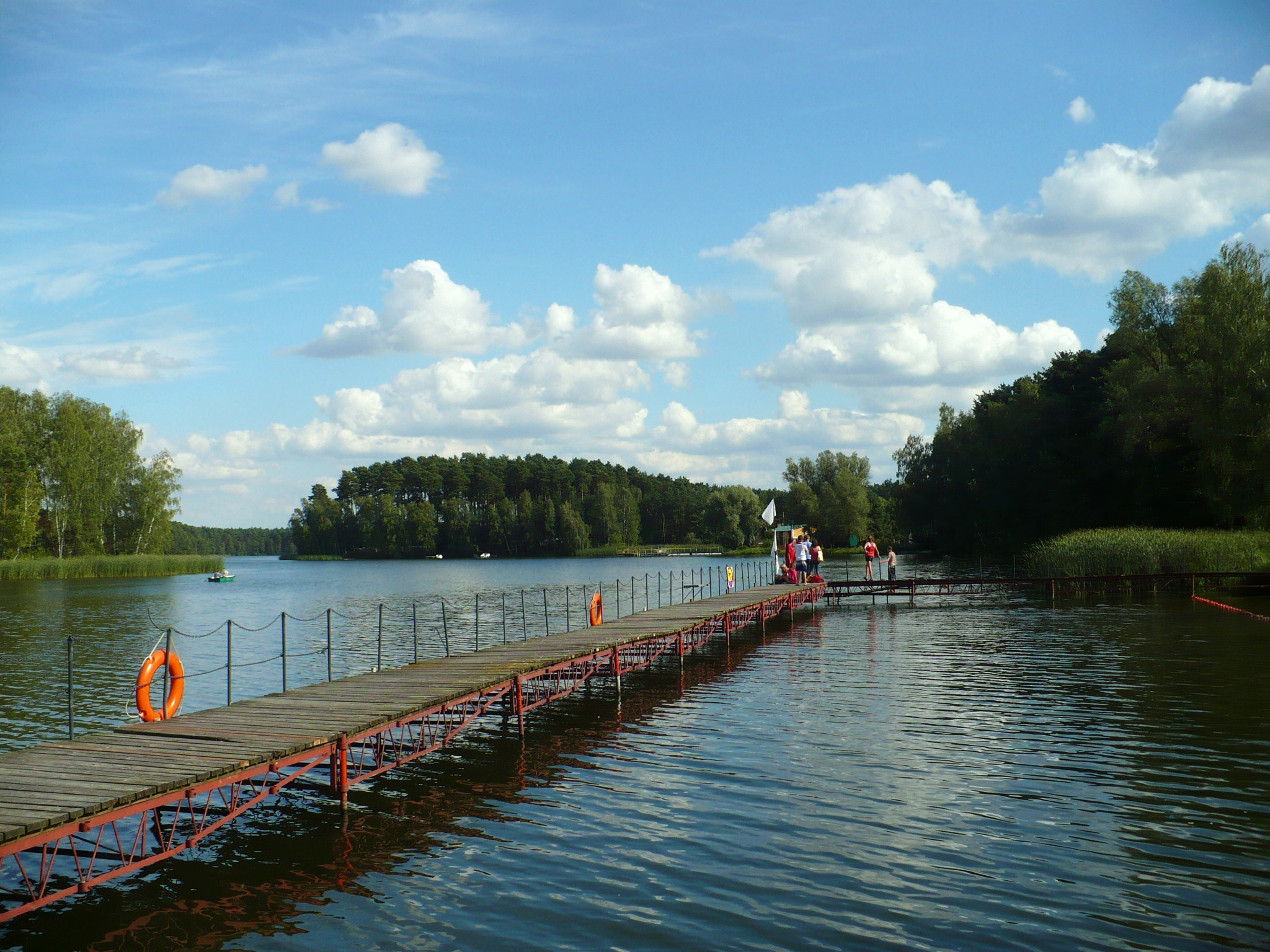
Zalew Koronowski w Samociążku

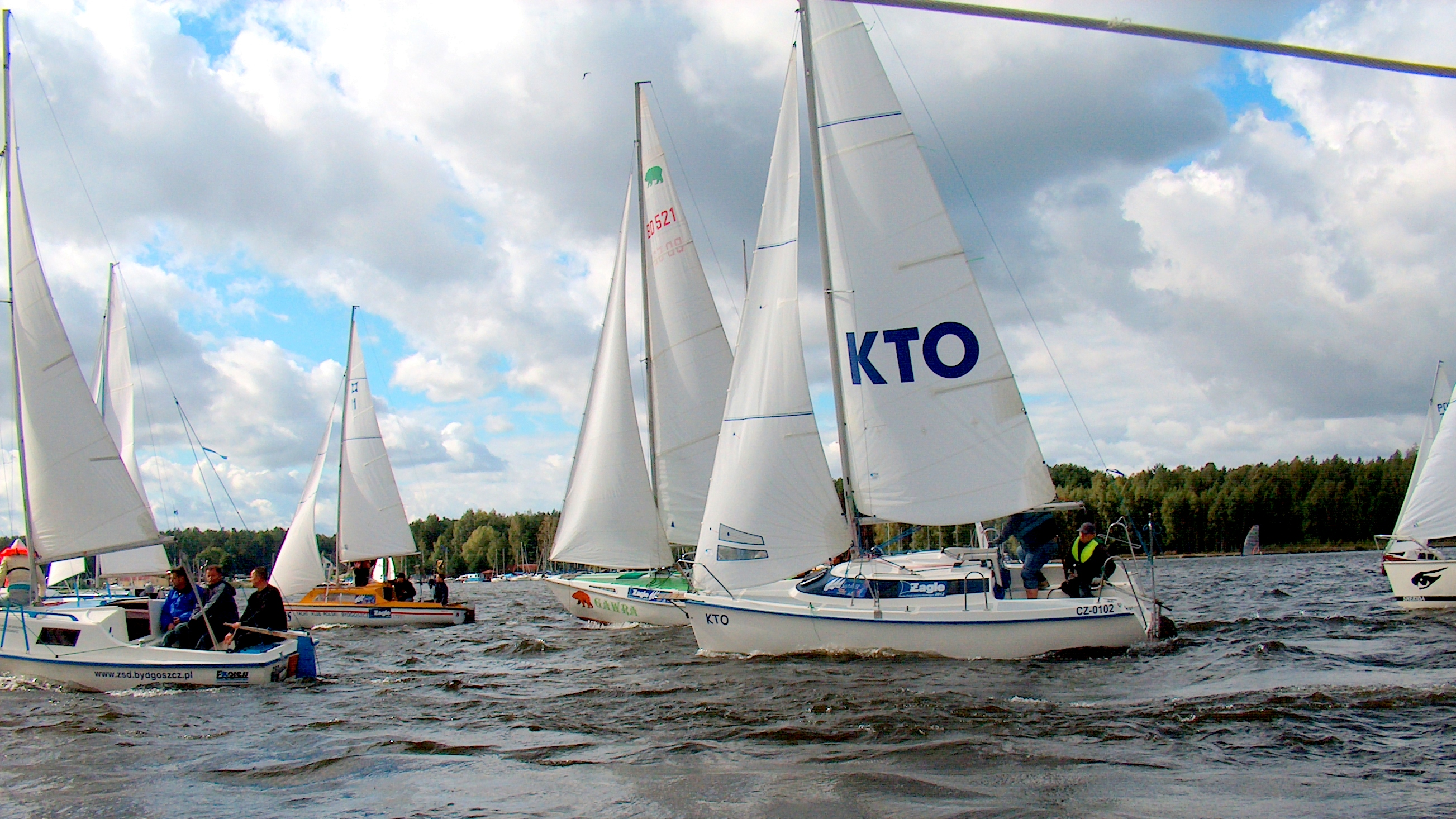
Regaty na Zalewie Koronowskim

Powiat bydgoski leży na wododziale dorzeczy Wisły i Odry, których łącznikiem jest Kanał Górnonotecki i Kanał Bydgoski. Do dorzecza Odry należy – za sprawą zlewni Noteci – fragment gmin: Nowa Wieś Wielka, Białe Błota i Sicienko, reszta obszaru do dorzecza Wisły. Głównymi ciekami naturalnymi są: Wisła, Brda, Krówka, Kotomierzyca, Struga Młyńska, a sztucznymi: Kanał Bydgoski, Górnonotecki, Notecki, Nowy Kanał Notecki, Kanał Zielona Struga, Kanał Chrośniański.
Na terenie powiatu znajduje się kilkadziesiąt jezior, z których połowa zlokalizowana jest w polodowcowej rynnie byszewskiej, a kilka na Wysoczyźnie Świeckiej i w Puszczy Bydgoskiej. Największym akwenem jest Zbiornik Koronowski o długości 42 km, który powstał w 1961 roku po spiętrzeniu wód rzeki Brdy zaporą w Pieczyskach. Okalają je rozległe lasy, które na północy łączą się z Borami Tucholskimi. Wokół zbiornika rozmieszczona jest duża część powiatowej bazy turystycznej. W Pieczyskach, Romanowie, Samociążku, Sokole-Kuźnicy, Tuszynach zlokalizowane są całoroczne ośrodki wypoczynku.
Jakość wód jezior mieści się przeważnie w III klasie, a w II klasie – Jezioro Wierzchucińskie Duże oraz wody rzeki Brdy wraz z ciągiem jezior zaporowych.
Ważniejsze jeziora powiatu bydgoskiego:
| Nazwa                | Pow. [ ha ] | Głęb. [m] | Objętość [tys. m³] | Pow. zlewni [km²] | Klasa czystości | Uwagi           |
| -------------------- | ----------- | --------- | ------------------ | ----------------- | --------------- | --------------- |
| Borówno              | 43,8        | 14,1      | 3306               | 3,5               | 2,67            |                 |
| Długie               | 42,3        | 29,5      | 4163               | 172,0             |                 | rynna byszewska |
| Dobrcz               | 30,2        | 6,3       | 1333               | 11,2              | 3,55            |                 |
| Jezuickie            | 146,7       | 10,6      | 5063               | 103,2             | 2,67            |                 |
| Krosna               | 10,6        | 9,5       | 517                | 168,6             |                 | rynna byszewska |
| Krzywe               | 26,0        | 21,5      | 2071               | 189,2             |                 | rynna byszewska |
| Kusowo               | 44,0        | 9,2       | 1497               | 15,3              | 3,21            |                 |
| Słupowskie           | 119,9       | 34,4      | 9741               | 137,3             | 2,93            |                 |
| Studzienne           | 26,7        | 22,5      | 2750               | 148,0             |                 | rynna byszewska |
| Wierzchucińskie Duże | 49,2        | 25,0      | 5690               | 142,3             | 2,47            |                 |
| Wierzchucińskie Małe | 52,3        | 12,7      | 2851               | 144,6             | 2,67            |                 |

Zbiorniki zaporowe na Brdzie:
| Nazwa              | Pow. [ ha ] | Objętość [tys. m³] | Wys. tamy [m] | Lata powstania | Moc elektrowni [MW] | Uwagi                                                   |
| ------------------ | ----------- | ------------------ | ------------- | -------------- | ------------------- | ------------------------------------------------------- |
| Zalew Koronowski   | 1560        | 80600              | 26            | 1950-1962      | 26                  | mieści w sobie kilkanaście połączonych jezior rynnowych |
| Zalew Tryszczyński | 87          | 2200               | 4,5           | 1959-1962      | 3,3                 |                                                         |
| Zalew Smukalski    | 94          | 2225               | 8             | 1950–1952      | 3                   |                                                         |

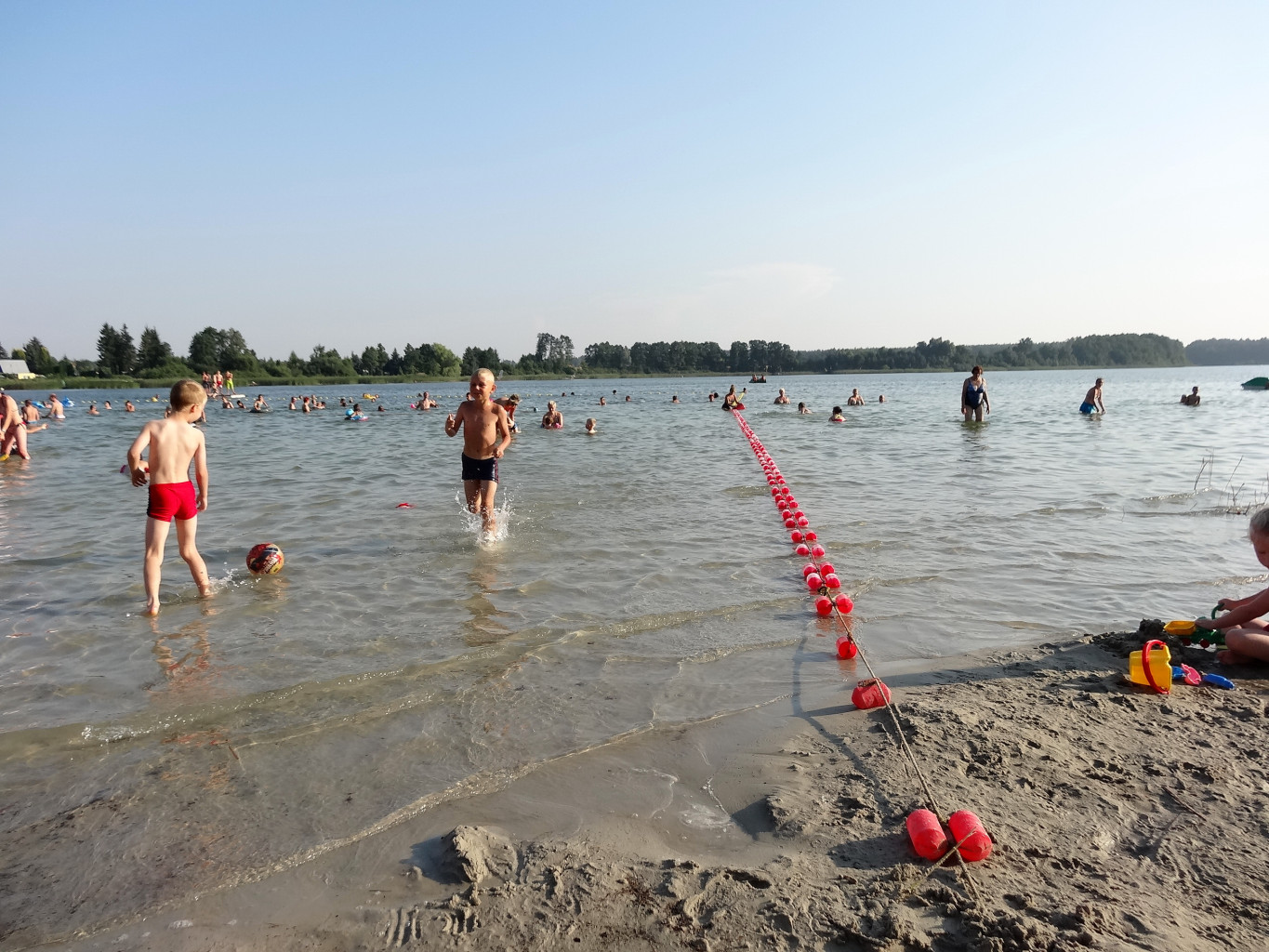
Jezioro Borówno
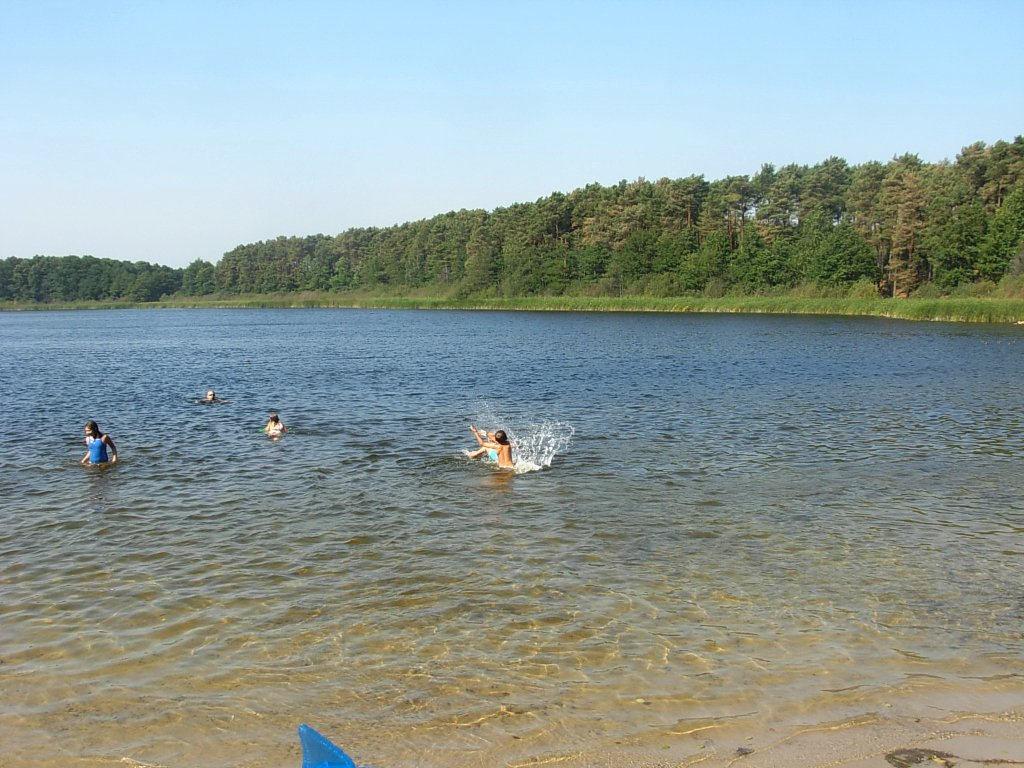
Jezioro Jezuickie
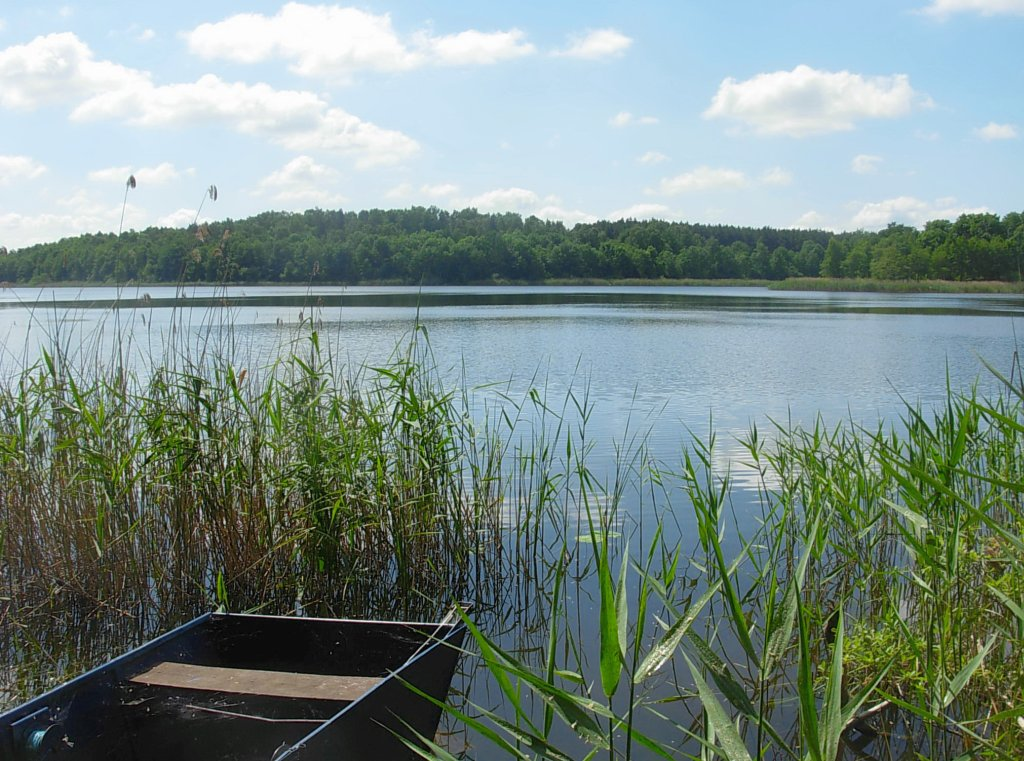
Jezioro Słupowskie
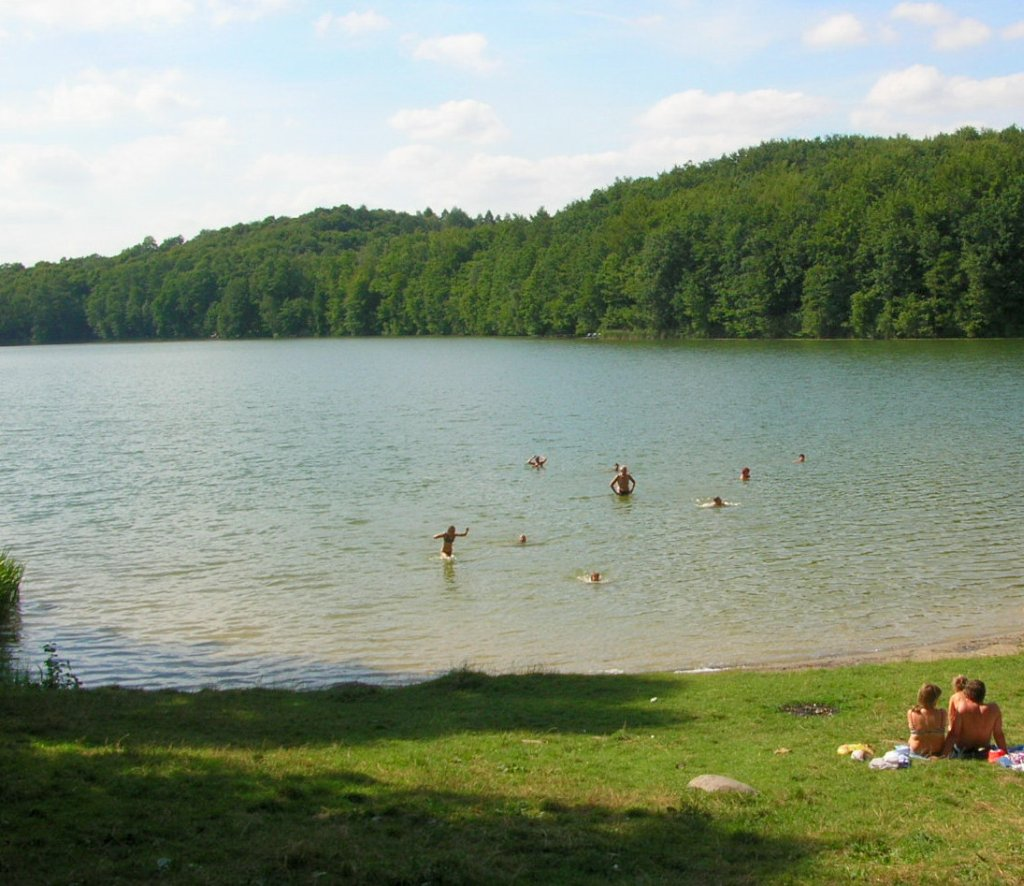
Jezioro Salno
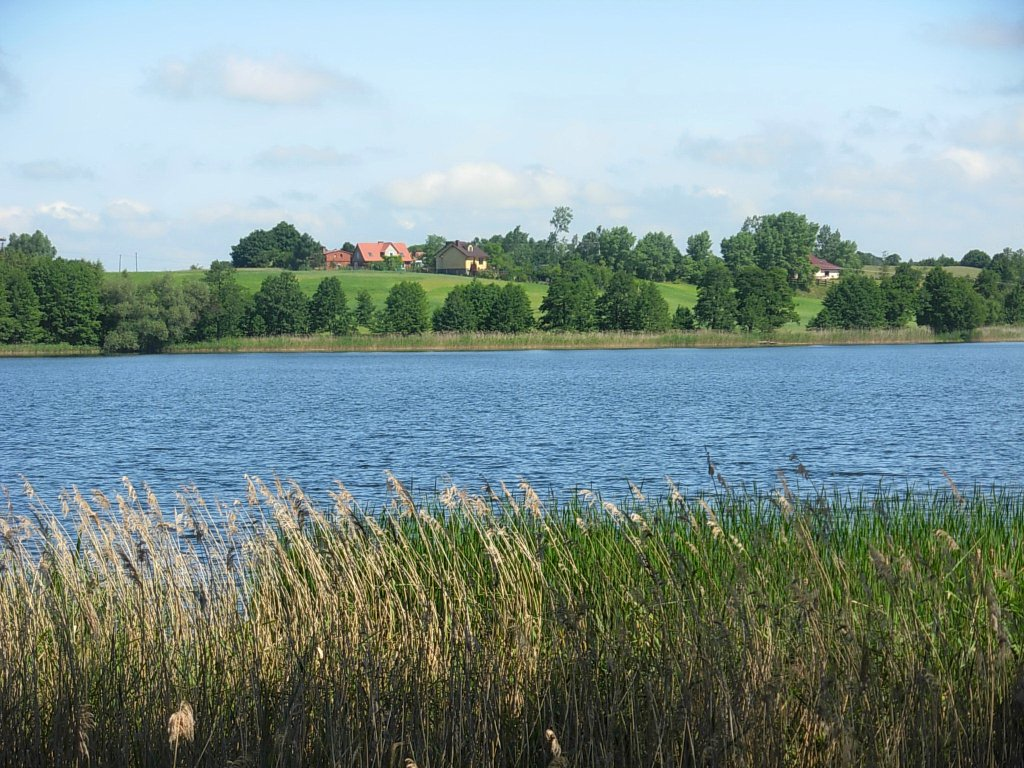
Jezioro Wierzchucińskie Duże
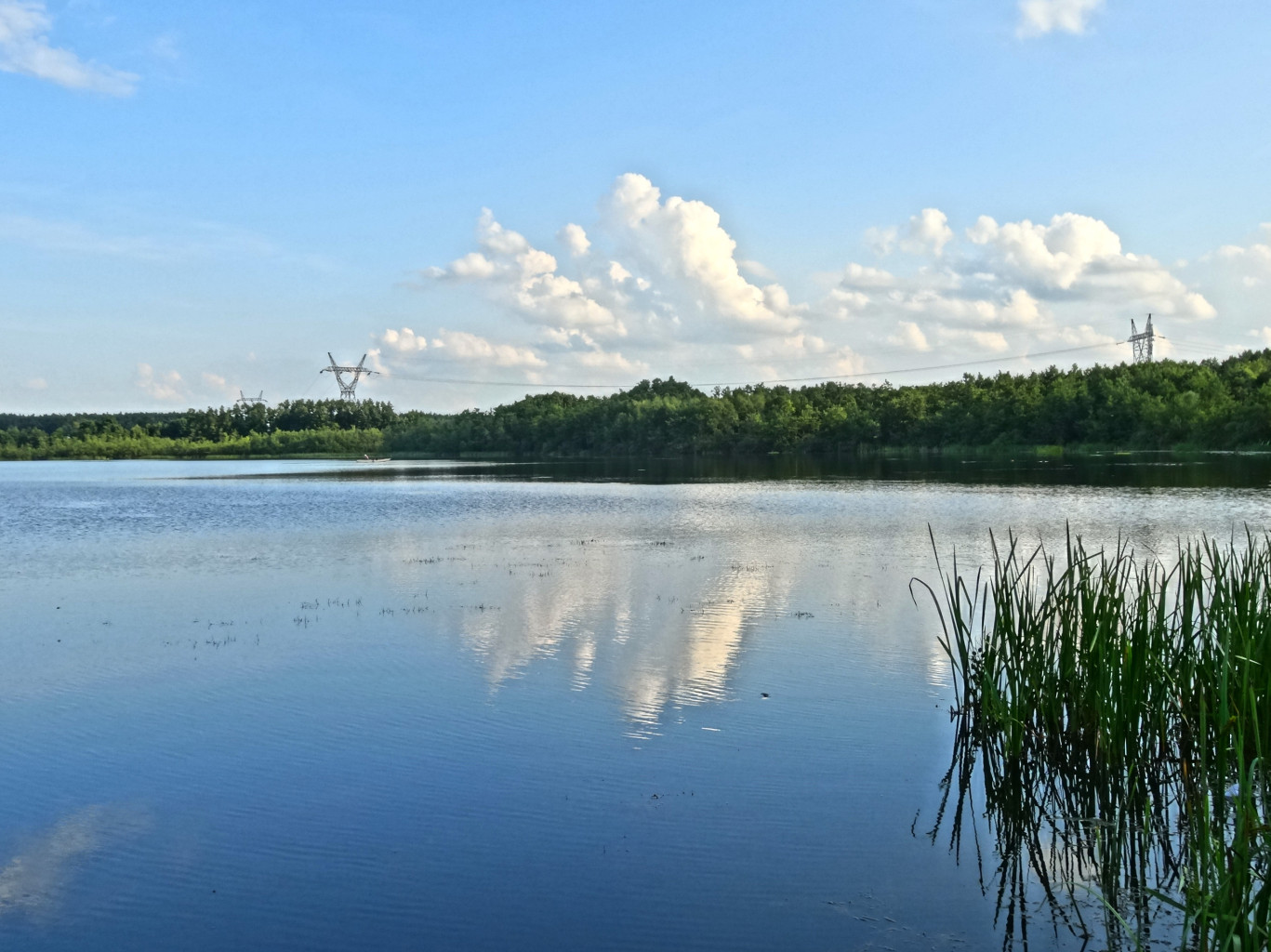
Jezioro Jezuickie Małe

### Gleby
Ponad 40% gleb w powiecie należy do kategorii gleb średnich i lekkich. Na obszarach wysoczyzn: Pomorskiej, Krajeńskiej i Chełmińskiej w północnej części powiatu dominują gleby spoiste (zwięzłe) o wysokiej klasie bonitacji – III i IV (gmina Dobrcz, Koronowo i Sicienko). Na równinach sandrowych w gminie Koronowo oraz na tarasach Pradoliny Toruńsko-Eberswaldzkiej w południowej części powiatu (gmina Solec Kujawski, Białe Błota i Nowa Wieś Wielka) występują gleby piaszczyste o niskiej klasie bonitacyjnej V i VI, w dużej części porośnięte lasami. W dolinach rzecznych: Brdy, Wisły oraz Kanału Bydgoskiego dominują żyzne mady, gytie oraz torfy.

### Lasy

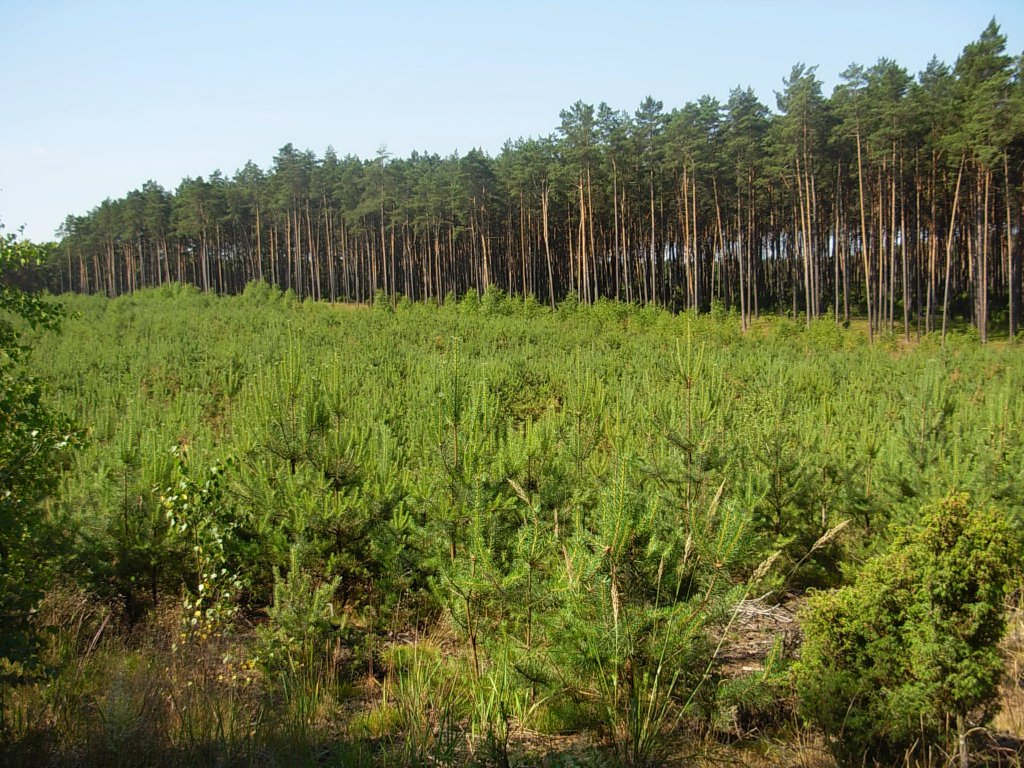
Puszcza Bydgoska

Wskaźnik lesistości powiatu wynosi 42% przy średniej krajowej 29%. Stawia to powiat bydgoski na drugim miejscu w województwie (po powiecie tucholskim). Największym kompleksem leśnym jest Puszcza Bydgoska. Natomiast fragmenty Borów Tucholskich otaczają Zalew Koronowski i Dolinę Brdy, dochodząc aż do terytorium Bydgoszczy. Drzewostan lasów w 90% stanowi sosna, pozostałą część: dęby, brzozy, olchy, wiązy, wierzby, topole, lipy. Krzewy występujące w lasach to przede wszystkim: jałowce pospolite, kruszyny pospolite, jarzęby, leszczyny, trzmieliny i inne. Na północnych krańcach powiatu przebiega granica naturalnego występowania buka, zaś świerk można spotkać w lasach jako nasadzenia sztuczne. Poza kotliną toruńsko-bydgoską lasy mają większy udział gatunków liściastych. W Dolinie Fordońskiej występują lasy łęgowe (najbogatsze środowisko leśne w polskich warunkach klimatycznych), a największy ich kompleks znajduje się w bydgoskim zakolu Wisły. Administracyjnie lasy powiatu wchodzą w skład nadleśnictw: Bydgoszcz, Różanna, Żółędowo i częściowo: Runowo, Solec Kujawski i Toruń w obrębie RDLP w Toruniu.
Na północ od Bydgoszczy przebiega granica dwóch krain geobotanicznych: na północy związanych z Pojezierzem Pomorskim, a na południu z Nizinami Polski Środkowej.

### Klimat
Powiat bydgoski leży w strefie klimatu umiarkowanego przejściowego. Średnia temperatura powietrza wynosi od -2 stopni Celsjusza w styczniu do +18 stopni w lipcu. Znaczne zróżnicowanie przestrzenne wykazują opady atmosferyczne: od 500 mm na południu powiatu do 550 mm na północy. Przeważają wiatry z kierunków: zachodniego i południowo-zachodniego. Najbliższe stacje meteorologiczne IMGW znajdują się w Bydgoszczy, Koronowie i Chrząstowie (powiat nakielski).

## Ochrona środowiska

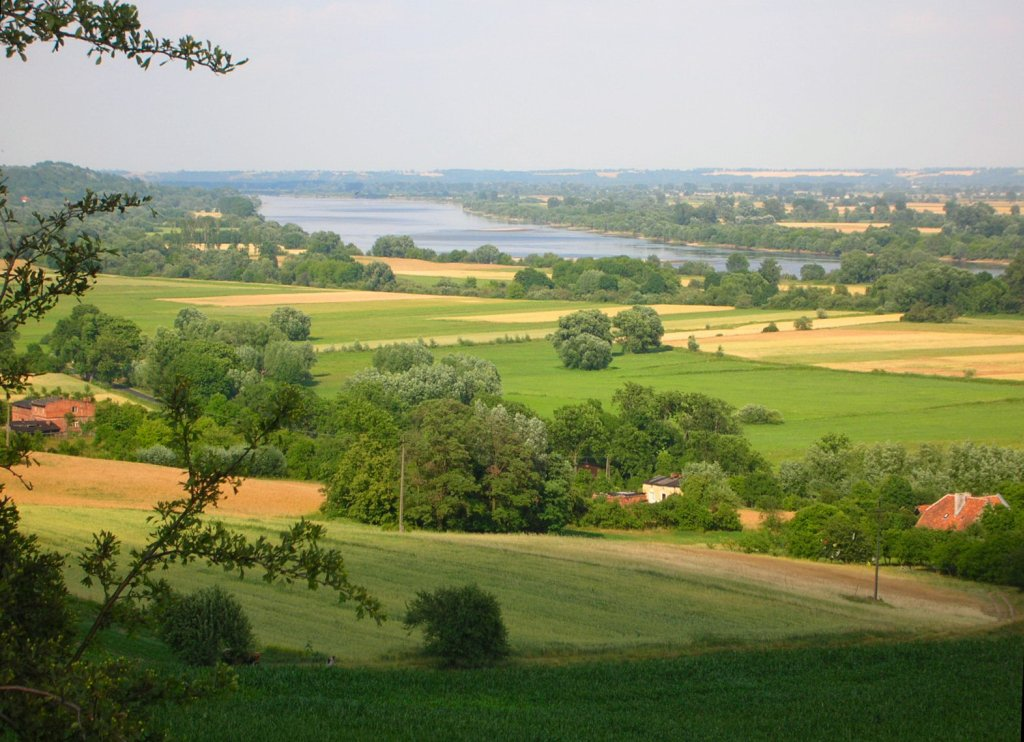
Nadwiślański Park Krajobrazowy – widok z grodziska w Strzelcach Dolnych

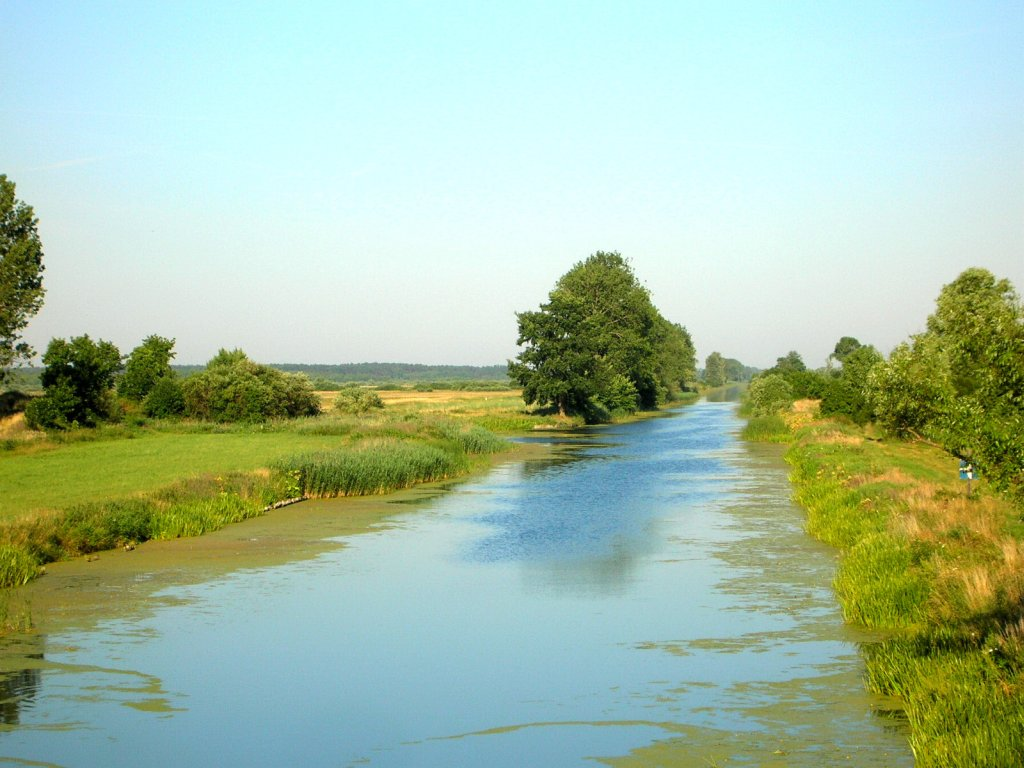
Dolina Środkowej Noteci i Kanału Bydgoskiego

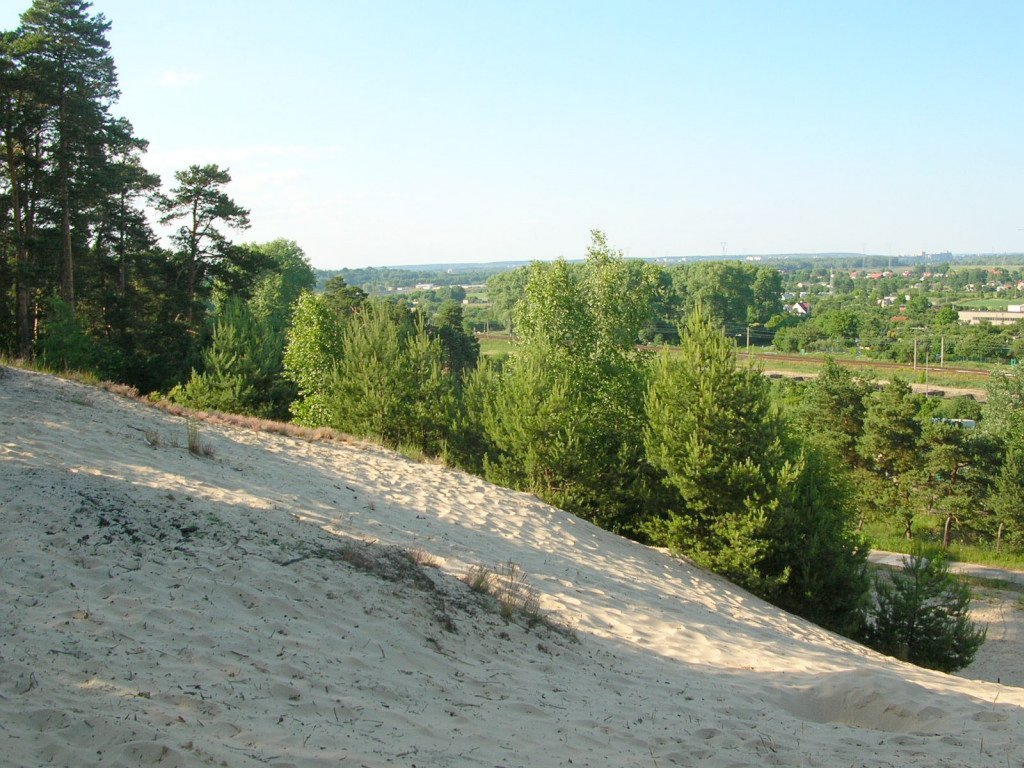
Wydmy Puszczy Bydgoskiej

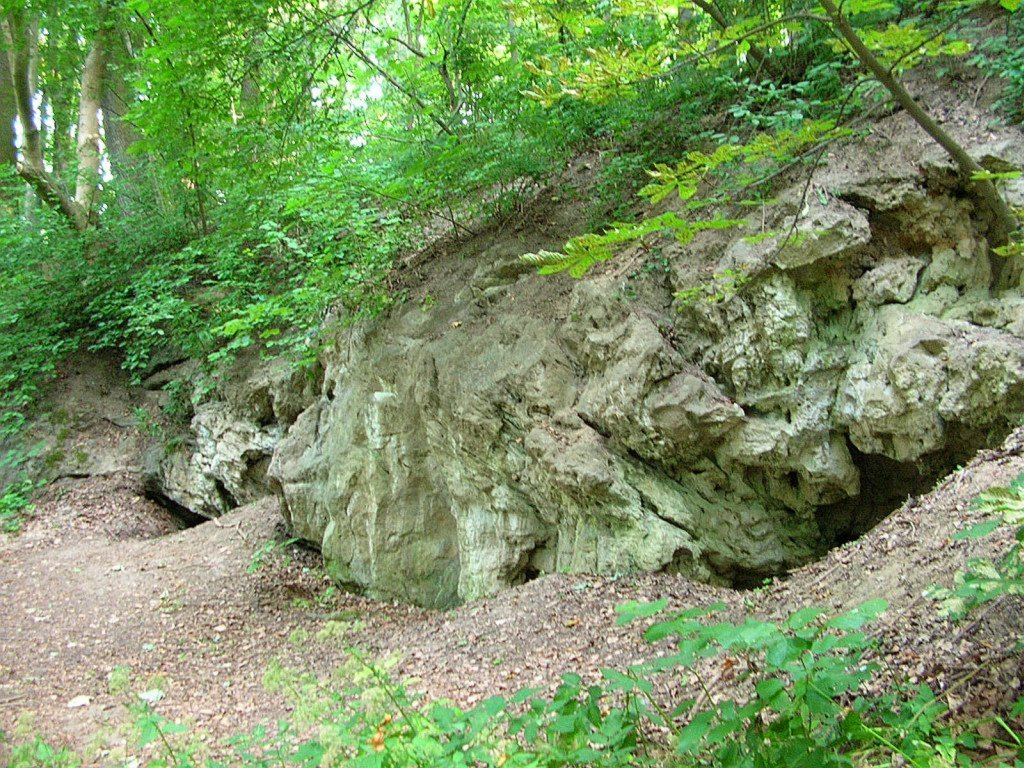
Pomnik przyrody Jaskinia Bajka

Około 41% powierzchni powiatu to strefy przyrodniczo chronione, a 8% – parki krajobrazowe i rezerwaty.

### Korytarze ekologiczne
Powiat bydgoski z racji położenia w miejscu połączenia wielkich dolin i pradolin rzecznych, niemal w połowie zalesiony – zajmuje ważne miejsce w systemie obszarów chronionych. Przebiegają tu dwa korytarze ekologiczne o znaczeniu międzynarodowym: Pradolina Toruńsko-Eberswaldzka oraz Dolina Dolnej Wisły. Od pradoliny wzdłuż Doliny Brdy i Zalewu Koronowskiego odchodzi jeszcze korytarz ekologiczny o znaczeniu krajowym, zapewniający połączenie z Borami Tucholskimi – węzłem o znaczeniu międzynarodowym.

### Parki krajobrazowe
- Nadwiślański Park Krajobrazowy wchodzący w skład Zespołu Parków Krajobrazowych Chełmińskiego i Nadwiślańskiego[26]

### Natura 2000[26]
- Obszary specjalnej ochrony ptaków:
  - PLB040003 Dolina Dolnej Wisły,
  - PLB300001 Dolina Środkowej Noteci i Kanału Bydgoskiego
- Specjalne obszary ochrony siedlisk:
  - PLH040003 Solecka Dolina Wisły,
  - PLH040011 Dybowska Dolina Wisły,
  - PLH300004 Dolina Noteci,
  - PLH040029 Równina Szubińsko – Łabiszyńska,
  - PLH040020 Torfowisko Linie

### Obszary chronionego krajobrazu[26]
- Obszar Chronionego Krajobrazu Wydm Kotliny Toruńsko-Bydgoskiej – część wschodnia i zachodnia,
- Obszar Chronionego Krajobrazu Północnego Pasa Rekreacyjnego Miasta Bydgoszczy,
- Obszar Chronionego Krajobrazu Zalewu Koronowskiego,
- Obszar Chronionego Krajobrazu Rynny Jezior Byszewskich,
- Obszar Chronionego Krajobrazu Łąk Nadnoteckich
- Obszar Chronionego Krajobrazu Strefy Krawędziowej Kotliny Toruńskiej
- Obszar Chronionego Krajobrazu Doliny rzeki Sępolenki

### Użytki ekologiczne[26]
Na terenie powiatu znajduje się 283 użytków ekologicznych, najwięcej w gminach: Nowa Wieś Wielka (86), Dąbrowa Chełmińska (57), Koronowo (44) i Solec Kujawski (42). Są to najczęściej tereny bagienne, łąki i pastwiska oraz źródliska. Jednym z nich jest „Uroczysko Prodnia”, skąd rozpościera się widok na Przełom Dolnej Wisły pod Fordonem.

### Rezerwaty przyrody

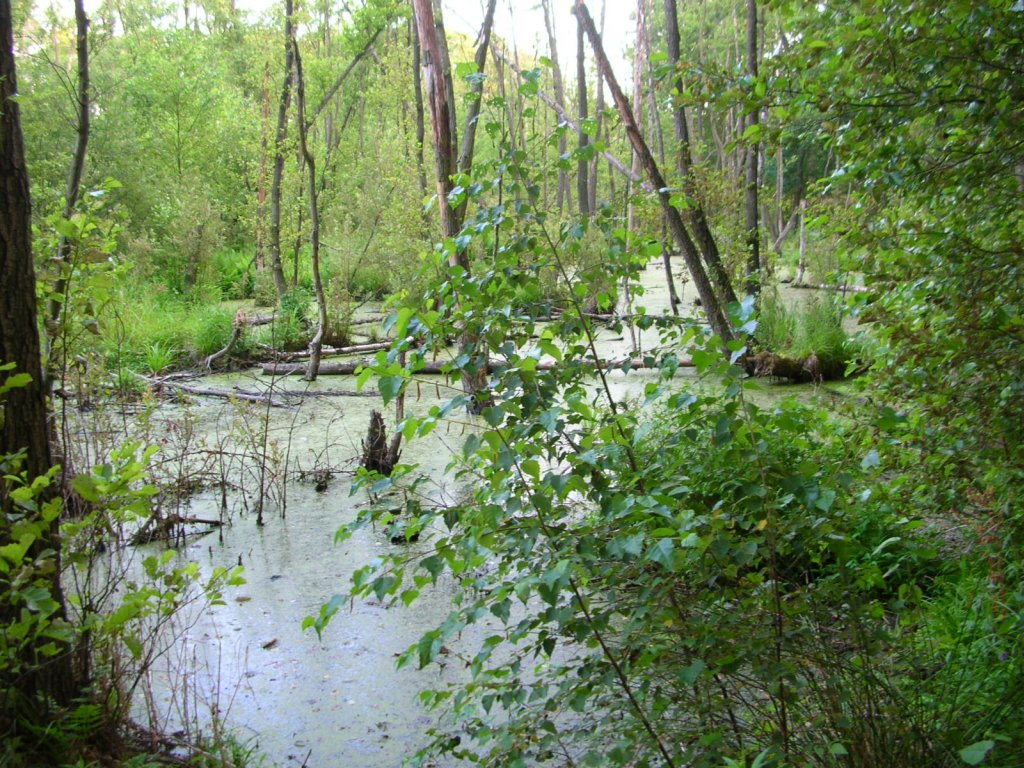
Augustowo
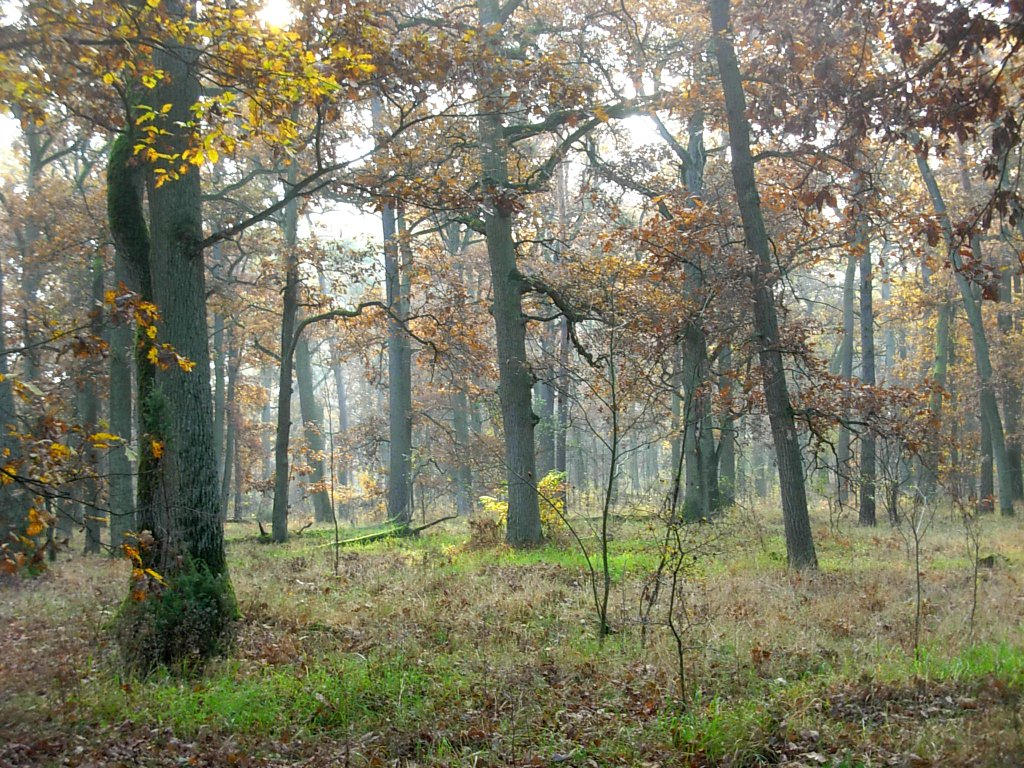
Dziki Ostrów
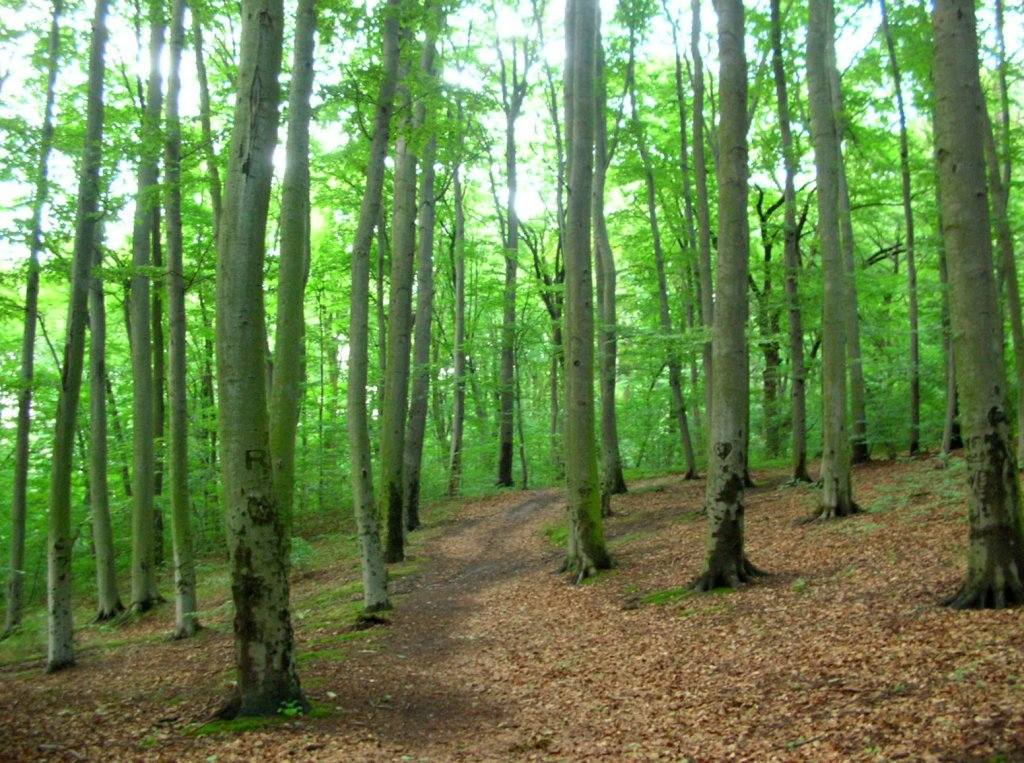
Las Mariański
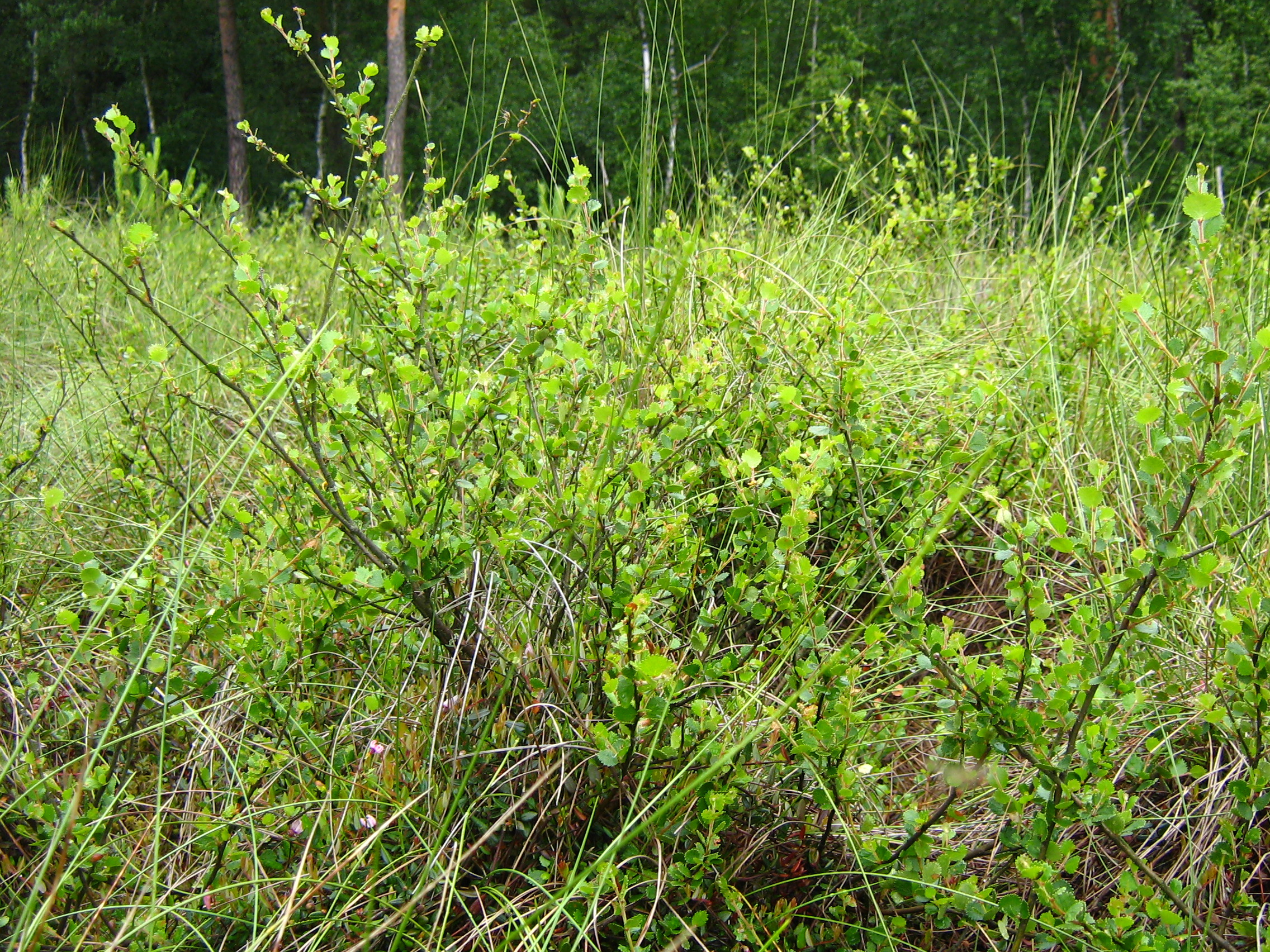
Linje
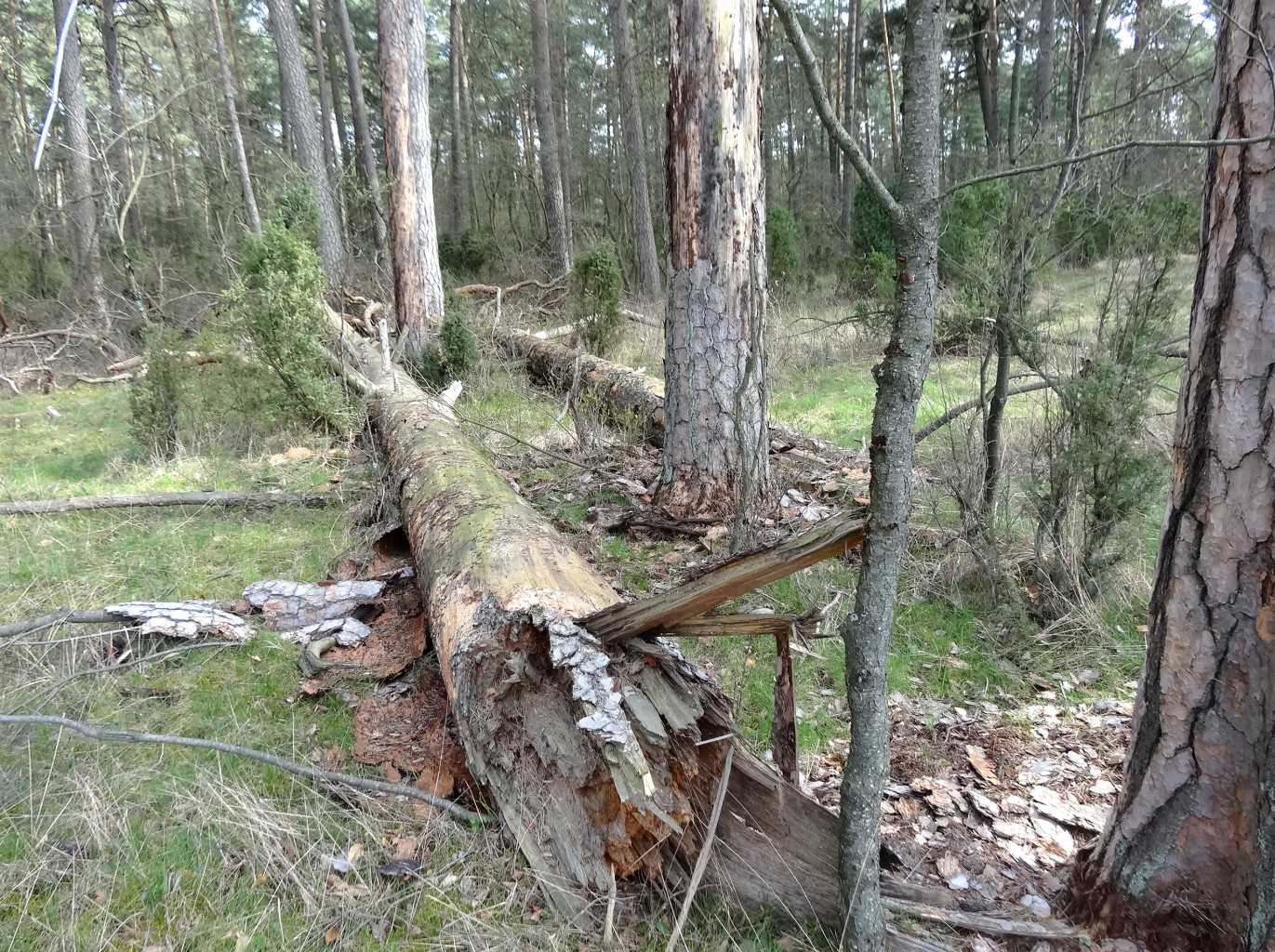
Łażyn
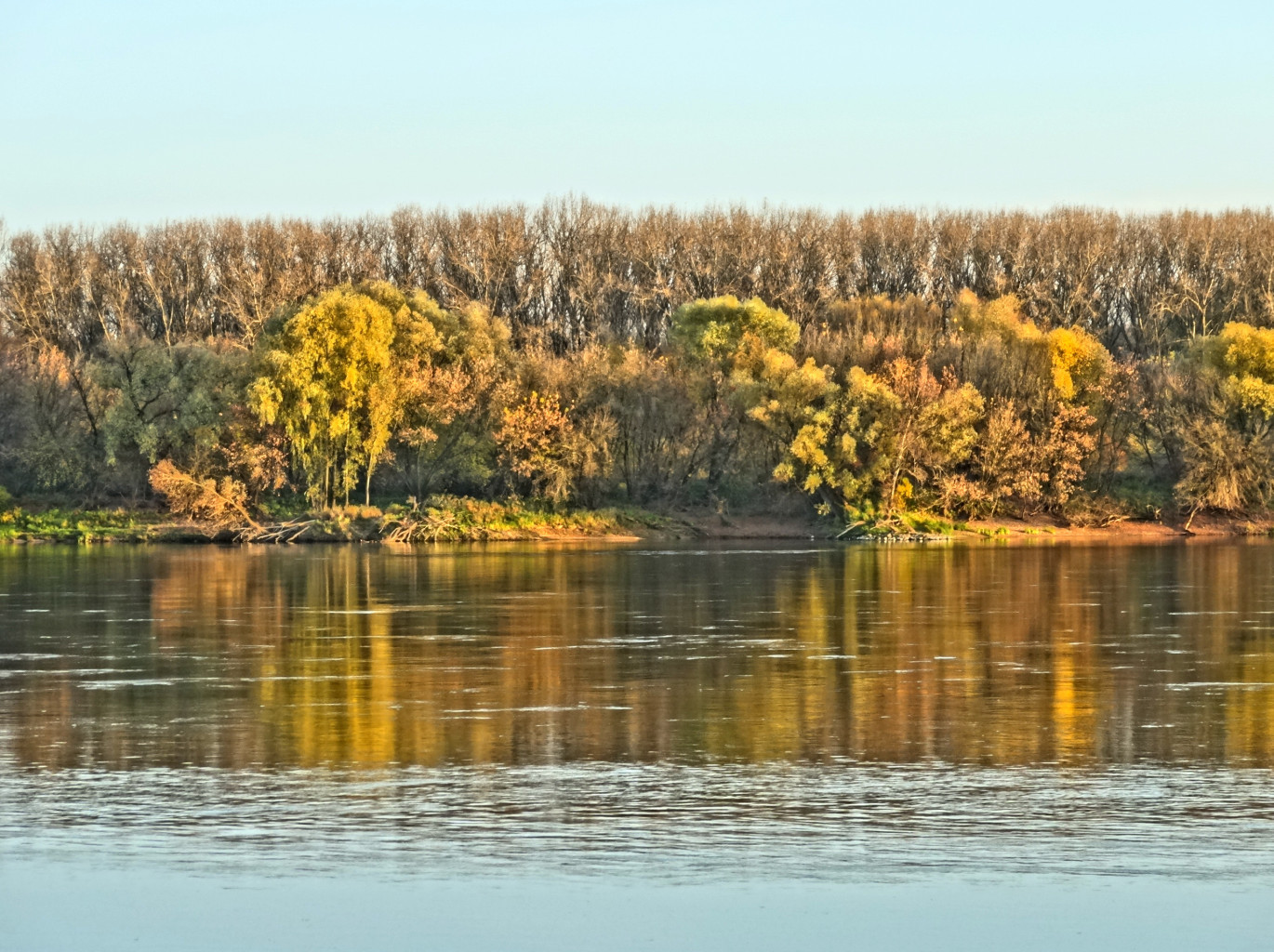
Wielka Kępa

### Rezerwaty przyrody[26]
| Nazwa         | Gmina          | Pow. [ha] | Główny przedmiot ochrony                                           | Data założenia   |
| ------------- | -------------- | --------- | ------------------------------------------------------------------ | ---------------- |
| Augustowo     | Dobrcz         | 6,7       | ols porzeczkowy i torfowcowy, wierzba borówkolistnej na torfowisku | 27 maja 1963     |
| Bagno Głusza  | Koronowo       | 6,3       | fauna łąk, bagien i torfowisk                                      | 9 grudnia 2003   |
| Dziki Ostrów  | Nowa Wieś Wlk  | 74,7      | dąbrowa świetlista z rzadkimi gatunkami runa                       | 4 kwietnia 1977  |
| Kruszyn       | Sicienko       | 72,7      | zalesione zbocza Pradoliny Noteci, grąd zboczowy                   | 25 lipca 1997    |
| Las Mariański | Dąbrowa Chełm. | 31,8      | grąd zboczowy ze źródliskami                                       | 23 lipca 1958    |
| Linje         | Dąbrowa Chełm. | 12,3      | jedyne na Niżu Polskim stanowisko brzozy karłowatej                | 10 lipca 1956    |
| Łażyn         | Solec Kujawski | 26,2      | 180-letni bór sosnowy reprezentatywny dla Puszczy Bydgoskiej       | 29 stycznia 2002 |
| Reptowo       | Dąbrowa Chełm. | 3,6       | stanowisko lęgowe czapli siwej                                     | 28 lipca 1962    |
| Różanna Dęby  | Koronowo       | 5,9       | 200-letni drzewostan dębu szypułkowego                             | 29 stycznia 2002 |
| Tarkowo       | Nowa Wieś Wlk  | 6,3       | fragment boru świeżego ze stanowiskiem wiśni karłowatej            | 15 września 1958 |
| Wielka Kępa   | Dąbrowa Chełm. | 27,8      | fragment nadwiślańskiego lasu łęgowego na terenie zalewowym        | 25 sierpnia 1953 |

- Augustowo
- Dziki Ostrów
- Las Mariański
- Linje
- Łażyn
- Wielka Kępa

### Pomniki przyrody[26]
Na terenie powiatu znajduje się 223 pomników przyrody, najwięcej w gminach: Dobrcz (57), Koronowo (47) i Osielsko (33). Są to najczęściej okazałe drzewa, grupy drzew, aleje przydrożne, stanowiska roślin chronionych, źródła lub głazy narzutowe. Jednym z oryginalnych pomników przyrody jest jaskinia Bajka koło Gądecza, utworzona w zlepieńcach zbocza Doliny Dolnej Wisły. Kilkadziesiąt okazów starodrzewu znajduje się w parku „Grabina” w Koronowie (24 ha), skąd roztacza się rozległy widok na meandrującą Brdę i leżące u podnóża miasto.

## Infrastruktura

### Gospodarka
Powiat bydgoski notuje najwyższe spośród powiatów ziemskich w regionie kujawsko-pomorskim wskaźniki gospodarcze: niskie bezrobocie 4,6% według danych z końca września 2019r, wysoką aktywność zawodową ludności, dużą liczbę podmiotów gospodarczych, eksporterów oraz spółek z kapitałem zagranicznym itd. Gminy Białe Błota i Osielsko wykazują dodatni iloraz liczby osób przyjeżdżających/wyjeżdżających do pracy, co świadczy, że ściągają pracowników z otoczenia. W 2014 roku w strukturze zatrudnienia dominował przemysł i budownictwo (39%). Mniejsze znaczenie miał handel, transport, gastronomia, usługi oraz rolnictwo i leśnictwo. Na terenie powiatu zarejestrowanych było 12 tys. podmiotów gospodarczych, względnie najwięcej w gminach: Osielsko i Białe Błota. Głównym źródłem utrzymania mieszkańców jest praca najemna poza rolnictwem (32%). Osoby pracujące na rachunek własny poza rolnictwem stanowiły 5% ludności, a utrzymujący się z pracy w rolnictwie 3%. W lokalnym przemyśle dominuje branża spożywcza, budowlana, chemiczna i lekka. W Nowej Wsi Wielkiej znajduje się Baza Paliw PERN w Płocku o zasięgu regionalnym. W Solcu Kujawskim działa Regionalne Centrum Przedsiębiorczości, w którego skład wchodzą: park przemysłowy (68 ha) oraz inkubator przedsiębiorczości. Największe podmioty gospodarcze znajdują się w gminach Białe Błota i mieście Solec Kujawski. Sześć z nich zatrudnia ponad 250 osób, a jedna – ponad 1000 osób.

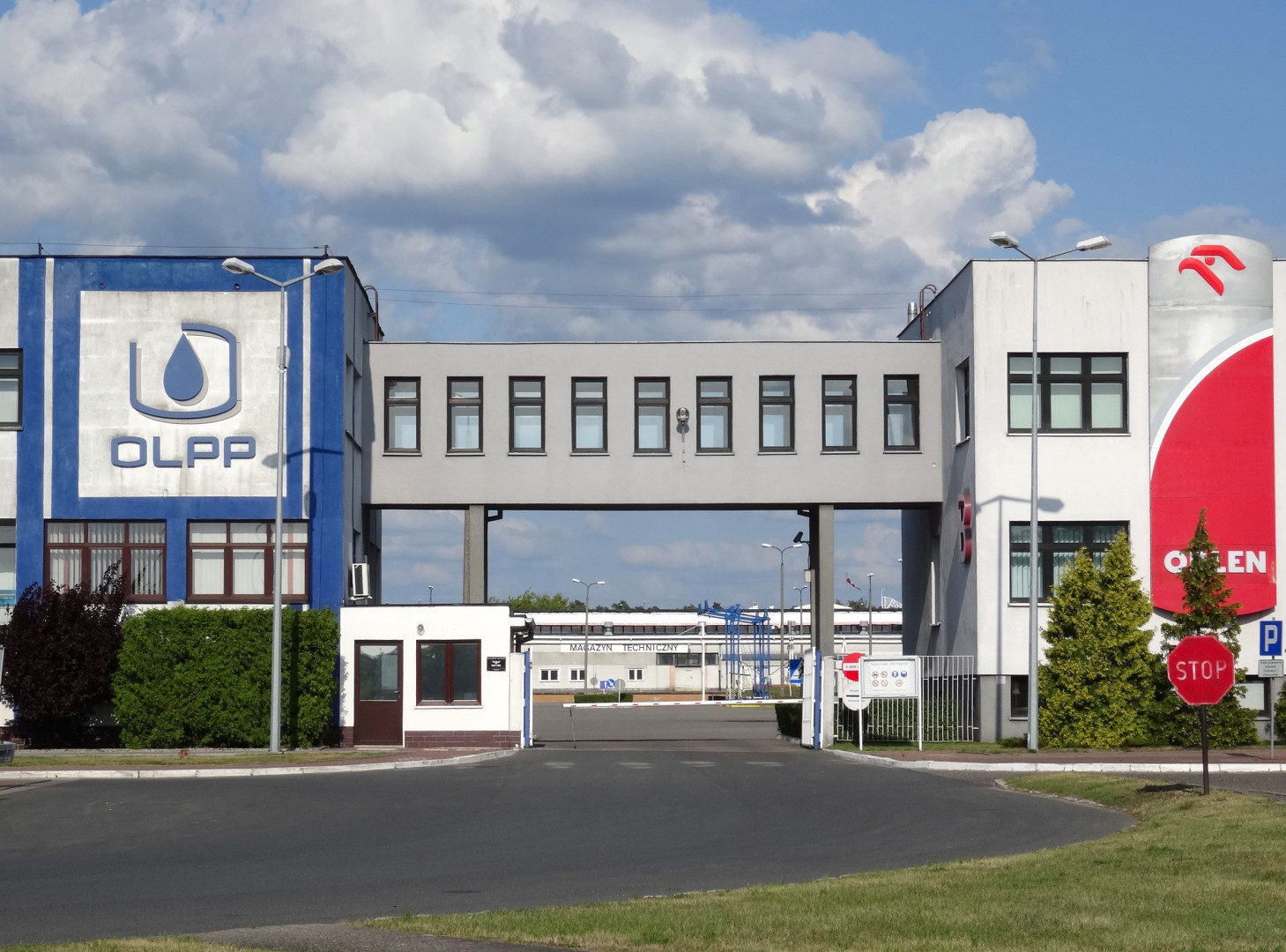
PERN Nowa Wieś Wlk
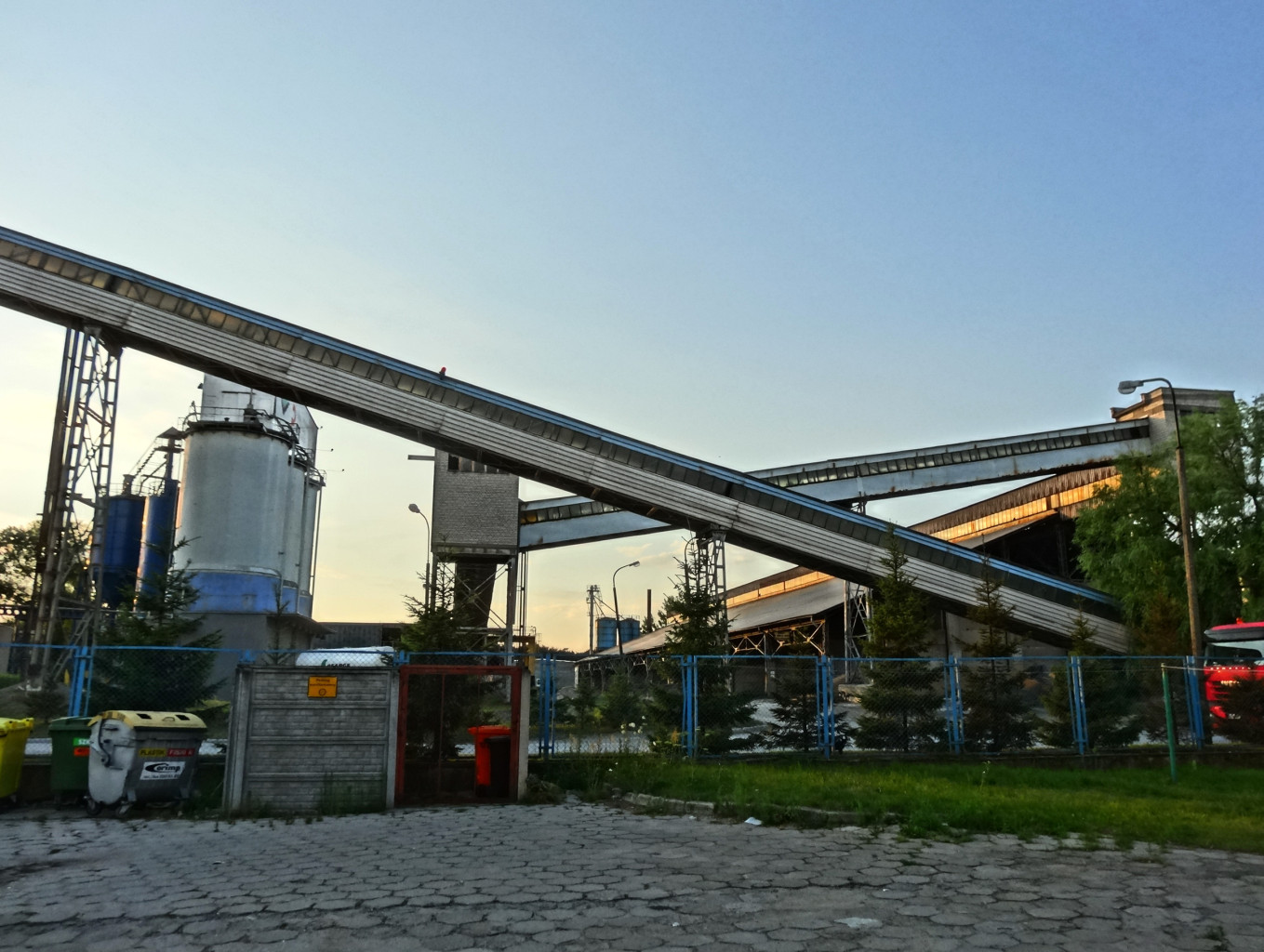
Prefabet Białe Błota
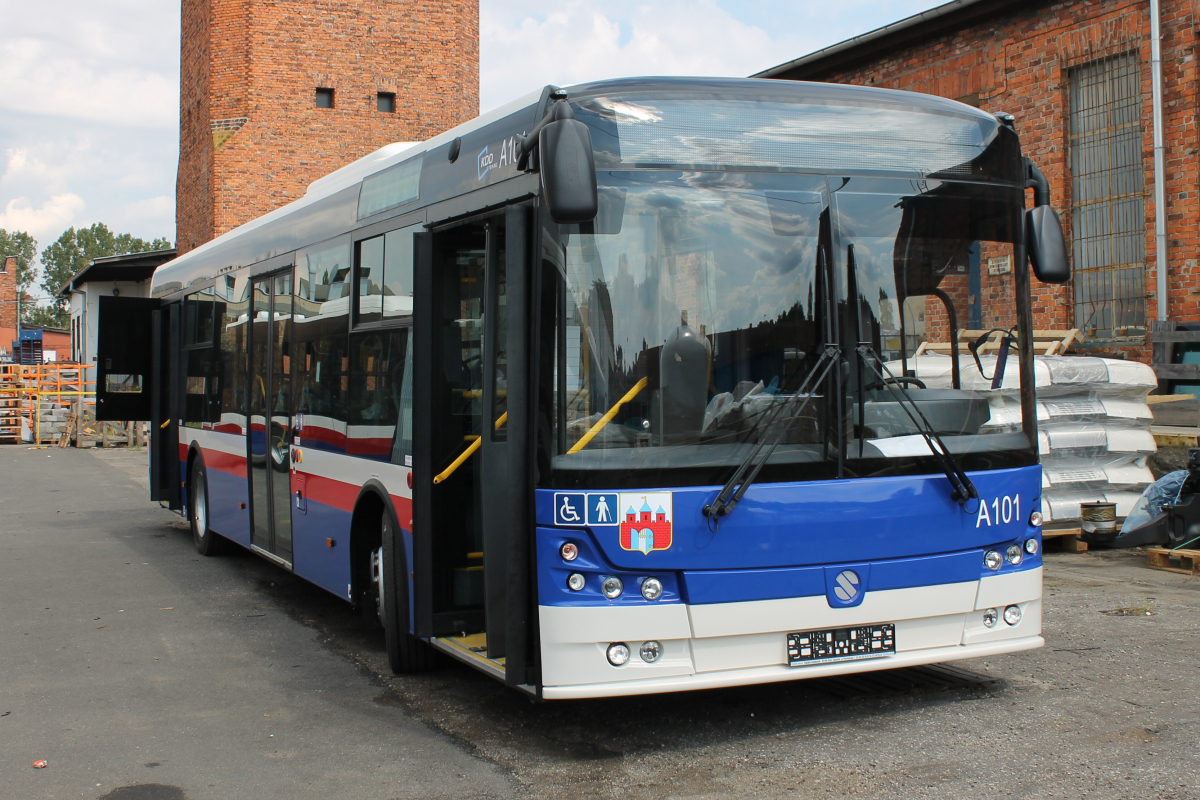
Solbus Solec Kuj.
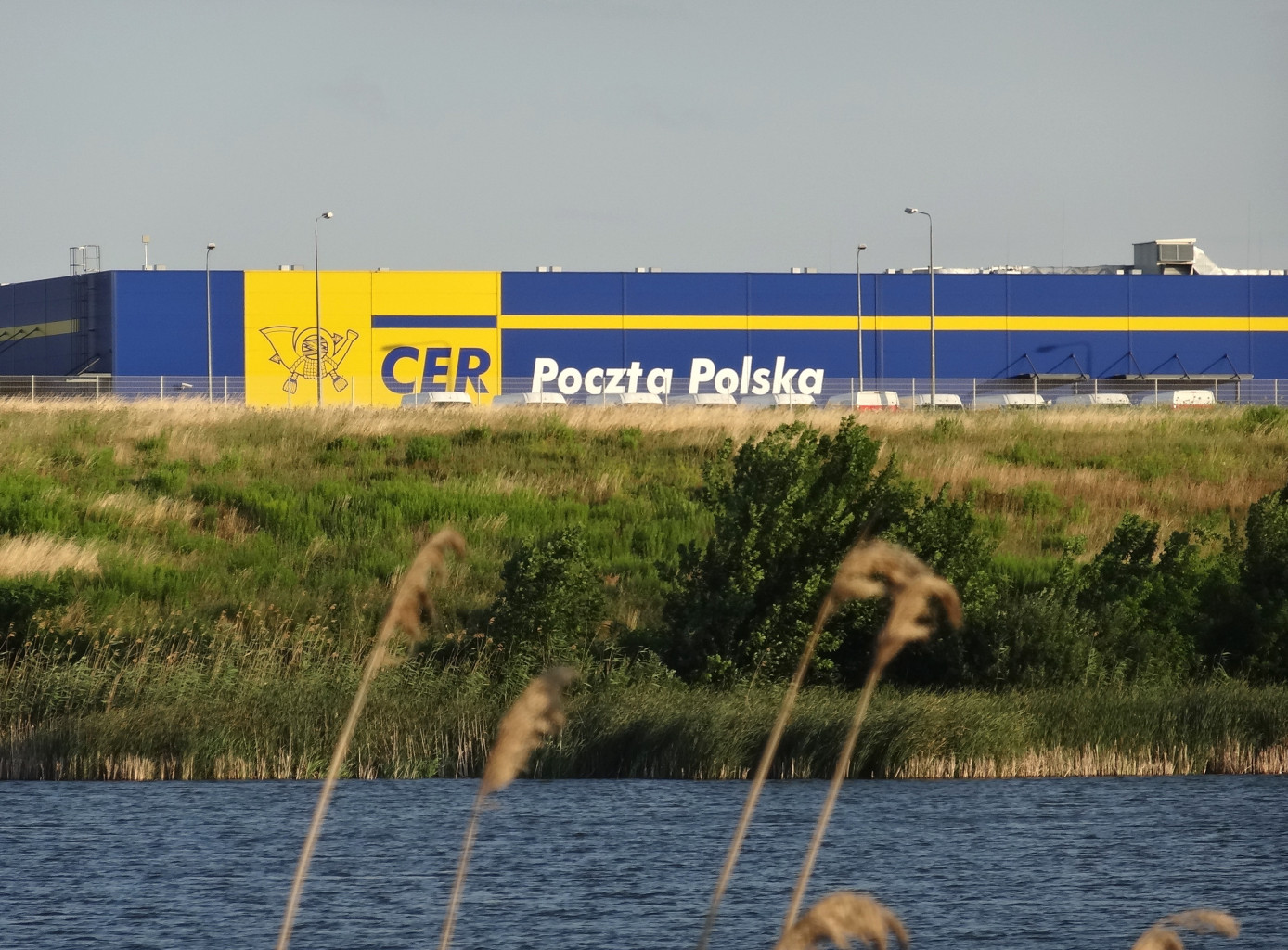
Poczta Polska centrum logistyczne Lisi Ogon
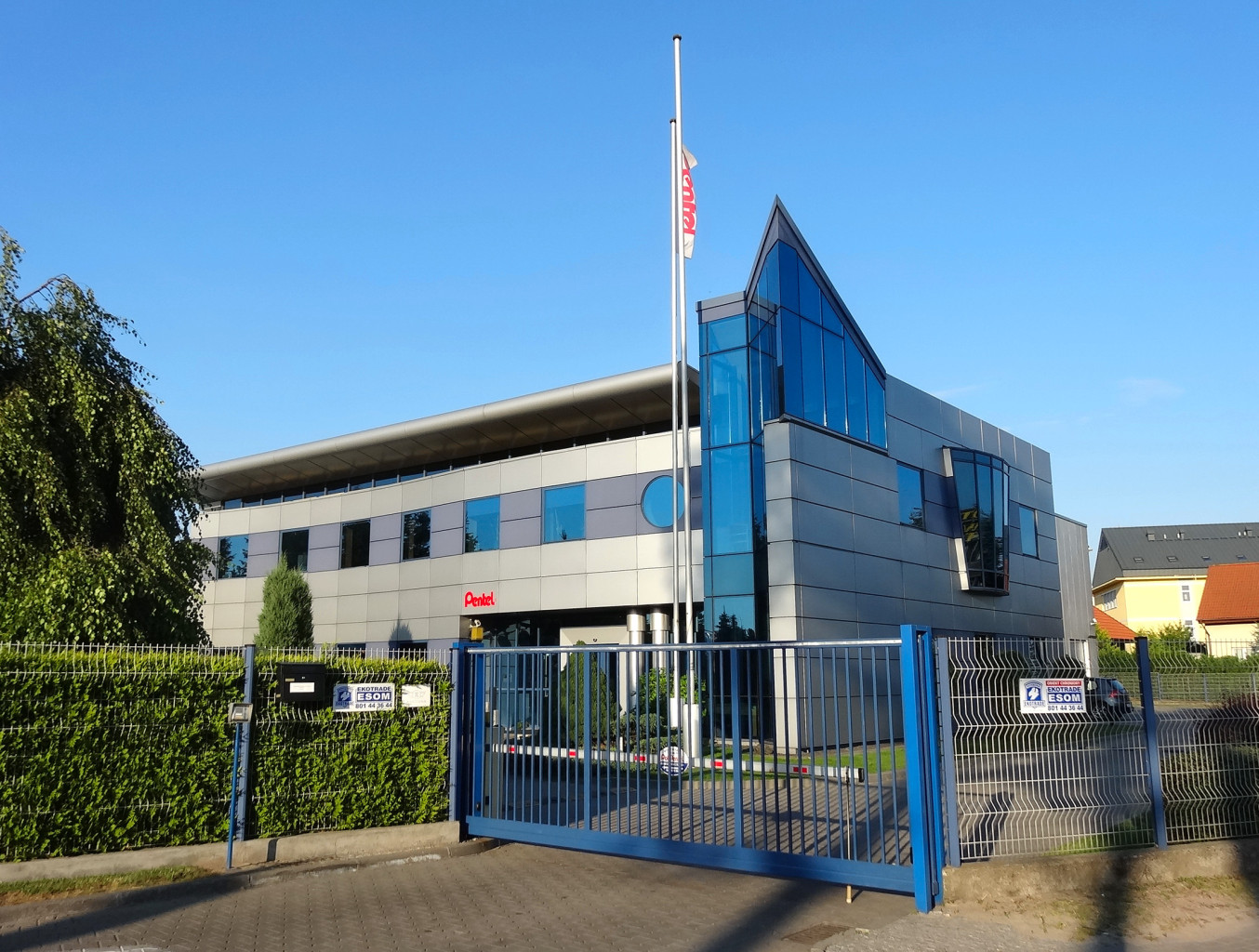
Pentel Osielsko
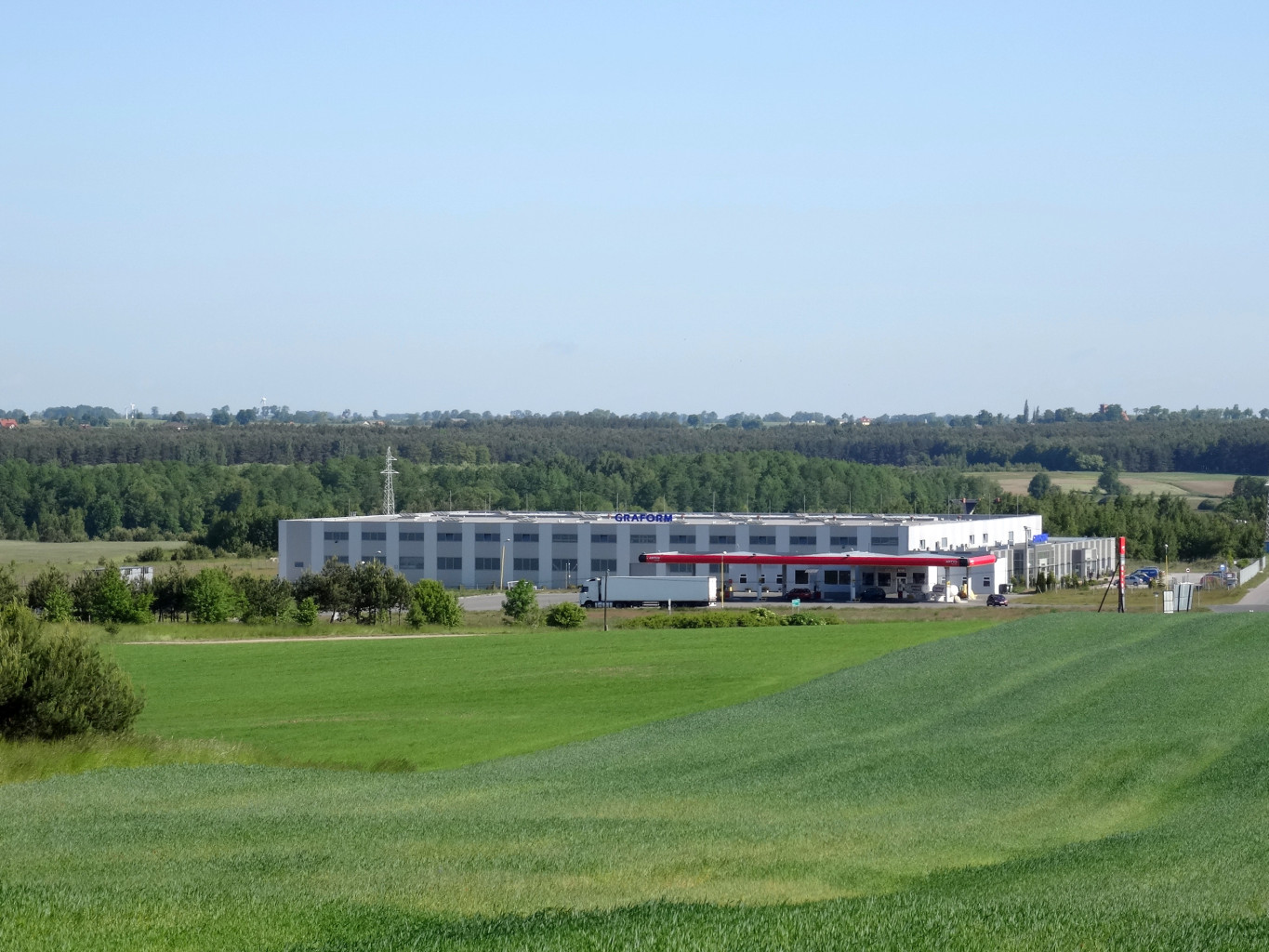
Graform Kruszyn

#### Rolnictwo

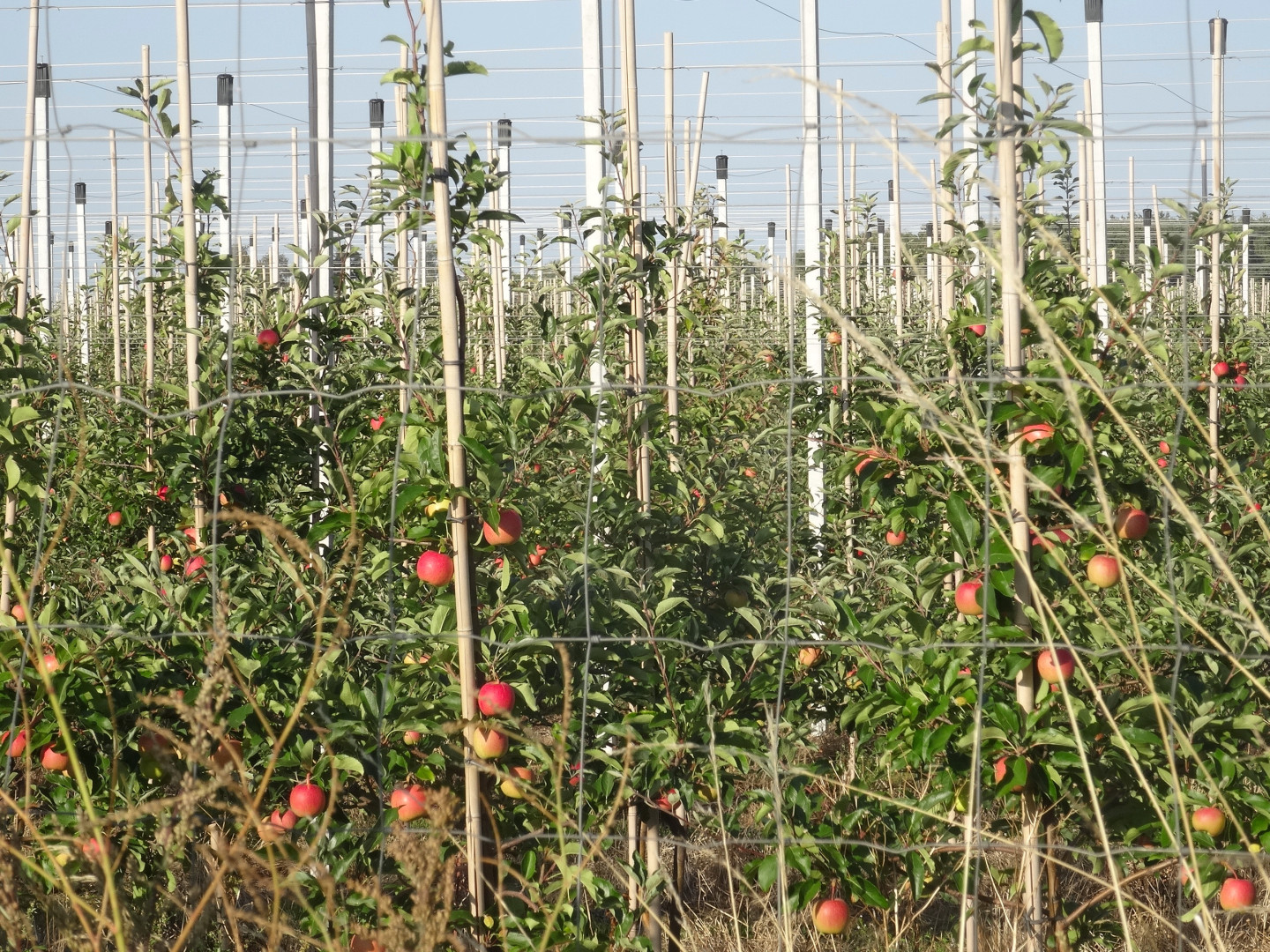
Sad jabłoniowy w gminie Sicienko

Największy udział ludności utrzymującej się z rolnictwa występuje w gminach: Koronowo, Dobrcz i Sicienko. W 2014 na terenie powiatu funkcjonowało 4 tys. gospodarstw indywidualnych o powierzchni powyżej 1 ha oraz gospodarstwa należące do osób prawnych. Połowa z nich produkuje żywność towarową na rynek krajowy. Średnia wielkość gospodarstwa wynosiła 15 ha i była wyższa niż średnia w kraju (9,7 ha). W strukturze zasiewów dominowały zboża (70%), a także: rzepak, ziemniaki i buraki cukrowe. Produkcja zwierzęca zlokalizowana jest głównie w sektorze indywidualnym zwłaszcza w zakresie trzody chlewnej (92%). Kilkadziesiąt gospodarstw prowadzi działalność agroturystyczną.

### Surowce naturalne
Na terenie powiatu bydgoskiego eksploatowane w ograniczonym stopniu są: kruszywa naturalne, surowce ilaste, źródła wód podziemnych, glina i torf.

### Transport

#### Drogi
Przez terytorium powiatu przebiegają dwie drogi ekspresowe: S5 i S10, pięć dróg krajowych: 5, 10, 25, 56 i 80, dziewięć dróg wojewódzkich: 223, 243, 244, 248, 249, 254, 256, 397, 551 o łącznej długości 91 km oraz 397,5 km dróg powiatowych.
Na Zalewie Koronowskim od maja do października funkcjonuje prom w ciągu drogi powiatowej nr 1030C Cekcyn – Lubiewo – Sokole Kuźnica. W 2020 roku planowana jest inauguracja promu na Wiśle w ciągu drogi wojewódzkiej nr 249 Czarnowo-Solec Kujawski.

#### Drogi rowerowe

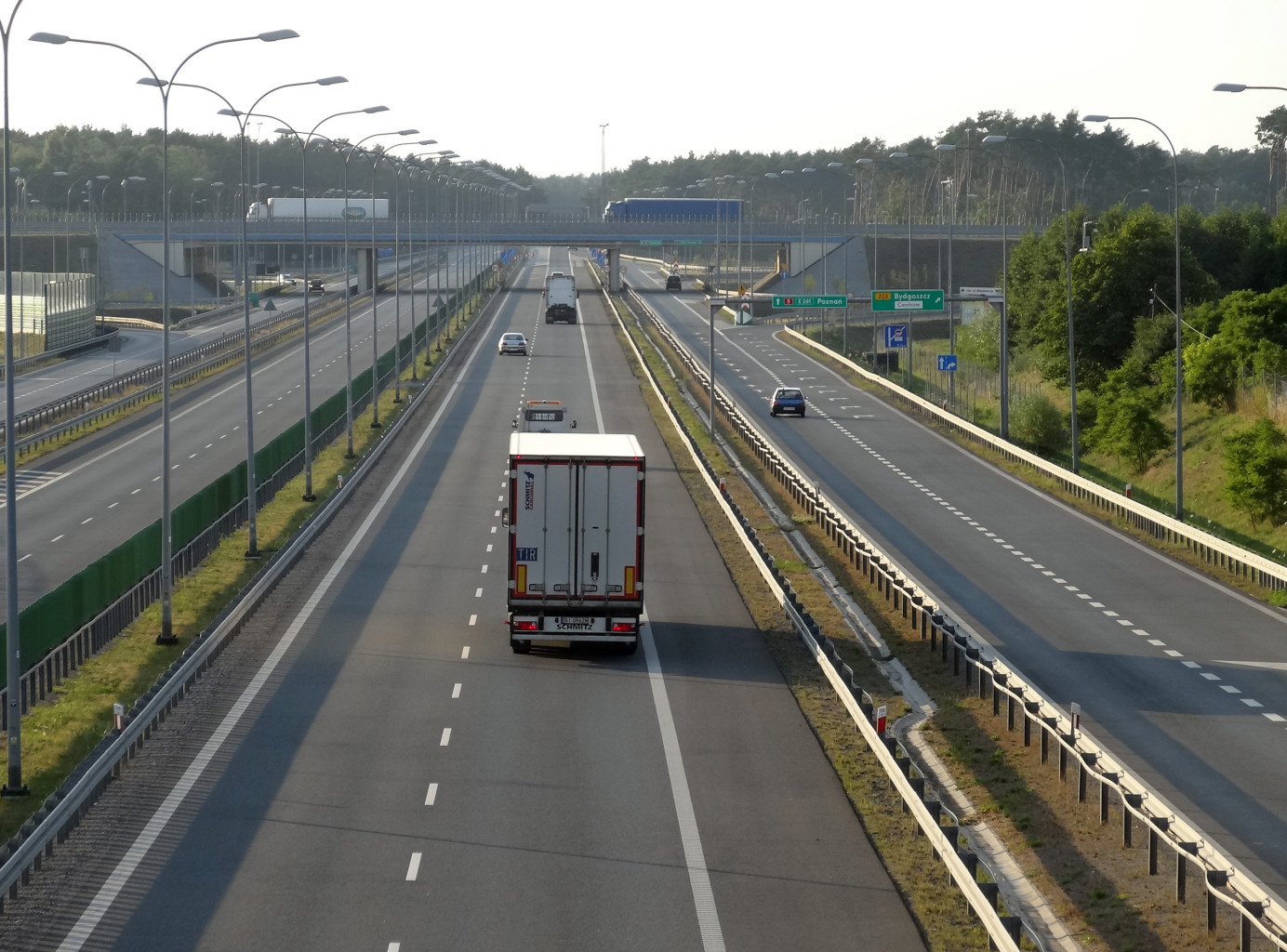
Skrzyżowanie dróg ekspresowych S5 i S10 w Białych Błotach

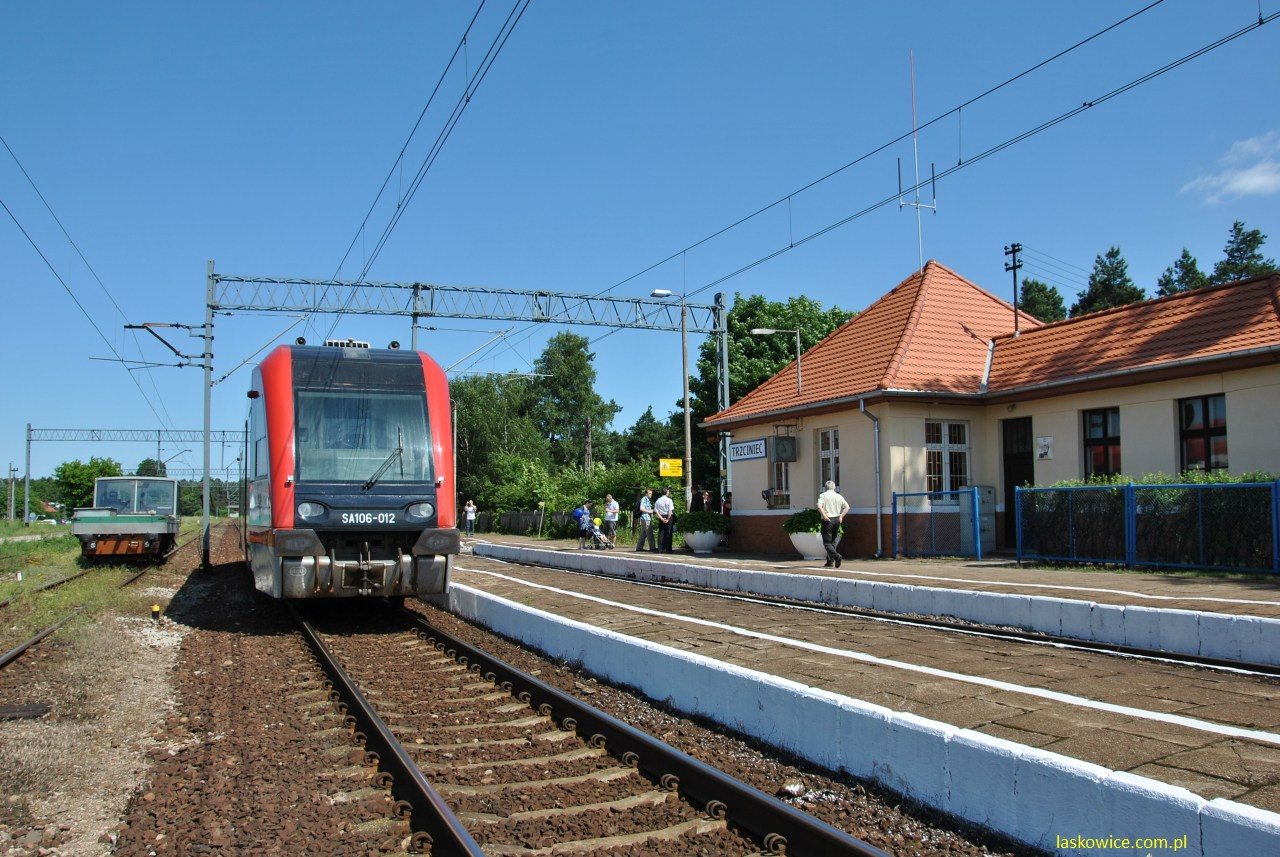
Stacja kolejowa na linii 131 w Trzcińcu

W 2014 roku sieć dróg rowerowych w powiecie miała długość 127 km, z czego 74 km pod zarządem Starostwa Powiatowego w Bydgoszczy. Najdłuższymi ciągami rowerowymi są m.in.: szlak Bydgoszcz Czyżkówko-Koronowo (przebiegający częściowo szlakiem dawnej kolei powiatowej przez zabytkowy kratownicowy most nad Brdą), Bydgoszcz Osowa Góra-Wojnowo-Wierzchucinek, Lisi Ogon-Łochowice, czy też Stary Fordon-Ostromecko-Dąbrowa Chełmińska.

#### Kolej
Przez terytorium powiatu przebiega sześć linii kolejowych: 18 (Kutno-Piła Główna), 131 (magistrala węglowa Chorzów Batory – Tczew), 201 (magistrala węglowa Nowa Wieś Wielka – Gdynia Port Centralny), 209 (Brodnica – Bydgoszcz Wschód), 241 (Tuchola – Koronowo) i 356 (Poznań Wschód – Bydgoszcz Główna). Przystanki kolejowe zlokalizowane są w: Brzozie, Chmielnikach, Prądocinie (nieczynny), Nowej Wsi Wielkiej, Ostromecku, Maksymilianowie, Solcu Kujawskim, Przyłubiu, Kotomierzu, Stronnie, Wudzynie, Dąbrowie Chełmińskiej, Gzinie, Mąkowarsku (nieczynny), Buszkowie (nieczynny), Koronowie (nieczynny), Zielonczynie, Białych Błotach (nieczynny), Trzcińcu, Pawłówku. Natomiast nieczynne już przystanki wąskotorowych Bydgosko-Wyrzyskich Kolei Dojazdowych zlokalizowane były w: Gościeradzu, Koronowie, Kopalni, Okolu, Wtelnie, Kasprowie, Goncarzewie, Teresinie, Morzewcu, Tryszczynie.

#### Port lotniczy
Na terytorium gminy Białe Błota i częściowo miasta Bydgoszczy zlokalizowany jest port lotniczy Bydgoszcz-Szwederowo, który obsługuje regularne połączenia międzynarodowe. Statystyki ruchu za lata 2015–2016 to ok. 340 tys. pasażerów rocznie.

#### Żegluga śródlądowa
Powiat bydgoski leży na terenie, gdzie krzyżują się międzynarodowe drogi wodne: E40 (Wisła) i E70 (Wisła-Odra). Szlaki żeglugowe stanowią: Wisła, Brda skanalizowana, Kanał Bydgoski, Kanał Górnonotecki. Dostępny do żeglugi turystycznej jest również największy akwen w powiecie: Zalew Koronowski.

#### Publiczny transport zbiorowy
Gminy posiadają rozbudowaną sieć połączeń z Bydgoszczą oraz pomiędzy sobą, obsługiwane przez PKS, jak i prywatnych przewoźników. Do gmin: Białe Błota, Osielsko, Dobrcz i Nowa Wieś Wielka kursuje 10 linii autobusowych (90,91,92,93,94,95,96,97,98,99) z Bydgoszczy oraz sezonowa linia nr 40 do Ostromecka.

### Oświata

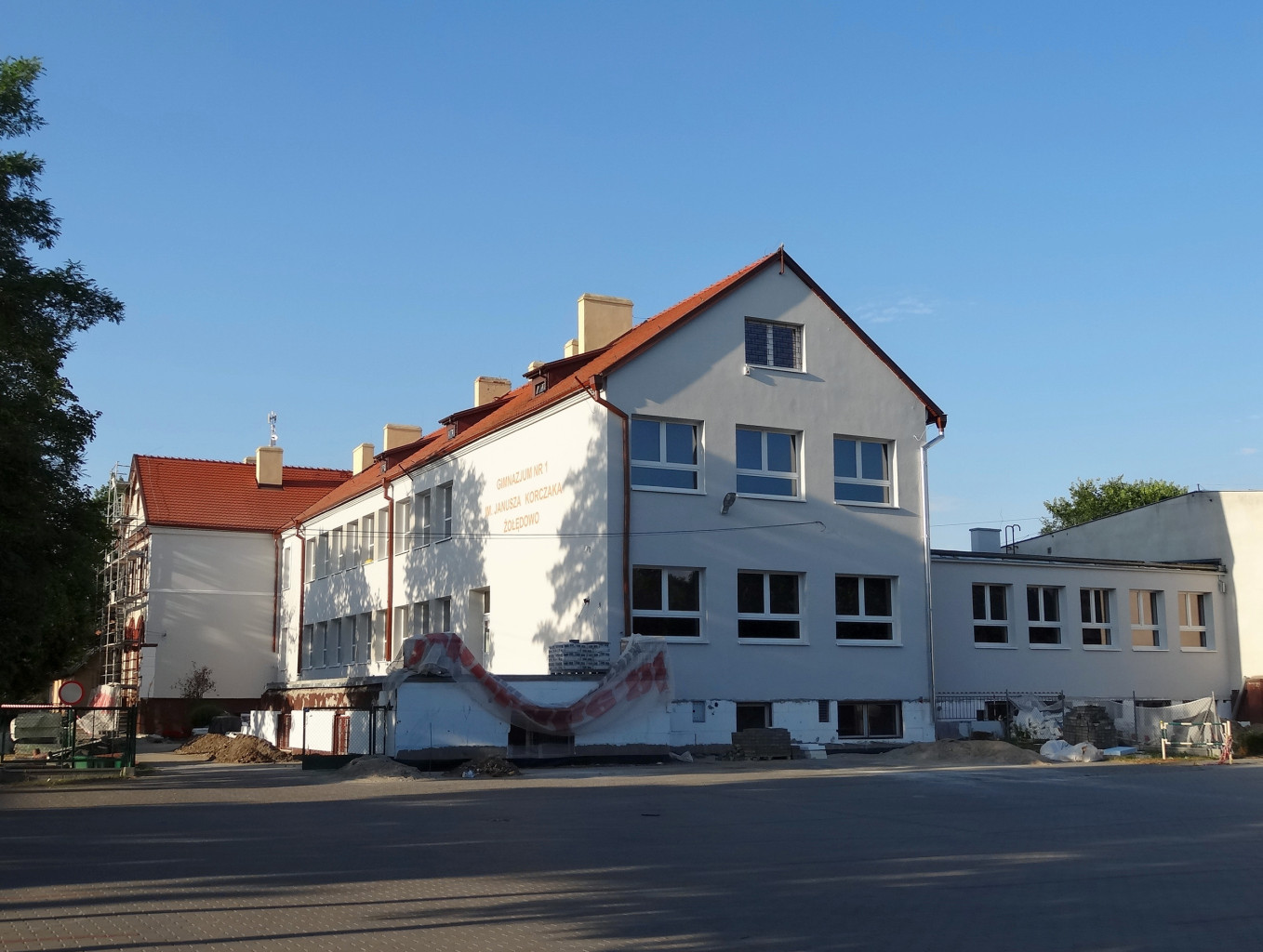
Gimnazjum im. Janusza Korczaka w Żołędowie

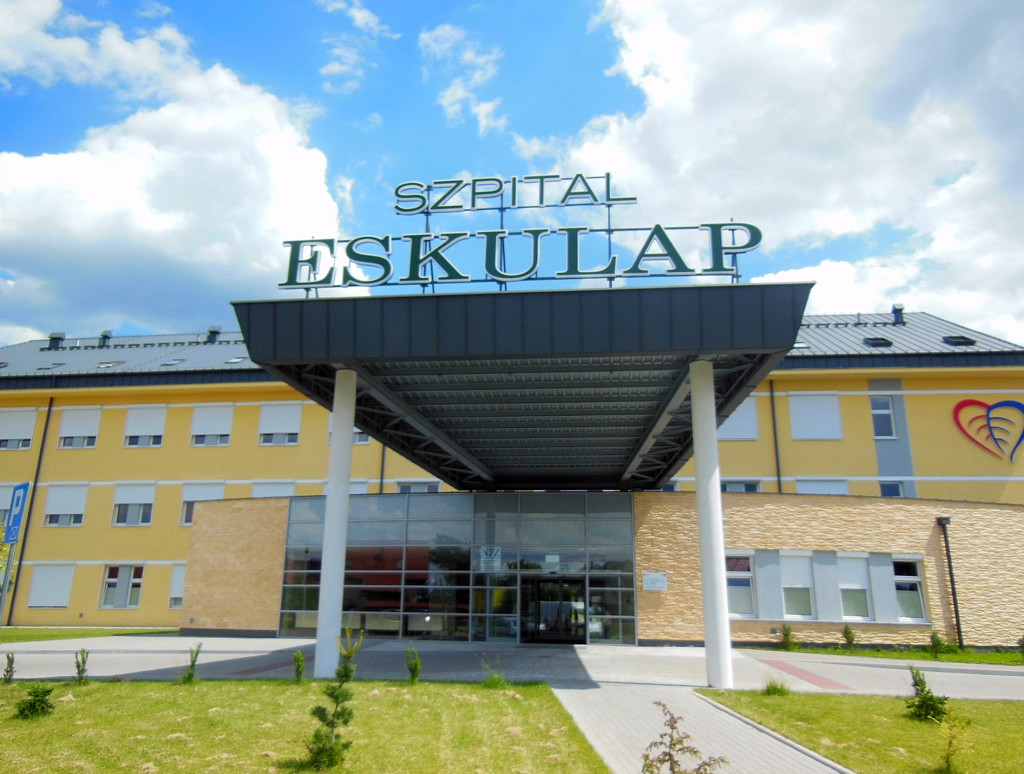
Szpital Eskulap w Osielsku

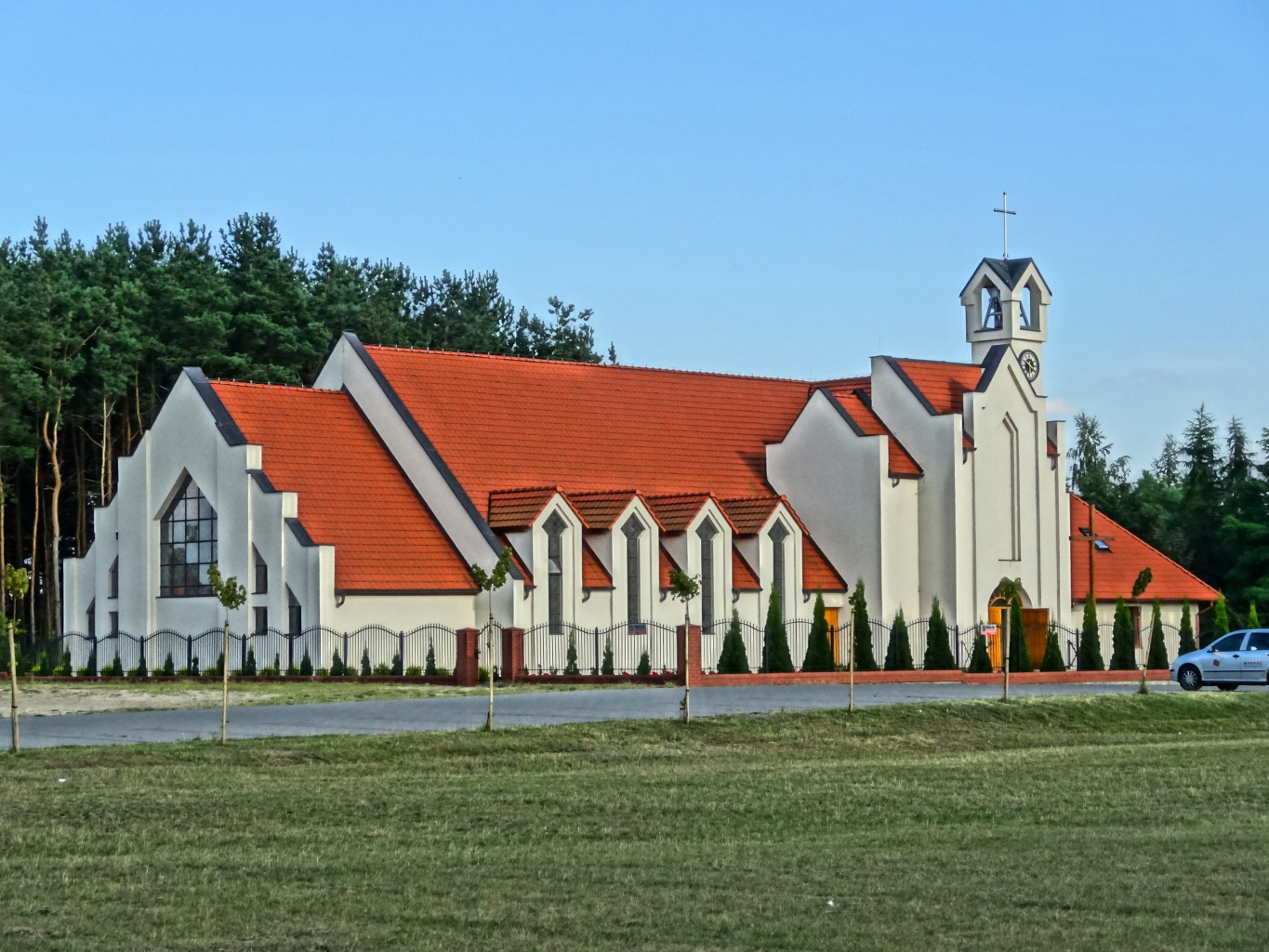
Kościół Najświętszej Marii Panny Wspomożycielki Wiernych w Niemczu

Na terenie powiatu funkcjonuje sieć szkół stopnia podstawowego (36) administrowanego przez gminy oraz ponadgimnazjalnego, administrowanego przez powiat. Należą do nich:
- Zespół Szkól Ogólnokształcących i Zawodowych w Solcu Kujawskim (www)
- Zespół Szkół Agro-Ekonomicznych w Karolewie im. Bronisława Zamojdzina (www)
- Liceum Ogólnokształcące im. Leona Wyczółkowskiego w Koronowie
- Zespół Szkół w Koronowie (www)
- Zespół Szkół Zawodowych im. gen. Stanisława Maczka w Koronowie (www)

### Opieka zdrowotna
Podstawowa opieka zdrowotna na terenie powiatu jest świadczona w 15 placówkach medycznych: po 3 w gminach Dobrcz i Dąbrowa Chełmińska, po 2 w Białych Błotach, Sicienku i Nowej Wsi Wielkiej oraz po 1 w Koronowie, Solcu Kujawskim i w Osielsku. Specjalistyczna opieka lekarska i szpitalna świadczona jest w Bydgoszczy. W Solcu Kujawskim funkcjonuje wypożyczalnia sprzętu medycznego bydgoskiego domu Sue Ryder zajmującego się opieką paliatywną, natomiast w Osielsku zlokalizowany jest prywatny szpital Eskulap.

### Opieka społeczna
Na terenie powiatu funkcjonują dwa domy pomocy społecznej dla dorosłych niepełnosprawnych intelektualnie: w Rożenkowie oraz w Koronowie. Ponadto samorząd powiatu jest organem wiodącym dla czterech placówek opiekuńczo-wychowawczych typu socjalizacyjnego: w Trzemiętowie (1) i Karolewie (3). Zadania w zakresie pieczy rodzinnej realizuje Powiatowe Centrum Pomocy Rodzinie w Bydgoszczy. Ponadto w powiecie bydgoskim działają cztery środowiskowe domy samopomocy: w Gądeczu, Solcu Kujawskim, Nowej Wsi Wielkiej i Cielu.

### Kultura
Na terenie gmin tworzących powiat bydgoski działają liczne placówki kulturalne, w tym: 8 gminnych centrów kultury, 23 świetlice, 21 bibliotek i filii bibliotecznych.

### Sport

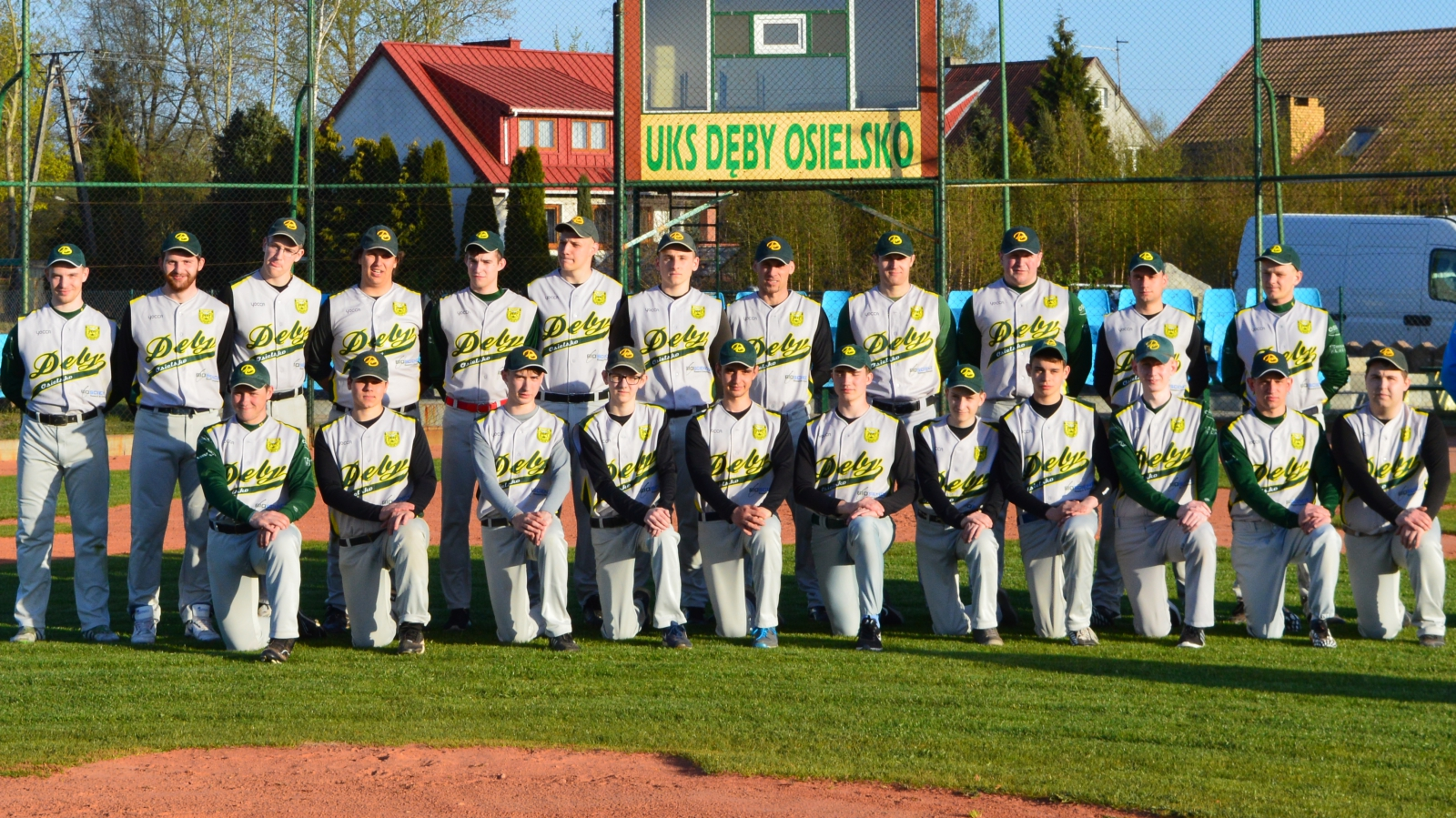
Dęby Osielsko występujące w ekstralidze baseballowej

Na terenie powiatu bydgoskiego działają kluby sportowe posiadające osobowość prawną, uczniowskie kluby sportowe funkcjonujące przy szkołach, zrzeszenia i zespoły sportowe. Wśród infrastruktury sportowej są: boiska piłkarskie w wielu miejscowościach, hale sportowe m.in. w Solcu Kujawskim, Dobrczu, Czarżu i Dąbrowie Chełmińskiej, kompleksy Orlik 2012 w Dobrczu, Białych Błotach, Łochowie i Zielonczynie, park wodny w Solcu Kujawskim, korty tenisowe w Łochowie i Ostromecku, kręgielnia w Ostromecku, boisko lekkoatletyczne w Białych Błotach oraz wiele innych.
Ważniejsze kluby z powiatu bydgoskiego
- Piłka nożna w sezonie 2024/2025[42]:
  - IV liga, gr. kujawsko-pomorska – Unia Solec Kujawski
  - klasa okręgowa – Gryf Sicienko, GLKS Dobrcz, LKS Dąbrowa Chełmińska
  - klasa A w piłce nożnej – Victoria Koronowo, Victoria Niemcz, KS Brzoza, Spójnia Białe Błota, AF Brzoza, Unia II Solec Kujawski
  - klasa B w piłce nożnej – Łokietek Wierzchucin Królewski, Olimpia Wtelno, Burza Nowa Wieś Wielka, Sokół Nowy Dwór, Orzeł Przyłęki, Gryf II Sicienko
- Inne dyscypliny:
  - Dęby Osielsko – ekstraliga baseballowa
  - Victoria Osielsko – zapasy
  - UKS Szabla Brzoza – szermierka
  - Wyczół Gościeradz – sport motocyklowy
  - Zremb Solec Kujawski – badminton
  - Deresz Nowy Dwór – jeździectwo
  - Wind Romanowo – żeglarstwo

### Struktury wyznaniowe
W strukturze kościoła rzymskokatolickiego, teren powiatu należy do czterech diecezji:
1. bydgoskiej – 25 parafii (Białe Błota, Brzoza, Ciele, Dąbrówka Nowa, Dobrcz, Kotomierz, Kruszyn, Łochowo, Maksymilianowo, Murowaniec, Niemcz, Osielsko, Przyłęki, Samsieczno, Sicienko, Solec Kujawski – 4, Strzelce Górne, Wierzchucin Królewski, Wierzchucinek, Włóki, Wtelno, Żołędowo)
2. pelplińskiej – 5 parafii (Byszewo, Koronowo, Łąsko Wielkie, Mąkowarsko, Wudzyn)
3. toruńskiej – 3 parafie (Boluminek, Czarże, Ostromecko)
4. gnieźnieńskiej – 2 parafie (Dąbrowa Wielka, Nowa Wieś Wielka)

Parafie w powiecie bydgoskim należą do dekanatów: Białe Błota, Bydgoszcz IV, Koronowo, Łabiszyn, Mrocza, Osielsko, Unisław i Złotniki Kujawskie. W Byszewie znajduje się sanktuarium NMP Królowej Krajny.
Inne wyznania:
- Kościół Ewangelicko-Augsburski w RP – parafia Ewangelicko-Augsburska w Bydgoszczy w diecezji pomorsko-wielkopolskiej
- Polski Autokefaliczny Kościół Prawosławny – parafia św. Mikołaja w Bydgoszczy w dekanacie kujawsko-pomorskim diecezji łódzko-poznańskiej
- Świadkowie Jehowy – zbory w: Białych Błotach (Sala Królestwa: Kruszyn Krajeński), Brzozie (Sala Królestwa: Chmielniki) i Koronowie[43].
- inne wyznania protestanckie – zbory i sale zebrań w Bydgoszczy.

### Gospodarka ściekami i odpadami
W 2010 roku komunalne oczyszczalnie ścieków na terenie powiatu bydgoskiego były zlokalizowane w: Brzozie, Dąbrowie Chełmińskiej, Koronowie, Kręglu, Kusowie, Nowej Wsi Wielkiej-Dziemionnie, Teresinie oraz Wojnowie. Odbiornikami ścieków były: Brda, Noteć oraz Wisła. Na obszarze powiatu nie ma czynnych wysypisk komunalnych, a zamknięte składowiska poddawane są pracom rekultywacyjnym. Głównym odbiorcą odpadów jest Zakład Termicznego Przekształcania Odpadów Komunalnych w Bydgoszczy.

### Infrastruktura ponadlokalna
W Puszczy Bydgoskiej zlokalizowany jest Radiowe Centrum Nadawcze Solec Kujawski z dwoma masztami (330 i 289 m wysokości) nadajnika Pierwszego Programu Polskiego Radia o zasięgu europejskim, natomiast w gminie Dobrcz – RTCN Trzeciewiec z masztem o wysokości 320 m zapewniającym sygnał radiowo-telewizyjny o zasięgu przekraczającym województwo kujawsko-pomorskie.

## Turystyka i wypoczynek
Walory turystyczne powiatu to głównie krajobraz, rzeźba terenu, lasy, jeziora i rzeki. Potencjałem do rozwoju różnych form turystyki i rekreacji jest duża lesistość powiatu (42%) oraz obecność licznych zbiorników wodnych, zdanych do kąpieli, wędkarstwa, żeglarstwa i turystyki kajakowej. Centrum turystyki wodnej jest Zalew Koronowski, wokół którego ulokowane są przystanie i całoroczne ośrodki wypoczynkowe.

### Zabytki
Łącznie na terenie powiatu znajduje się 64 obiektów wpisanych do wojewódzkiego rejestru zabytków, m.in. obiekty sakralne, cmentarze, dwory, pałace, parki, domy mieszkalne, budynki przemysłowe i gospodarcze. Do gminnych ewidencji wpisanych jest natomiast ok. 1325 obiektów, najwięcej w gminie Koronowo (530), Sicienko (134) i Dąbrowa Chełmińska (125)
Do najbardziej wartościowych zabytków z terenu powiatu należą:
- kościoły gotyckie i barokowe:
  - kościół poklasztorny Cystersów w Koronowie (XIII–XIV w., przebudowany w końcu XVII w.) obecnie parafialny pw. Wniebowzięcia Najświętszej Maryi Panny,
  - kościół św. Andrzeja Apostoła w Koronowie (1382–1396, przebudowany 1599),
  - kościół pw. Narodzenia Najświętszej Panny Maryi w Czarżu (gotycki XVI w., przebudowany w XVI i XIX w.),
  - kościół Trójcy Świętej w Byszewie (1663),
  - kościół pw. św. Anny w Łąsku Wielkim (1765–1772)
  - kościół św. Michała Archanioła we Wtelnie (1785–1787)
  - kościół św. Mikołaja, św. Stanisława i św. Jana Chrzciciela w Ostromecku (II poł. XV w., przebudowany w 1630, 1664–1675 i 1763–1764)
  - kościół św. Wojciecha i Katarzyny w Boluminku (1755–1777, rozbudowany w 1909–1910)
  - kościół pw. św. Wawrzyńca w Mąkowarsku (1790–1791),
  - kościół św. Wawrzyńca w Dobrczu (przebudowany w poł. XIX w.)
  - kościół św. Apostołów Piotra i Pawła w Wierzchucinie Królewskim (przebudowany w 1929–1930),
  - kościół Narodzenia Najświętszej Maryi Panny w Osielsku (rozbudowany w 1844),
  - kościół św. Stanisława Biskupa i Męczennika w Solcu Kujawskim (rozbudowany w 1910–1912)
  - Kościół św. Jakuba Mniejszego Apostoła w Dąbrówce Nowej (rozbudowany w 1888–1889),
  - Kościół Najświętszej Marii Panny Królowej Polski w Brzozie (1934),
  - kościół Najświętszego Serca Pana Jezusa w Samsiecznie

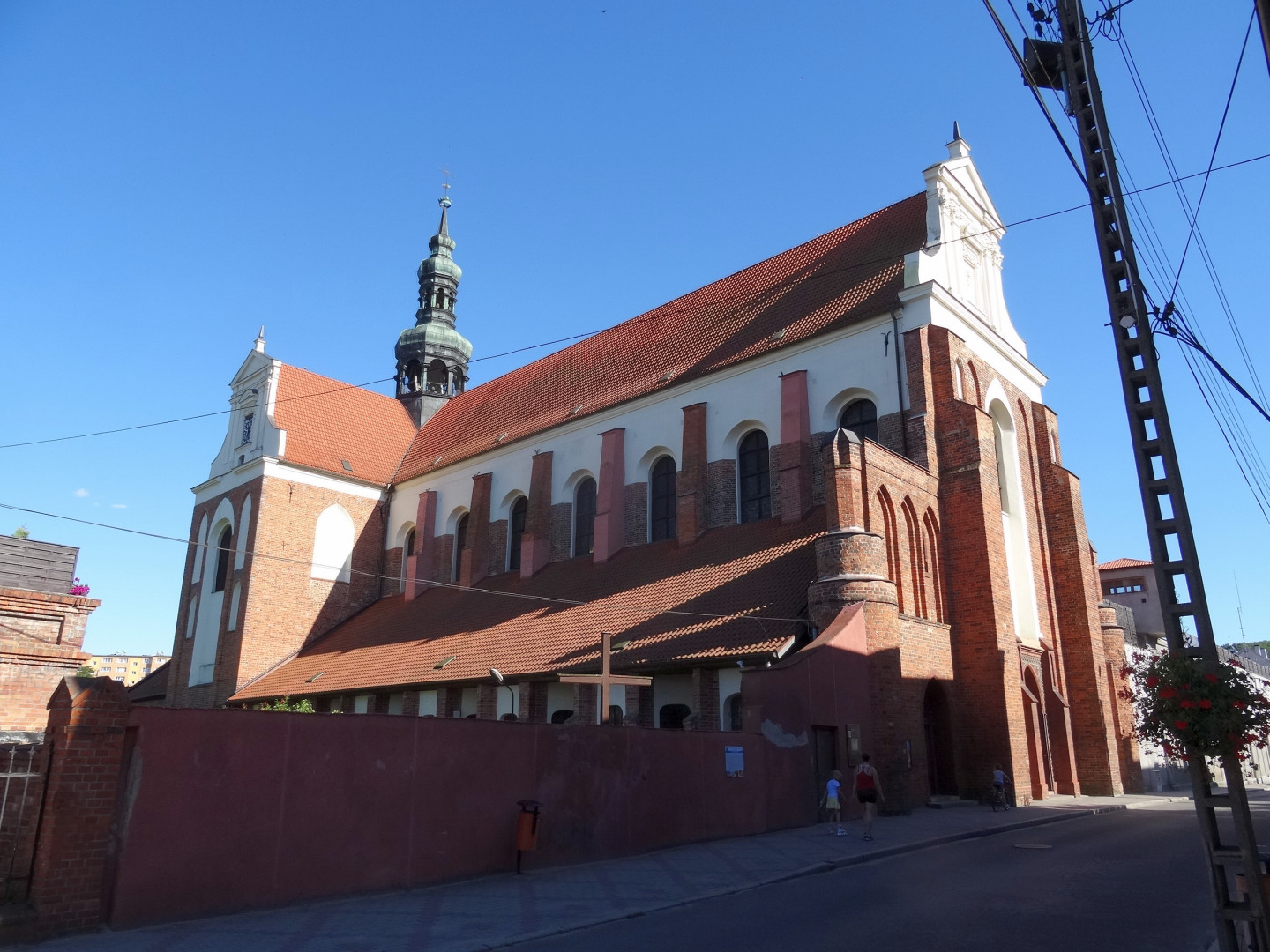
Bazylika Wniebowzięcia Najświętszej Maryi Panny w Koronowie (XIII–XVII w.)
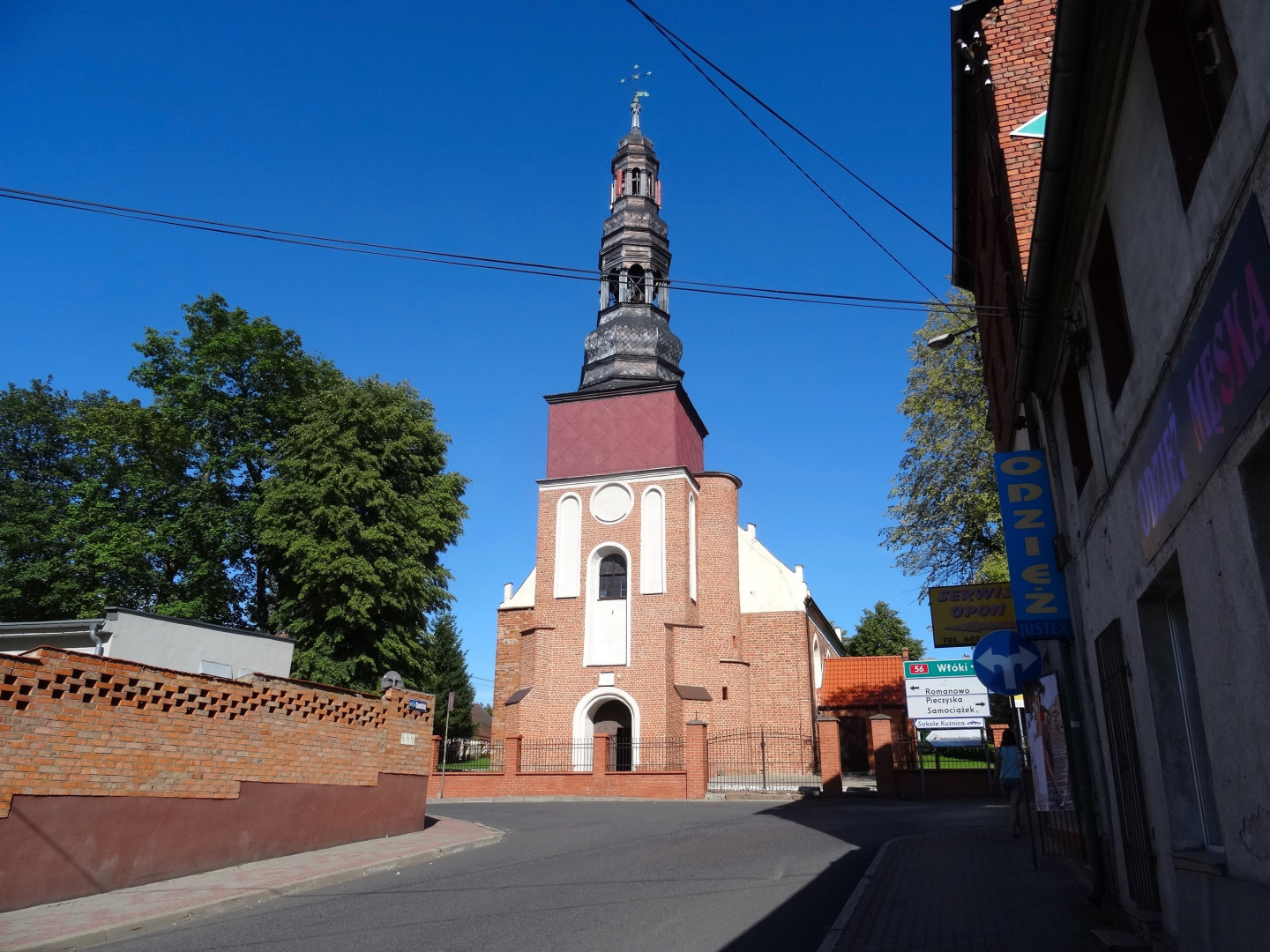
Kościół św. Andrzeja Apostoła w Koronowie (XIV–XVI w.)
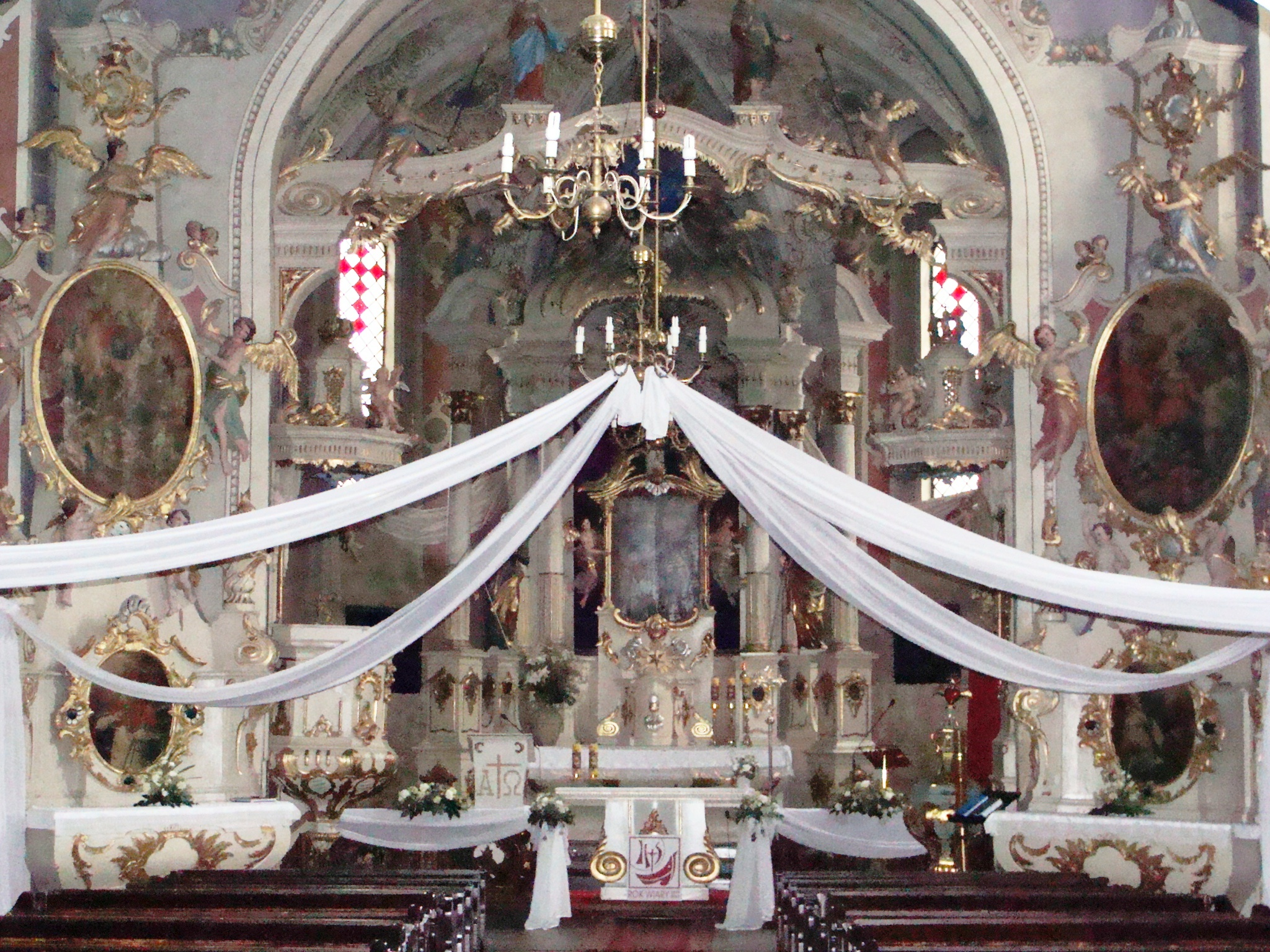
Kościół Trójcy Świętej w Byszewie (1663) – wnętrze
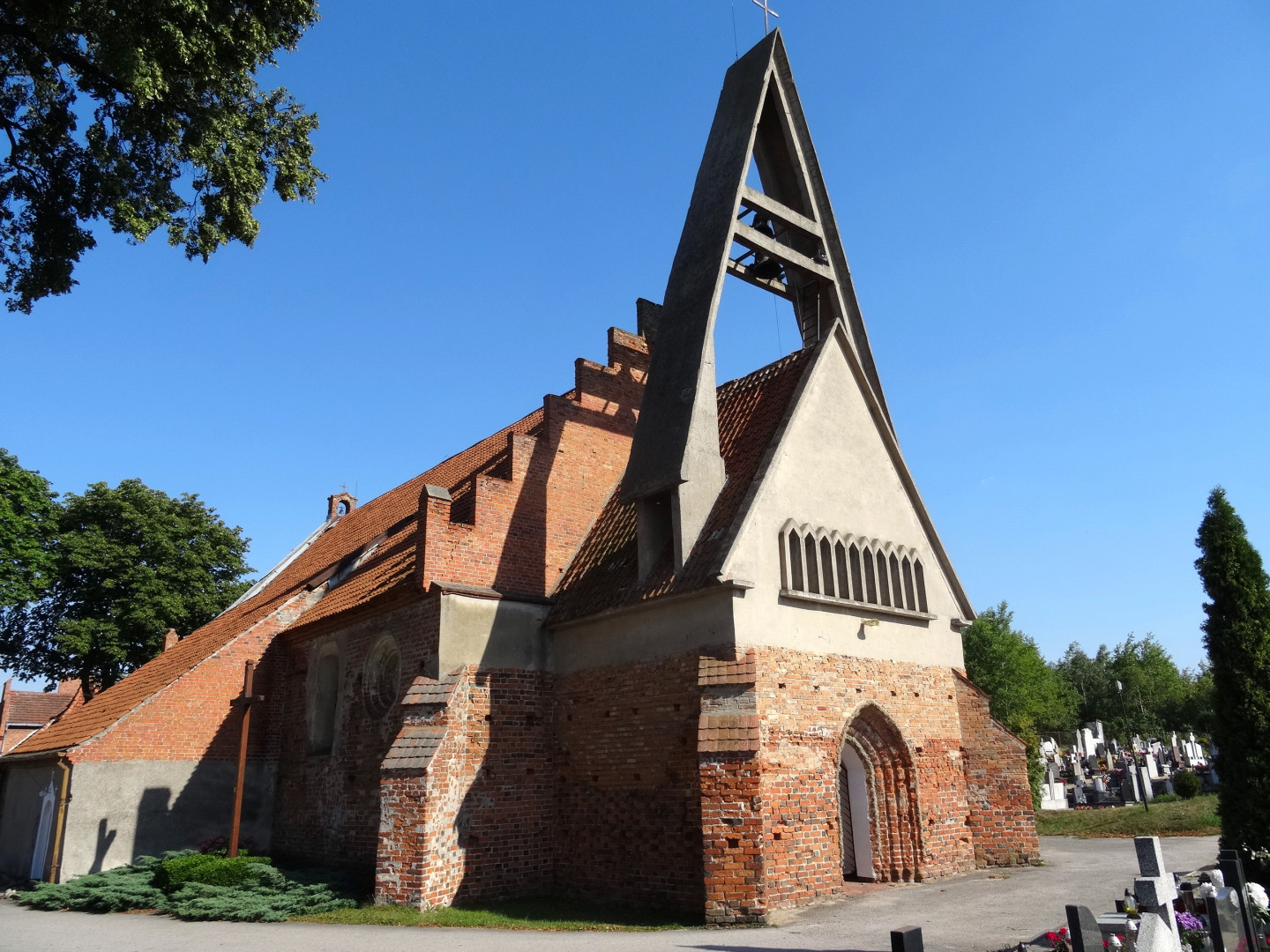
Kościół Narodzenia Najświętszej Maryi Panny w Czarżu (XIII–XVI w.)
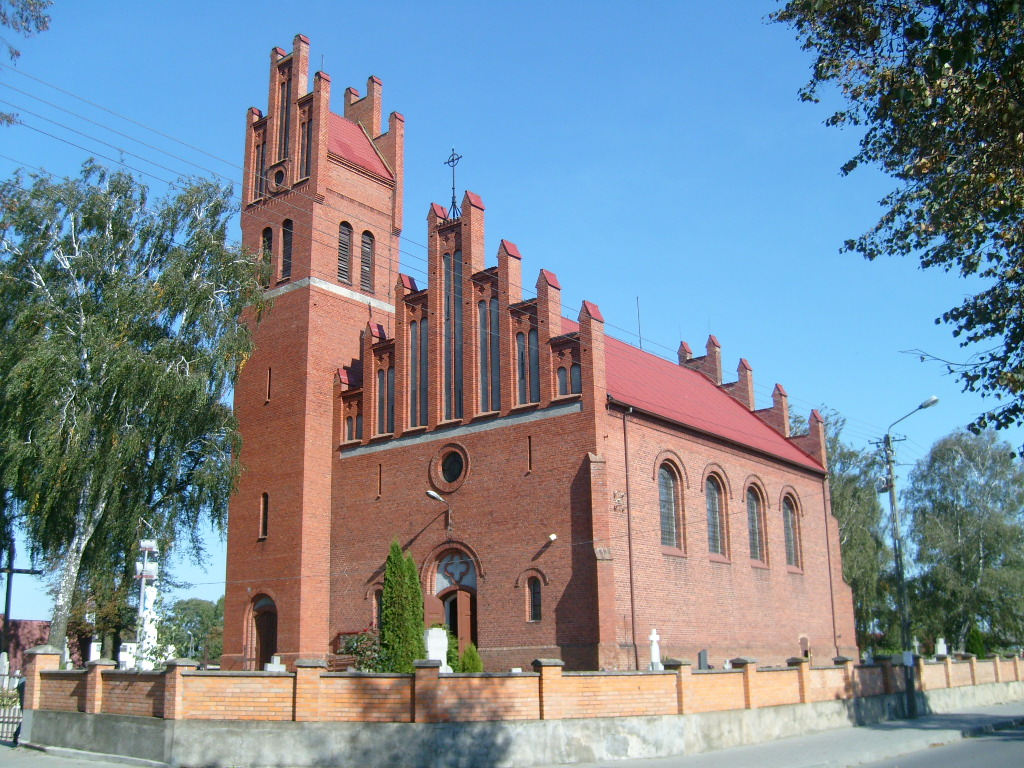
Kościół św. Wawrzyńca w Dobrczu (XVI–XIX w.)
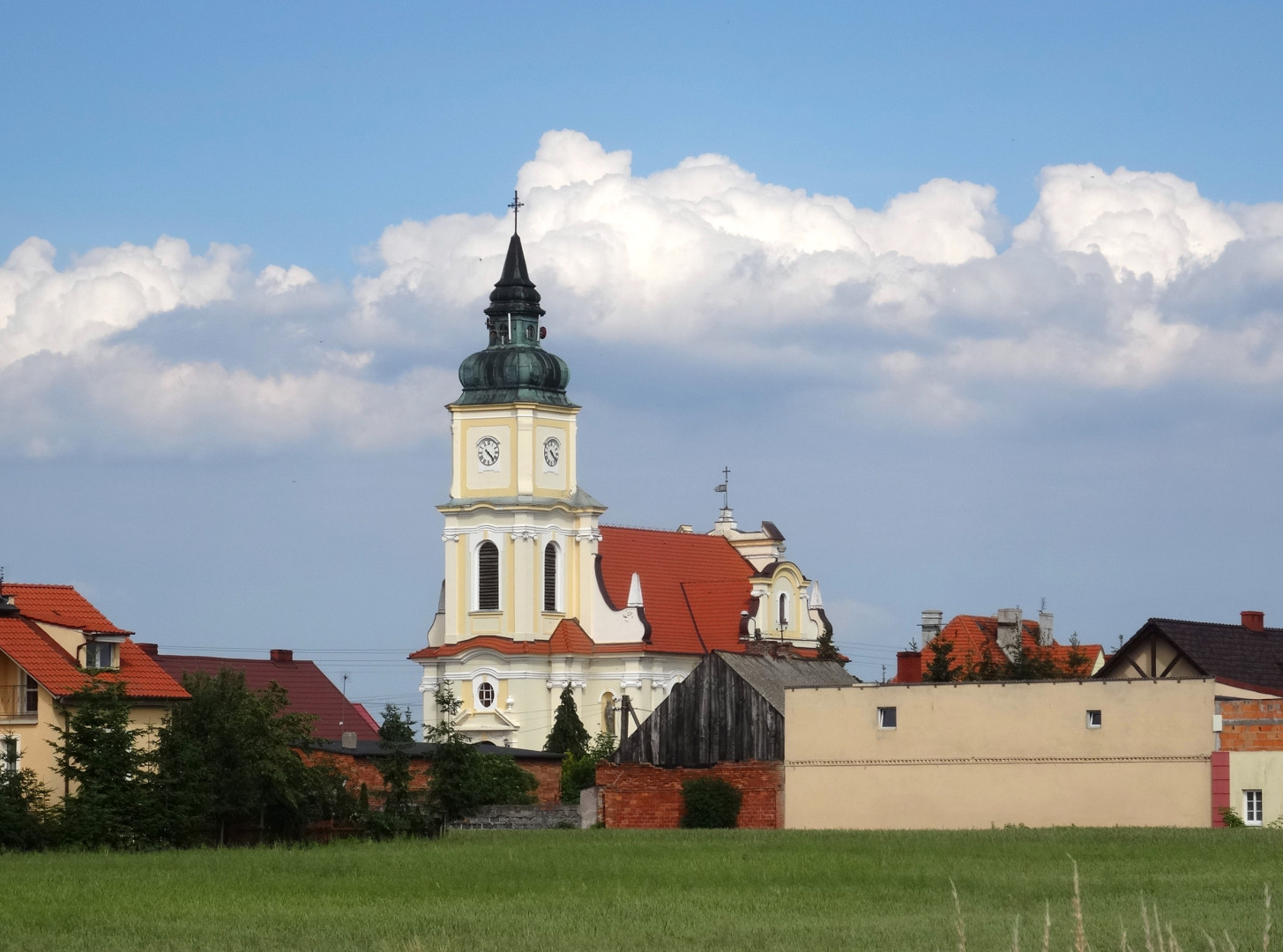
Kościół św. Piotra i Pawła w Wierzchucinie (XVI–XX w.)

- kościoły drewniane:

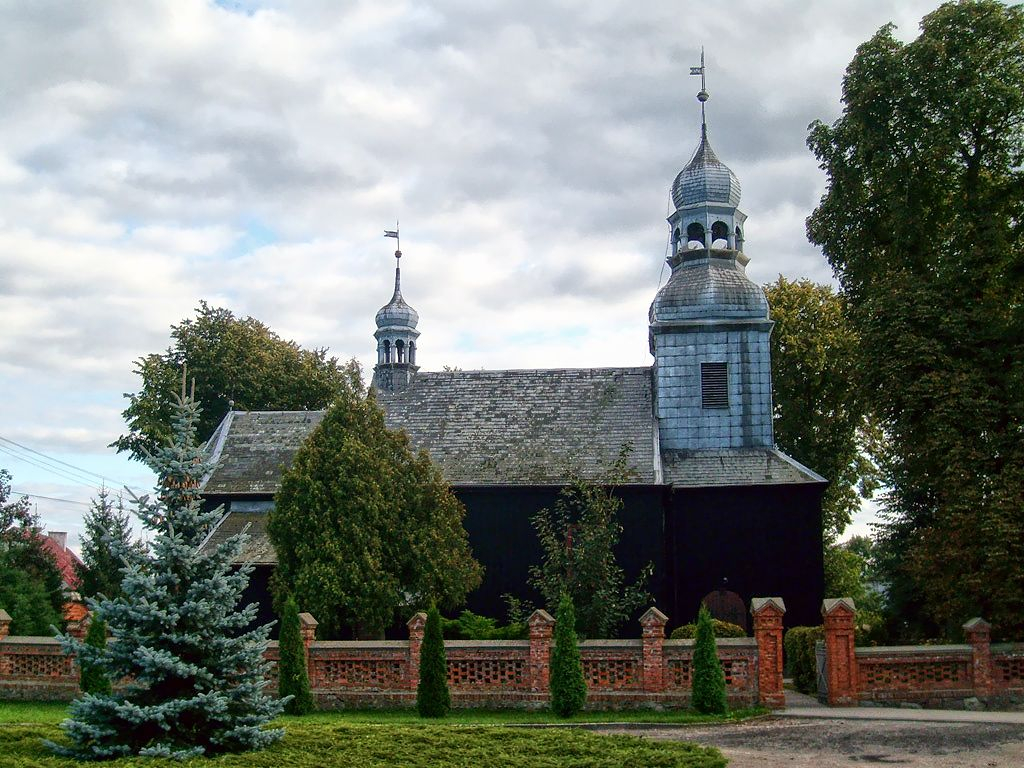
Drewniany kościół św. Mikołaja w Ślesinie. Wieś należała do powiatu bydgoskiego od XIV wieku do 1975 roku

- - kościół pw. św. Marii Magdaleny we Włókach (1699),
  - kościół Podwyższenia Krzyża Świętego w Żołędowie (1715),
  - kościół Niepokalanego Poczęcia Najświętszej Maryi Panny w Kozielcu (1906, zbud. z cegły w stylu pruskim, na zewnątrz obity deskami),
  - kościół św. Mikołaja w Ślesinie (1779, od 1999 w powiecie nakielskim)
- kościoły poweangelickie:
  - kościół Matki Boskiej Bolesnej w Cielu (1893, neogotycki),
  - Kościół Wniebowzięcia Najświętszej Marii Panny w Przyłękach (1916),
  - kościół św. Kazimierza w Łochowie (1902),
  - kościół pw. Najświętszej Maryi Panny Królowej Polski w Dąbrowie Chełmińskiej, murowany z czerwonej cegły, o charakterze neogotyckim, z przełomu XIX i XX wieku
  - kościół św. Andrzeja Boboli w Sicienku,
  - kościół św. Kazimierza Królewicza w Kruszynie,
  - kościół Najświętszego Serca Pana Jezusa w Solcu Kujawskim (1847),
  - kościół Niepokalanego Poczęcia Najświętszej Maryi Panny w Nowej Wsi Wielkiej (1868),
  - kościół pw. św. Barbary w Wudzynie (1882)
  - kościół Matki Boskiej Szkaplerznej w Wierzchucinku

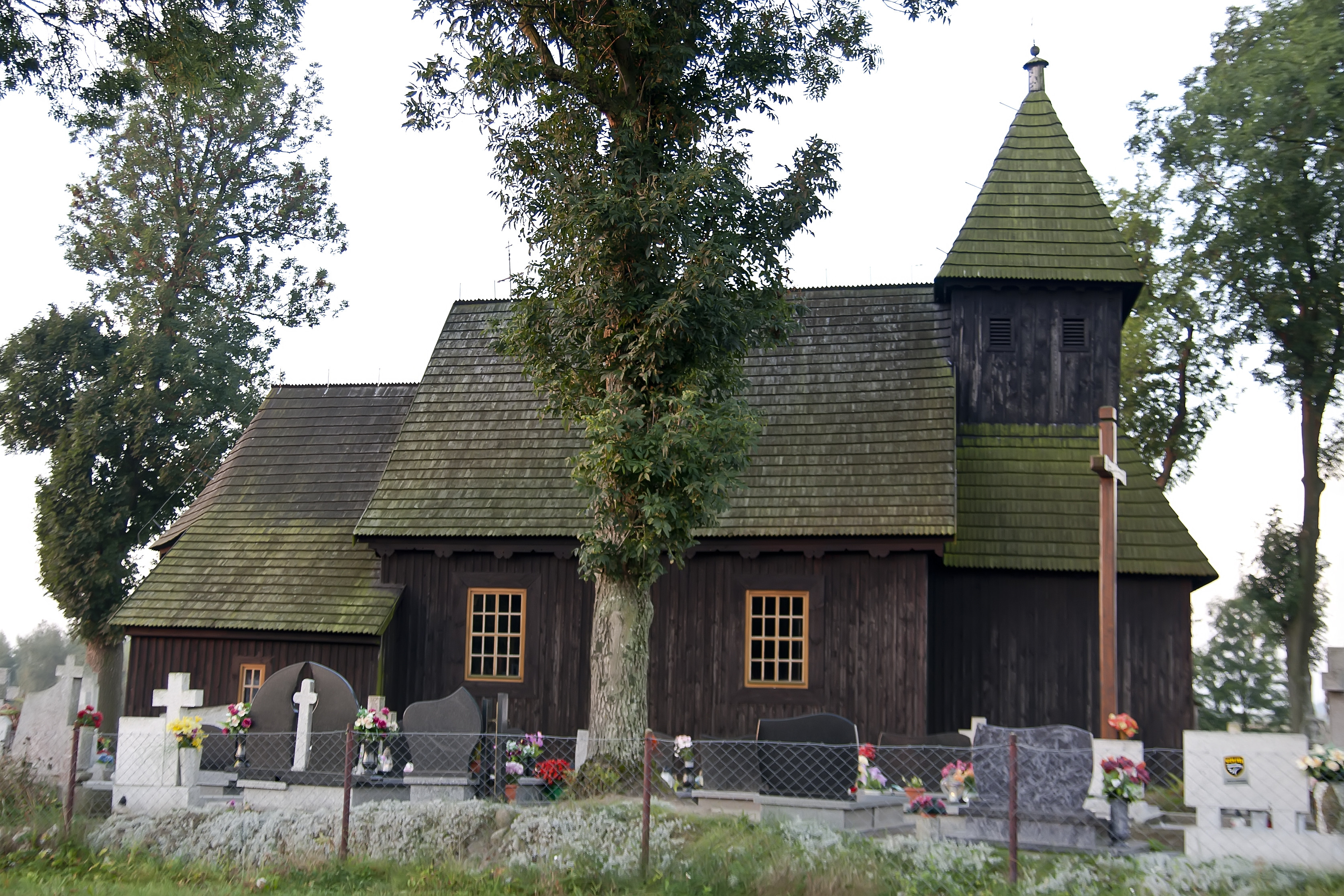
Kościół św. Marii Magdaleny we Włókach (1699)
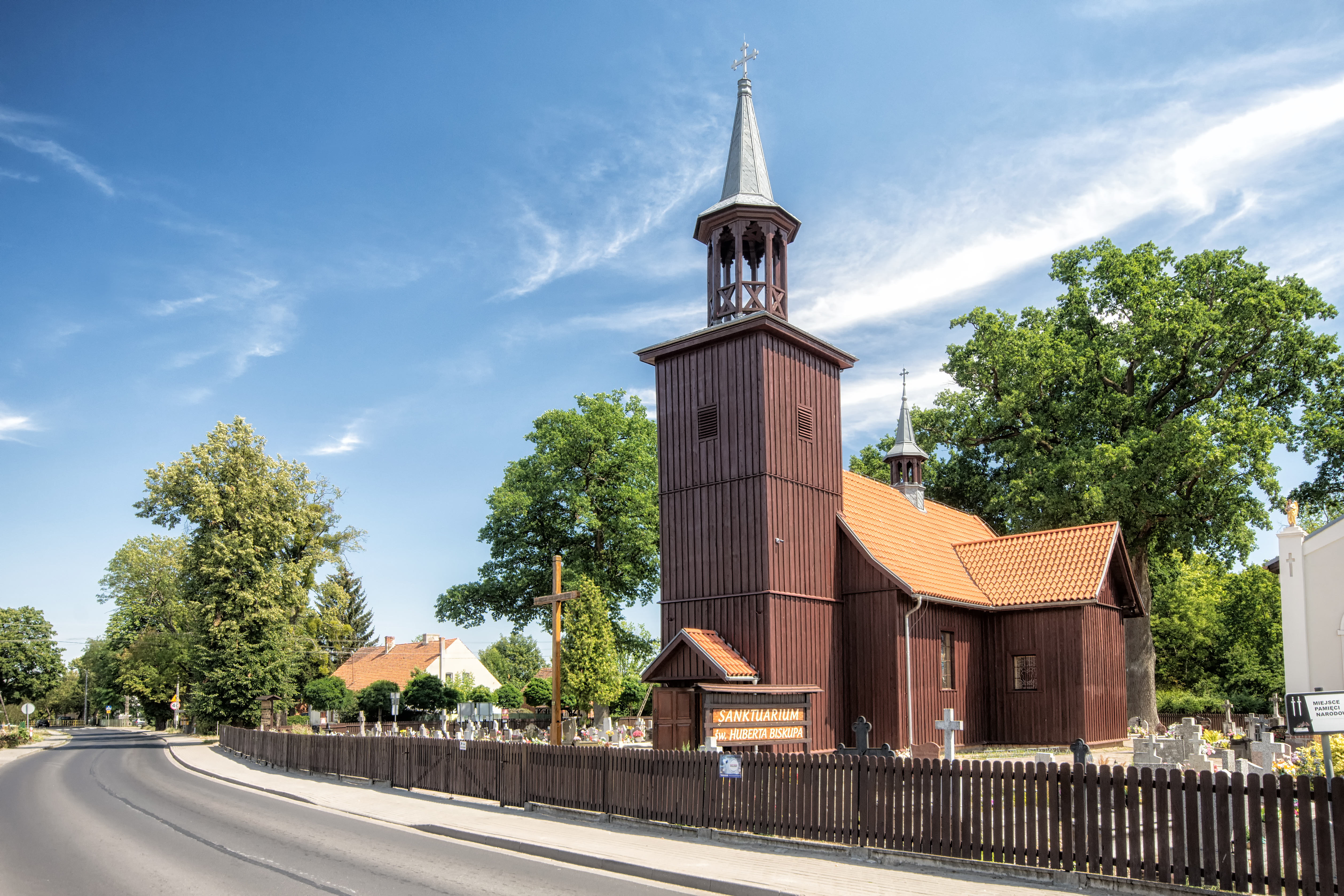
Kościół Podwyższenia Krzyża Świętego w Żołędowie (1715)
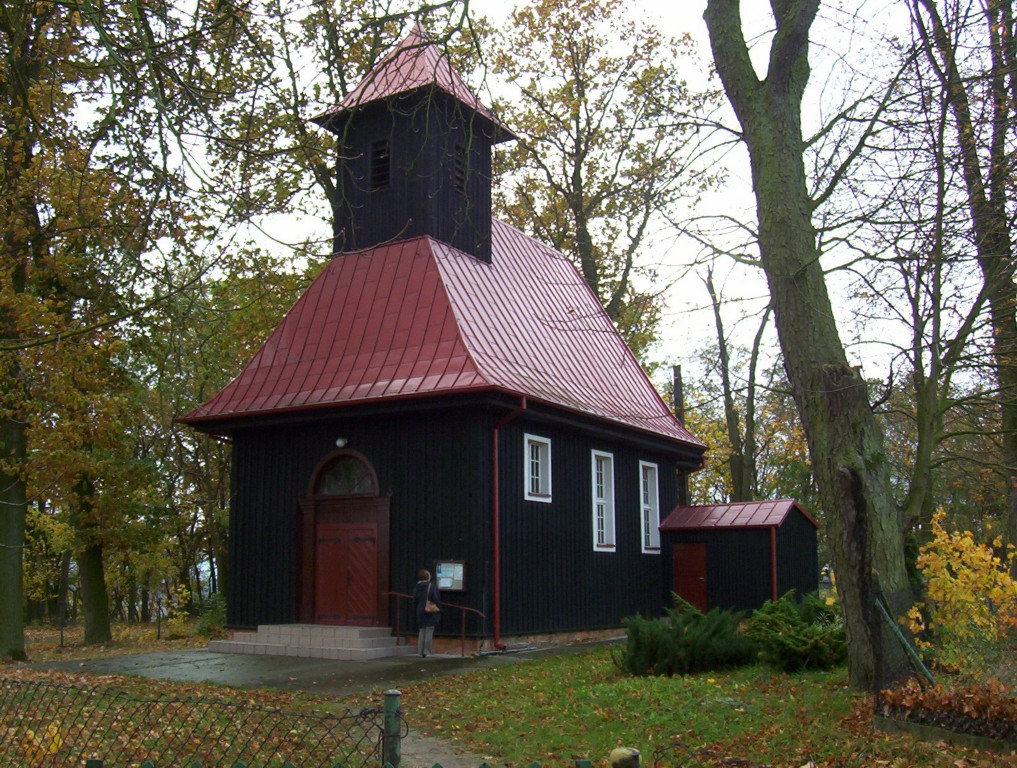
Kościół Niepokalanego Poczęcia Najświętszej Maryi Panny w Kozielcu
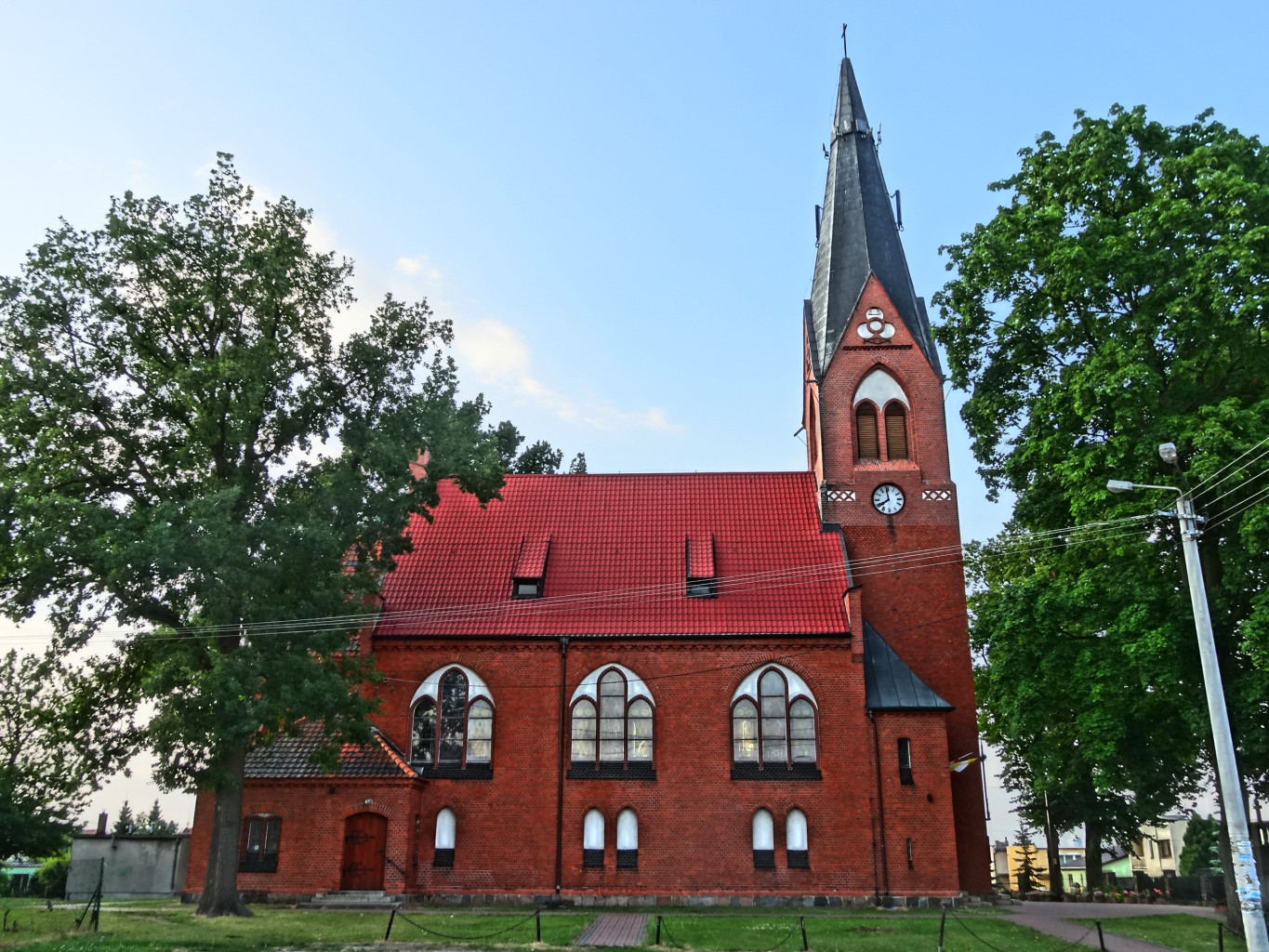
Kościół św. Kazimierza w Łochowie (1902)
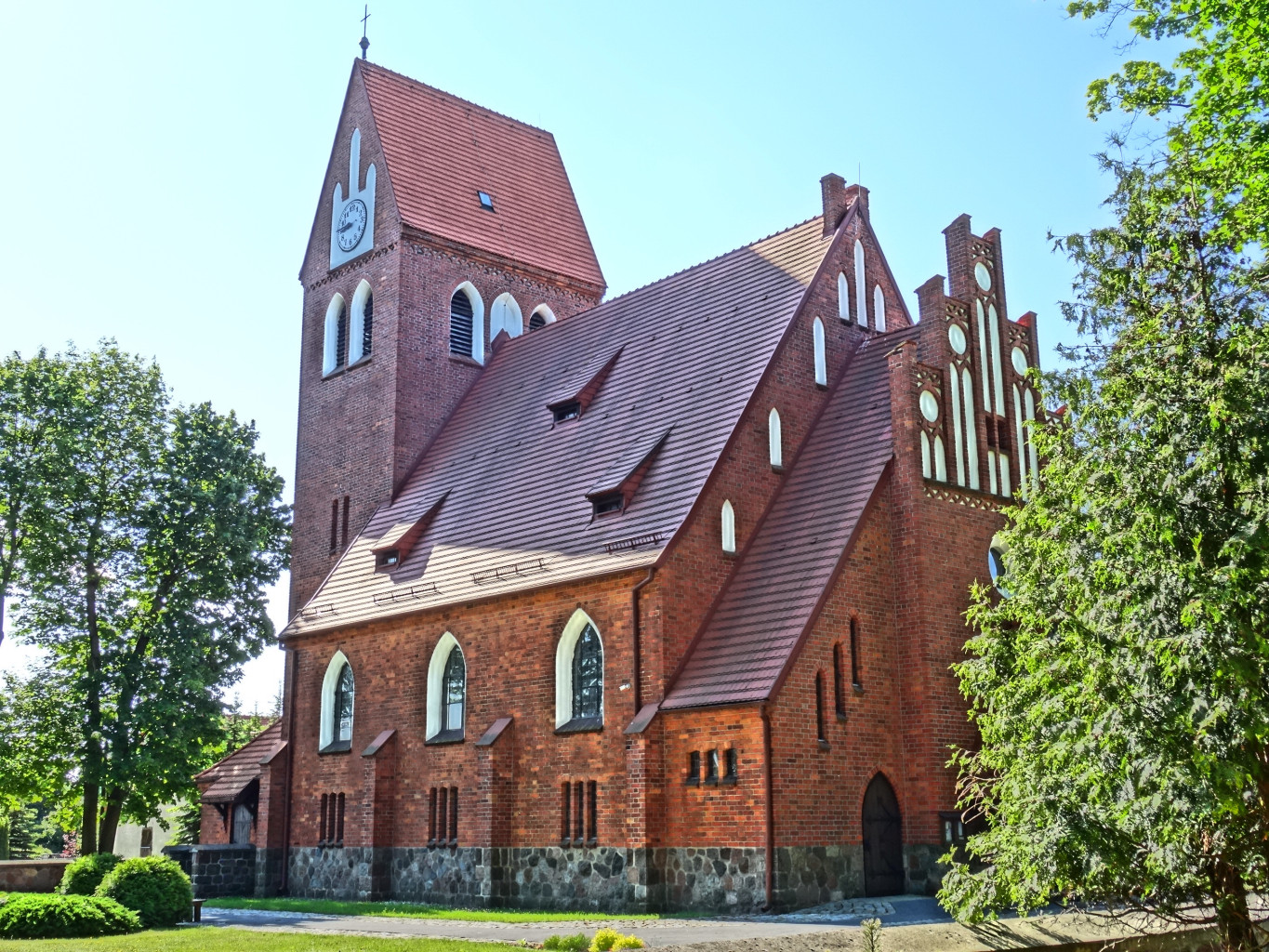
Kościół św. Kazimierza w Kruszynie
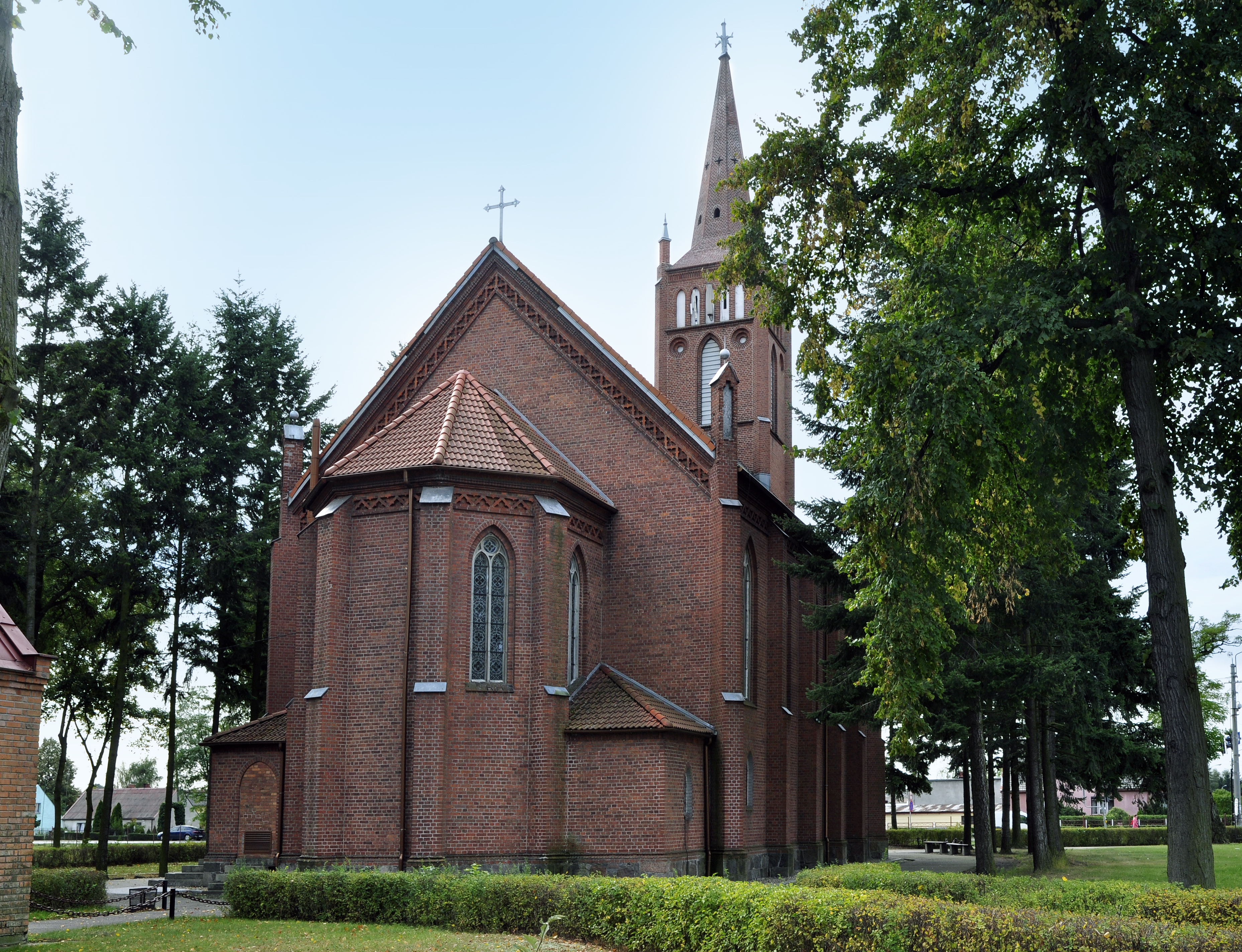
Kościół Niepokalanego Poczęcia Najświętszej Maryi Panny w Nowej Wsi Wielkiej (1868)

- pałace i dwory:
  - zespół pałacowo-parkowy w Ostromecku (rokokowy Stary Pałac z 1758-1766, klasycystyczny pałac Nowy z 1848-1891, mauzoleum rodu Avensleben-Schonborn oraz park włoski i angielski)
  - pałac w Żołędowie (I poł. XIX wieku), ob. Dom Dobrego Pasterza dla Samotnych Matek
  - dworek Leona Wyczółkowskiego w Gościeradzu (1931-1934) z parkiem (II poł. XIX w.)
  - zespół dworski w Krąpiewie (poł. XIX w.)
  - zespół dworski w Augustowie (II poł. XIX w.)
  - zespół dworski w Strzelcach Górnych (XIX w., mieści się w nim szkoła),
  - oficyna dworska w Karolewie (kon. XIX w. z regionalnymi zbiorami muzealnymi),
  - zespół dworski w Trzęsaczu (II poł. XIX w. park, obory z 1876 i 1883, spichrz z 1856),
  - zespół dworski w Paulinach (dwór z 1880, park),
  - zespół dworski w Kotomierzu (dwór z 1880, park),
  - dwór w Lucimiu (drewniano-murowany z XVIII wieku),
  - dwór w Bożenkowie (pocz. XX w.)
  - zespół pałacowy w Kruszynie (II poł. XIX w., park i pałac z 1882)
  - pałacyk myśliwski Skórzewskich w Brzozie (kon. XIX w.),
  - założenia dworsko-parkowe w: Słupowie, Wojnowie, Osówcu, Mochlu, Hucie, Trzebieniu, Gądeczu.

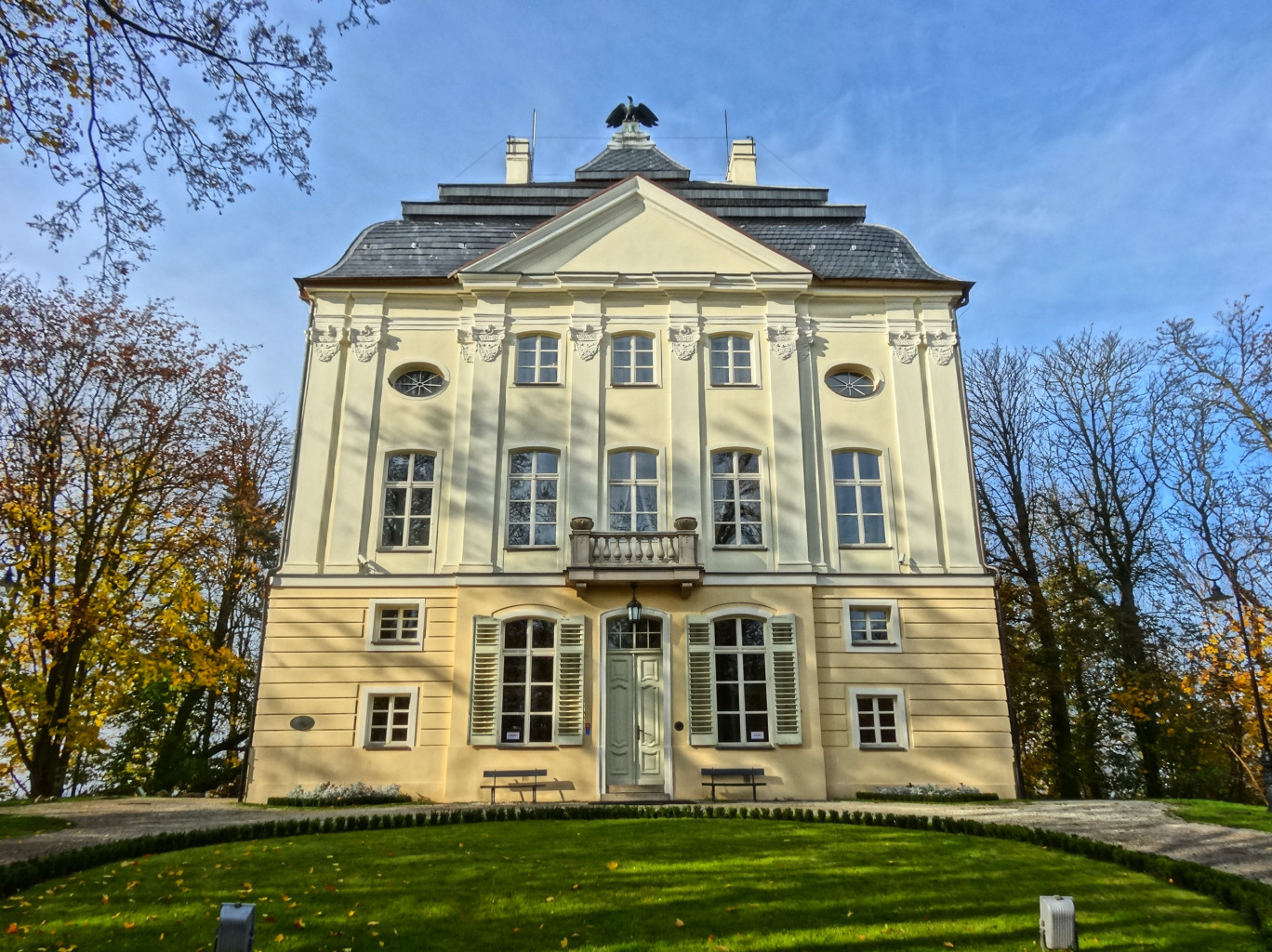
Pałac Mostowskich w Ostromecku (1759–1766)
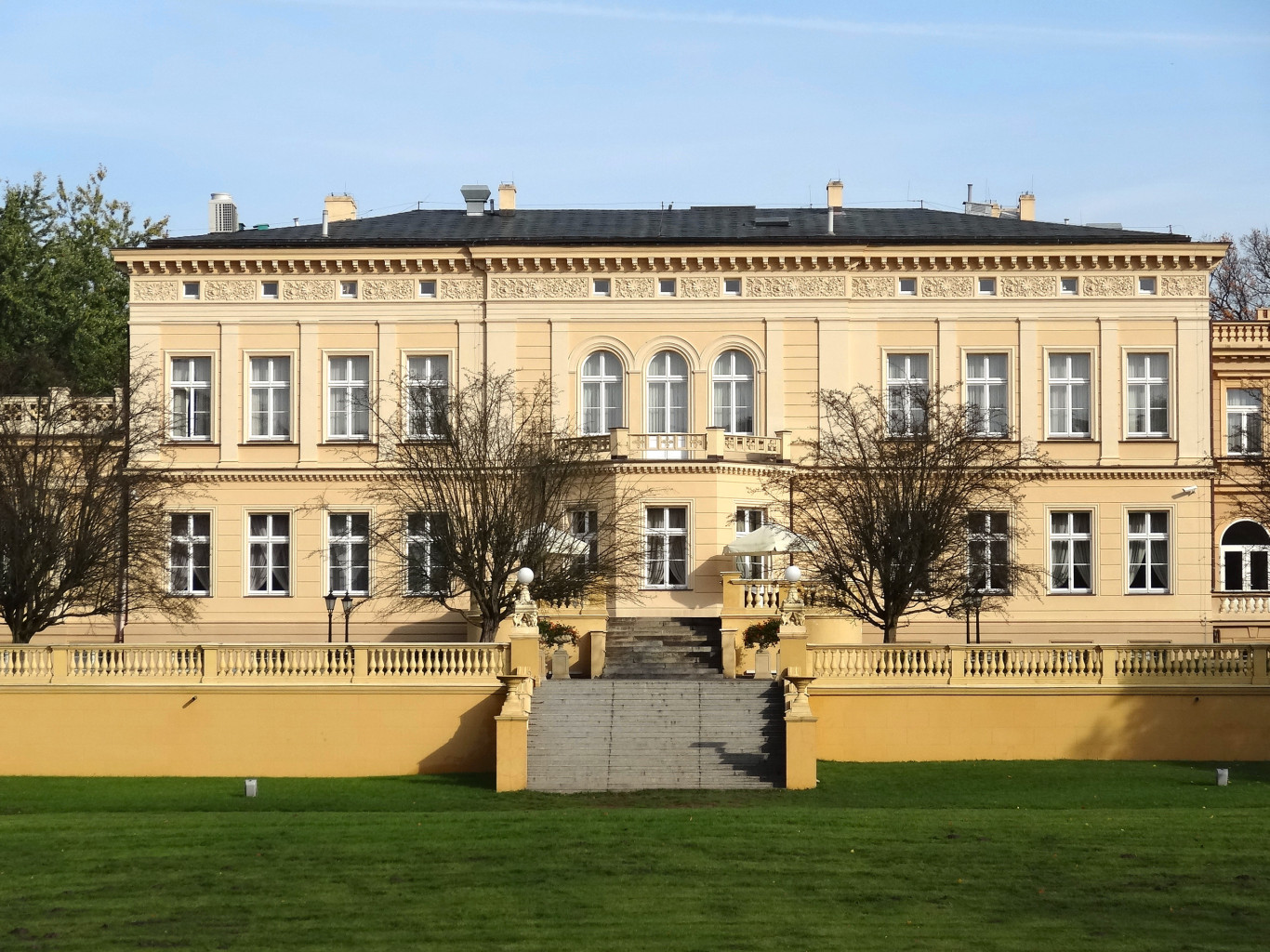
Pałac Avenslebenów w Ostromecku (1840–1891)
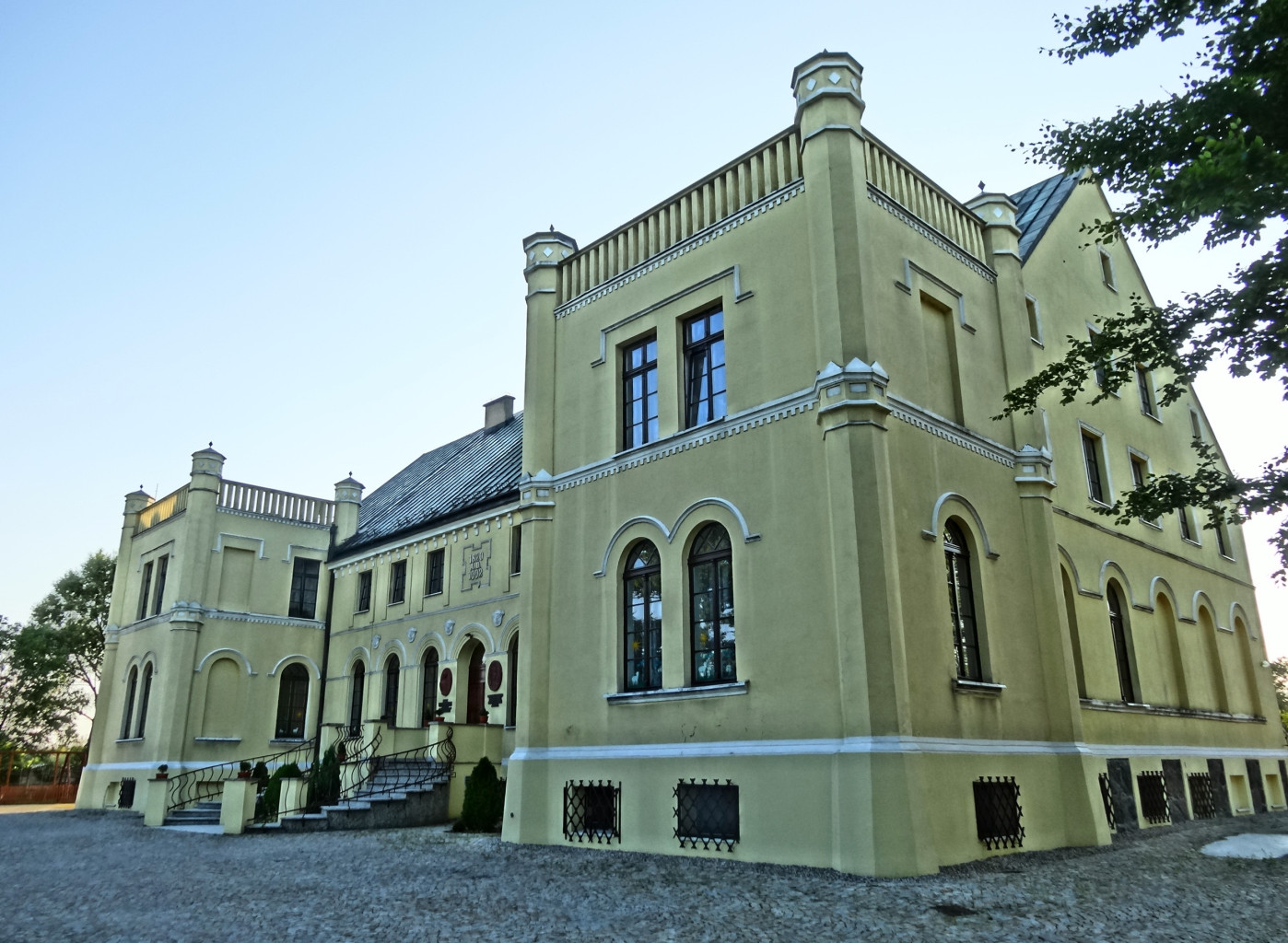
Pałac Karłowskich w Żołędowie (XVIII–XIX w.)
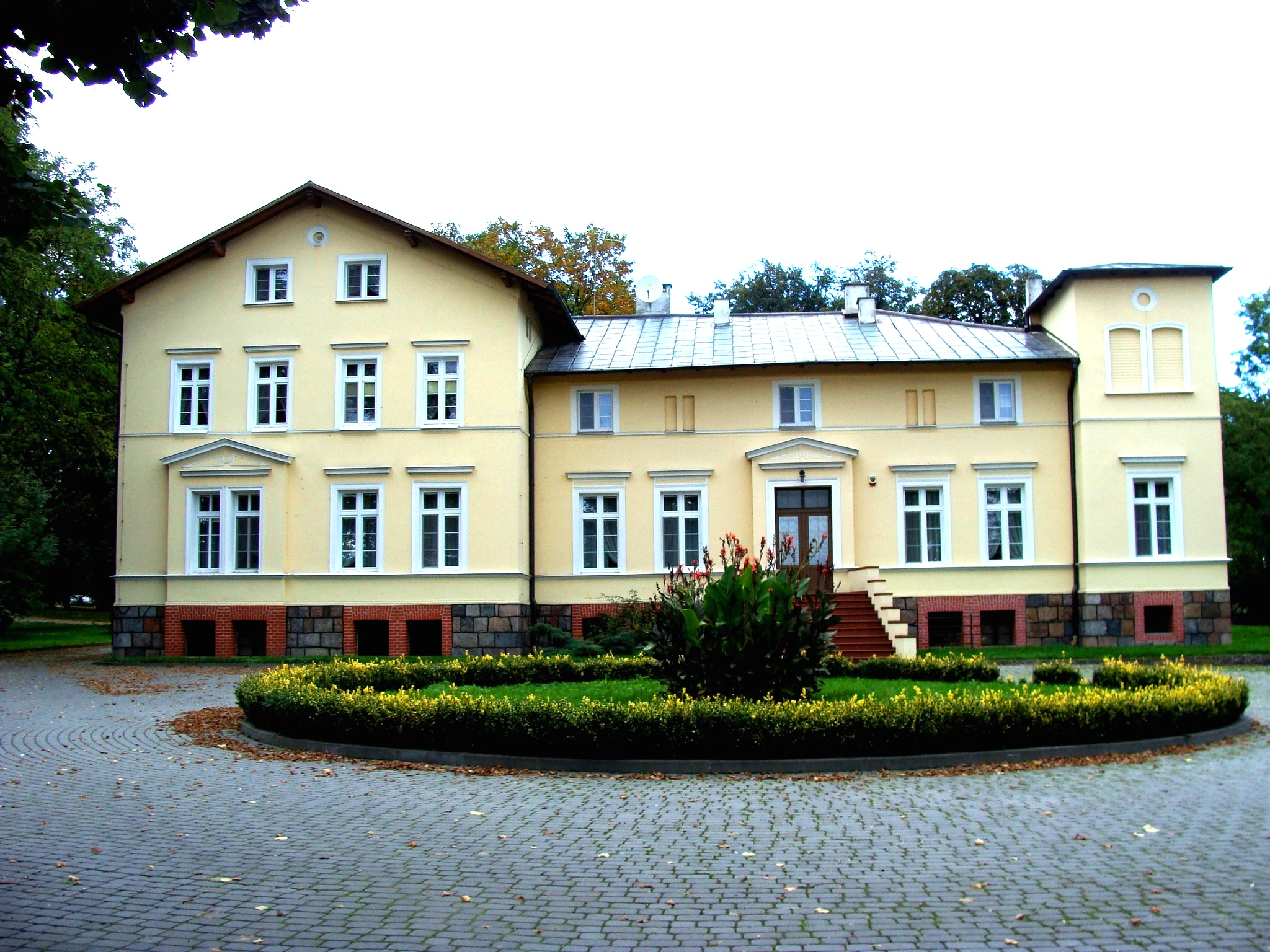
Dwór w Wojnowie
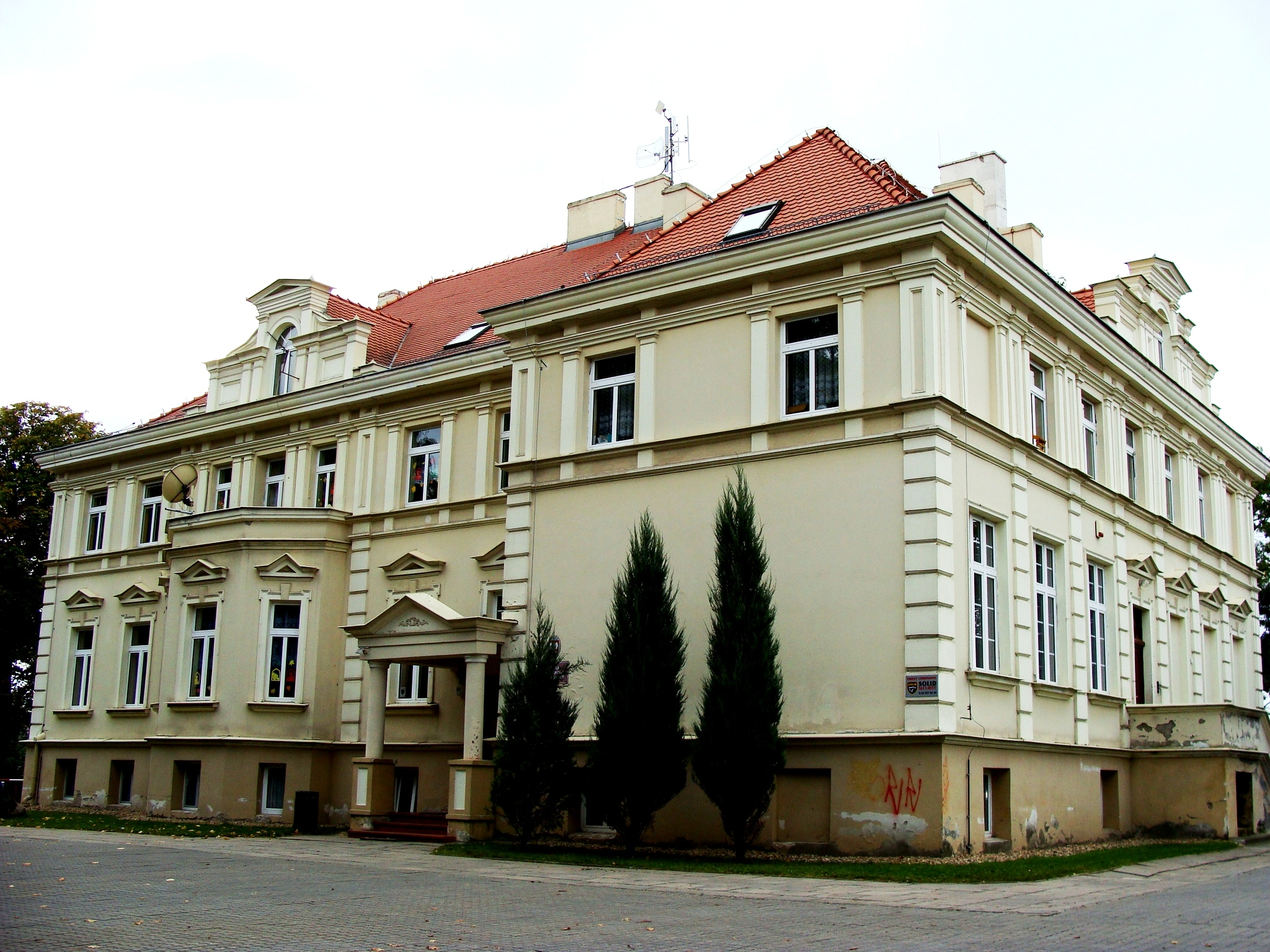
Dwór w Kruszynie
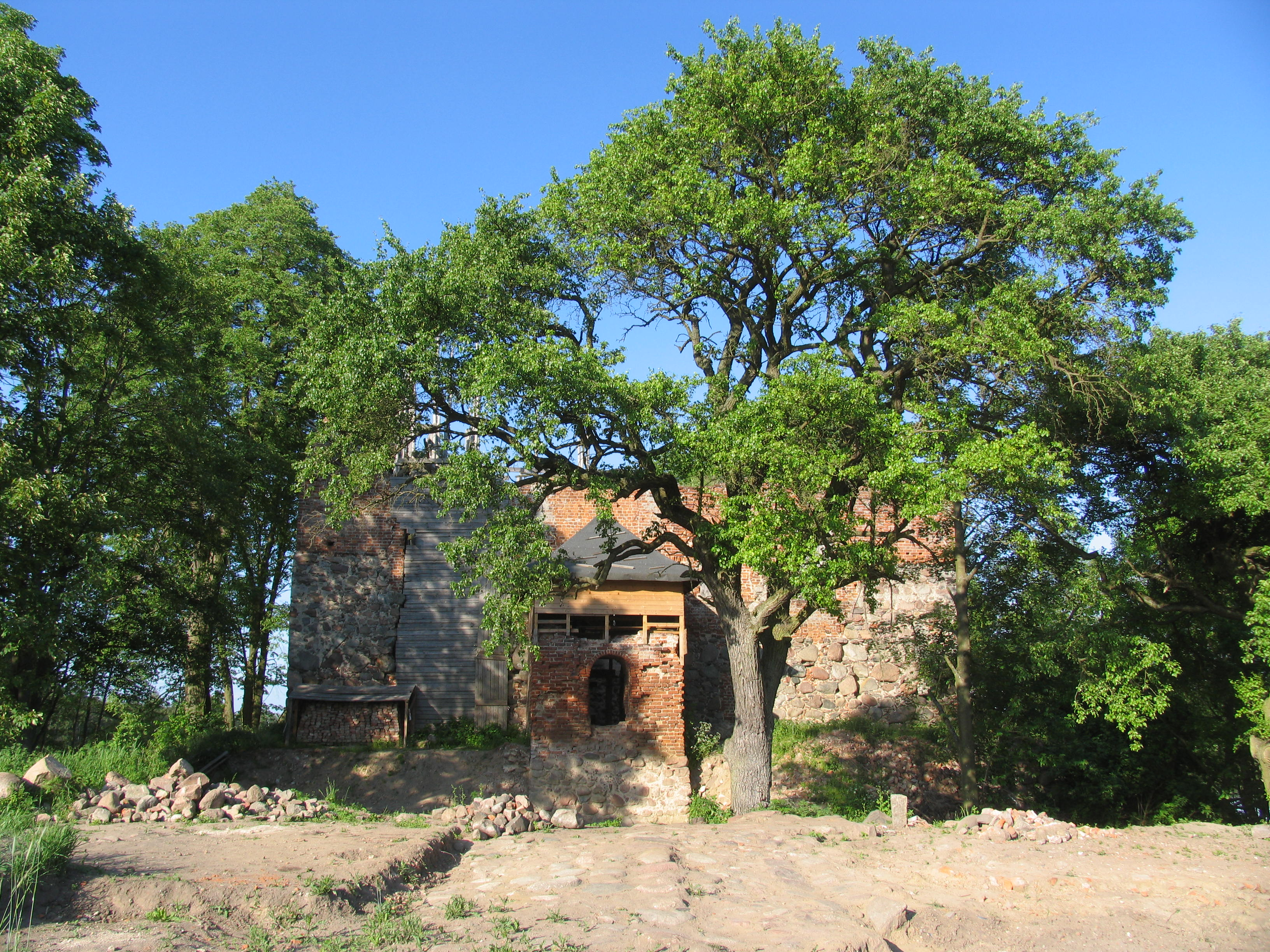
Ruiny zamku krzyżackiego w Nowym Jasińcu (XIII–XIV w.)

- budynki miejskie:
  - Stare Miasto w Koronowie (II poł. XIV w.),
  - ratusz w Koronowie (I poł. XIX w., przebudowa 1913–1916)
  - pałac opata cystersów w Koronowie (przełom XVII/XVIII w.)
  - kamienica przy ul. 23 Stycznia 13 w Solcu Kujawskim (1891-1903, mieści się w niej Zespół Szkół Ogólnokształcących i Zawodowych),
  - Villa Anna w Solcu Kujawskim (pocz. XX w., od 2009 mieści się w nim Muzeum Solca im. księcia Przemysła).
- zabytki osadnictwa olęderskiego:
  - cmentarz menonicko-ewangelicki w Przyłubiu,
  - chaty olęderskie w Przyłubiu i Otorowie, m.in. „Czarna Warszawa”,
  - drewniany dom podcieniowy w Prądocinie

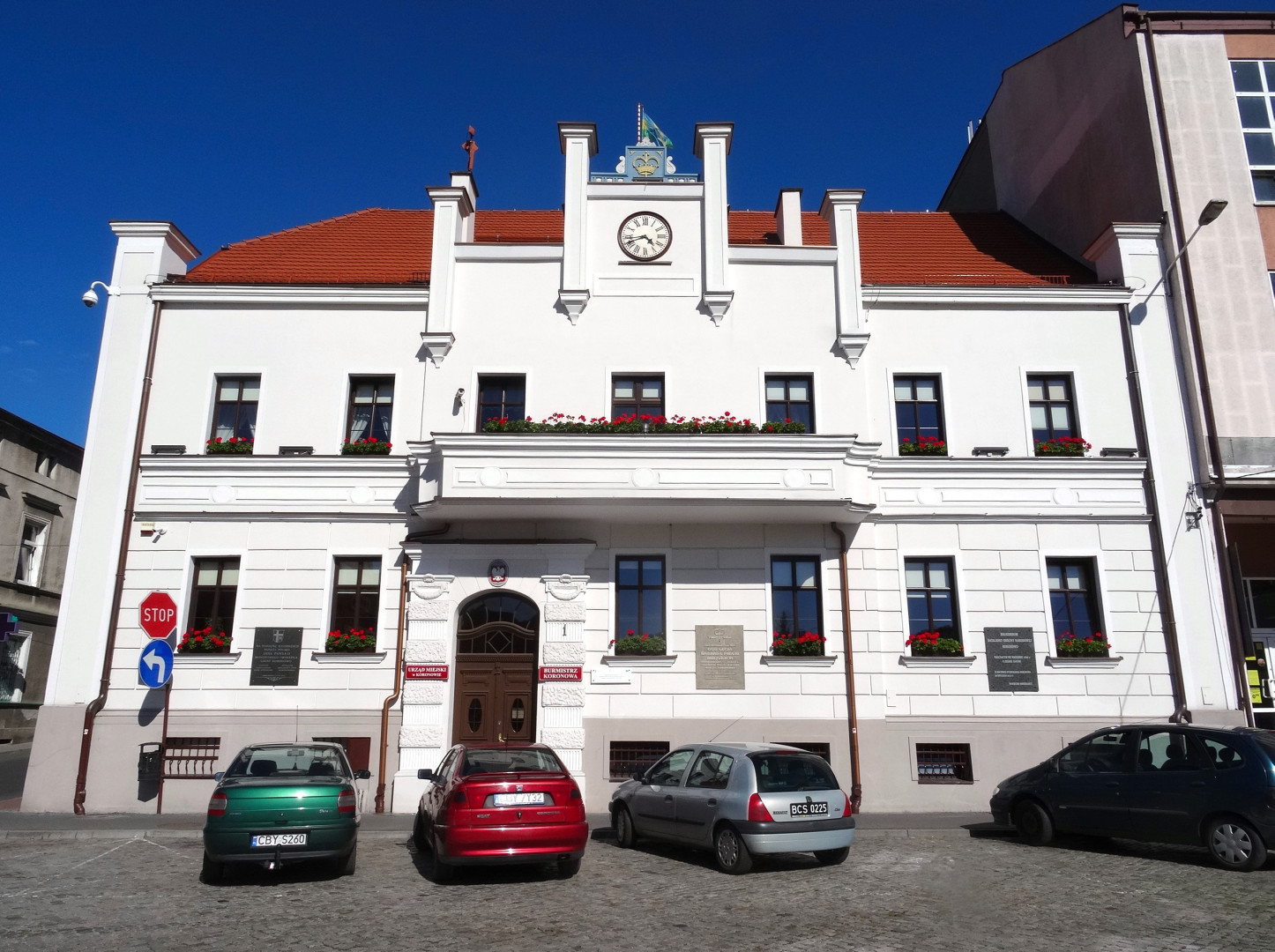
Ratusz w Koronowie (1913)
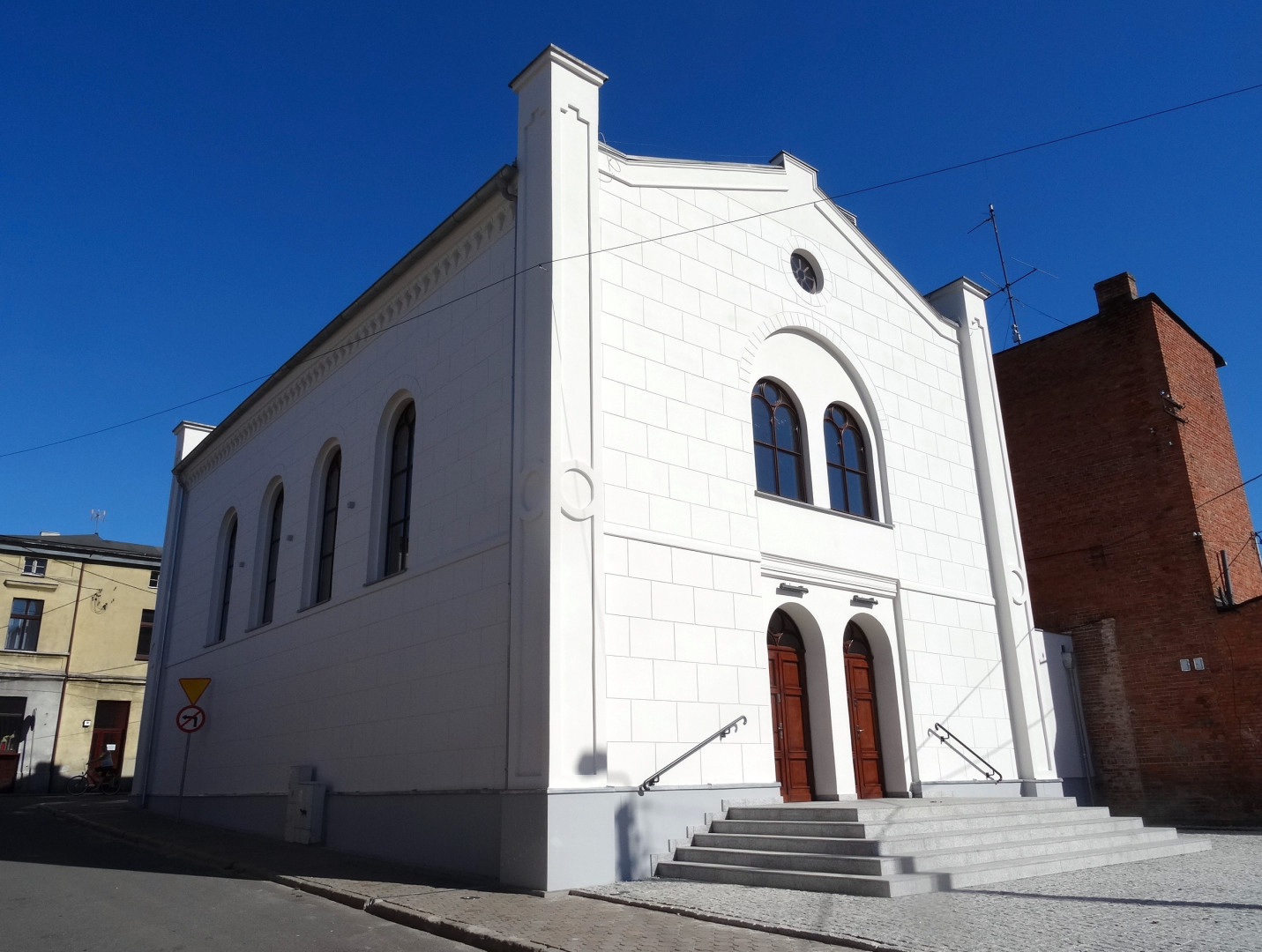
Synagoga w Koronowie (1856)
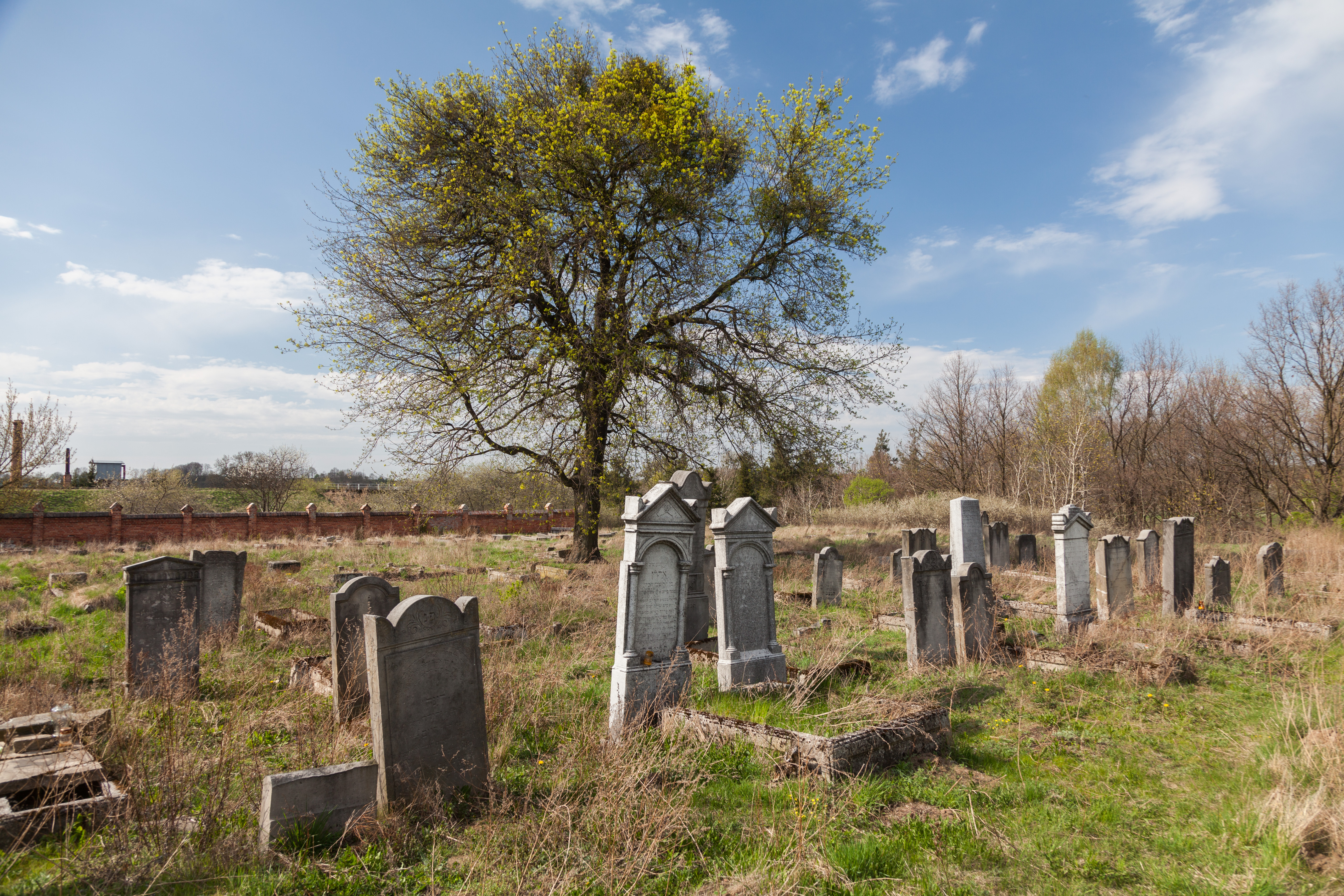
Cmentarz żydowski w Koronowie
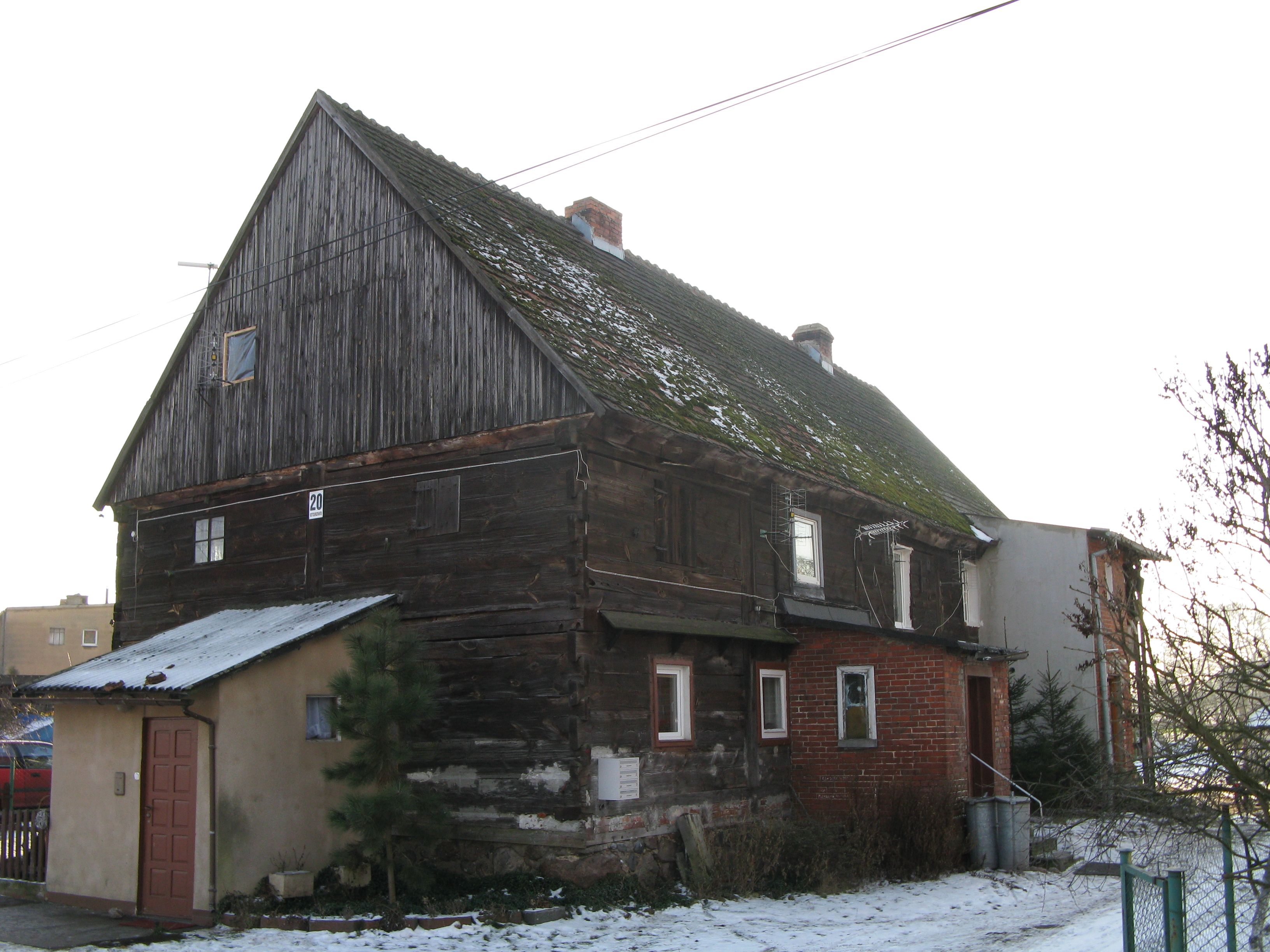
Chata olęderska w Otorowie
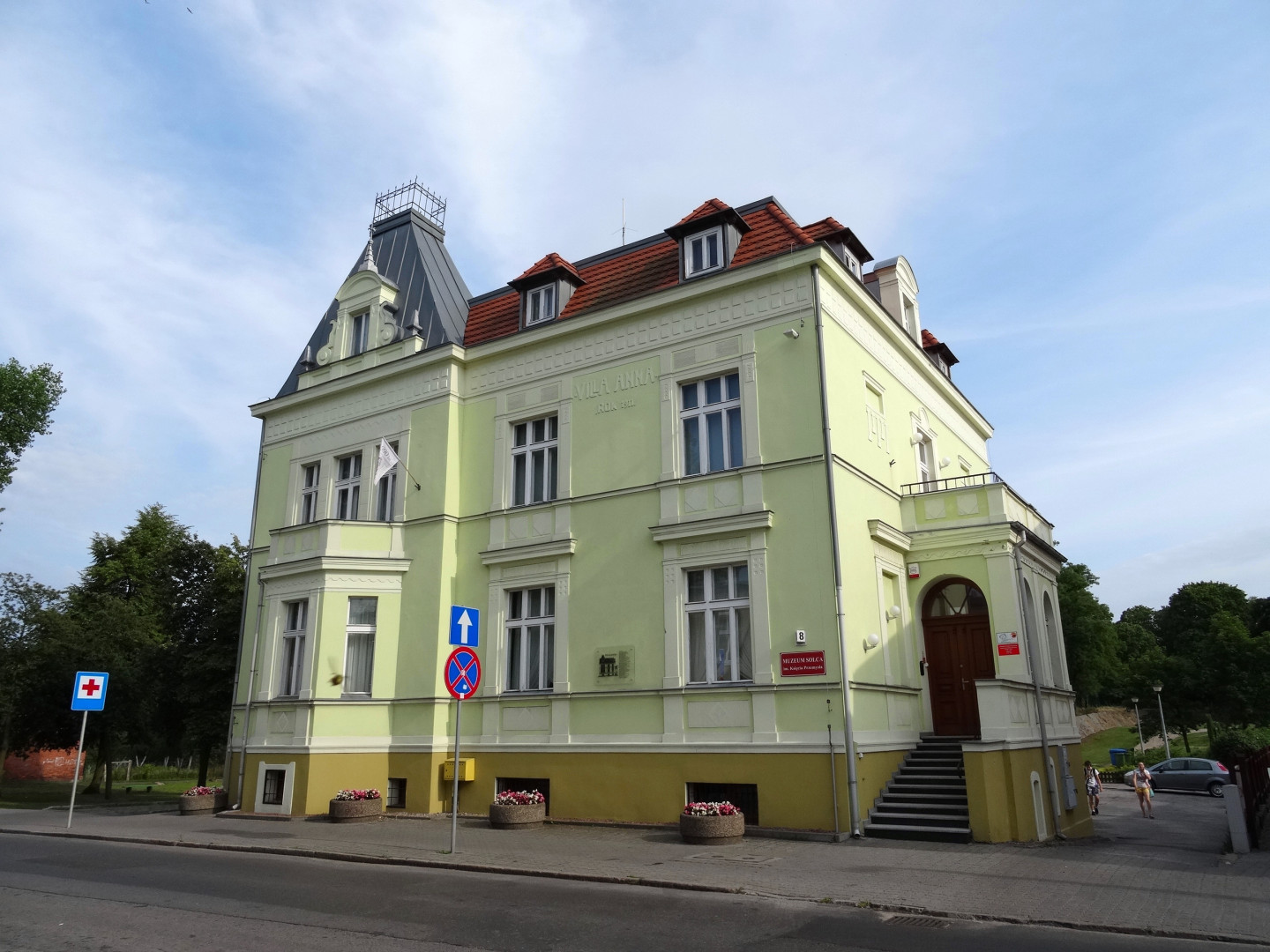
Villa Anna w Solcu Kujawskim
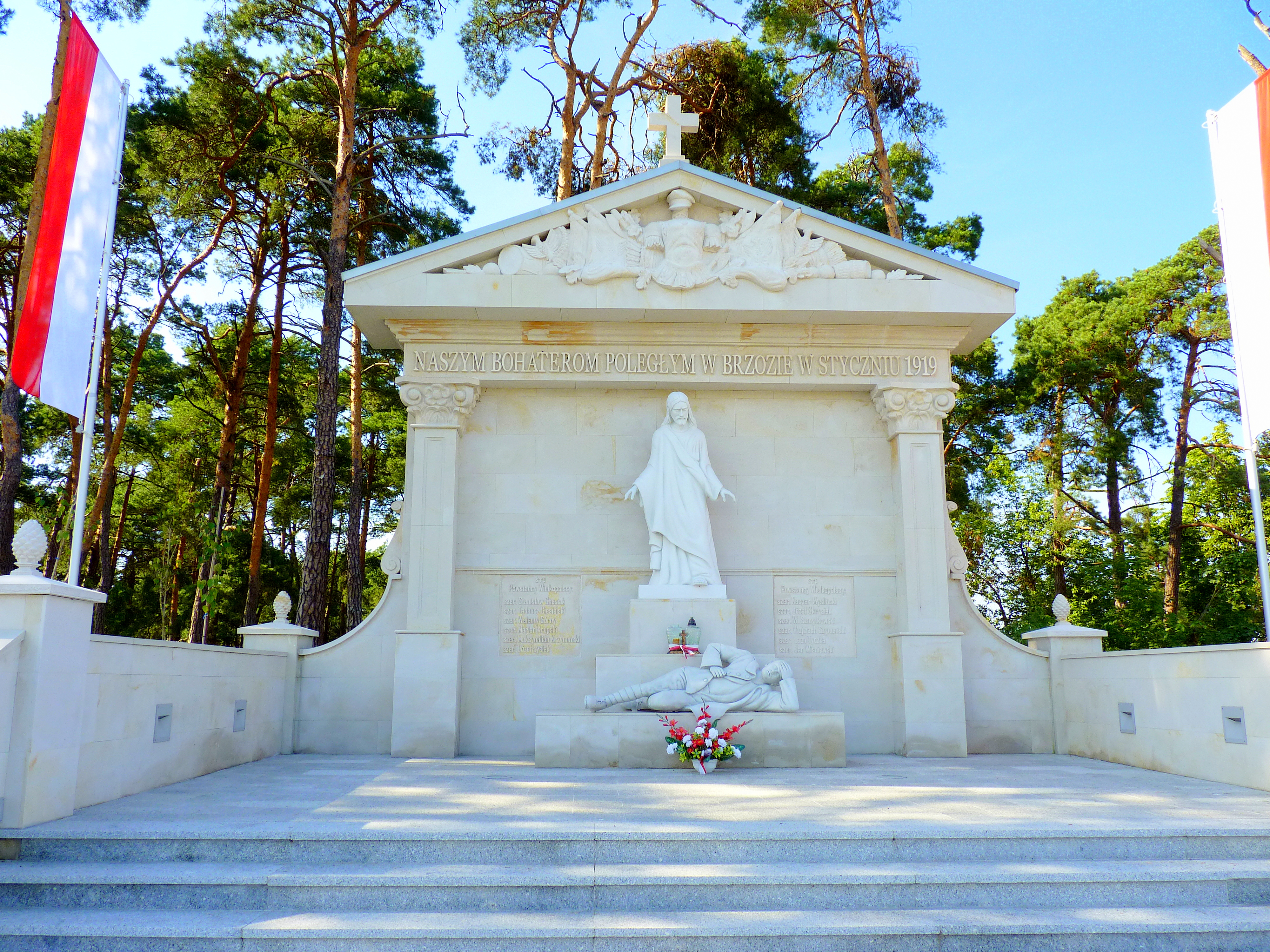
Pomnik Powstańców Wielkopolskich w Brzozie

- zabytki techniki:
  - stalowy most kolejowy, wąskotorowy z 1895 roku nad Brdą w Koronowie,
  - most kolejowy nad rzeką Kamionką z 1909 roku w Buszkowie,
  - zespół umocnień Przedmościa Bydgoskiego, składający się z żelbetonowych bunkrów dla stanowisk ogniowych broni ciężkiej piechoty oraz punktów dowodzenia i łączności wraz z okopami.
  - Kanał Bydgoski (1774),
  - Kanał Górnonotecki (1882) ze stopniami wodnymi „Lisi Ogon” (1882) i „Łochowo” (1882) z zespołem budynków mieszkalno-gospodarczych,
  - młyn wodny „Diabelski Młyn” z połowy XIX w. w Koronowie,
  - zespół wytwórni wód stołowych w Ostromecku (1884, 1903)

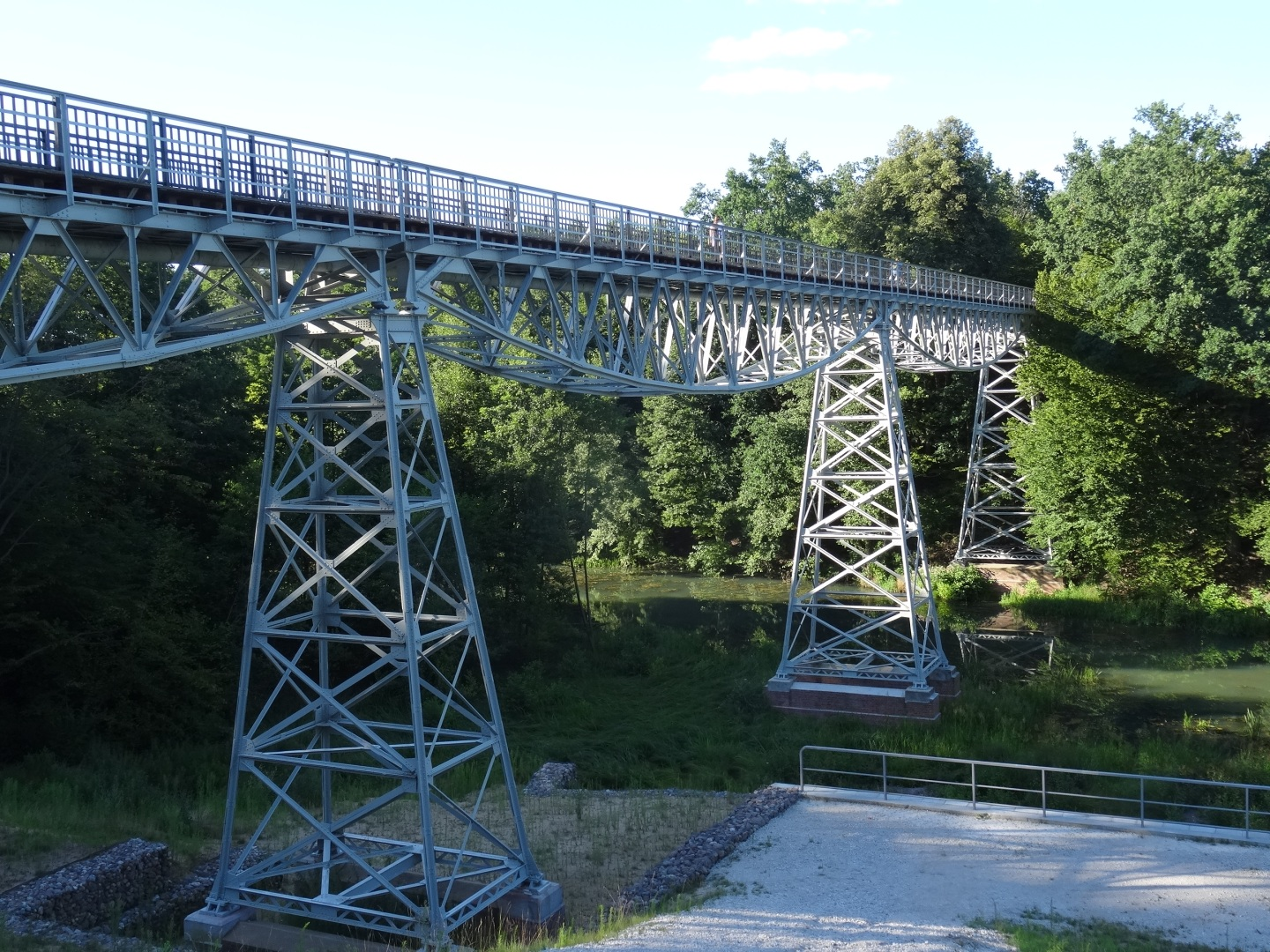
Most Kolei Powiatowej w Koronowie (1895)
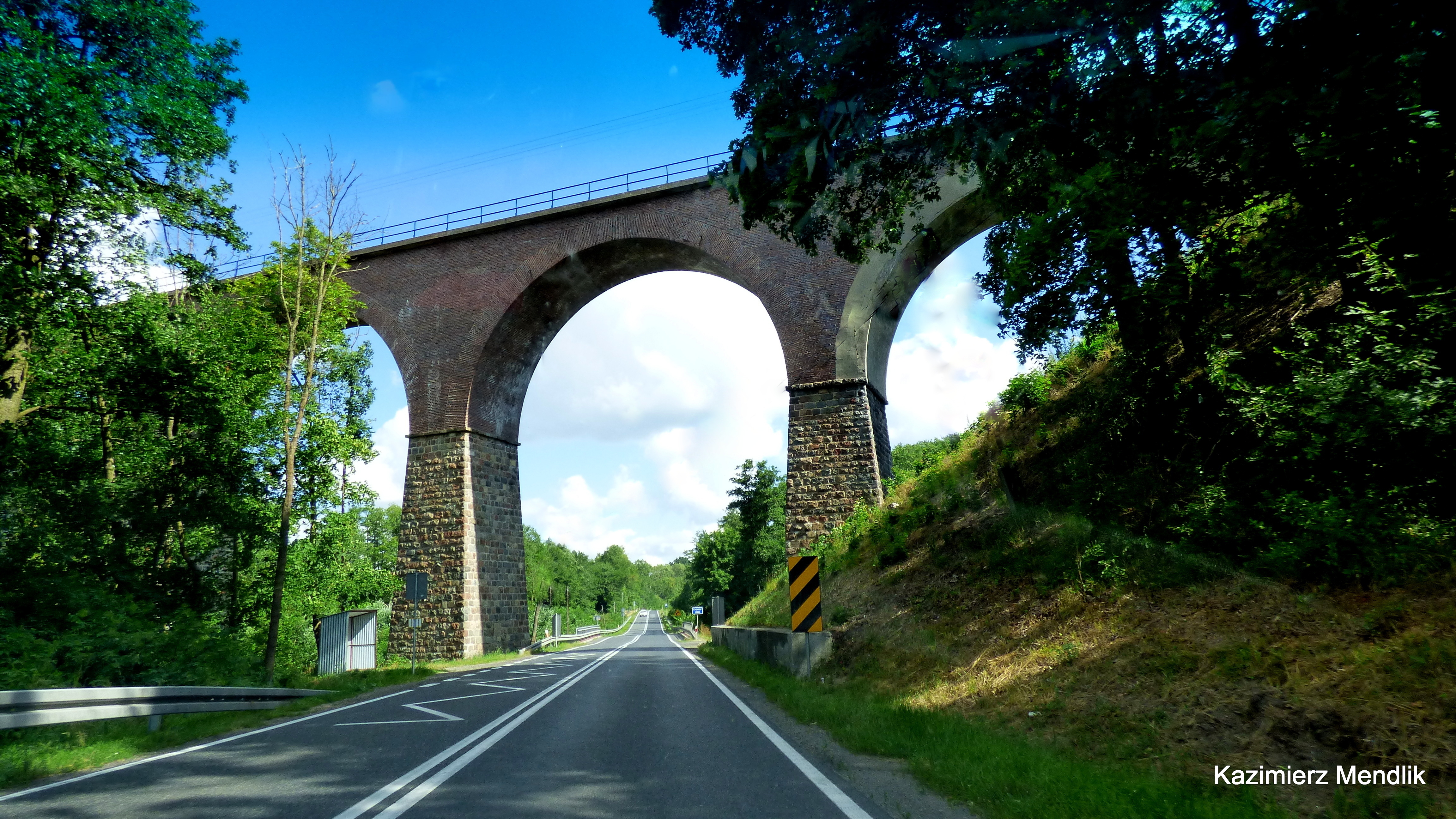
Wiadukt kolejowy w Buszkowie (1909)
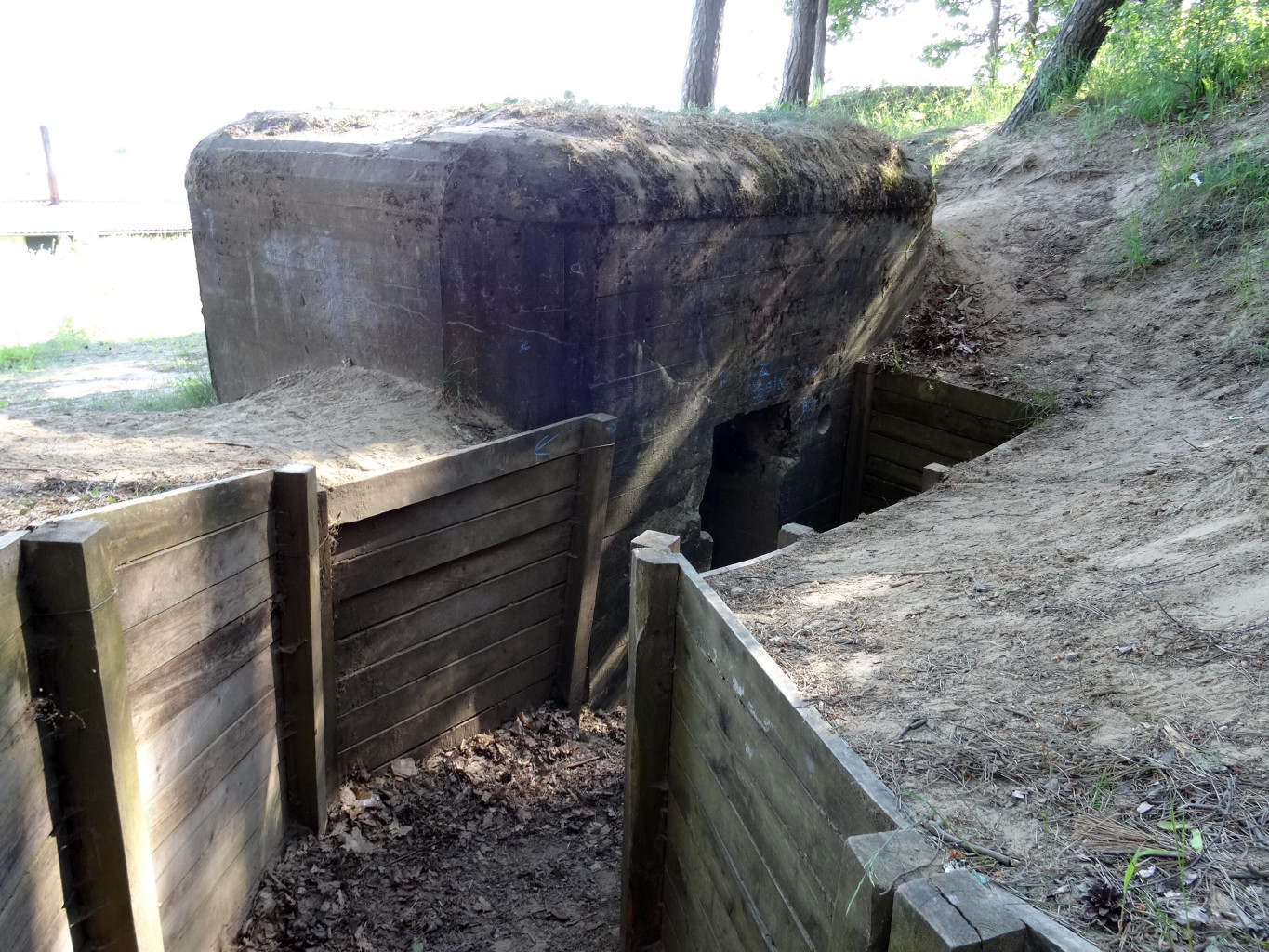
Skansen Przedmościa Bydgoskiego w Kruszynie
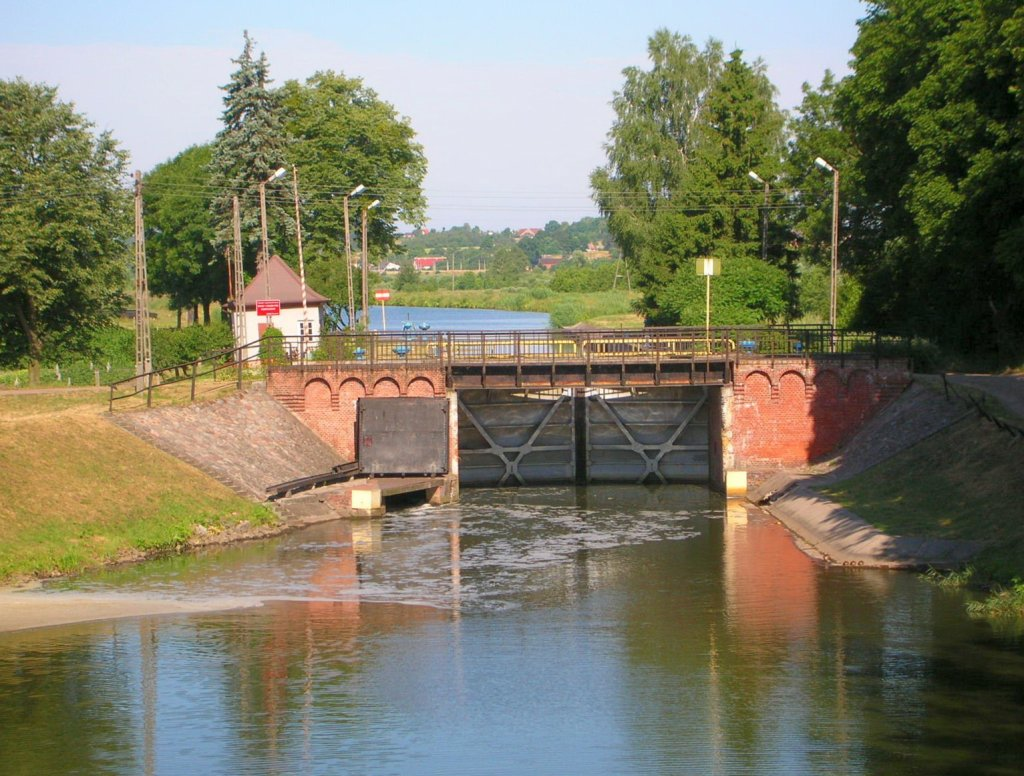
Kanał Bydgoski – śluza Osowa Góra (1840)
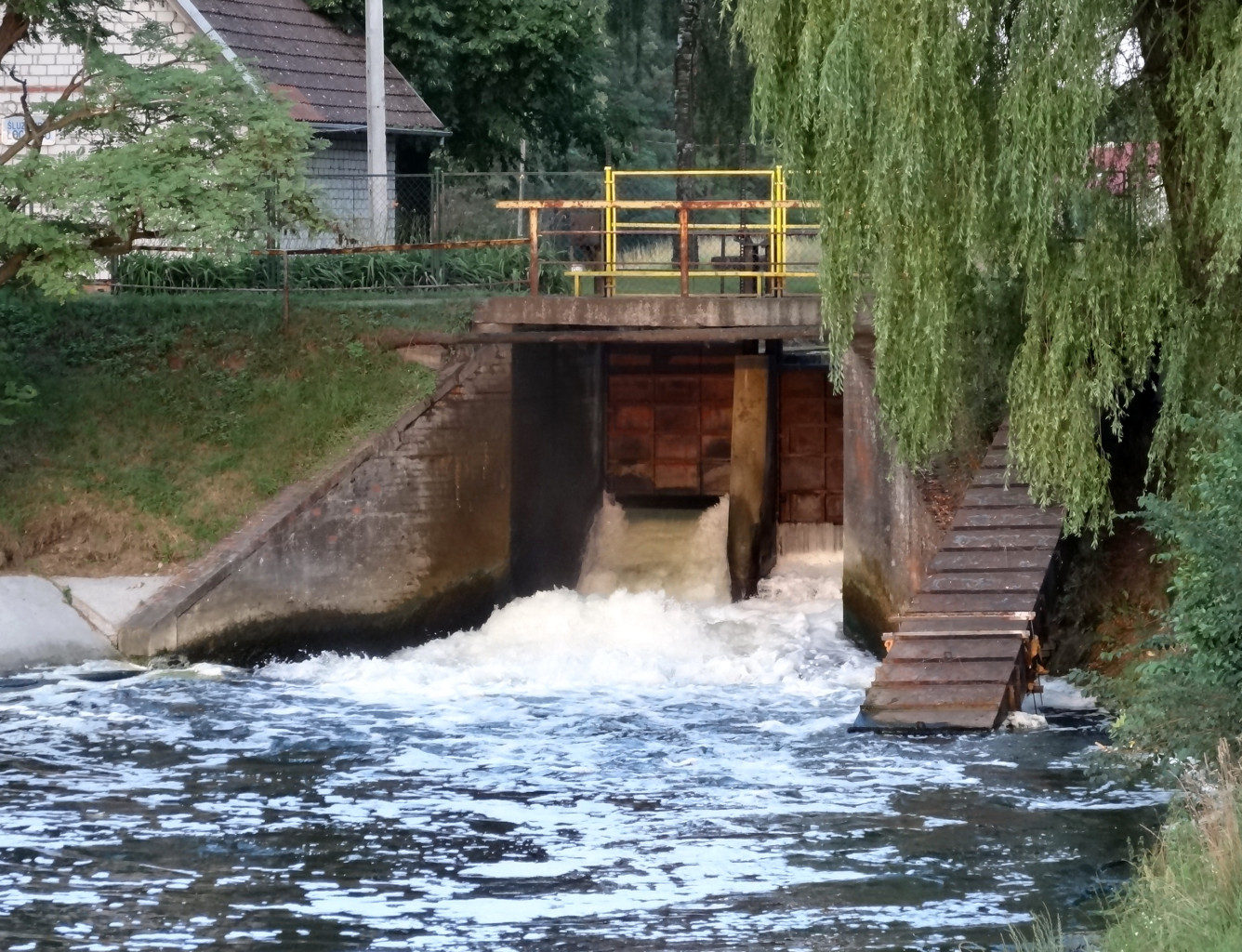
Kanał Górnonotecki – śluza Łochowo (1882)
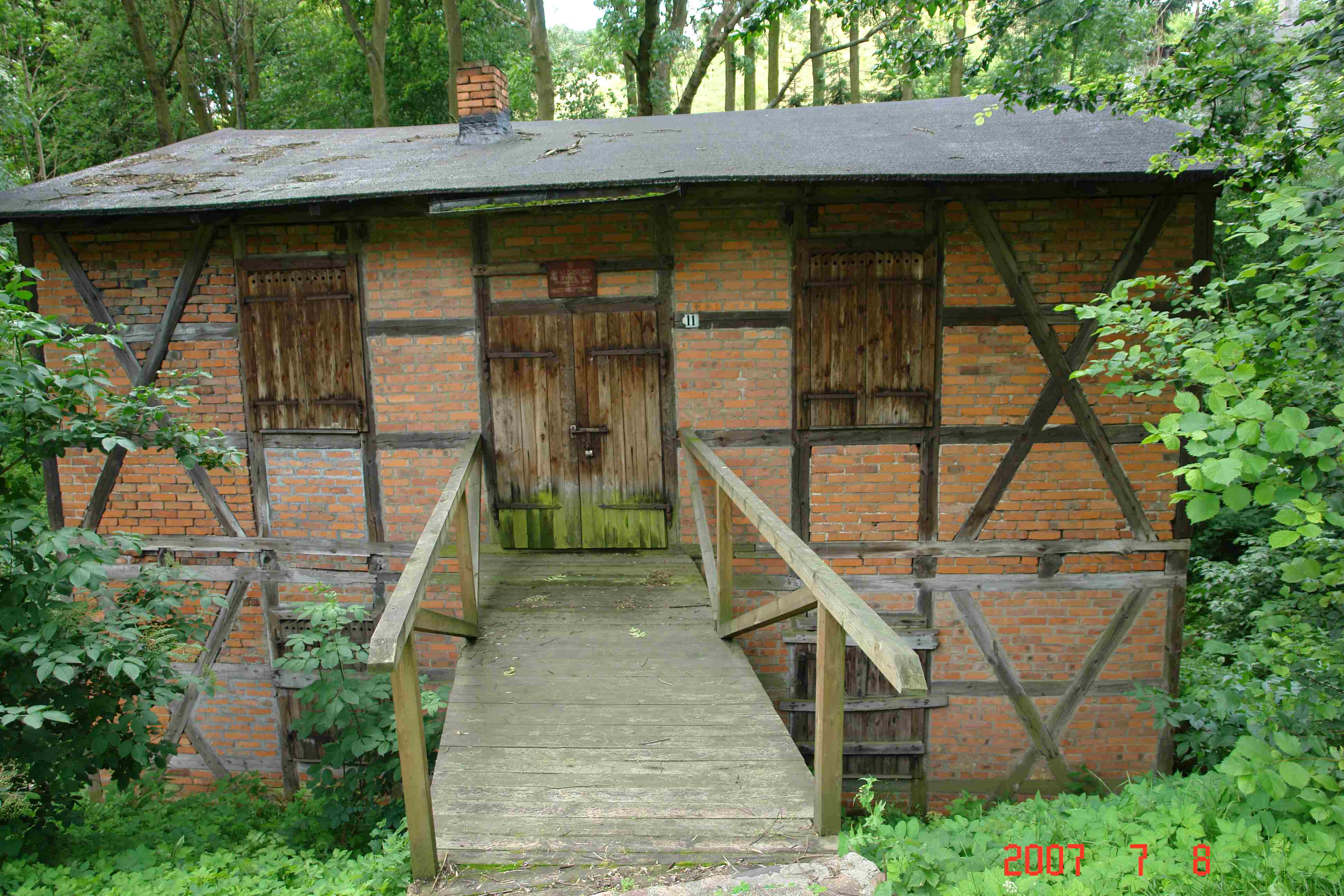
Młyn wodny w Koronowie (poł. XIX w.)

- inne:
  - ruiny zamku krzyżackiego w Nowym Jasińcu (XIII w., przeb. 1377–1392),
  - synagoga w Koronowie (1858)
  - cmentarz żydowski w Koronowie z połowy XIX w.,
  - pomnik powstańców wielkopolskich w Brzozie (wzniesiony w 1923, zniszczony w 1940, odbudowany w 2011)
- zabytki archeologiczne:
  - grodzisko wczesnośredniowieczne w Strzelcach Dolnych,
  - grodzisko kultury łużyckiej w Gzinie,
  - grodzisko wczesnośredniowieczne w Pniu.

W powiecie bydgoskim znajduje się 3678 stanowisk archeologicznych wpisanych do ewidencji zabytków archeologicznych województwa kujawsko-pomorskiego. Wymienione wyżej trzy grodziska zlokalizowane na krawędzi Doliny Dolnej Wisły są ponadto wpisane do wojewódzkiego rejestru zabytków. Sieć dawnych grodów obronnych uzupełniają ponadto zlokalizowane na terytorium Bydgoszczy (również w strefie krawędziowej doliny i pradoliny Wisły) grodziska: Wyszogród, Zamczysko i Pawłówek.

### Muzea

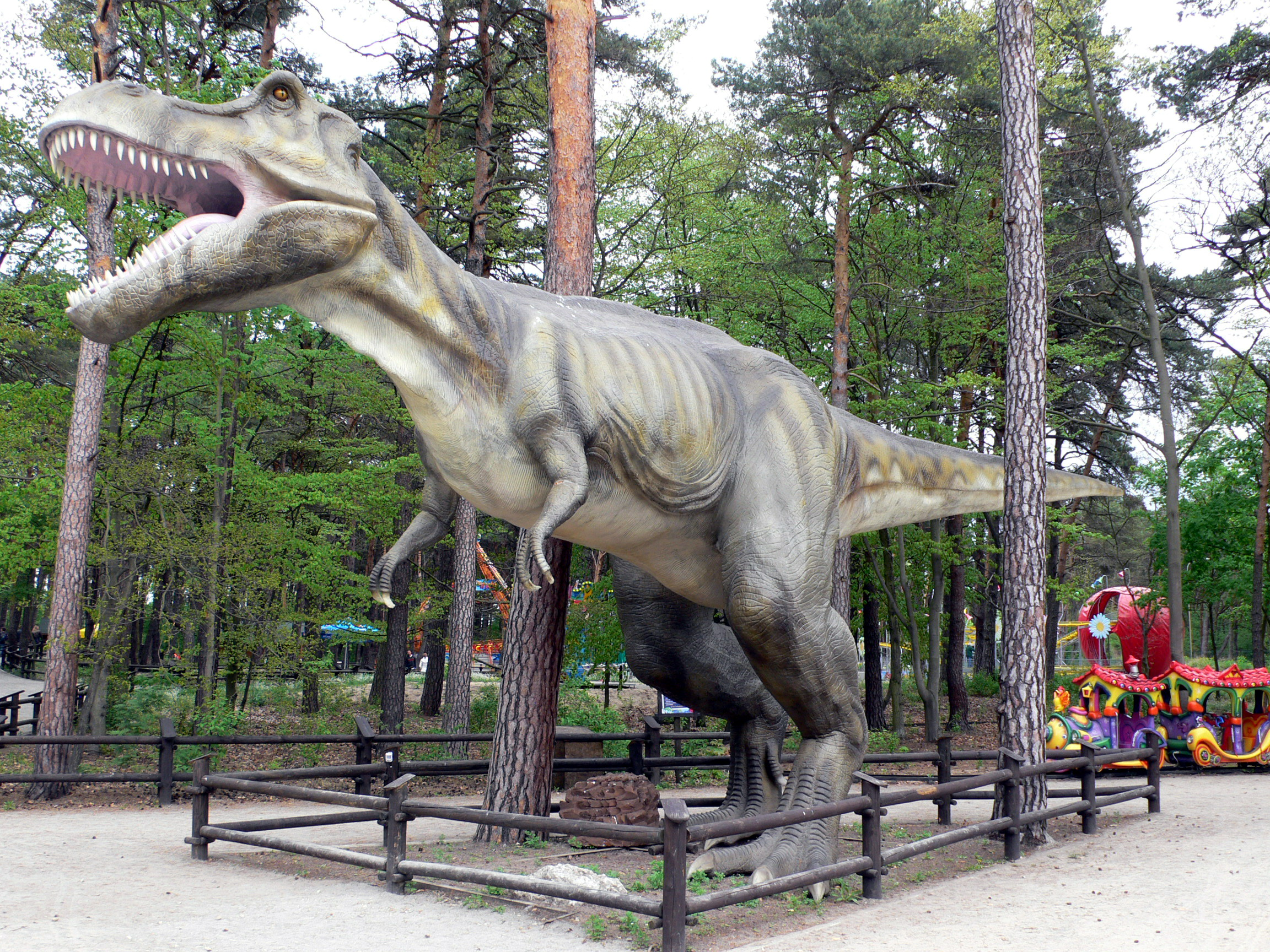
JuraPark Solec

- JuraPark Solec (www) – profesjonalny park jurajski w Solcu Kujawskim pod patronatem Państwowego Instytutu Geologicznego w Warszawie, Wydziału Geologii Uniwersytetu Warszawskiego oraz Instytutu Geografii Uniwersytetu Kazimierza Wielkiego w Bydgoszczy; na obszarze 12 ha mieści ponad 100 naturalnej wielkości rekonstrukcji mezozoicznych gadów oraz Muzeum Ziemi[2];
- Muzeum Solca im. księcia Przemysła (www) – muzeum miejskie w Solcu Kujawskim, mieszczące ekspozycje dotyczące historii miasta i regionu[2];
- Muzeum Ochotniczej Straży Pożarnej w Solcu Kujawskim[2].
- Izba Muzealna Ziemi Koronowskiej (www);
- Centrum Militarne Krąpiewo (www) – udostępniony do zwiedzania podziemny schron atomowy dla centrów dowodzenia Układu Warszawskiego;
- Skansen w Stopce k. Koronowa (www) – wystawa starych urządzeń i maszyn rolniczych, charakterystycznych dla regionu Krajny;
- Skansen Przedmościa Bydgoskiego eksponujący fragment polskiej linii obronnej z 1939 roku (żelbetowy schron obserwacyjny, okopy ze stanowiskami strzeleckimi) w Kruszynie-Osówcu[45];
- Upamiętnienie miejsca przecięcia 18 południka z 53 równoleżnikiem w Nowym Smolnie k. Brzozy[46].

### Ścieżki edukacyjne

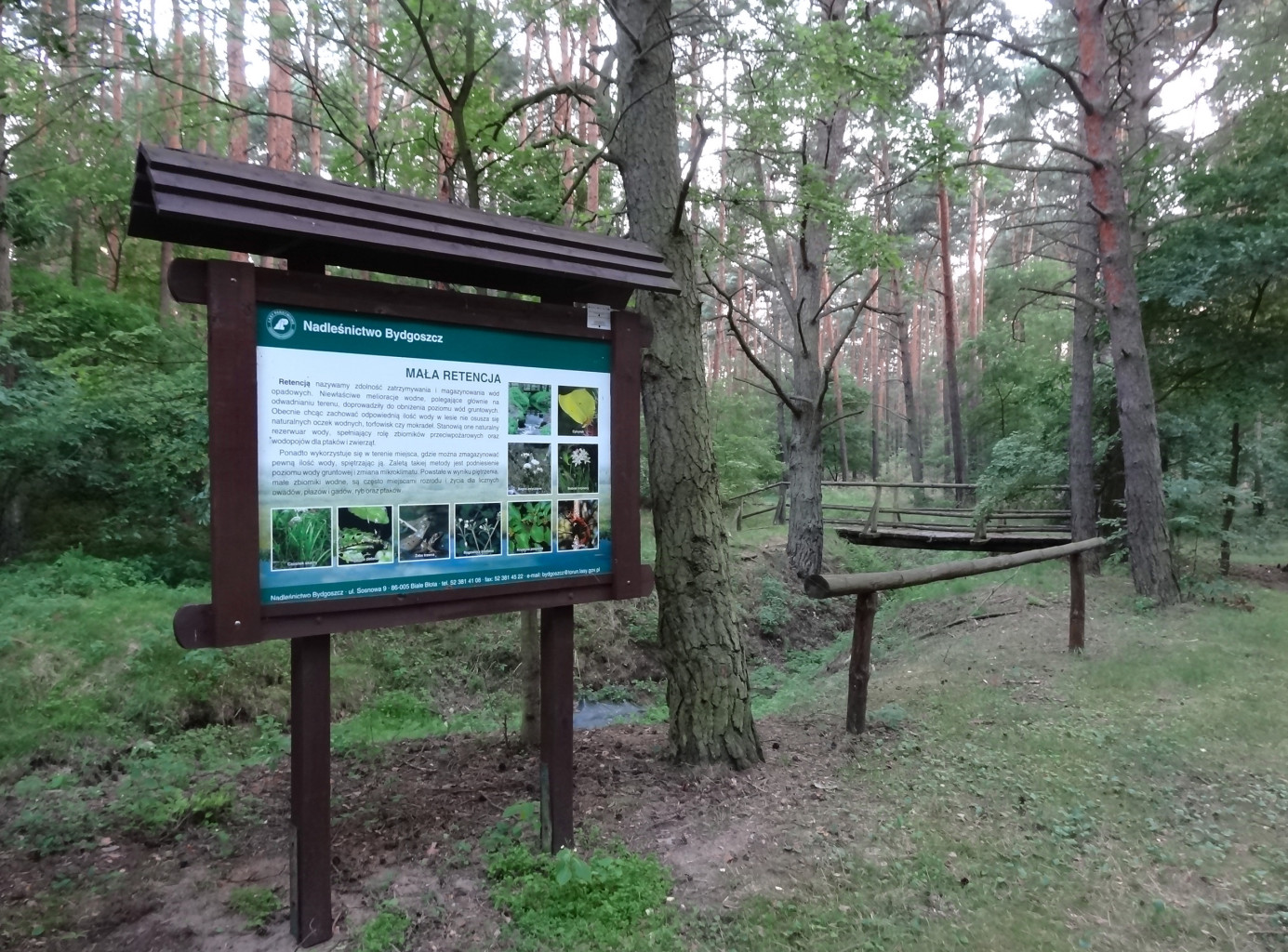
Leśna ścieżka edukacyjna „Białe Błota”

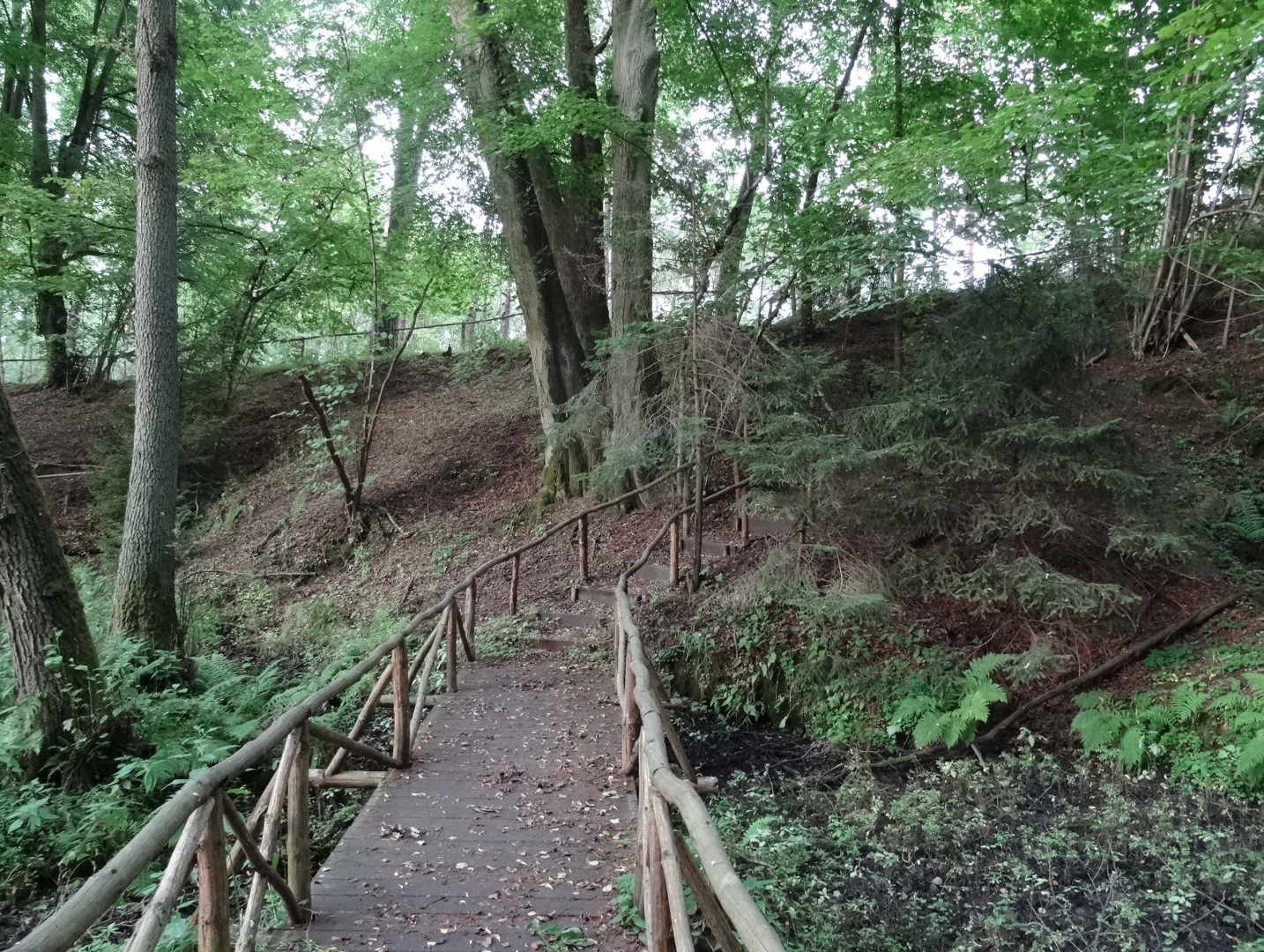
Leśna ścieżka edukacyjna „Ku źródliskom” w Puszczy Bydgoskiej

- Ścieżka dydaktyczna „Cysterski Gaj” w Koronowie – szlak o długości 3 km z 20 przystankami prezentujący walory przyrodnicze i historyczne Koronowa[47];
- Ścieżka edukacyjno-przyrodnicza w Kozielcu po strefie krawędziowej Doliny Dolnej Wisły;
- Leśne ścieżki dydaktyczne w Puszczy Bydgoskiej: „Białe Błota”, „Łochowo”, „Buczyna” koło Nowej Wsi Wielkiej, „Ku źródliskom” w Rudach[48];
- Leśna ścieżka dydaktyczna w Krówce Leśnej (Harcerska Akademia Przyrody)[48];
- Ścieżka leśno-edukacyjna „Kruszyn” koło Strzelewa[49];
- Leśna ścieżka edukacyjna „Lasy Wałdowskie”[50];
- Park edukacji leśnej położony przy siedzibie Nadleśnictwa Żołędowo[51]

### Myślistwo, jeździectwo
- Kwatera myśliwska „Pobrdzie” koło Mąkowarska[52]
- Ośrodek szkoleniowo-wypoczynkowy „Leśna” w Solcu Kujawskim[53]
- Turystyka jeździecka – stadniny i kluby jeździeckie znajdują się m.in. w Strzyżawie, Nowym Dworze, Dobrczu, Makowiskach, Czarżu, Otowicach i Cielu[17].

### Produkty tradycyjne
Na liście produktów tradycyjnych Ministerstwa Rolnictwa i Rozwoju Wsi znajduje się kilka z powiatu bydgoskiego:
- Powidła śliwkowe z Doliny Dolnej Wisły[54];
- Lody koronowskie[55].

### Imprezy cykliczne[2]
- Jarmark w Zakolu Dolnej Wisły – czerwiec,
- Festiwal Piosenki Żeglarskiej „Szuwarowe Szanty” i Noc Świętojańska (na plaży w Samociążku nad Zalewem Koronowskim) – czerwiec,
- Piknik Napoleoński w Ostromecku – lipiec,
- Piknik lotniczy w Czarżu – lipiec,
- Jarmark Cysterski z inscenizacją Bitwy z Krzyżakami pod Koronowem – lipiec
- Arie na plaży Ryszard Smęda zaprasza (koncerty operowe na plaży w Pieczyskach nad Zalewem Koronowskim) – lipiec/sierpień,
- Mariackie Wieczory Kameralne w bazylice w Koronowie – lipiec, sierpień.
- Festiwal Kapel Podwórkowych oraz Regaty Żeglarskie o Puchar Burmistrza Koronowa – sierpień
- Dożynki Gminno-Powiatowe (co roku w innej gminie) – sierpień/wrzesień,
- Święto Śliwki w Strzelcach Dolnych – wrzesień,

### Szlaki turystyczne
Przez powiat prowadzi popularny szlak kajakowy Brdy o długości ok. 50 km (przez Zalew Koronowski z Sokole-Kuźnicy do Bydgoszczy), a przez najbardziej atrakcyjne krajobrazowo tereny wiedzie obecnie 28 wytyczonych szlaków turystycznych. Przez powiat wiedzie również kilka szlaków rowerowych, w tym szlak rowerowy R1, będący najdłuższym w Europie, fragment „szlaku przyjaźni” Bydgoszcz-Toruń, Regionalny Szlak Rowerowy z Bydgoszczy przez Bory Tucholskie do Chojnic, część szlaku po Dolinie Dolnej Wisły oraz Wiślana Trasa Rowerowa.

### Baza noclegowa

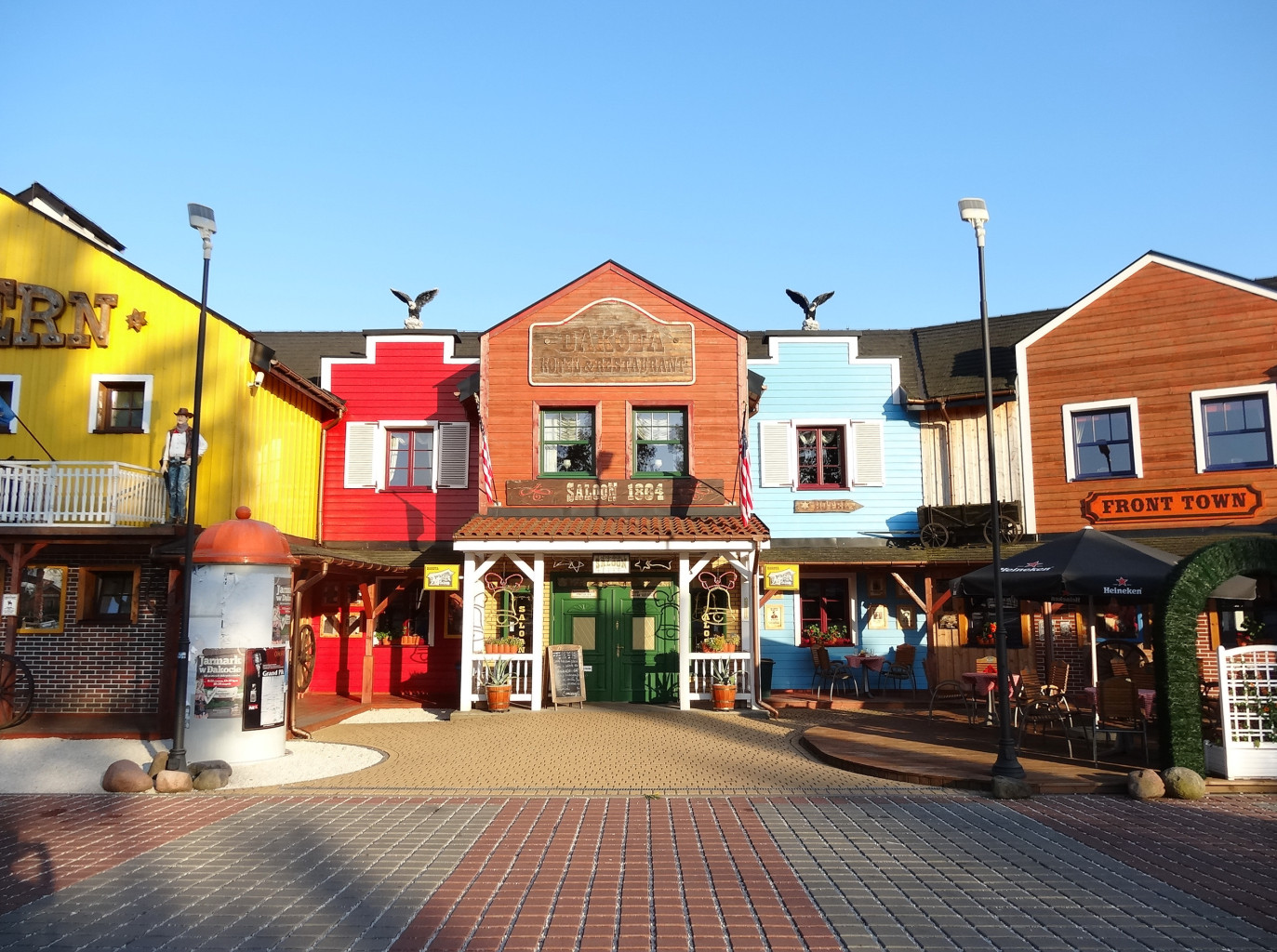
Western Hotel (***) w Osielsku stylizowany na miasteczko Dzikiego Zachodu

W 2014 roku w powiecie bydgoskim istniało około 80 obiektów noclegowych, m.in. 35 gospodarstw agroturystycznych, 20 obiektów hotelowych, 17 ośrodków wczasowych, pola namiotowe, schroniska młodzieżowe i prywatne kwatery. Najwięcej obiektów noclegowych znajduje się w gminie Koronowo (27, w tym 13 ośrodków wczasowych), gospodarstw agroturystycznych w gminie Dobrcz (18), a hoteli w gminach: Osielsko i Białe Błota (10). W powiecie zlokalizowanych jest również około 18,5 tys. prywatnych działek letniskowych, które są bazą dla wypoczynku weekendowego mieszkańców Bydgoszczy.

## Lokalne Grupy Działania
Na terenie powiatu działają dwie Lokalne Grupy Działania, które realizują lokalne strategie rozwoju obszarów lewobrzeża i prawobrzeża Wisły rozciągniętej między Bydgoszczą a Chełmnem. LGD integrują i aktywizują społeczność lokalną, promują lokalne produkty turystyczne i kulinarne, wspierają agroturystykę, organizują zajęcia kulturalno-sportowe, prowadza szkolenia z zakresu metod uprawy, przetwórstwa i sprzedaży produktów lokalnych, uczestniczą w festiwalach, pozyskują fundusze na inicjatywy lokalne.

### LGD „Trzy Doliny”
LGD „Trzy Doliny” obejmuje terytorialnie siedem gmin, leżących w granicach powiatu bydgoskiego: Białe Błota, Dobrcz, Koronowo, Nowa Wieś Wielka, Osielsko, Sicienko i Solec Kujawski, a oprócz tego 50 członków reprezentujących sektory: społeczny, gospodarczy i osoby prywatne. Zostało założone 21 lutego 2008 w Solcu Kujawskim, a 22 grudnia 2008 roku wpisane do Krajowego Rejestru Sądowego.

### LGD „Zakole dolnej Wisły”
LGD „Zakole Dolnej Wisły” obejmuje gminę Dąbrowa Chełmińska z powiatu bydgoskiego, a poza tym 2 gminy z powiatu chełmińskiego – Kijewo Królewskie i Unisław oraz jedną z powiatu toruńskiego – Zławieś Wielka. Powołano je 16 lutego 2006 roku w Watorowie k. Kijewa Królewskiego, a 26 maja 2006 wpisano do Krajowego Rejestru Sądowego.

## Historia

### Prehistoria

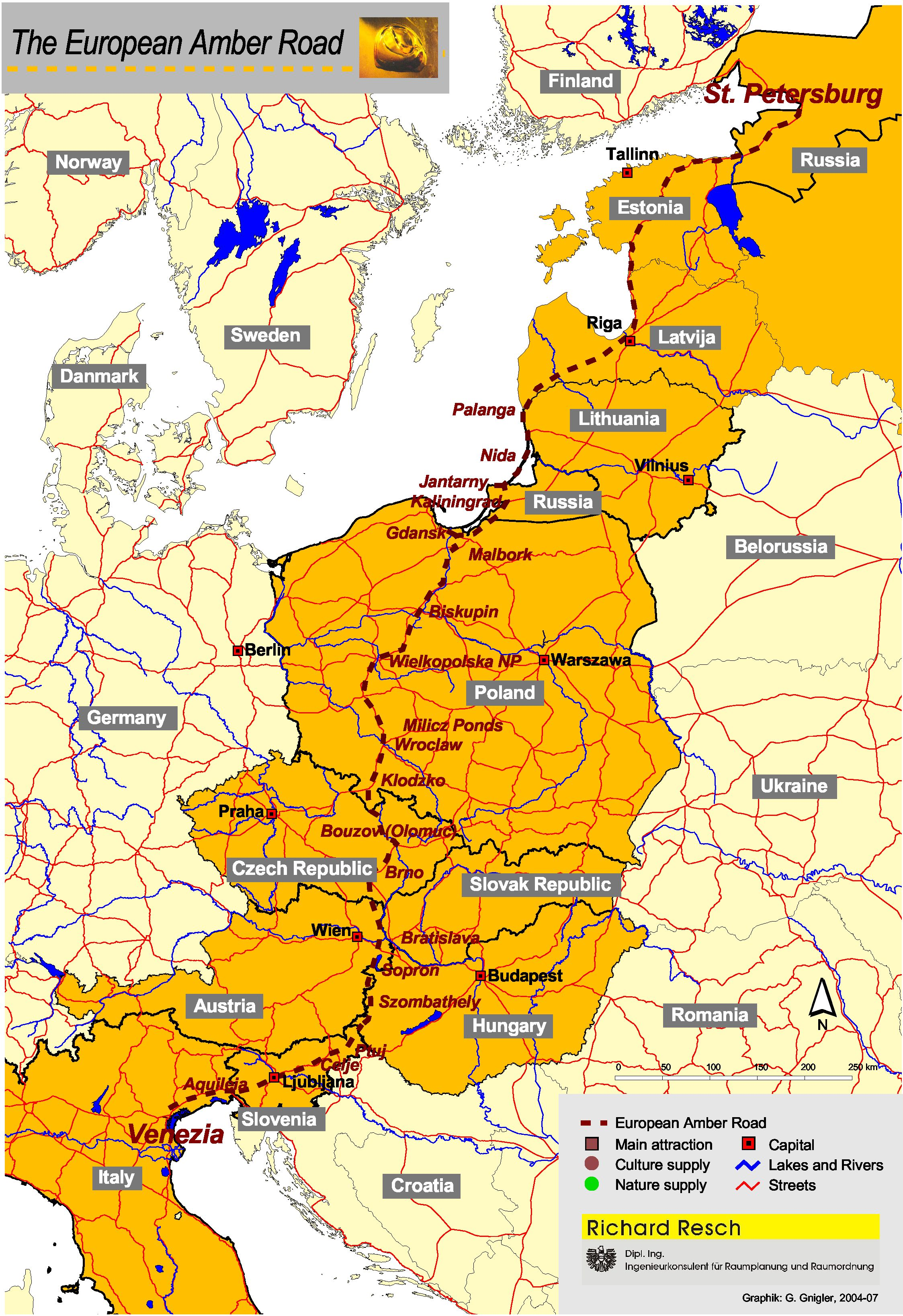
Szlak bursztynowy w okresie wpływów rzymskich (I-IV w. n.e.)

W czasach prehistorycznych okolice Bydgoszczy zasiedlali koczownicy trudniący się myślistwem, rybołówstwem i zbieractwem. W czasach kultury łużyckiej powstawały grody obronne na krawędzi doliny i pradoliny Wisły (m.in. w Zamczysku). Ślady z tego okresu znaleziono także w wykopaliskach na Starym Rynku w Bydgoszczy, a na Bielawach wielkie cmentarzysko. W okresie rzymskim wzdłuż zachodniej krawędzi Doliny Dolnej Wisły wiódł szlak bursztynowy. Istniało tu połączenie komunikacyjne Wielkopolski z Pomorzem, między Wisłą a trudnymi do przebycia bagnami nadnoteckimi, co sprzyjało osadnictwu. Z wczesnego średniowiecza pochodzą grody w Wyszogrodzie, Bydgoszczy, Zamczysku, Pawłówku, Strzelcach, a także np. na Wzgórzu Łokietka w Koronowie i w Strzelewie. Ślady najdawniejszego budownictwa obronnego znane są także z prawobrzeża Wisły, m.in. z Gzina, Pnia, Kamieńca i Izbic. Okolice słynęły z obfitości miodu, co potwierdzano jeszcze w źródłach z XVIII wieku. W średniowieczu pokarmem dla pszczół były m.in. rozległe lipowo-grabowe lasy rosnące na nie wylesionych jeszcze wysoczyznach morenowych.

### Okres staropolski
W X wieku ziemie powiatu zostały opanowane przez monarchię wczesnopiastowską. Z czasów Kazimierza Odnowiciela pochodzą datowane dendrochronologicznie umocnienia grodu bydgoskiego. W czasie przejściowego osłabienia władzy monarszej w XI wieku, tereny na północ od Noteci i zachód od Wisły opanowali Pomorzanie. Ich wysuniętymi placówkami były m.in. grody w Nakle i Wyszogrodzie. Podczas panowania Bolesława Krzywoustego toczyły się walki o ponowne opanowanie Pomorza. Droga do tego celu prowadziła przez bramę kujawsko-chełmińską, jaką były okolice Bydgoszczy. Opis opanowania Wyszogrodu przez wojska Bolesława Krzywoustego w 1113 roku zostawił Gall Anonim w pierwszej polskiej kronice. W XII wieku z woli Krzywoustego Wyszogród stał się siedzibą kasztelanii, która dała początek historii ziemi bydgoskiej. Terytorium kasztelanii sięgało Puszczy Bydgoskiej, za Wisłę w rejon późniejszej ziemi chełmińskiej, a na zachodzie sięgało rynny jezior byszewskich. Na początku XIII wieku z kasztelanii wyszogrodzkiej wyodrębniła się kasztelania bydgoska z granicą wschodnią na Brdzie (prawdopodobnie jako zdobycz terytorialna Kazimierza Konradowica w wojnie ze Świętopełkiem Gdańskim), a w latach 1288–1294 także kasztelania serocka. Przez kolejne stulecia dwa grody: Wyszogród i Bydgoszcz leżące na pograniczu polsko-pomorskim, a potem polsko-krzyżackim były przedmiotem ciągłych zatargów, wielokrotnie przechodząc z rąk do rąk. Położenie na styku krain politycznych, szlaków handlowych lądowych i rzecznych niosło zagrożenia, ale jednocześnie sprzyjało rozwojowi gospodarczemu.
Do najwcześniej wzmiankowanych w źródłach pisanych miejscowości na terenie powiatu należały: Wyszogród (1113), Osielsko (1155), Łoskoń (1145), Ostromecko (1222), Bydgoszcz (1238), Lisewo (1238), Dobrcz (1242), Czarnówko (1250), Salno, Byszewo, Tryszczyn, Wtelno, Więzowno (1251), Trzemiętowo (1254), Trzęsacz i Włóki (1257), Jordanowo (1258), Otorowo i Łęgnowo (1280), Dąbrówka (1284), Gogolin, Sienno, Szczutki (1288), Wierzchucin (1290), Jarużyn (1293), Żołędowo, Krąpiewo (1296), Bartodzieje (1298), Skarbiewo i Strzelewo (1299), Sitno i Dąbrówka (1300). U schyłku XIV wieku terytorium powiatu bydgoskiego liczyło 88 osad. Osadnictwo skupiało się początkowo nad brzegami Wisły, na wysoczyznach: kujawskiej i krajeńskiej, a enklawy w Puszczy Bydgoskiej oraz tereny nadnoteckie zasiedlano dopiero w XVII/XVIII w.

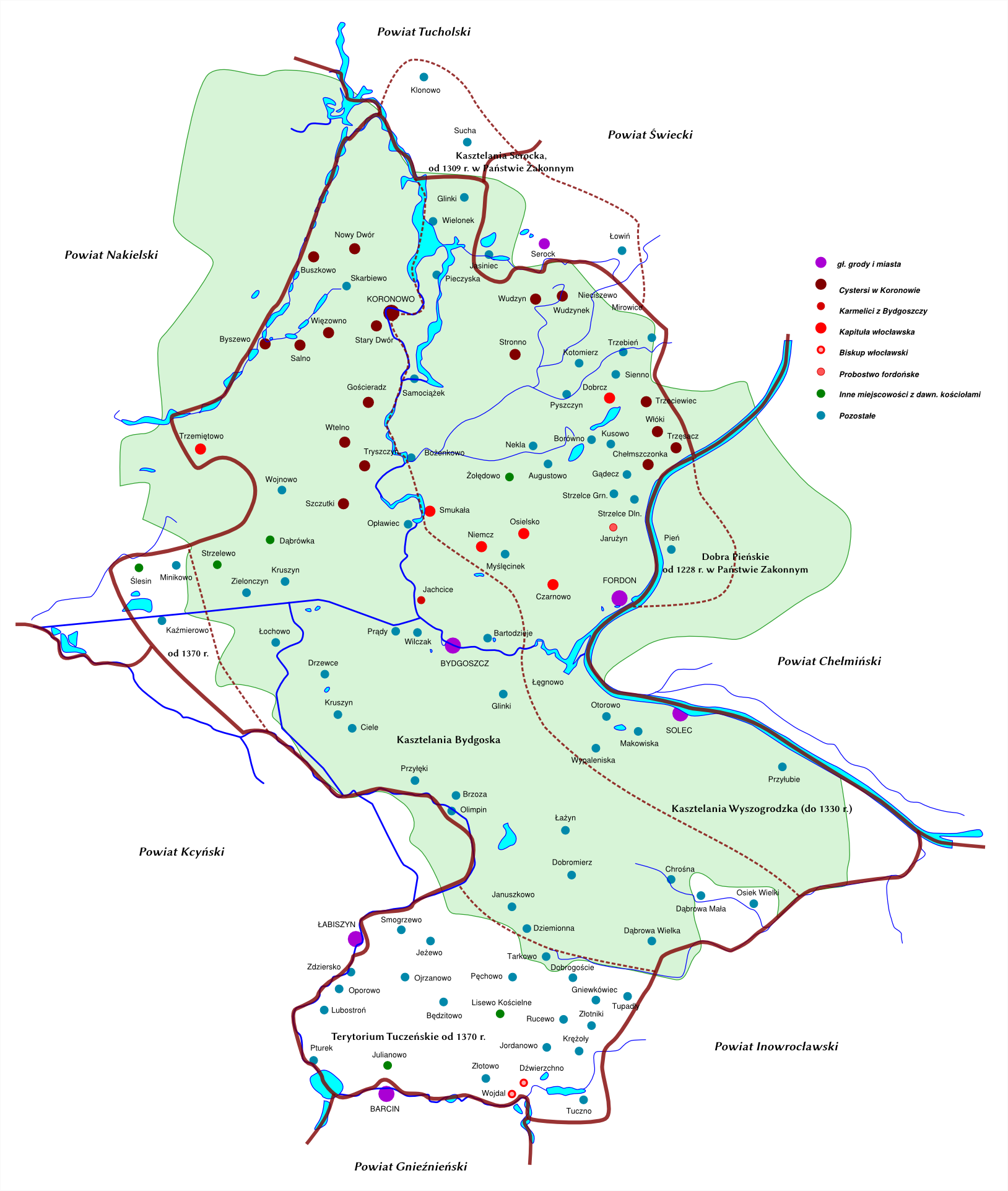
Staropolski powiat bydgoski ze strukturą własności wsi i osad. Na zielono zaznaczono obecny powiat bydgoski w granicach z 1999 roku

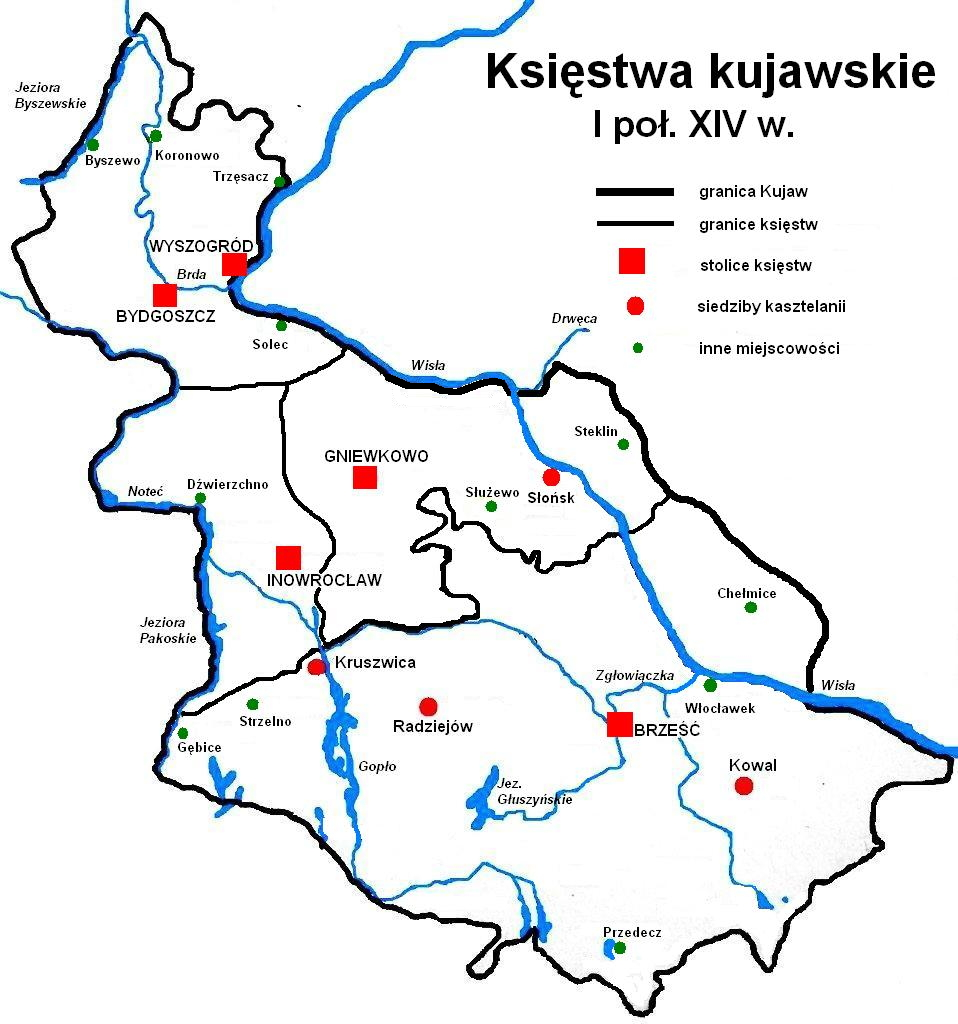
Powiat bydgoski jako księstwo bydgosko-wyszogrodzkie w obrębie XIV-wiecznych Kujaw

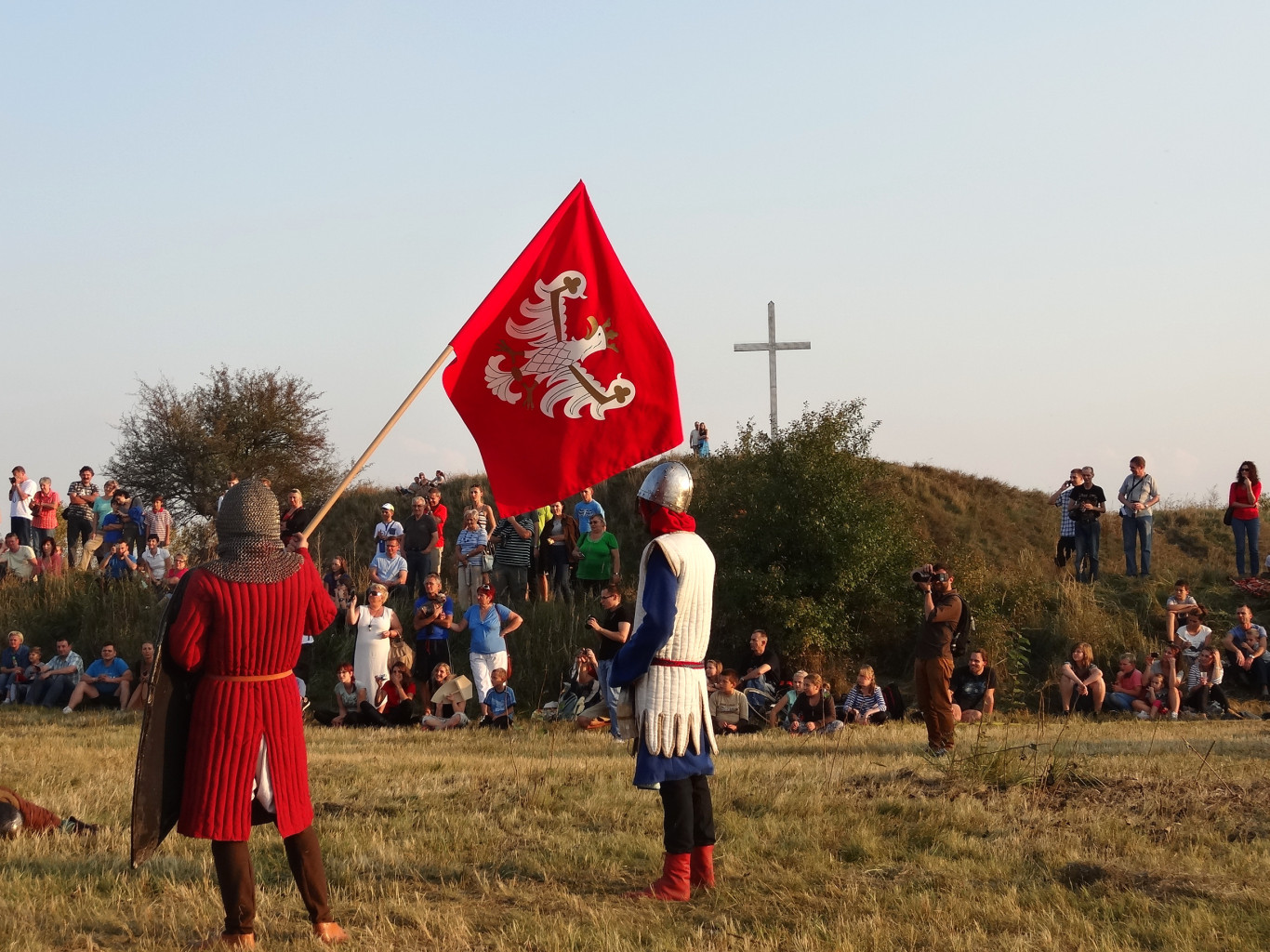
Rekonstrukcja historyczna na grodzisku Wyszogród

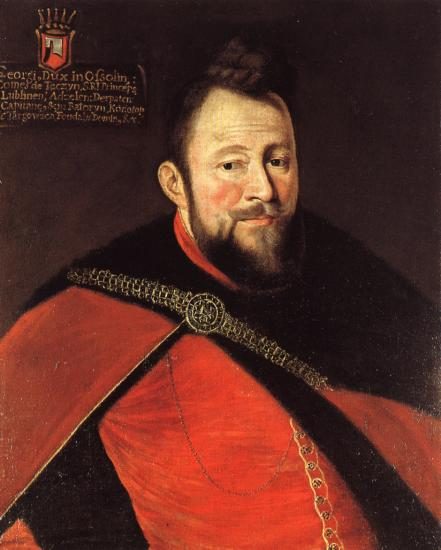
Wielki kanclerz koronny Jerzy Ossoliński – starosta bydgoski w latach 1632–1645 i 1648-1650

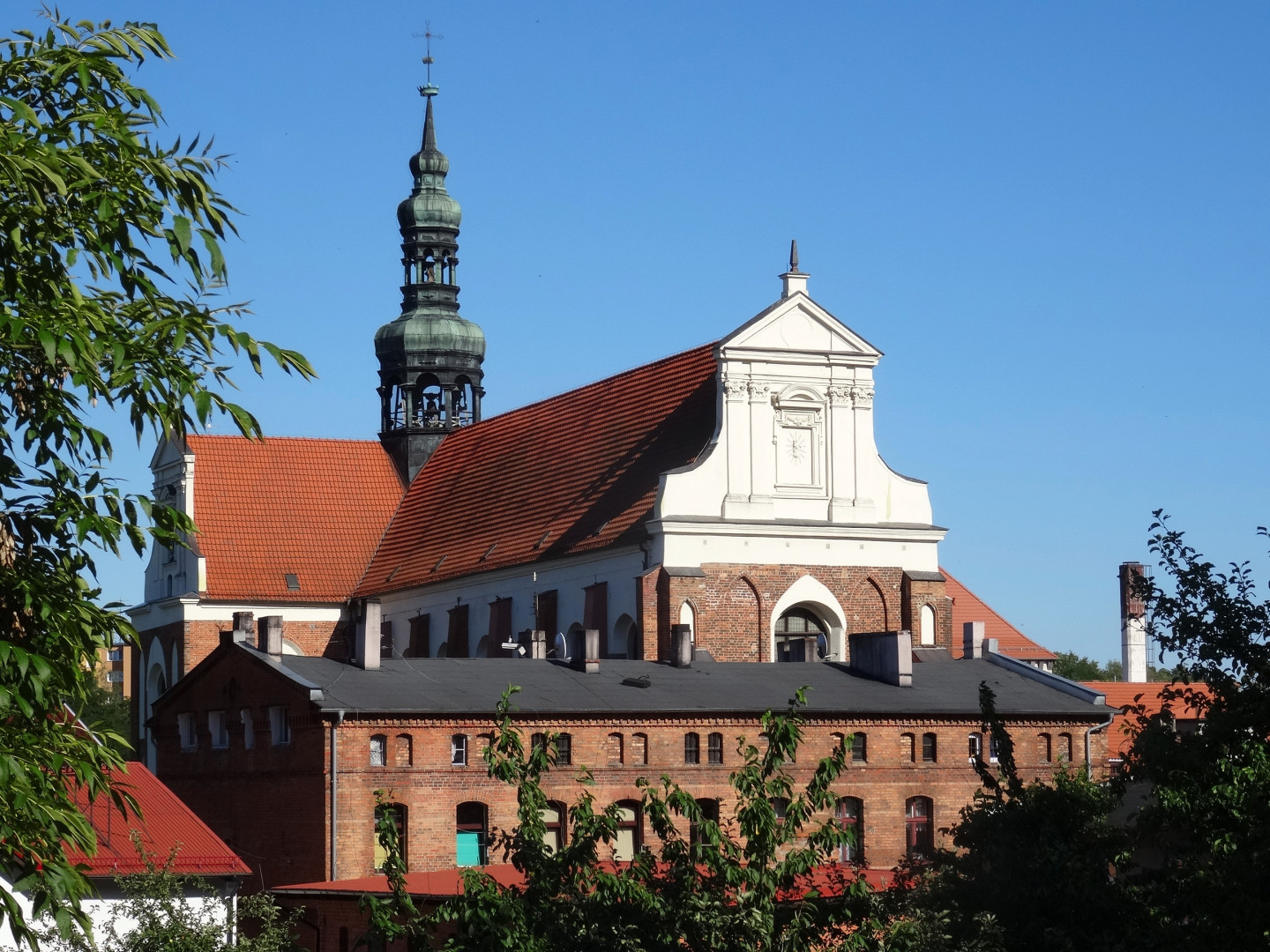
Kościół pocysterski w Koronowie

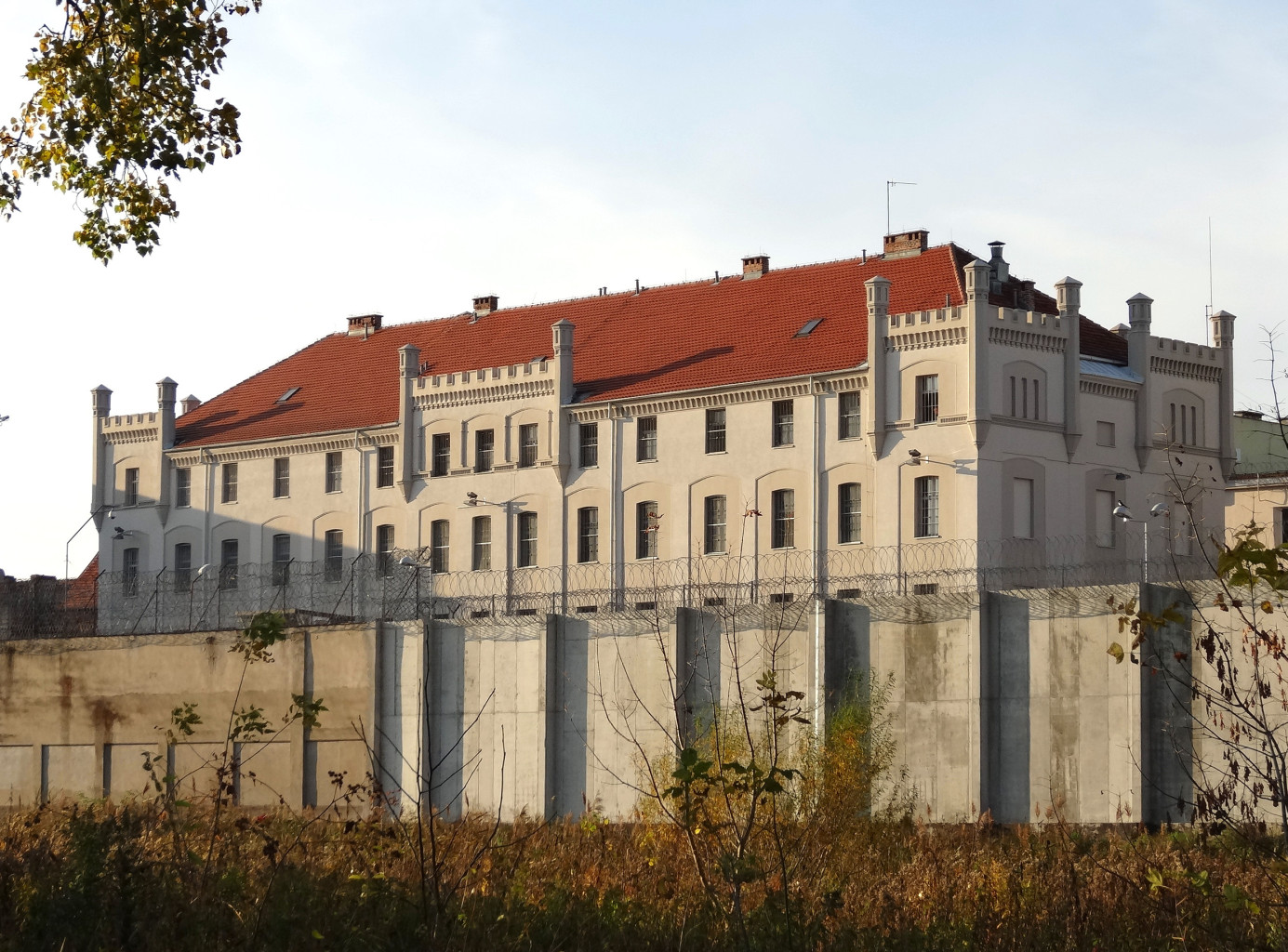
Budynek dawnej komory celnej w Fordonie (od XIX w. więzienie)

Pod względem kościelnym obszar leżący na lewym brzegu Wisły podporządkowany był diecezji kruszwickiej (od 1125 roku włocławskiej), a prawobrzeże Wisły utworzonej w 1075 diecezji płockiej. W XII-XIV wieku wykształciły się najstarsze parafie na terenie powiatu: św. Marii Magdaleny w Wyszogrodzie (1198), Osielsku (1200), Dobrczu, Byszewie, Koronowie, Solcu, Bydgoszczy, Dźwierzchnie, Lisewie, Ostromecku, Boluminku i Czarżu. Z XV wieku pochodzą parafie w: Dąbrówce Kościelnej, Strzelewie, Żołędowie, Ślesinie i Dąbrówce Barcińskiej, a z XVI w.: we Włókach, Wtelnie, Wudzynie i Pęchowie. Pojedyncze wsie należały także do parafii poza terytorium bydgoskim: m.in. w Serocku, Łabiszynie i Barcinie. W okresie XIII–XVIII w. większość parafii należała do diecezji włocławskiej, Ślesin do diecezji gnieźnieńskiej, a parafie z prawobrzeża Wisły do diecezji chełmińskiej. Zespoły klasztorne założono w Byszewie/Koronowie (cystersi – 1256) oraz w Bydgoszczy (karmelici – 1399, bernardyni – 1480, klaryski – 1615, jezuici – 1617).
Do XIV wieku podstawowym okręgiem administracyjnym była kasztelania bydgoska, pokrywająca się z grubsza z granicami dzisiejszego powiatu, nie obejmując jednak ziem po prawej stronie Wisły. Od 1238 roku kasztelania bydgoska, a w 1242 także wyszogrodzka stały się północną częścią księstwa kujawskiego Kazimierza Konradowica, syna Konrada Mazowieckiego. Książę w 1256 roku osadził w Byszewie zakon cystersów, który w kolejnych latach skolonizował i zagospodarował północną część obecnego powiatu. Osadzano tam również rycerstwo kujawskie, z zamierzeniem scalenia tych ziem z wcześniej zaludnioną częścią księstwa zajmującego czarnoziemy kujawskie. Na początku XIV wieku, w wyniku zmian administracyjnych, spowodowanych śmiercią jego następcy księcia kujawskiego Ziemomysła, powstało księstwo bydgosko-wyszogrodzkie, którym rządził Przemysł Kujawski. Władca ten w 1324 roku nadał prawa miejskie Solcowi nad Wisłą. W wyniku wojny polsko krzyżackiej w 1330 roku doszczętnie zniszczony został Wyszogród, który nie został już odbudowany, a jego funkcje administracyjne i gospodarcze przejęła sąsiednia Bydgoszcz. Po kilkuletniej okupacji krzyżackiej ziemię bydgoską odzyskał Kazimierz III Wielki. W 1346 nadał on prawa miejskie Bydgoszczy, zbudował w niej murowany zamek oraz utworzył miejscowe starostwo. We władanie Bydgoszczy jako patrymonium miejskie przyznał on ziemie w centralnej i południowej części obecnego powiatu, podczas gdy część północna należała do cystersów. W 1288 roku zakonnicy przenieśli się z Byszewa do leżącej nad Brdą zakupionej od biskupa kujawskiego Wisława wsi smolarzy – Smeysche, którą nazwali Felix Vallis (Szczęśliwa Dolina). W 1368 otrzymało ono z rąk Kazimierza Wielkiego prawa miejskie oraz nową nazwę – Nowe Byszewo, zmienione w XV wieku na Koronowo. W latach 1289–1350 cystersi wznieśli w Koronowie zespół klasztorny, oddzielony rzeką od miasta. W Koronowie istniał również kościół farny (przebudowany do 1599) pod wezwaniem Bożego Ciała, a następnie św. Andrzeja.
W XIV wieku administracyjno-gospodarcze funkcje kasztelanii przejęły starostwa, a sądowe – sądy ziemskie obejmujące swoją działalnością powstające wówczas powiaty. Funkcja kasztelana pozostała tytularna, a jurysdykcję przejęli starostowie. W czasie pokoju administrowali oni dobrami królewskimi, przekazując monarsze część zysków, dbali o bezpieczeństwo i porządek na swoim terenie oraz nadzorowali pracę sądów ziemskich. Pierwszy starosta bydgoski Mściwój z Kwiliny odnotowany został w 1362 roku. Po śmierci Kazimierza Wielkiego w 1370 roku terytorium bydgoskie zostało przyznane jako lenno wnukowi królewskiemu Kaźkowi Słupskiemu, w którym upatrywano pretendenta do tronu polskiego. Książę ten nie spełnił pokładanych w nim nadziei, rozwinął jednak miejscowe urzędy ziemskie bydgoskie, a także chętnie rezydował na zamku w Bydgoszczy, gdzie również w 1377 roku zmarł. Spuściznę po nim (terytorium bydgoskie) wraz z tzw. terytorium tuczeńskim przejął Władysław Opolczyk. W 1382 na prawie chełmińskim lokował on miasto Wyszogród na miejscu obecnego Fordonu. W wyniku zabiegów dyplomatycznych w 1398 roku ziemię bydgoską odzyskał od Opolczyka Władysław II Jagiełło i wcielił do Królestwa Polskiego. W 1424 roku lokował on na nowo Fordon, tym razem na prawie magdeburskim. Ukształtowane wówczas granice powiatu bydgoskiego dotrwały do końca Rzeczypospolitej Obojga Narodów. Opierały się one w dużej części na tworach naturalnych: na wschodzie na Wiśle, na zachodzie na rynnie jezior byszewskich oraz Noteci. Na północy granica biegła od Wielonka do Trzęsacza nad Wisłą, a na południu od Przyłubia do Tuczna. Na południowym zachodzie do powiatu bydgoskiego należał duży fragment Wysoczyzny Kujawskiej na północ od Tuczna i Barcina i na wschód od Łabiszyna (tzw. terytorium tuczeńskie). Tereny na prawobrzeżu Wisły należące obecnie do powiatu bydgoskiego w latach 1233–1466 należały do państwa zakonu krzyżackiego, a następnie do Prus Królewskich w składzie Korony Królestwa Polskiego. W 1537 w zachodniej części ziemi chełmińskiej wyodrębniono powiat chełmiński dla szlacheckich sądów ziemskich. Dla celów skarbowych i wojskowych używano natomiast podziału kościelnego.
W latach 1377–1392 w Jasińcu Nowym krzyżacy wybudowali murowany zamek na miejscu dawnej budowli kamiennej (było tu prokuratorstwo zakonne). Podczas tzw. polsko-krzyżckiej wojny głodowej w 1414 roku zamek zdobyły wojska Władysława Jagiełły. Był to jedyny zamek krzyżacki oraz najstarszy świecki budynek na terenie powiatu bydgoskiego, którego ruiny zachowały się do dzisiaj.
Zdobycie Bydgoszczy i ziemi dobrzyńskiej przez krzyżaków rozpoczęło wielką wojnę polsko-krzyżacką. W październiku 1409 zamek bydgoski odzyskał zbrojnie Władysław Jagiełło i tu zawarł z krzyżakami rozejm do czerwca 1410 roku. Podczas kampanii rok później miały miejsce zwycięskie bitwy: pod Grunwaldem i pod Koronowem, gdzie szczuplejsze liczebnie rycerstwo polskie rozbiło posiłki krzyżackie. W latach 1454–1466 powiat bydgoski był zapleczem działań wojennych wojny trzynastoletniej. Po początkowych niepowodzeniach wytrwałe wysiłki króla Kazimierza Jagiellończyka doprowadziły do złamania zakonu i odzyskania Pomorza Gdańskiego. Bydgoszcz była przez ten czas główną kwaterą wojenną Kazimierza Jagiellończyka, tu także wykupiono z rąk najemników zamek w Malborku, bardzo trudny militarnie do zdobycia. Szlachta kujawska należała do najaktywniejszych uczestników tej wojny.
W okresie staropolskim sądowy powiat bydgoski obejmował 1658 km², tj. 57% terytorium województwa inowrocławskiego. Od południa graniczył z powiatem inowrocławskim, od zachodu z powiatami województwa kaliskiego: nakielskim (Krajna), kcyńskim (Pałuki) i gnieźnieńskim, a od północy i wschodu z powiatami Prus Królewskich: tucholskim, świeckim, chełmińskim i terytorium miejskim Torunia.
W XVI wieku kategorie własności ziemskiej to: królewska, kościelna i szlachecka. Królewszczyzny w powiecie należały do starostwa grodowego w Bydgoszczy i obejmowały jego centralną i południową część, m.in. Bydgoskie Bory Królewskie. Starostowie w XV wieku dzierżyli w imieniu króla władzę administracyjną i wojskową na podległym terenie, a od XVI wieku zajmowali się głównie administracją dobrami królewskimi i nadzorem sądów. W związku z tym, że bydgoskie starostwo gwarantowało bardzo wysokie dochody, było jako urząd atrakcyjne i prestiżowe, nadawane faworytom królewskim jak np. w XV i XVI wieku – przedstawicielom rodu Kościeleckich, a w XVII wieku wielkiemu kanclerzowi koronnemu Jerzemu Ossolińskiemu. Od około 1700 roku, wójtostwo i starostwo było wydzierżawiane oddzielnie. Jednym z wójtów w XVIII wieku był m.in. kasztelan krakowski Stanisław Poniatowski – ojciec ostatniego króla Polski Stanisława Augusta Poniatowskiego. Około 1617 roku ze starostwa bydgoskiego zostało wyodrębnione starostwo niegrodowe w Solcu. W zakresie spraw policyjnych oraz jurysdykcji podlegało ono starostwu bydgoskiemu, a jego uposażeniem były cztery karczmy (koło Solca, w Otorowie, Kabacie i nad Wisłą), trzy młyny (Rudny, Koska i Otorowski) oraz dwie wsie (Kabat i Soleckie Olędry). Od czasów Kazimierza Jagiellończyka na terenie powiatu istniało także niewielkie starostwo serockie, którego siedzibą był zamek w Jasińcu Nowym, a uposażeniem wsie: Jasiniec, Klonowo, Serock i Zamrzenica.
Własność kościelna obejmowała północną część powiatu, gdzie swoje posiadłości użytkowało Opactwo Cystersów w Koronowie, zaliczane do najbogatszych w Polsce. Władali oni Byszewem, Koronowem i okolicznymi wsiami, m.in. Wtelnem, Włókami i Wudzynem. W XIV w. latyfundium ziemskie cystersów obejmowało ok. 50 miejscowości, położonych w powiatach: bydgoskim i nakielskim. Do biskupstwa kujawskiego należały m.in. wsie: Osielsko, Niemcz, Dobrcz, Borówko, Kusowo, Trzemiętowo, a uposażeniem parafii fordońskiej była wieś Jarużyn wraz z okolicznym lasem. W XVII–XVIII w. uposażeniem konwentu jezuitów w Bydgoszczy (1619–1780) były wsie lub folwarki: Gogolin, Prądy, Pęchowo, Ślesin z wsiami: Drzewce, Górzyn, Gorzeń, Minikowo, Czyżkówko, Tryszczyn, Kruszyn, Murowaniec, Jasieniec, Jezuicka Struga, klasztoru karmelitów – Jachcice, a klarysek – Mochle. Wsie szlacheckie dominowały w południowej części powiatu na terytorium tuczeńskim, na zachodzie i częściowo na północy. Wsiami szlacheckimi były też m.in. Przyłubie, czy Chrośna. W 1583 roku dobra dziedziczne w powiecie bydgoskim posiadało 58 rodzin szlacheckich, które uprawiały przy pomocy kmieci i zagrodników ok. 431 łanów ziemi uprawnej. Do najbogatszych należeli: Mikołaj Trzebieński, Jakub Niemojewski i Stanisław Latalski. Powiat zamieszkiwała jednak w większości drobna szlachta, uboższa niż np. w Prusach Królewskich. Folwarki szlacheckie funkcjonowały m.in. w Gądeczu, Mamliczu, Jordanowie, Żółwinie, Myślęcinku, Trzebieniu, Smogoszewie i Miedzyniu k. Fordonu.
Na terenie powiatu było niewiele terenów miejskich. Patrymonium miejskie Bydgoszczy należało niemal w całości do wójtostwa bydgoskiego, które na początku XV wieku nadano staroście bydgoskiemu jako dodatkowe uposażenie. W XVII–XVIII w. do uposażenia starostwa i wójtostwa bydgoskiego należały miasta: Bydgoszcz, Fordon i Solec oraz około 30 wsi na obszarze od Łochowic na zachodzie po Wisłę na wschodzie oraz od Opławca na północy po Dąbrowę Wielką i Chrośną na południu. Tuż przed I rozbiorem Polski starostwo dysponowało oprócz młynów, tartaków i czynszów z miast, około 40 wsiami, w tym 11 folwarkami. Od XVII wieku własnością miasta Bydgoszczy było ok. 12 wsi i osad położonych na południowy zachód od miasta (obecna gmina Białe Błota), miasta Solca – Soleckie Olędry, Wypaleniska i Siedmiogóry, miasta Fordonu – Jasiniec, Łoskoń i Suczyn, a Koronowa – kilka osad m.in. Samociążek. Potencjał ekonomiczny miast powiatu odzwierciedla wysokość płaconych podatków w 1583 roku: Bydgoszcz 413 zł, Koronowo 72 zł, Solec 31 zł, Fordon 19 zł.
W XV–XVII wieku dzięki karczunkowi lasów zagospodarowano nowe grunty orne. Forma ustroju rolnego miała charakter folwarczno-pańszczyźniany, nastawiony na sprzedaż zboża. Powszechnie korzystano z rozwoju handlu, który odbywał się dzięki sąsiedztwu Wisły. Rzeka ta była głównym szlakiem komunikacyjnym, którym prowadzono handel spławny: zbożem, drewnem, solą z Rzeczypospolitej do Gdańska. Rolę centrum handlowego, promieniującego na bliższą i dalszą okolicę spełniała Bydgoszcz. Zwożono tu zboże z powiatu bydgoskiego, z Kujaw, Pałuk, Krajny i części Wielkopolski, które magazynowano w spichrzach, spławiając je wiosną i jesienią, a przez cały rok przerabiając na mąkę w młynach wodnych. Z Borów Tucholskich i Puszczy Bydgoskiej spławiano drewno i produkty drzewne (smoła drzewna, potaż). Bydgoscy szyprowie przywozili z Gdańska towary zamorskie, które kupowała szlachta zaopatrująca się w Bydgoszczy w sól (były tu składy królewskie). Bydgoszczanie aż do końca XVII wieku posiadali monopol na handel solą na terenie całej Wielkopolski. Miejscem starodawnego handlu solą był także Solec Kujawski, o czym świadczy jego nazwa. W Fordonie natomiast istniała królewska komora celna na Wiśle (przeniesiona w 1583 z Białej Góry nad Nogatem). I w tym przypadku nazwa miasta nawiązuje do jego funkcji, gdyż „fordan” oznacza podatek pobierany przy wpływaniu na Wisłę.
W 1594 roku Maciej Przyłubski, właściciel Przyłubia zapoczątkował osadnictwo olederskie w powiecie bydgoskim gwarantując w akcie nadania gruntów (dotychczas nieuprawianych, okresowo zalewanych przez Wisłę), wolność osobistą chłopów i realizację powinności w formie czynszów pieniężnych zamiast pańszczyzny. Kontrakty nadawano początkowo mennonitom przybywającym z Niderlandów, później również osadnikom niemieckim i polskim. W XVII wieku osadnictwo olęderskie rozwijali zarówno szlacheccy właściciele ziemscy, jak również starostowie bydgoscy i soleccy. W dolinie Wisły wsiami olęderskimi były m.in. Przyłubie, Soleckie Olędry, Otorowo, Łęgnowo, Makowiska, Fordonek, Strzeleckie Olędry, Strzyżawa, Wielka i Mała Kępa, Słończ i Mozgowina. W XVIII wieku kontrakty olęderskie nadawali wójtowie bydgoscy w celu zagospodarowania łąk i nieużytków w Puszczy Bydgoskiej oraz na łąkach i bagnach nadnoteckich.
Potop szwedzki (1656-1660) przyniósł ogromne zniszczenia w powiecie bydgoskim. Trwały tu zażarte walki, a niektóre miejscowości jak np. Bydgoszcz przechodziły z rąk do rąk. Wsie i folwarki starostwa bydgoskiego były zniszczone w 90%, zamek w Bydgoszczy i Jasińcu zburzone, spalono doszczętnie Fordon, a częściowo m.in.: Solec, Ostromecko, Koronowo. W 1657 roku w Bydgoszczy król Jan II Kazimierz Waza podpisał traktaty welawsko-bydgoskie. W II połowie XVII wieku trwała odbudowa gospodarcza, utrudniona z uwagi na osłabienie handlu gdańskiego, zarazy i rozkład państwa (warcholstwo szlachty, liberum veto). Dzieła zniszczenia dokończyła III wojna północna. W jej wyniku majątek starostwa bydgoskiego zniszczono prawie w 100%. W 1717 roku Bydgoszcz zamieszkiwało tylko kilkanaście osób, Fordon około 10 osób, Koronowo było ruiną, a Solec został zupełnie opuszczony. Począwszy od 1720 trwała powolna odbudowa gospodarcza w oparciu o kontrakty czynszowe (olęderskie), ale aż do końca I Rzeczypospolitej stan kryzysu zwłaszcza w miastach nie został przezwyciężony. Na plus należy odnotować powstanie wielu nowych wsi i osad, zwłaszcza w Puszczy Bydgoskiej oraz karczm przy traktach. Po prawej stronie Wisły wielkością wyróżniał się ostromecki majątek ziemski, w którego skład wchodziły wsie: Ostromecko, Reptowo, Izbice, Wielka i Mała Kępa, Strzyżawa, Pień, Reptowskie Łąki i Mozgowina. Właściciel Ostromecka Paweł Michał Mostowski herbu Dołęga (1721–1781), wojewoda pomorski w latach 1758–1763, wystawił w Ostromecku pałac w stylu baroku drezdeńskiego, a w 1750 roku otrzymał od Augusta III Sasa przywilej lokacyjny na założenie w Ostromecku miasta na prawie magdeburskim.

### Okres pruski

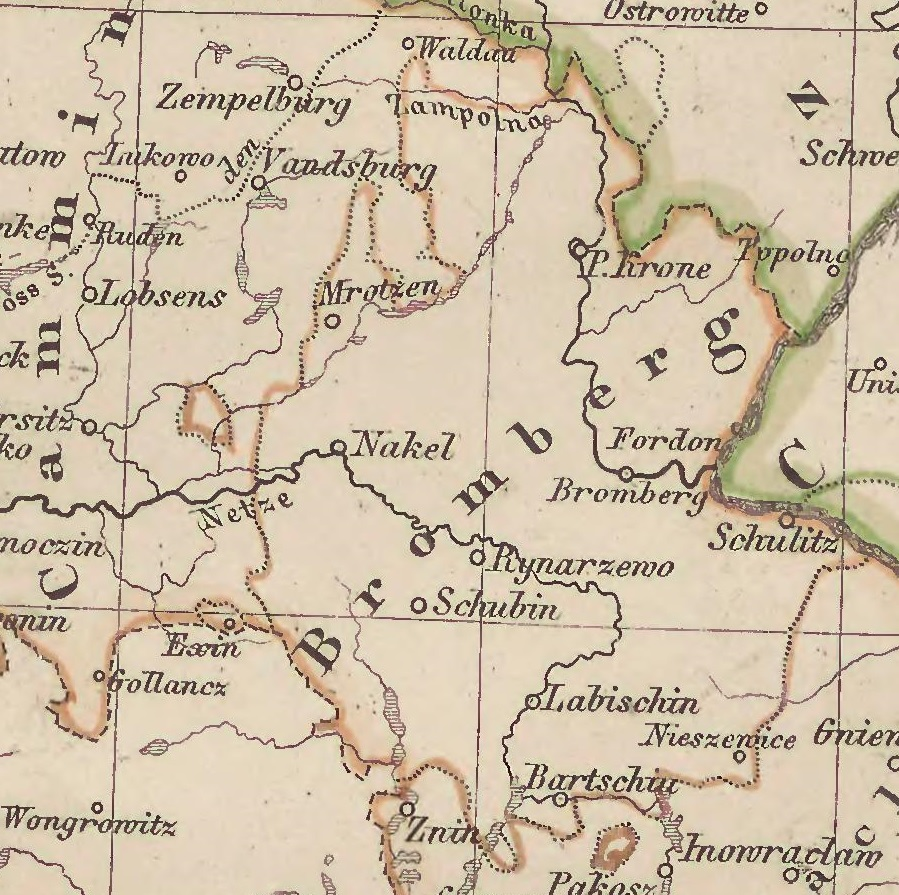
Landratura bydgoska w latach 1772–1818

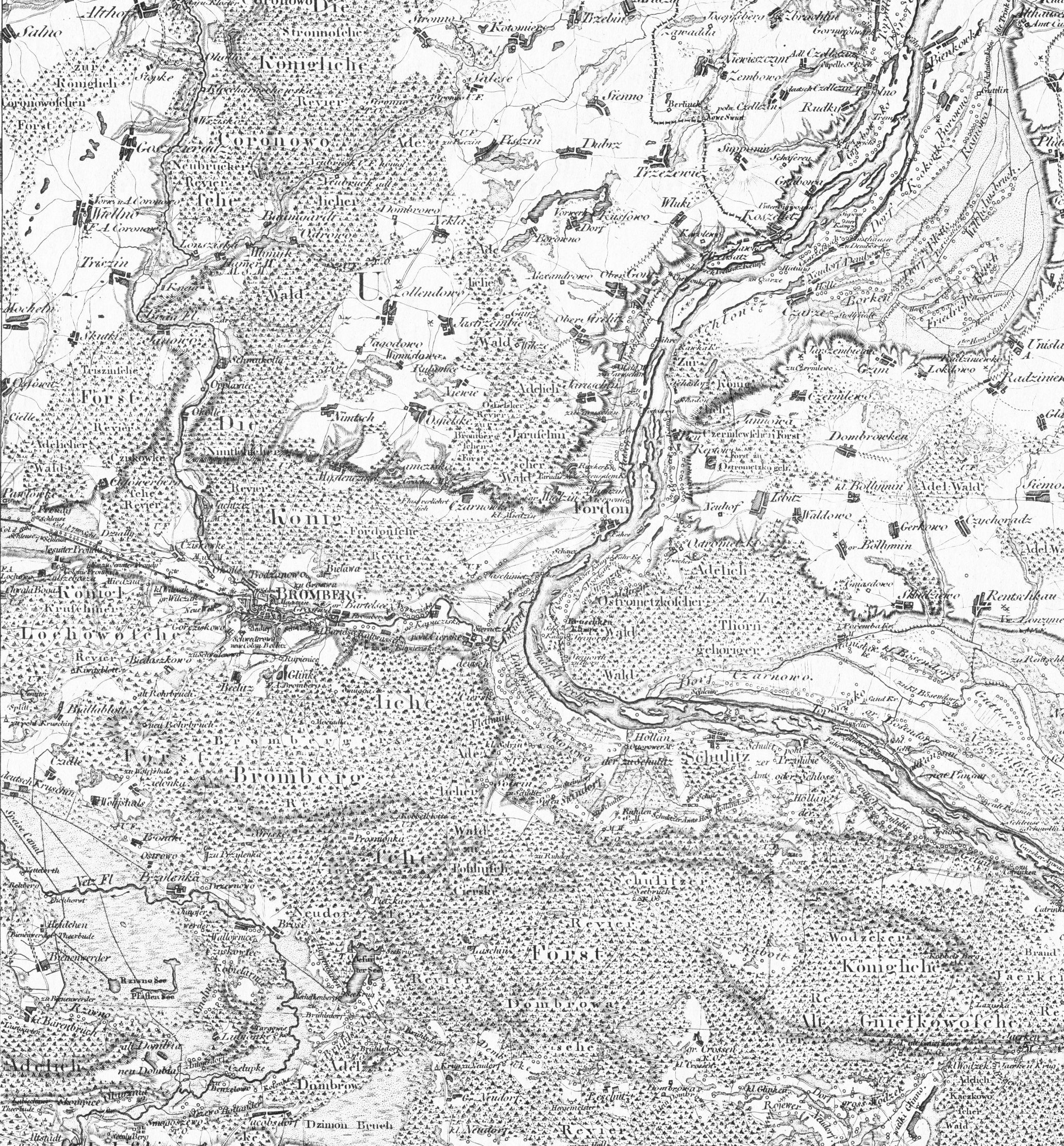
Okolice Bydgoszczy na mapie Friedricha von Schröttera z lat 1796–1802

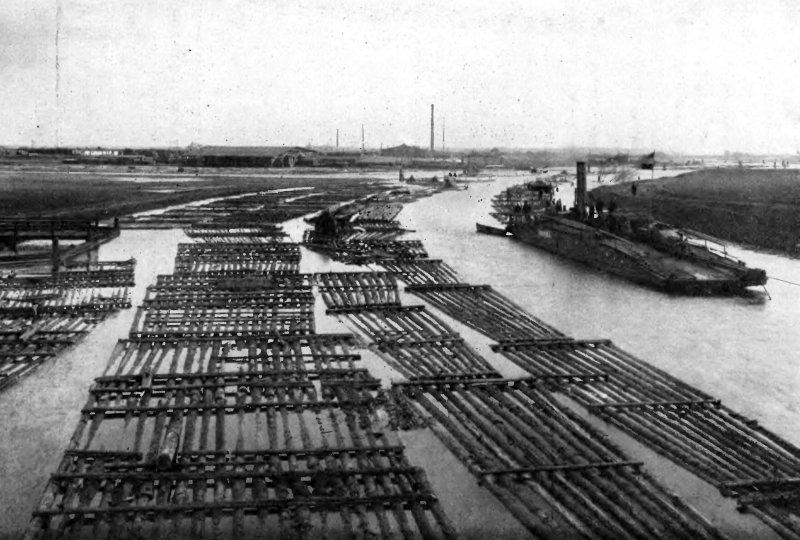
Transport drewna na Brdzie w 1905 roku

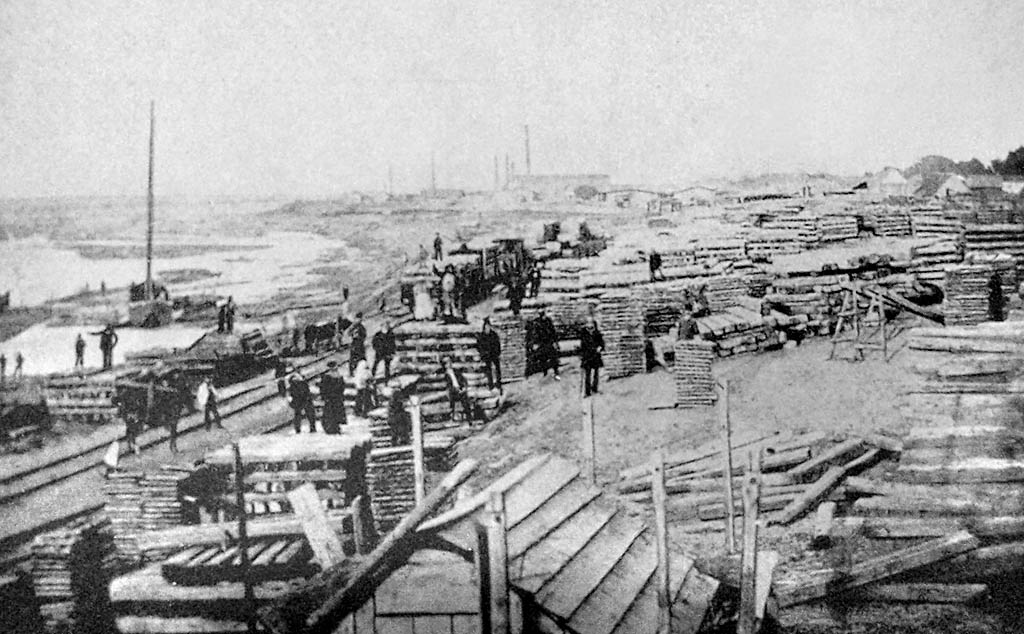
Nasycalnia podkładów kolejowych w Solcu Kujawskim – 1885 rok

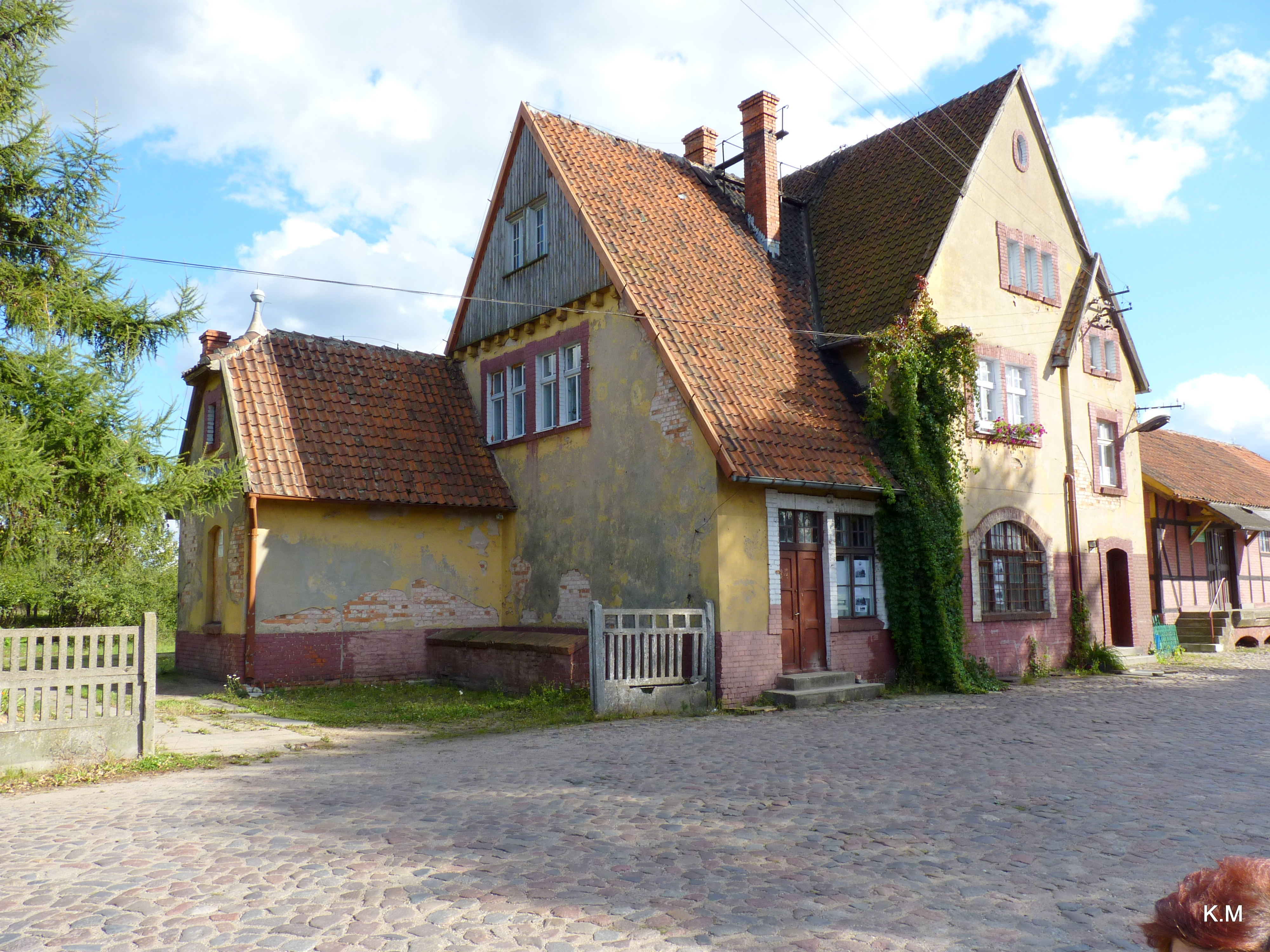
Dworzec kolejowy w Koronowie

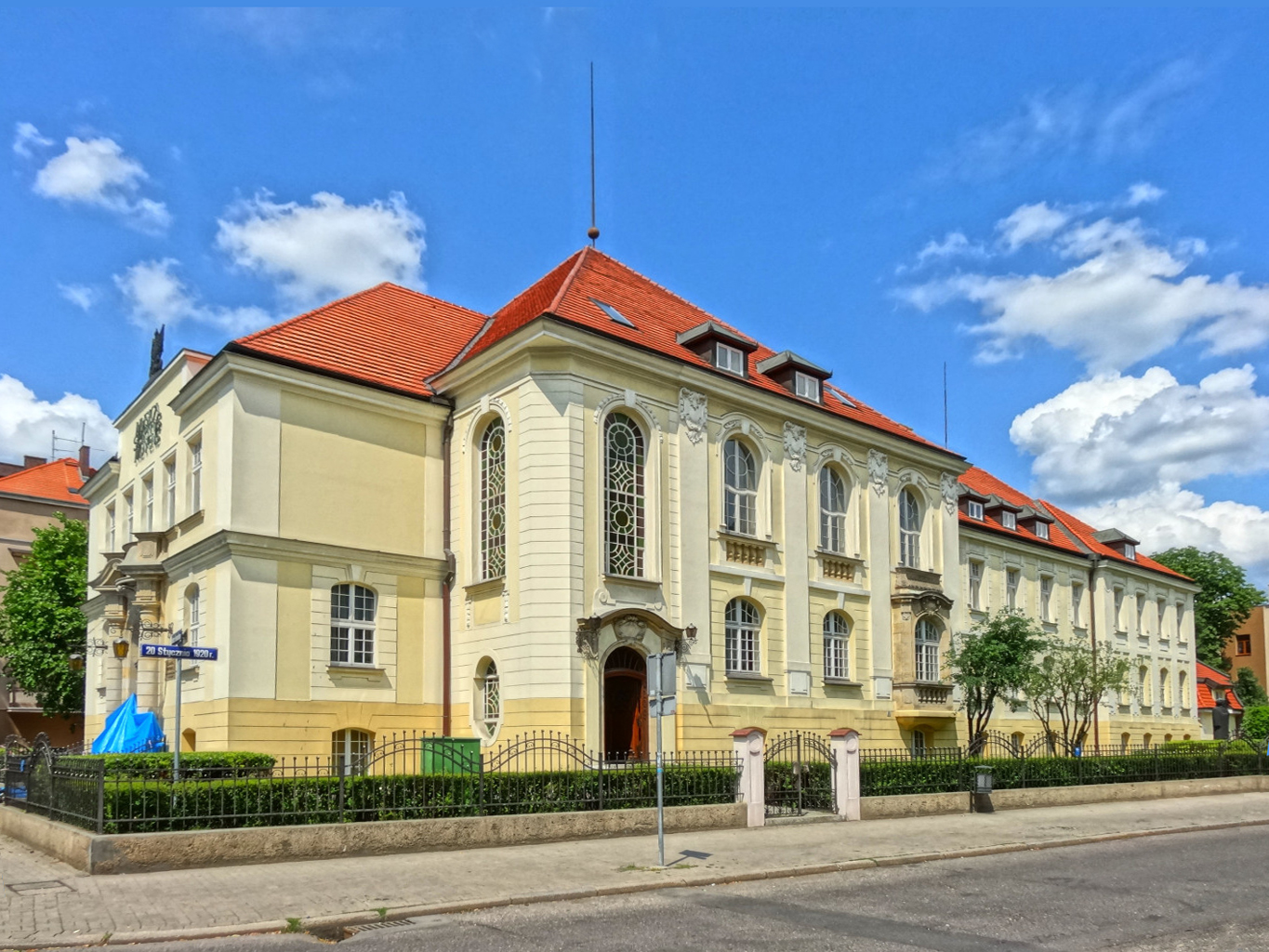
Gmach administracyjny starostwa powiatowego w Bydgoszczy wzniesiony w latach 1904–1906 przy ul. Słowackiego

W wyniku I rozbioru Polski cały powiat bydgoski dostał się pod władzę Królestwa Prus. Armia pruska wtargnęła głębiej, niż wynikało to z traktatu rozbiorowego. W nowych realiach zmienił się podział administracyjny. Powiat bydgoski w zmienionych nieco granicach (znacznie poszerzony w kierunku zachodnim, z miastami: Łabiszynem, Barcinem, Szubinem, Nakłem, Kcynią, Mroczą) należał do Obwodu Nadnoteckiego ze stolicą w Bydgoszczy. Wyodrębniono w nim trzy urzędy rejonowe: bydgoski, koronowski i łabiszyński, obejmujące łącznie 303 miejscowości. W duchu pruskiej polityki rozpoczęto gospodarczo-administracyjną kolonizację tych obszarów. Przejęte wsie i folwarki szlacheckie oraz królewskie przekazywano osadnikom niemieckim, a dobra kościelne parcelowano oraz włączano do domen państwowych.
Podczas insurekcji kościuszkowskiej 2 października 1794 roku wojsko polskie dowodzone przez gen. Henryka Dąbrowskiego zwyciężyło w bitwie pod Bydgoszczą. Na dwa tygodnie południowa część powiatu z Bydgoszczą, Fordonem, Solcem i Ostromeckiem została oswobodzona od Prusaków. Z kolei w 1806 roku na ziemie powiatu bydgoskiego wkroczyły wojska napoleońskie. Przez okres 7 lat funkcjonowała administracja polska – departament bydgoski Księstwa Warszawskiego, podzielony na 10 powiatów. Według raportu wojskowo-statystycznego z 1813 roku – powiat bydgoski posiadał powierzchnię 2465 km². Na jego terenie funkcjonowało 107 warsztatów sukienniczych, 16 smolarni, 12 garbarni, 3 papiernie oraz 850 warsztatów rzemieślniczych. Według ówczesnego opisu stolica powiatu była miastem murowanym (674 domy) z gmachami rządowymi i magazynami zbożowymi, Koronowo (295 domów) z zabudową głównie szachulcową, a Fordon (192 domy) o zabudowie drewniano-murowanej z komorą celną, gdzie pobierano cło od wszystkich statków płynących Wisłą do Gdańska.
Na kongresie wiedeńskim w 1815 roku dyplomacja pruska przeforsowała podział Księstwa Warszawskiego na cześć rosyjską – Królestwo Kongresowe i część pruską – Wielkie Księstwo Poznańskie z okręgami: poznańskim i bydgoskim. Powiat bydgoski znalazł się w rejencji bydgoskiej. W 1818 ustalono jego granice, które dotrwały bez większych zmian do 1920 roku. Na zachodzie obejmował on część obszaru dawnego powiatu nakielskiego, leżący na zachód od rynny byszewskiej i podchodzący pod Nakło nad Notecią – ze wsiami Potulice, Występ, Łąsko Małe i Wielkie, Mąkowarsko, Wiskitno, Samsieczno, Słupowo, Wierzchucin Królewski (razem 24% terytorium powiatu). Na terytorium powiatu znalazł się prawie cały Kanał Bydgoski włącznie ze śluzą Józefinki. Sąsiadami od zachodu były powiaty: sępoleński, wyrzyski i szubiński, od południa inowrocławski, od wschodu toruński i chełmiński, a od północy świecki i tucholski. Obszary na północ i wschód znajdowały się w rejencji kwidzyńskiej i prowincji Prusy Zachodnie.
Dobra rządowe w powiecie rozdzielone były między dwie domeny: bydgoską i koronowską. W połowie XIX wieku miasta i większość wsi należała do domen rządowych, natomiast wsie prywatne należały zarówno do ziemian, jak i miast. W 1843 roku powiat liczył 41 tys. osób, w tym w miastach 12 tys. i we wsiach 32 tys., a pod względem wyznaniowym dominowali protestanci – 51%, następnie katolicy – 43% i Żydzi – 6%. W powiecie istniały 4 miasta, 37 majątków dworskich oraz 304 wsi i osad. O ile w Bydgoszczy przeważali protestanci (60%), a w Fordonie Żydzi (73%), to katolicy w Koronowie (55%) i w Solcu (47%). W powiecie funkcjonowały trzy nadleśnictwa rządowe: Glinki, Jachcice i Mąkowarsko. W 1846 roku przez powiat przechodziły bite gościńce żwirowe: Berliński (z Piły do Bydgoszczy), Bydgosko-Królewiecki (z Bydgoszczy do Gdańska), Inowrocławski (z Bydgoszczy do Inowrocławia) oraz trakty m.in. do Łabiszyna, Fordonu, Koronowa, Kcyni, Mroczy, Solca, Gniewkowa.
W okresie rozbiorów dokonano zmian administracji kościelnej. Południowa i zachodnia część powiatu znalazła się w archidiecezji gnieźnieńskiej (Bydgoszcz, Dąbrówka Nowa, Łąsko Wielkie, Mąkowarsko, Samsieczno, Ślesin, Wąwelno, Wierzchucin, Solec), a część północna w chełmińskiej (Byszewo, Dobrcz, Fordon, Koronowo, Osielsko, Włóki, Wtelno, Wudzyn, Żołędowo). Do 1840 władze pruskie dokonały kasaty zakonów. W klasztorze pocysterskim w Koronowie urządzono więzienie, w kolegium jezuickim w Bydgoszczy – szkołę średnią (od 1879 ratusz), w kościele pokarmelickim – teatr, w kościele klarysek – remizę strażacką, a kościół pobernardyński przekształcono na garnizonowy. W 1843 istniało 20 parafii katolickich, 3 parafie ewangelickie (Bydgoszcz, Fordon, Koronowo) i 2 synagogi (Bydgoszcz, Fordon, od 1856 także Koronowo). W miastach rozbierano staropolskie mury obronne i świątynie, a wznoszono nowe kamienice, zbory ewangelickie i obiekty komunalne.
Po 1823 roku, kiedy wprowadzono w życie uwłaszczenie chłopów, nastąpiła separacja gruntów chłopskich i folwarcznych. Uwłaszczeni chłopi musieli zapłacić odszkodowanie w postaci renty pieniężnej, zbożowej lub ziemskiej, a chłopi małorolni zostali włączeni w skład służby dworskiej. Skonfiskowane dobra ziemskie przeznaczano na gospodarstwa dla niemieckich osadników. Najintensywniejsza kolonizacja miała miejsce w byłych wsiach olęderskich oraz starościńskich na terenie obecnych gmin: Białe Błota, Nowa Wieś Wielka i Solec Kujawski. W rezultacie powstała tu tzw. niemiecka wyspa osadnicza. Już w połowie XIX wieku w wielu miejscowościach ewangelicy stanowili co najmniej 80% ludności, a w kilkunastu niemal 100% (Trzciniec, Lisi Ogon, Drzewce, Prądki, Zielonka, Dąbrowa Mała, Łażyn, Piecki, Nowa Wioska, Dobromierz, Januszkowo, Olimpin, Prądocin, Tarkowo Dolne, Łęgnowo, Otorowo, Makowiska itd.) Trudniej przebiegała germanizacja ludności w dawnych wsiach szlacheckich. Aż do 1920 roku zachowała się polska własność ziemska, którą bezskutecznie starał się ograniczyć zaborca. Do największych polskich właścicieli ziemskich należał ród Potulickich, który posiadał majątki we wsiach w zachodniej części powiatu. Innym dużym polskim właścicielem byli Moszczeńscy, z siedzibą w Żołędowie. Posiadłości należące do Polaków dominowały także w północno-zachodniej i północnej części powiatu. Na prawym brzegu Noteci istniało rozległe dominium łabiszyńskie należące do rodu Skórzewskich. Właściciele dużych majątków ziemskich budowali dwory, fundowali kościoły i zakładali nowe miejscowości w wyniki parcelacji dóbr (nierzadko nazywanych od imion rodowych dzieci i krewnych, jak np. między Brzozą a Łabiszynem – Olimpin, Antoniewo, Klotyldowo itd.) Potuliccy ufundowali świątynie w Samsiecznie i Ślesinie. Po prawej stronie Wisły dużą majętnością ziemską (jedną z większych w Prusach Zachodnich) dysponował ród Schönbornów-Alvenslebenów. W Ostromecku obok starego pałacu Mostowskich w latach 1840–1892 powstał nowy pałac, rozległy park na krawędzi Doliny Wisły oraz mauzoleum. W skład majoratu ostromeckiego wchodziła większość ziem dzisiejszej gminy Dąbrowa i Chełmińska.
Od 1886 roku planową politykę wypierania elementu polskiego realizowano przy pomocy Komisji Kolonizacyjnej, a od 1894 także Hakaty. Komisja nabywała majątki ziemskie z rąk polskich, wykonywała meliorację, budowała drogi i wyznaczała parcele (12-15 ha) dla osadników. Niemieckie kolonie osadnicze znamionowało budownictwo murowane z ogródkami oraz towarzyszące im obiekty użyteczności publicznej: ewangelickie szkoły i kościoły, remizy straży pożarnej, spółdzielcze kasy oszczędnościowe, kółka rolnicze i hodowlane, mleczarnie, młyny, tartaki, cegielnie i gorzelnie. Do 1920 w Bydgoszczy i okolicy powstało kilkadziesiąt kościołów ewangelickich o charakterystycznej formie (neogotyk, ceglana fasada). Dzięki działalności osadniczej, w lokalne centra ludności ewangelickiej i duże wsie przekształciło się kilka miejscowości np. Nowa Wieś Wielka, Dąbrowa Wielka, Dąbrowa Chełmińska. W odpowiedzi na germanizację, społeczność polska organizowała w końcu XIX w. własne spółki parcelacyjne, aby zachować ziemię w rękach polskich.
W XIX wieku nastały czasy niespotykanego postępu technicznego (maszyna parowa, kolej, przemysł), co przyczyniło się do intensywnego rozwoju gospodarczego.
Pierwszym przedsięwzięciem, będącym motorem pomyślności gospodarczej była budowa Kanału Bydgoskiego w 1774 roku oraz jego sukcesywne unowocześnianie aż do 1914 roku. Przy tej okazji sprowadzono z Niemiec pracowników, którzy pozostali tu później jako osadnicy. W II połowie XIX wieku skanalizowano również Noteć poprzez budowę Kanału Górnonoteckiego i Nowonoteckiego oraz uregulowano Wisłę. Przez drogę wodną Wisła-Odra prowadzono ożywiony handel, zwłaszcza drewnem i zbożem. Bydgoszcz i Solec stały się ważnymi portami przeładunkowymi, wyrosło kilkadziesiąt fabryk, młynów i tartaków żyjących z transportu wodnego. W II połowie XIX wieku ogromne masy drewna z Królestwa Kongresowego i Cesarstwa Rosyjskiego spławiane były w dół Wisły. W Solcu i Bydgoszczy część drewna magazynowano (w 1879 dla tego celu zbudowano Port Drzewny w Bydgoszczy), przecierano w tartakach, przerabiano na produkty gotowe, zaś resztę kierowano na zachód do Berlina lub Wisłą do Gdańska. W 1873 w Solcu uruchomiono duży zakład impregnacji podkładów kolejowych i słupów trakcyjnych, który zaspokajał potrzeby Kolei Wschodniej (260 tys. szt. podkładów i 48 tys. słupów rocznie) i żywił gospodarczo całe miasto. W 1910 trzecia część drewna importowanego przez Cesarstwo Niemieckie przechodziła przez Bydgoszcz i Kanał Bydgoski. Tartaki otwarto również w Fordonie, lecz miasto znane było głównie z administracji celnej. W latach 1780–1783 zbudowano w Fordonie Dyrekcję Ceł i Akcyzy, która zajmowała się kontrolą opłat pobieranych na Wiśle. Stacjonujący tu żeglarze i flisacy korzystali z zajazdów, karczem, browarów i gorzelni.
Drugim czynnikiem sprzyjającym rozwojowi gospodarczemu było włączenie powiatu do sieci kolejowej. Te miejscowości, które miały szczęście znaleźć się na trasie przebiegu linii kolejowych, mogły liczyć na rozwój. W 1852 ukończono budowę Pruskiej Kolei Wschodniej łączącej Berlin z Królewcem. Na terenie powiatu tory prowadziły poprzez Nakło i Bydgoszcz, gdzie wybudowano ceglany most nad Brdą istniejący do dnia dzisiejszego i dalej przez Maksymilianowo i Kotomierz dochodziły do Tczewa. W 1861 wybudowano Kolej Warszawsko-Bydgoską łączącą Bydgoszcz z Solcem, Toruniem i Warszawą. Było to pierwsze połączenie sieci kolejowych: pruskiej i rosyjskiej. W 1872 powstała Kolej Poznańsko-Bydgoska, łącząca Bydgoszcz z Inowrocławiem i dalej z Poznaniem. Powstała wtedy m.in. stacja Chmielniki Bydgoskie nad jeziorem Jezuickim, co ułatwiło wykorzystanie jeziora dla celów rekreacyjnych. W 1885 wybudowano kolej Bydgoszcz-Fordon, w 1893 poprzez most na Wiśle (do 1939 najdłuższy w Polsce i Niemczech) przedłużoną przez Ostromecko i Dąbrowę Chełmińską do Chełmży. W 1895 powstała linia z Bydgoszczy do Szubina i Żnina, przedłużona w 1908 do Poznania. Od 1895 powstawała także sieć kolei wąskotorowych w zachodniej i północnej części powiatu (Bydgoska Kolej Powiatowa), którą połączono z Wyrzyską Koleją Powiatową. W 1909 wybudowano linię z Koronowa, umożliwiającą połączenie z Tucholą, Świeciem i Więcborkiem. Około 1910 sieć kolejowa na terenie powiatu osiągnęła szczyt rozwoju. Ważnym ośrodkiem kolejnictwa w skali krajowej stała się Bydgoszcz, gdzie w 1852 powstały warsztaty kolejowe, największe przedsiębiorstwo w rejencji bydgoskiej oraz Dyrekcja Kolei Wschodniej o jurysdykcji na obszarze od Berlina po Kłajpedę. W 1889 oddano dla tej instytucji nowy gmach, który należał do najbardziej okazałych budynków użyteczności publicznej w Bydgoszczy.
Władze pruskie sterowały rozwojem gospodarczym powiatu, zakładając jego ścisłe zespolenie z Rzeszą Niemiecką. Utwardzano drogi, budowano mosty, linie i dworce kolejowe, budynki poczty, cegielnie, piekarnie i masarnie. W okresie przemian ekonomicznych powiększały się duże posiadłości ziemskie kosztem ubogiej ludności, której liczba stale wzrastała. Np. w sąsiedniej ziemi chełmińskiej 2/3 ziemi należało do wielkiej własności, a 1/3 do gospodarstw wielkochłopskich.
W 1875 roku w powiecie bydgoskim mieszkało łącznie 101,5 tys. osób, z tego 31 tys. w Bydgoszczy. W powiecie istniało ogółem 392 miejscowości. Podział wewnętrzny uwzględniał 4 gminy miejskie, 179 gmin wiejskich, 85 dominiów i 5 miejscowości nie wcielonych do gmin. Wyodrębniono również 6 mniejszych obwodów: Bydgoszcz, Koronowo, Solec, Fordon, Dobrcz i Sitno. W 1875 roku Bydgoszcz w związku z przekroczeniem 25 tys. mieszkańców stała się wydzielonym powiatem miejskim. W 1904 roku bydgoski powiat ziemski liczył 90 tys. mieszkańców, z tego 40% Polaków. Z ogólnego obszaru na ziemię pod uprawę przypadało 48%, lasy 35%, a łąki i pastwiska 11%.
Pod względem prawnym w strukturze państwa pruskiego powiat był podstawową jednostką administracyjną wiążącą ze sobą administrację rządową i samorządową. Na jego czele stał starosta będący urzędnikiem państwowym, mianowanym przez króla. Organem uchwałodawczym i kontrolującym był sejmik powiatowy, a wykonawczym wydział powiatowy, podlegający staroście. W latach 1904–1906 dla potrzeb urzędników starostwa wybudowano gmach administracyjny przy ul. Słowackiego według projektu radcy budowlanego E. von Saltzwedela z Poczdamu. Natomiast w 1905 roku w Smukale Górnej wybudowano Sanatorium dla Płucnochorych, drugie tego typu w Prowincji Poznańskiej.
W 1919 roku podczas powstania wielkopolskiego linia frontu ustabilizowała się z grubsza na południowo-zachodniej granicy powiatu. 22 stycznia 1919 Nową Wieś Wielką i Brzozę zajęły oddziały Pawła Cymsa i Jana Tomaszewskiego, jednak dzień później teren odzyskał III batalion Grenschutzu, zaś do krwawej potyczki doszło w rejonie Antoniewa. W rejonie Brzozy walki toczyły się znów w lutym 1919.

### Okres międzywojenny

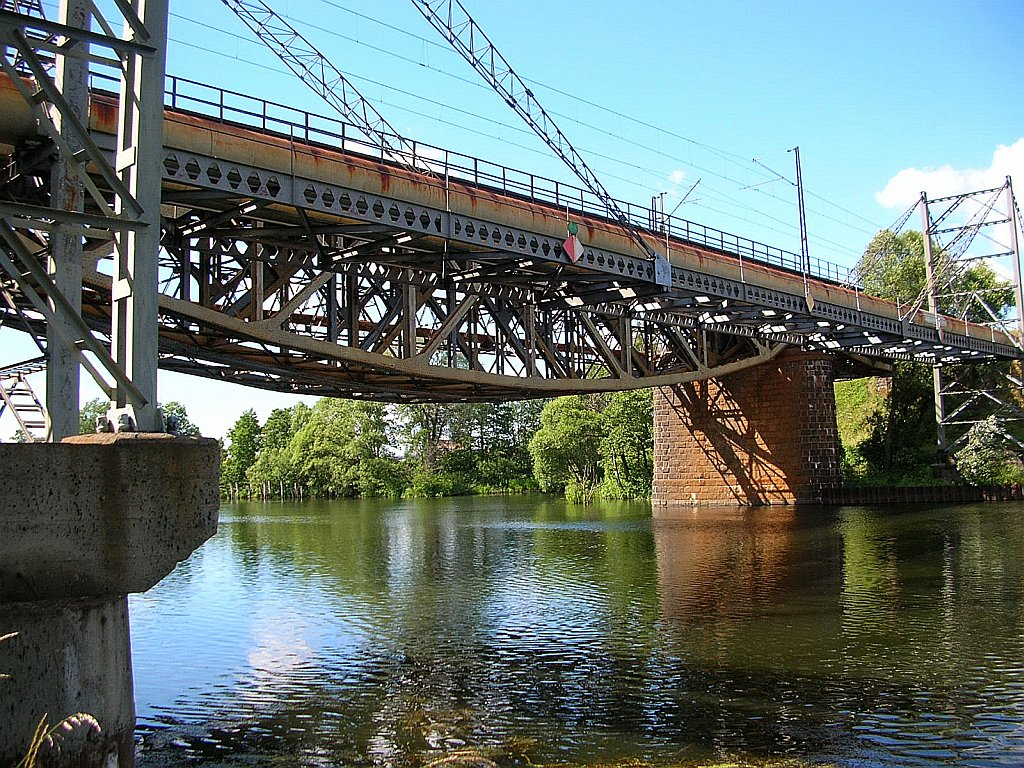
Most kolejowy nad Brdą wybudowany w 1930 roku w ciągu magistrali węglowej

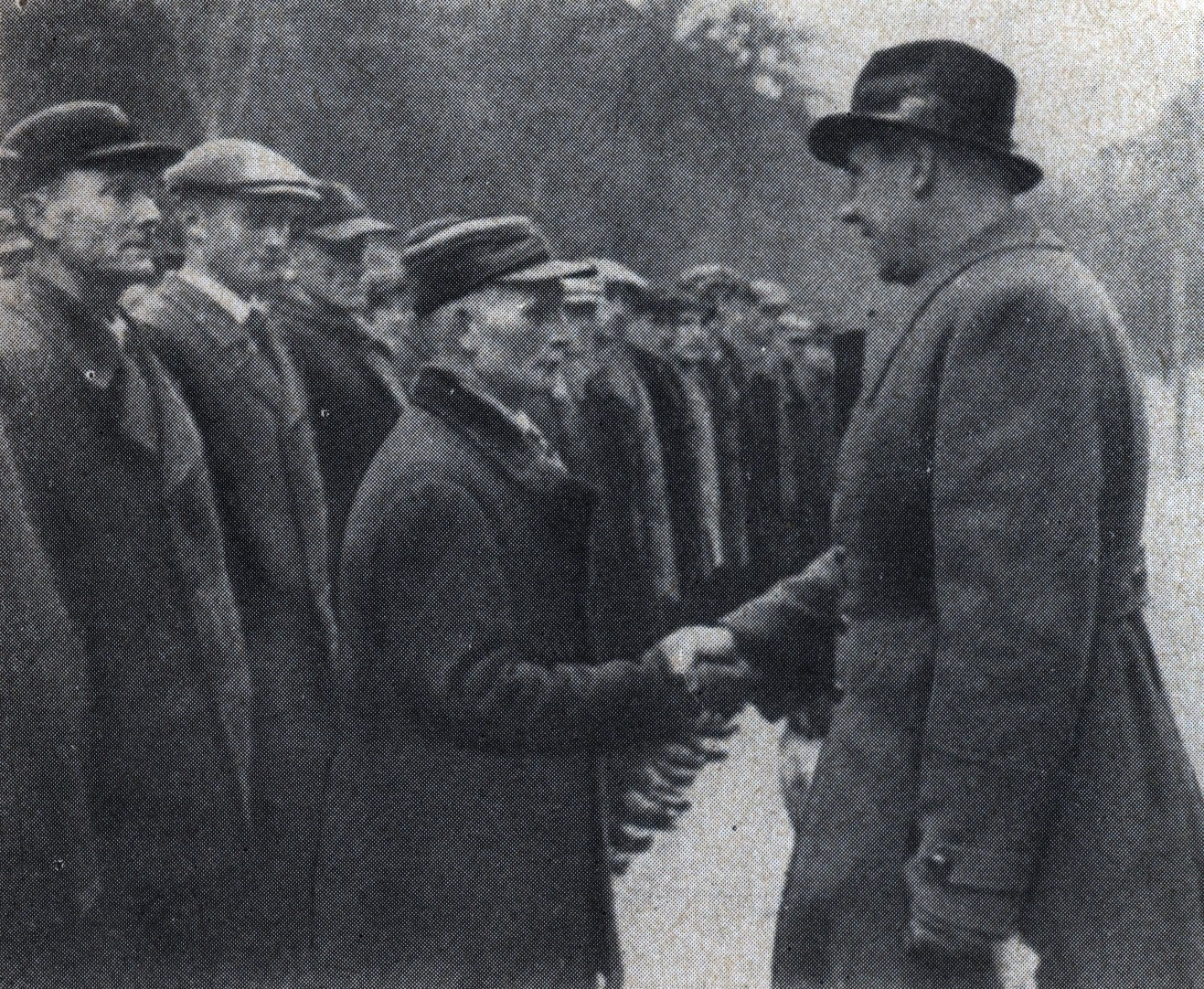
Odprawa uczestników niemieckiej grupy rewizjonistycznej w lesie koło Ostromecka, której przewodniczył ówczesny adiutant Heinricha Himmlera SS-Oberführer Ludolf von Alvensleben. Jesień 1938

24 listopada 1918 roku powołano do życia Radę Ludową na Miasto Bydgoszcz i Przedmieścia z dr Janem Bizielem na czele, która stała się polityczną reprezentacją wszystkich Polaków zamieszkałych na terenie powiatu. Na mocy traktatu wersalskiego 28 czerwca 1919 roku Bydgoszcz i okolice znalazły się w granicach odrodzonej Polski. Wojsko Polskie wkroczyło do Bydgoszczy 20 stycznia 1920 roku. Była niemiecka własność państwowa przeszła za odszkodowaniem na własność państwa polskiego. W latach 1919–1922 trwał eksodus Niemców do Republiki Weimarskiej. Zastępowali ich reemigranci z Westfalii, Ameryki oraz Polacy z Wielkopolski, Pomorza, Kongresówki i Galicji. 1 kwietnia 1920 włączono do miasta Bydgoszczy 19 gmin podmiejskich, które zamieszkiwało 30 tys. osób, uszczuplając w ten sposób zasoby ludnościowe powiatu ziemskiego. Granice zewnętrzne powiatu pozostawiono bez zmian z okresu pruskiego.
Spis powszechny z 1921 roku wykazał 53 tys. mieszkańców powiatu, który składał się z trzech gmin miejskich: Fordonu, Koronowa i Solca Kujawskiego, 123 gmin wiejskich i 42 obszarów dworskich. Zgodnie z odziedziczoną po zaborcach ustawą samorządową, rządy w powiecie sprawowała rada powiatu, zaś organem wykonawczym był starosta. Pierwszym starostą bydgoskim po 1920 roku był Stanisław Niesiołowski. Siedzibą urzędu starostwa był nadal budynek przy ul. Słowackiego w Bydgoszczy.
Ustawa z 19 stycznia 1928 wprowadziła wójtostwa obwodowe, obejmujące po kilkanaście gmin wiejskich i po kilka obszarów dworskich. Wójtostwem kierował mianowany przez wojewodę wójt, sprawujący władzę przy pomocy organu, który tworzyli przedstawiciele gmin wiejskich i przełożeni obszarów dworskich. Z kolei reforma administracyjna z 23 marca 1933 wprowadziła gminę zbiorową składająca się z gromad z sołtysem na czele i likwidowała obszary dworskie. Od 1934 roku powiat bydgoski składał się z 10 gmin, podzielonych na 109 gromad. Istniały wówczas gminy: Bydgoszcz wieś (10 gromad), Dąbrówka Nowa (10), Dobrcz (10), Koronowo (15), Mąkowarsko (6), Osielsko (11), Solec Kujawski (12), Ślesin (11), Wierzchucin Królewski (11), Wtelno (13). Powiat znajdował się w województwie poznańskim, a od 1 kwietnia 1938 wraz z kilkoma innymi przeniesiono go do województwa pomorskiego. W 1939 roku powiat bydgoski obejmował terytorium 1334 tys. km² i liczył 58,1 tys. mieszkańców.
W okresie międzywojennym powiat bydgoski wyróżniał się tym, że w jego centrum znajdowało się największe miasto w Polsce (siódme pod względem liczby ludności i czwarte pod względem powierzchni w kraju) pozbawione władz wojewódzkich, będące siedzibą powiatu grodzkiego. Specyfikę stanowiła liczna, aktywna politycznie mniejszość niemiecka.
Cechą powiatu bydgoskiego była stosunkowo mała powierzchnia gospodarstw rolnych. Gospodarstwa o areale większym niż 30 ha stanowiły 20% ogółu gruntów, gdy średnia dla województwa wynosiła 41%. Około 25% ziemi dzierżyli w swoich rękach Niemcy, przy czym w gminach wiejskich było to 40%, w miastach 30%, a na obszarach dworskich niecałe 10%. Tereny o przewadze własności niemieckiej dominowały na południe od Bydgoszczy w gminach: Bydgoszcz-wieś i Solec Kujawski. Około 29 majątków liczyło ponad 200 ha. W 1926 roku Niemcy stanowili 38% ziemian powiatu bydgoskiego zajmując 34% gruntów wielkiej własności powyżej 200 ha. Właścicielami dużych majątków byli m.in.: hrabina Aniela Potulicka (6515 ha), hr. Tadeusz Morsin (Strzelewo), Mieczysław Krzemiński (Augustowo) oraz właściciele niemieccy z Pyszczyna, Osówca, Słupowa, Gądecza, Strzelec Górnych, Kotomierza, Trzebienia, Sienna, Wiskitna. Niektórzy ziemianie posiadali własne zakłady przetwórcze: młyny wodne (Byszewo, Rudy), mleczarnie (Gądecz, Słupowo), gorzelnie (Augustowo, Kusowo, Nowy Dwór, Wtelno, Samsieczynek, Teresin, Słupowo), suszarnie, cegielnie (Teresin, Strzelewo i Przyłubie), tartaki. W powiecie bydgoskim istniały także ośrodki chowu szlachetnych odmian koni i bydła (Gądecz, Kotomierz, Potulice, Słupowo, Strzelewo, Trzęsacz, Kusowo, Strzelce Górne). We Wtelnie produkowano pługi polowe, a w Siennie mieścił się ośrodek badawczy, gdzie reprodukowano szlachetne gatunki zbóż, ziemniaków i buraków cukrowych. W wyniku reformy rolnej nadwyżki z majątków prywatnych, liczących ponad 180 ha podlegały parcelacji. Około 35% powierzchni powiatu zajmowały lasy, co sytuowało powiat na drugim miejscu w województwie poznańskim (po powiecie czarnkowskim).
W latach 20. wskutek wojny celnej polsko-niemieckiej zmianie uległ dotychczasowy model gospodarki polegającej na handlu z centralnym Niemcami. Spadł ruch na Kanale Bydgoskim, załamał się handel drewnem. W nowych warunkach przesłanką rozwoju gospodarczego było wykorzystanie położenia powiatu jako zaplecza dla budującej się Gdyni na kierunku południkowym łączącym Polskę z wybrzeżem. W latach 1928–1933 na terytorium powiatu bydgoskiego prowadzono budowę magistrali węglowej, która była największą inwestycją komunikacyjną II RP. Od Nowej Wsi Wielkiej po Bydgoszcz Wschód i od Maksymilianowa po Serock zbudowano od podstaw nową linię kolejową z charakterystyczną infrastrukturą (systemowe przystanki i dworce kolejowe, żelbetowe wiadukty, most nad Brdą). Jedną z głównych jednostek komunikacyjnych były Bydgoskie Koleje Powiatowe, które obejmowały 100 km torów, a z ich usług korzystało 200 tys. pasażerów rocznie. W 1927 roku rozpoczęto elektryfikację terytorium powiatu prowadząc linię z elektrowni wodnej w Gródku (nad Wdą) przez Fordon. Od 1929 roku źródłem energii elektrycznej była elektrownia miejska na Jachcicach w Bydgoszczy, skąd wybudowano linie 15 kV do Solca Kujawskiego, a w 1939 połączenie Fordon- Bydgoszcz, łącząc elektrownię z siecią Pomorskiej Elektrowni Krajowej Gródek S.A.
W dwudziestoleciu międzywojennym coraz większe znaczenie odgrywała turystyka, czemu sprzyjały walory krajobrazowe i rekreacyjne ziem powiatu bydgoskiego. W przewodnikach krajoznawczych za najciekawsze obiekty uznano: jezioro Jezuickie, najdłuższy w środkowej Europie most fordoński, zespół pałacowo-parkowy w Ostromecku, przełom Brdy w Opławcu, widok na Koronowo z otaczających wzgórz, jeziora byszewskie, ruiny zamku w Jasińcu Nowym, Bory Tucholskie z rezerwatem cisów staropolskich oraz Solec Kujawski, gdzie podkreślono położenie wśród lasów z jednej, a nad Wisłą z drugiej strony. Głównym centrum rozrywkowym mieszkańców Bydgoszczy były planty nad Kanałem Bydgoskim, a ceniono także Opławiec, Smukałę, Rynkowo, Brdyujście, Ostromecko, Koronowo. Z Koronowa do Bydgoszczy organizowano spływy na tratwach i kajakach (od 1936) oraz wycieczki odkrytymi wagonami kolei powiatowej. Brdą, Wisłą i Kanałem Bydgoskim kursowały statki wycieczkowe Lloyda Bydgoskiego.
W przeddzień II wojny światowej centralna i południowa część powiatu była terenem ożywionej działalności niemieckich grup rewizjonistycznych, co znalazło odzwierciedlenie jesienią 1939 roku w działalności niemieckiego Selbstschutzu. Symbolem jego zbrodniczej działalności są liczne cmentarze i pomniki upamiętniające zamordowanych Polaków.

### Okres okupacji niemieckiej

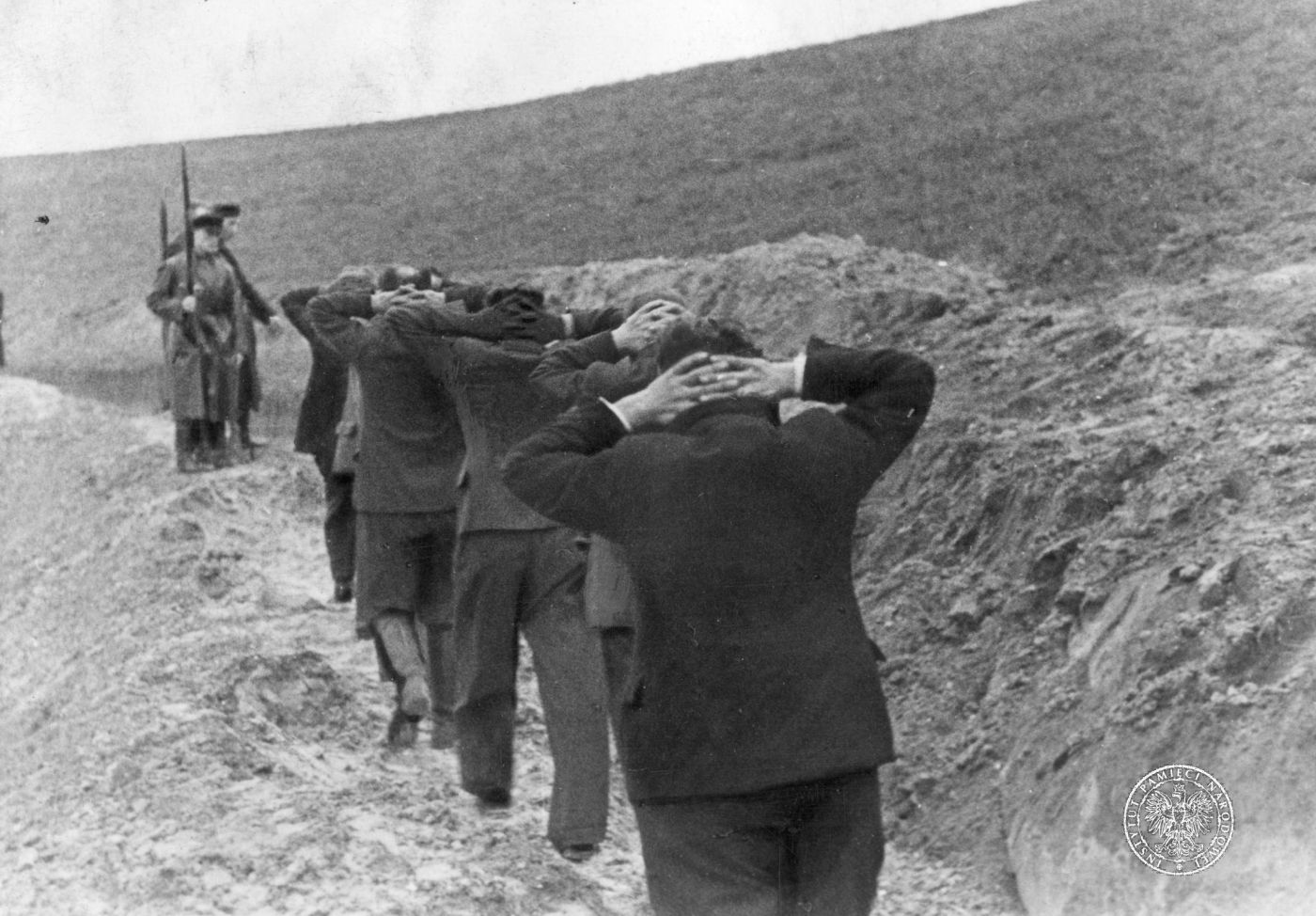
Bydgoscy nauczyciele w drodze na egzekucję w „Dolinie śmierci“

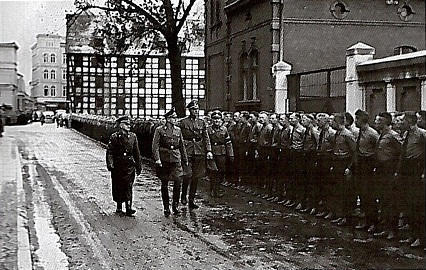
Inspekcja Selbstschutzu w Bydgoszczy jesienią 1939. Od lewej: Josef Meier, dowódca Selbstschutzu w powiecie bydgoskim, nadburmistrz Bydgoszczy Werner Kampe oraz Ludolf-Hermann von Alvensleben

W przeddzień agresji niemieckiej oddziały polskie obsadziły linię umocnień na zachód i północ od Bydgoszczy, tzw. Przedmoście Bydgoskie. Dowódcą lokalnego odcinka obrony był gen. Zdzisław Wincenty Przyjałkowski – dowódca 15 Dywizji Piechoty. Sztab znajdował się w lasach koło Białych Błót. Oddziały polskie na linii jezior byszewskich zostały w nocy z 2 na 3 września okrążone i w następnych dniach zniszczone, z wyjątkiem 22 Pułku Piechoty, który przedarł się do Bydgoszczy. Oddziały na Przedmościu Bydgoskim, mimo że skutecznie odpierały ataki niemieckie, decyzją dowództwa zostały wycofane na wschód. 3 września w Bydgoszczy, Solcu Kujawskim, Łochowie, Cielu i Murowańcu, Koronowie i innych miejscowościach doszło do zorganizowanej dywersji niemieckiej ludności, która ostrzelała wycofujące się polskie oddziały. W wyniku walk część dywersantów została zabita. Propaganda nazistowska wykorzystała ten fakt, budując mit o „krwawej niedzieli w Bydgoszczy”, którego celem było wzbudzenie nienawiści do Polaków oraz usprawiedliwienie mających mieć miejsce zbrodni.
Zajęcie powiatu przez wojska hitlerowskie i grupy specjalne, zapoczątkowało represje miejscowej ludności polskiej. Jesienią 1939 roku powiatowe jednostki Selbstschutzu oraz SS-mani z Gdańska dokonały wielu zbrodni na Polakach i Żydach. Niemal w każdej miejscowości do dziś znaleźć można ślady barbarzyńskiej działalności hitlerowców. Masowe groby ofiar odnaleziono m.in. w fordońskiej Dolinie Śmierci, w lesie k. Wudzyna, w Sadkach, Buszkowie i Tryszczynie, w Białych Błotach, Otorowie, Paterku i nad jeziorem Borówno. Jesienią 1939 Niemcy zamordowali m.in. prezydenta Bydgoszczy Leona Barciszewskiego, burmistrza Fordonu Wacława Wawrzyniaka i burmistrza Koronowa Maksymiliana Talaśkę. W grudniu 1939 Niemcy ogłosili, że w Bydgoszczy „problem żydowski przestał istnieć”, tzn. wszyscy Żydzi, którzy sami nie uciekli, zostali zabici lub aresztowani.
W okresie okupacji niemieckiej 1939–1945 powiat wchodził w skład rejencji bydgoskiej w okręgu Gdańsk-Prusy Zachodnie. Liczba mieszkańców wynosiła ok. 60 tys. Szczeblem pośrednim były tzw. urzędy obwodowe: Bydgoszcz-wieś, Dobrcz, Koronowo-wieś, Mąkowarsko, Nowa Wieś Wielka, Sicienko, Solec-wieś, Wierzchucin, Wtelno i Żołędowo. Odrębny status zachowały miasta: Koronowo, Solec Kujawski i Fordon. Powiat dzielił się na 114 gmin. W powiecie obowiązywały restrykcyjne przepisy wydane przez gauleitera Alberta Forstera. Już w październiku 1939 wprowadzono nakaz używania włącznie języka niemieckiego, także w kościołach i nabożeństwach oraz usunięcia polskich napisów z przestrzeni publicznej, nawet z nagrobków. Polskie przedsiębiorstwa i majątki konfiskował na rzecz III Rzeszy Główny Urząd Powierniczy-Wschód z ekspozyturą w Bydgoszczy. Wiele przedsiębiorstw przestawiono na produkcję wojenną, a 75% polskich zakładów handlowych i rzemieślniczych zlikwidowano. W latach 1939–1943 dokonano licznych wysiedleń Polaków z gospodarstw rolnych, bądź domów i mieszkań do Generalnego Gubernatorstwa. Na ich miejsce osiedlano Niemców z Wołynia, krajów nadbałtyckich i Besarabii. W marcu 1941 wprowadzono niemiecką listę narodowościową (niem. Volksliste), która służyć miała zniemczeniu ludności polskiej oraz zasileniu Wehrmachtu nowymi rekrutami. Od 1942 Polaków zmuszano do wpisywania się na listę pod groźbą wysiedlenia, a także umieszczenia w obozie koncentracyjnym.
W latach 1940–1944 w Puszczy Bydgoskiej, między Łęgnowem a Bydgoszczą Niemcy zbudowali zamaskowaną w lesie fabrykę zbrojeniową DAG Fabrik Bromberg, zajmującą się produkcją i elaboracją materiałów wybuchowych. Tereny leśne wyposażono w setki kilometrów betonowych dróg, bocznic kolejowych oraz tysiące zamaskowanych budynków. Przy budowie pracowało 40 tysięcy osób, w tym Reichsarbeitsdienst oraz jeńcy wojenni. Ponadto rozbudowano tajną część Zakładów Amunicyjnych na Osowej Górze, gdzie produkowano części do rakiet bojowych.
Jesienią 1939 roku w majątku Potulickich utworzono obóz dla polskich przesiedleńców, w którym więziono 25 tys. osób, z których 1300 zginęło (w tym 767 dzieci). W latach 1941–1943 funkcjonował obóz dla polskich przesiedleńców w Smukale, podlegający gestapo i komendantowi obozu Stutthof (KL). Przeszło przez niego w sumie 4 tys. osób, z czego 700 zginęło, w tym 140 dzieci. W 1944 utworzono także obozy Bromberg-Ost i Bromberg-Brahnau, w których do niewolniczej pracy używano ok. 1300 Żydówek. Ciężki obóz karny dla Polaków zorganizowano także na terenie więzienia w Koronowie. Przeszło przezeń około 1800 osób, z czego 631 zginęło lub zmarło z wycieńczenia.
Od 1940 roku w powiecie rozwijał się ruch oporu (początkowo Związek Walki Zbrojnej oraz Szare Szeregi). W 1944 do Armii Krajowej w okręgu bydgoskim należało ok. 1,2 tys. osób, podlegały jej oddziały AK w Borach Tucholskich oraz Miecz i Pług. Istniała także Okręgowa Delegatura Rządu na Kraj, Wojskowa Służba Kobiet, Polska Armia Powstania, podziemne harcerstwo i inne organizacje. Wydawano pisma konspiracyjne oraz organizowano tajne nauczanie. Dominowała praca wywiadowcza, dywersja i sabotaż w zakładach zbrojeniowych.
Ziemie powiatu bydgoskiego zostały wyzwolone spod okupacji hitlerowskiej 22–26 stycznia 1945 roku w wyniku operacji wiślańsko-odrzańskiej wojsk radziecko-polskich. W bitwach uczestniczyły oddziały Armii Radzieckiej (9. Korpus Pancerny Gwardii, 2. Korpus Kawalerii Gwardii, trzy dywizje z 125. Korpusu Piechoty), polskie (1 Brygada Pancerna i 8 Bydgoski Pułk Piechoty z 3. Dywizji Piechoty) i niemieckie m.in. 15 łotewska Dywizja Grenadierów SS, 4. Dywizja Pancerna i 337. Dywizja Grenadierów Ludowych. Przełamano m.in. linie umocnień niemieckich Nowa Wieś Wielka – Rojewo, a na północ od Bydgoszczy, na linii Kanału Bydgoskiego i pod Nakłem wywiązały się zacięte walki z przebijającymi się na północ Niemcami. Żadne z miast i wsi nie zostało doszczętnie zniszczone. Straty radzieckie w okolicy Bydgoszczy (21–27 stycznia 1945) wyniosły ok. 2 tys. zabitych i 30-40 czołgów, straty polskie – ok. 110 żołnierzy, a niemieckie – ok. 1 tys. zabitych. Zacięte walki rozegrały się również na początku lutego 1945 w lasach koło Dąbrowy Chełmińskiej, gdzie okrążono i zniszczono resztki wojsk niemieckich. W wyniku krwawej bitwy, która zakończyła się 7 lutego zginęło ok. 9 tys. żołnierzy niemieckich, a 4 tys. wzięto do niewoli.

### Okres powojenny
W styczniu 1945 zaczęto organizować nowe władze administracyjne. Zgodnie z ustawą o organizacji i zakresie działania rad narodowych, stworzono wojewódzkie, powiatowe (miejskie) i gminne rady narodowe. Na czele powiatu stał przewodniczący Powiatowej RN. Pierwszym z nich był Leon Michalski. Na terenie powiatu bydgoskiego utworzono 10 urzędów gminnych, w tym gminę Bydgoszcz-Wieś z siedzibą w Białych Błotach. W 1946 powiat bydgoski liczył 1334 km². Zamieszkiwało go 53,2 tys. osób. Położony był w województwie bydgoskim (w latach 1945–1950 nazywanego pomorskim).
W latach 1945–1948 ludność niemiecka opuściła terytorium powiatu, a w jej miejsce przybyli Polacy z głębi kraju i z kresów wschodnich. W 1945 roku duże prywatne posiadłości ziemskie oraz wszystkie gospodarstwa poniemieckie znacjonalizowano w oparciu o przepisy reformie rolnej. Większość gruntów rozparcelowano na rzecz rodzin miejscowych, repatriantów i przesiedleńców, a część przekazano nowo utworzonym Państwowym Gospodarstwom Rolnym i Rolniczym Spółdzielniom Produkcyjnym. W latach 1945–1947 spośród gospodarstw rolnych poniemieckich, 40% przeznaczono dla rodzin repatriantów z Kresów Wschodnich, 30% dla ludności z Polski centralnej, 20% dla miejscowych robotników dawniej pracujących u Niemców, a 10% dla inwalidów wojennych. Łącznie na terenach wiejskich osadzono ponad 800 rodzin repatriantów, najwięcej w gromadach: Solec Kujawski (183), Wtelno (134), Dobrcz (113), Koronowo (80) oraz 504 rodziny w Bydgoszczy i w znacznie mniejszej skali w: Solcu Kujawskim, Fordonie i Koronowie. W znacjonalizowanych dawnych majątkach szlacheckich ulokowano instytucje oświatowe i opieki społecznej, np. w zespole pałacowo-parkowym w Ostromecku – Ośrodek Szkolno-Wychowawczy dla Dzieci i Młodzieży Słabosłyszącej i Niesłyszącej. Podobnie zagospodarowano m.in. pałace i dwory m.in. w: Żołędowie, Gądeczu, Karolewie, Wojnowie, niektóre zaś przeznaczono na cele mieszkalne.
W Polsce Ludowej centralnie zarządzanej na wzór ZSRR, systematycznie ograniczano kompetencje samorządu. Starostowie stali się urzędnikami reprezentującymi wolę swych przełożonych, a nie wyborców. Od 1950 roku starostę powiatowego zastąpił przewodniczący Powiatowej Rady Narodowej. Reforma administracyjna z 25 września 1954 w miejsce zlikwidowanych gmin powołała gromady wraz z gromadzkimi radami narodowymi. W powiecie bydgoskim początkowo znajdowało się 25 gromad, które liczyły łącznie 1388 km² i 59 tys. mieszkańców. Począwszy od 1956 roku dokonywano likwidacji mniejszych, słabszych ekonomicznie gromad, włączając je w skład większych jednostek. W 1959 roku zlikwidowano 10 gromad: Buszkowo, Kruszyn, Łochowo, Łukowiec, Salno, Sitowiec, Strzelce Górne, Teresin, Trzeciewiec, Wierzchucinek, w 1961 roku gromadę Brzoza, w 1968 – gromadę Wudzyn, a w zamian włączono z powiatu świeckiego gromadę Serock. Przy okazji zmian w liczbie gromad dokonywano korekt granicy powiatu bydgoskiego, wyrzyskiego i świeckiego, a tereny podmiejskie włączano sukcesywnie do terytorium Bydgoszczy (Osowa Góra, Prądy, Opławiec, Łęgnowo itd.)
Gromady i miejscowości w obrębie terytorium powiatu bydgoskiego (stan z 1972 roku), kursywą zaznaczono gromady obejmujące miejscowości z prawobrzeża Wisły (włączone do powiatu w 1999 roku)
| Gromada                       | Wsie |
| Gromada Białebłota            | Białe Błota, Ciele, Drzewce, Kruszyn Krajeński, Lisi Ogon, Lipniki, Łochowice, Łochowo, Murowaniec, Trzciniec, Zielonka                                                                                                 |
| Gromada Dąbrowa Chełmińska    | Bolumin, Czemlewo, Dąbrowa Chełmińska, Gzin, Janowo, Mozgowina, Nowy Dwór, Ostromecko, Otowice, Rafa, Strzyżawa, Wałdowo Królewskie                                                                                     |
| Gromada Dobrcz                | Aleksandrowo, Borówno, Chełmszczonka, Chmielewo, Dobrcz, Gądecz, Karczemka, Kotomierz, Kozielec, Kusowo, Magdalenka, Pauliny, Pyszczyn, Sienno, Suponin, Trzeciewiec, Trzebień, Trzęsacz, Włóki, Zła Wieś, Zalesie      |
| Miasto Fordon                 | |
| gromada Fordon                | Czarnówko, Grochol, Jarużyn, Łoskoń, Mariampol, Pałcz, Strzelce Dolne, Strzelce Górne, Zofin |
| Gromada Kokocko               | m.in. Czarże, Dębowiec, Słończ |
| Miasto Koronowo               | |
| Gromada Koronowo              | Buszkowo, Bytkowice, Nowy Dwór, Okole, Salno, Samociążek, Skarbiewo, Sokole-Kuźnica, Stary Dwór, Stary Jasiniec, Więzowno                                                                                               |
| Gromada Mąkowarsko            | Dziedno, Dziedzinek, Lucim, Mąkowarsko, Sitowiec, Wilcze |
| Gromada Nowawieś Wielka       | Brzoza, Dąbrowa Wielka, Dobromierz, Dziemionna, Jakubowo, Januszkowo, Kobylarnia, Kolankowo, Leszyce, Łażyn, Nowa Wieś Wielka, Nowa Wioska, Nowe Smolno, Olimpin, Prądki, Prądocin, Przyłęki, Tarkowo Dolne             |
| Gromada Osielsko              | Czarnówczyn, Myślęcinek, Niemcz, Niwy, Osielsko |
| Gromada Serock                | Brzeźno, Chajdrowo, Glinki, Karolewo, Łowinek, Nowy Jasiniec, Serock, Stronno, Wudzyn, Wudzynek |
| Gromada Sicienko              | Goncarzewy, Kasprowo, Kruszyn, Kruszyniec, Mochle, Nowaczkowo, Nowa Dąbrówka, Nowa Ruda, Osówiec, Pawłówek, Piotrkówko, Sicienko, Sitno, Trzemiętowo, Trzemiętówko, Ugoda, Wierzchucice, Wierzchucinek, Wojnowo, Zawada |
| Miasto Solec Kujawski         | |
| Gromada Solec Kujawski        | Chrośna, Mały Kabat, Łęgnowo, Makowiska, Otorowo, Plątnowo, Przyłubie, Wypaleniska |
| Gromada Ślesin                | Gliszcz, Gorzeń, Gumnowice, Kaźmierowo, Michalin, Potulice, Samsieczno, Samsieczynek, Strzelewo, Ślesin, Teresin, Zielonczyn                                                                                            |
| Gromada Wierzchucin Królewski | Byszewo, Dąbrowice, Huta, Krąpiewo, Łąsko Małe, Łąsko Wielkie, Łukowiec, Murucin, Osiek, Popielewo, Wierzchucin Królewski, Wiskitno                                                                                     |
| Gromada Wtelno                | Gogolin, Gogolinek, Gościeradz, Szczutki, Tryszczyn, Witoldowo, Wtelno |
| Gromada Żołędowo              | Augustowo, Bożenkowo, Jagodowo, Linówiec, Łącznica, Maksymilianowo, Nekla, Smukała Dolna, Żołędowo |

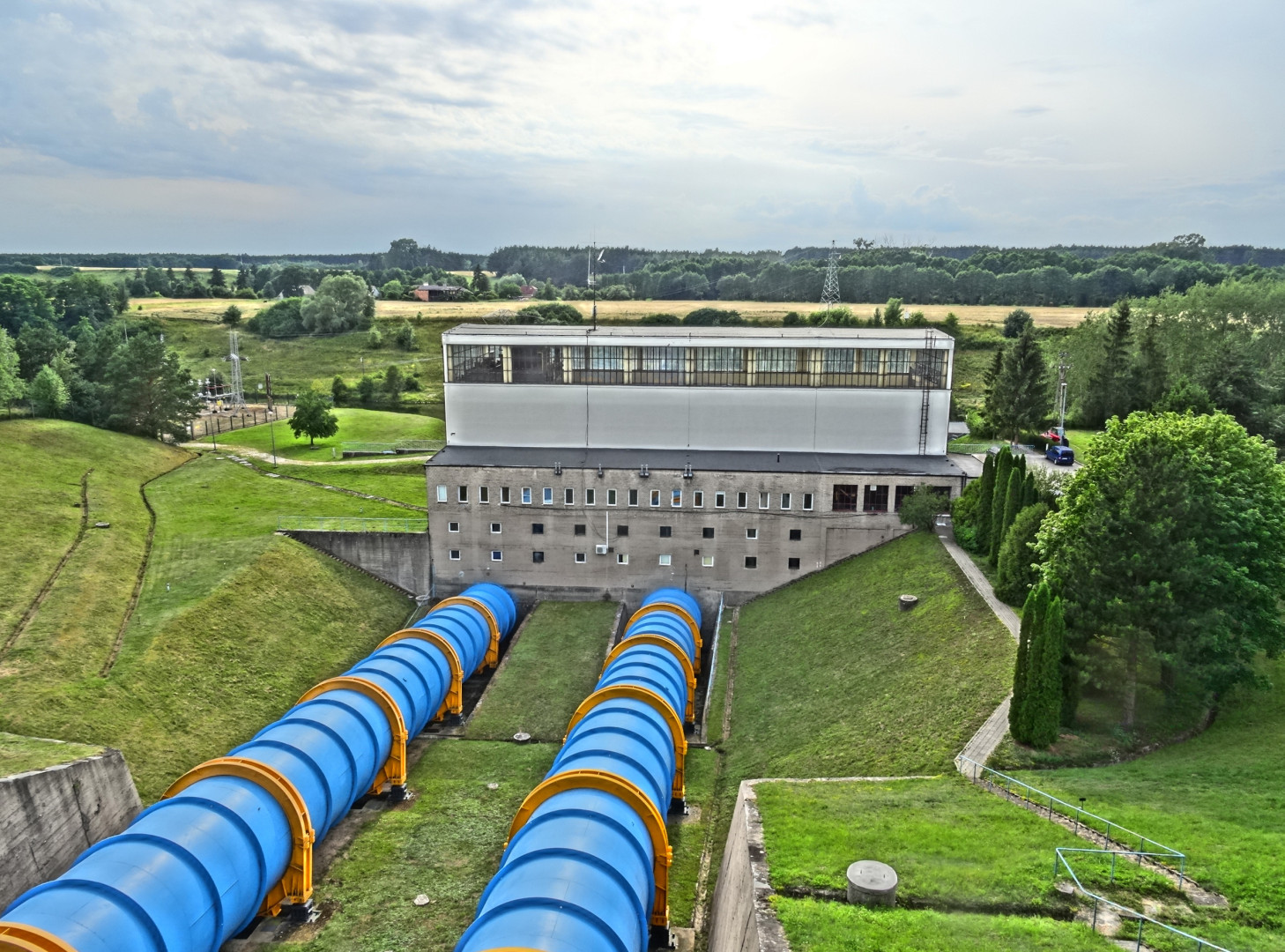
Elektrownia wodna na Brdzie w Samociążku (26 MW) oddana do użytku w 1961 roku

Dużą inwestycją na terenie powiatu była budowa w latach 1956–1962 zapór wodnych i hydroelektrowni na Brdzie w: Samociążku, Bożenkowie i w Smukale oraz stworzenie sztucznego Jeziora Koronowskiego, wokół którego intensywnie rozwijała się turystyka. Koncepcja budowy tamy i siłowni została opracowana przez prof. Karola Pomianowskiego z Politechniki Warszawskiej i mgr inż. Alfonsa Hoffmana już w czasach II Rzeczypospolitej. W wyniku spiętrzenia wód Brdy powstał rozczłonkowany przez zatoki i półwyspy zbiornik o powierzchni 1660 ha i długości 36 km, otoczony lasem, o wybitnych walorach rekreacyjno-krajobrazowych. Budowa zalewu wpłynęła również na podniesienie poziomu wód w jeziorach rynny byszewskiej i pojawienie się wód w leśnych obniżeniach terenu na południe od Koronowa. Począwszy od lat 60. XX w. w wielu miejscach atrakcyjnie położonych powstawały kompleksy pracowniczych ogrodów działkowych, użytkowanych przez mieszkańców Bydgoszczy. Największe kompleksy tego typu powstały w okolicy Zalewu Koronowskiego w Pieczyskach, nad Brdą w Bożenkowie, nad jeziorem Jezuickim w Prądocinie, nad jeziorem Borówno w Nekli, nad jeziorami byszewskimi w Drzewianowie, Prosperowie, Wierzchucinku, Salnie, a także w Niemczu, Maksymilianowie, Drzewcach, Murowańcu i Wudzynie. Rozwój motoryzacji sprawił, że traciła na znaczeniu Bydgoska Kolej Powiatowa. Liczba pasażerów spadła ze 150 tys. rocznie w latach 50.do 40 tys. w 1968 roku. Rok później kolej zlikwidowano.
Z dniem 1 stycznia 1973 na terenie powiatu bydgoskiego w miejsce 14 jednostek administracyjnych utworzono 10, w tym 8 gmin wiejskich (Białe Biota, Dobrcz, Koronowo, Nowa Wieś Wielka, Osielsko, Serock, Sicienko, Ślesin), gminę zintegrowaną w Solcu Kujawskim oraz miasto Koronowo oparte na dotychczasowej strukturze adrninistracyjnej. Fordon został włączony do Bydgoszczy, a od 1981 w jego otoczeniu trwała budowa wielkiej dzielnicy mieszkaniowej Nowy Fordon.
Po reformie administracyjnej z 1975 roku zlikwidowano powiaty oraz zwiększono liczbę województw z 17 do 49, które jednak kompetencyjnie odpowiadały bardziej dawnym powiatom niż województwom.
Zmniejszone liczebnie i powiększone terytorialnie gromady przekształcono w gminy.
Stan taki przetrwał do 1999 roku, kiedy powrócono do tradycyjnego, funkcjonującego przez wiele stuleci, modelu państwa. Po reformie administracyjnej z 1999 roku powstał na nowo powiat bydgoski w zmodyfikowanych granicach w obrębie województwa kujawsko-pomorskiego, który obejmował 8 gmin: Białe Błota, Nowa Wieś Wielka, Solec Kujawski, Sicienko, Osielsko, Dobrcz, Dąbrowa Chełmińska i Koronowo. Była to terytorialnie czwarta forma powiatu bydgoskiego po staropolskim (XIV w.-1772), pruskim (1772-1816) i prusko-polskim (1816-1975). Zachowano wcześniej przeprowadzone korekty gromad i gmin (1954–1962). Ważniejsze zmiany terytorialne to:
1. Włączenie do powiatu gminy Dąbrowa Chełmińska leżącej po prawej stronie Wisły, historycznie należącej do ziemi chełmińskiej. Decyzja ta uwzględniała zarówno względy utylitarne (zaplecze, sypialnia miasta), jak i historyczne (do czasu zawłaszczenia ziemi chełmińskiej przez krzyżaków, kasztelania wyszogrodzka obejmowała prawobrzeże Wisły).
2. Południowo-zachodnia granica powiatu oparła się nie jak dawniej na Noteci, lecz na Kanale Górnonoteckim. W związku z tym w skład powiatu weszło kilka miejscowości z XIX-wiecznego powiatu inowrocławskiego (Prądocin, Januszkowo, Kolankowo, Jakubowo, Dziemionna, Tarkowo Dolne) i szubińskiego (Kobylarnia, Olimpin, Nowe Smolno), które wchodziły jednak w skład staropolskiego powiatu bydgoskiego.
3. Wsie z bezpośredniego zaplecza Nakła nad Notecią wyłączono z powiatu bydgoskiego na rzecz nakielskiego (Samsieczno, Ślesin, Występ, Gorzeń, Potulice).
4. Na północy do powiatu bydgoskiego włączono Nowy Jasiniec, a na południowym wschodzie niewielki obszar Puszczy Bydgoskiej na wschód od Chrośnej.

W latach 90. blisko połowę powierzchni powiatu włączono do stref przyrodniczo chronionych. Duże postępy osiągnięto w ochronie środowiska, czego przykładem jest czysta rzeka Brda. Od lat 90. XX w. nasilił się proces suburbanizacji okolic Bydgoszczy, który doprowadził w szybkim tempie do zabudowania osiedlami domów jednorodzinnych wielu obszarów podmiejskich, wzrostu liczby ludności oraz rozwoju gospodarczego. W XXI w. liczba oddawanych nowych mieszkań w powiecie dorównywała miastu Bydgoszczy. Na jego terenie użytkowano również 18 tys. działek letniskowych, które są bazą wypoczynku letniego i świąteczno-niedzielnego.

## Starostowie powiatu bydgoskiego

### Okres pruski
- 1777–1795 Peter von Twardowski
- 1795–1806 Marcus von Chmielewski
- 1815–1817 von Kloczkiewicz
- 1817–1833 Heinrich Wilhelm von Grabowski
- 1833–1837 Wüstenberg
- 1837–1848 Riedel
- 1848 Georg Hasenclever
- 1848–1867 Gustav Oswald Julius Crusius
- 1867–1868 Harmening
- 1868–1890 Gustav von Oertzen
- 1890–1894 Conrad Max von Unruh
- 1894–1904 Johann von Eisenhart-Rothe
- 1904–1912 Wilhelm Abicht
- 1912–1919 Max Hausleutner

### Okres międzywojenny
- 1920–1927 Stanisław Niesiołowski
- 1927–1934 Józef Bereta, Józef Nowak
- 1934–1935 Michał Stefanicki
- 1936–1939 Julian Suski

### Okres okupacji niemieckiej
- 1939–1943 Nethe
- 1943 Edgar Saebisch (komisaryczny)
- 1943–1944 Otto Gonnermann (komisaryczny)
- 1944–1945 Edgar Saebisch

### Okres PRL
- 1945–... Leon Michalski

### Okres od 1999
- 1999–2006 Jan Graczkowski
- 2006–2010 Kazimierz Krasowski
- od 2010-2024 Wojciech Porzych
- Od 2024 Piotr Kozłowski[115]